# Liste der Kulturdenkmale in Berlin-Kreuzberg

Lage von Kreuzberg in Berlin

In der Liste der Kulturdenkmale von Kreuzberg sind die Kulturdenkmale des Berliner Ortsteils Kreuzberg im Bezirk Friedrichshain-Kreuzberg aufgeführt.

## Denkmalbereiche (Ensembles)
| Nr.      | Lage | Offizielle Bezeichnung | Bestandteile / Beschreibung | Bild                                |
| -------- | --- | --- | --- | ----------------------------------- |
| 09030455 | Baerwaldstraße 64–67 Wilmsstraße 10–12 (Lage) | Stadtbad, Schule, Kirche Gesamtanlagen siehe: Wilmsstraße 10; 11–12 Baudenkmal siehe: Baerwaldstraße 64–67 | |                                     |
| 09030459 | Chamissoplatz 1–8 Arndtstraße 7, 10–37 Bergmannstraße 8–10, 12–13, 15–19 Fidicinstraße 4–8A, 11–23, 25–39 Friesenstraße 4–6, 8–12, 22–23 Kloedenstraße 1–8 Kopischstraße 1–10 Nostitzstraße 27–29, 31–34 Schenkendorfstraße 1–2, 4 Schwiebusser Straße 6–9 Willibald-Alexis-Straße 7–36 (Lage)                                                                          | Ensemble Chamissoplatz, Mietshäuser, Gewerbehof, Wasserturm, Gasleuchten Baudenkmale siehe: Arndtstraße 34 Bergmannstraße 8; 9 Fidicinstraße 29–29A Kopischstraße 7 Nostitzstraße 27; 29 | Weitere Bestandteile des Ensembles: | Weitere Bestandteile des Ensembles: |
| 09030459 | Chamissoplatz 1–8 Arndtstraße 7, 10–37 Bergmannstraße 8–10, 12–13, 15–19 Fidicinstraße 4–8A, 11–23, 25–39 Friesenstraße 4–6, 8–12, 22–23 Kloedenstraße 1–8 Kopischstraße 1–10 Nostitzstraße 27–29, 31–34 Schenkendorfstraße 1–2, 4 Schwiebusser Straße 6–9 Willibald-Alexis-Straße 7–36 (Lage)                                                                          | Ensemble Chamissoplatz, Mietshäuser, Gewerbehof, Wasserturm, Gasleuchten Baudenkmale siehe: Arndtstraße 34 Bergmannstraße 8; 9 Fidicinstraße 29–29A Kopischstraße 7 Nostitzstraße 27; 29 | Gasleuchten, z. B. am Chamissoplatz |                                     |
| 09030459 | Chamissoplatz 1–8 Arndtstraße 7, 10–37 Bergmannstraße 8–10, 12–13, 15–19 Fidicinstraße 4–8A, 11–23, 25–39 Friesenstraße 4–6, 8–12, 22–23 Kloedenstraße 1–8 Kopischstraße 1–10 Nostitzstraße 27–29, 31–34 Schenkendorfstraße 1–2, 4 Schwiebusser Straße 6–9 Willibald-Alexis-Straße 7–36 (Lage)                                                                          | Ensemble Chamissoplatz, Mietshäuser, Gewerbehof, Wasserturm, Gasleuchten Baudenkmale siehe: Arndtstraße 34 Bergmannstraße 8; 9 Fidicinstraße 29–29A Kopischstraße 7 Nostitzstraße 27; 29 | 09030467 – Arndtstraße 7 / Friesenstraße 4, Mietshaus, 1884 von F. Schwenke                                                                                    |                                     |
| 09030459 | Chamissoplatz 1–8 Arndtstraße 7, 10–37 Bergmannstraße 8–10, 12–13, 15–19 Fidicinstraße 4–8A, 11–23, 25–39 Friesenstraße 4–6, 8–12, 22–23 Kloedenstraße 1–8 Kopischstraße 1–10 Nostitzstraße 27–29, 31–34 Schenkendorfstraße 1–2, 4 Schwiebusser Straße 6–9 Willibald-Alexis-Straße 7–36 (Lage)                                                                          | Ensemble Chamissoplatz, Mietshäuser, Gewerbehof, Wasserturm, Gasleuchten Baudenkmale siehe: Arndtstraße 34 Bergmannstraße 8; 9 Fidicinstraße 29–29A Kopischstraße 7 Nostitzstraße 27; 29 | 09030468 – Arndtstraße 10, Mietshaus, 1885 von Johann Gottlieb Schiller                                                                                        |                                     |
| 09030459 | Chamissoplatz 1–8 Arndtstraße 7, 10–37 Bergmannstraße 8–10, 12–13, 15–19 Fidicinstraße 4–8A, 11–23, 25–39 Friesenstraße 4–6, 8–12, 22–23 Kloedenstraße 1–8 Kopischstraße 1–10 Nostitzstraße 27–29, 31–34 Schenkendorfstraße 1–2, 4 Schwiebusser Straße 6–9 Willibald-Alexis-Straße 7–36 (Lage)                                                                          | Ensemble Chamissoplatz, Mietshäuser, Gewerbehof, Wasserturm, Gasleuchten Baudenkmale siehe: Arndtstraße 34 Bergmannstraße 8; 9 Fidicinstraße 29–29A Kopischstraße 7 Nostitzstraße 27; 29 | 09030469 – Arndtstraße 11, Mietshaus, 1878 von A. Dornbrach |                                     |
| 09030459 | Chamissoplatz 1–8 Arndtstraße 7, 10–37 Bergmannstraße 8–10, 12–13, 15–19 Fidicinstraße 4–8A, 11–23, 25–39 Friesenstraße 4–6, 8–12, 22–23 Kloedenstraße 1–8 Kopischstraße 1–10 Nostitzstraße 27–29, 31–34 Schenkendorfstraße 1–2, 4 Schwiebusser Straße 6–9 Willibald-Alexis-Straße 7–36 (Lage)                                                                          | Ensemble Chamissoplatz, Mietshäuser, Gewerbehof, Wasserturm, Gasleuchten Baudenkmale siehe: Arndtstraße 34 Bergmannstraße 8; 9 Fidicinstraße 29–29A Kopischstraße 7 Nostitzstraße 27; 29 | 09030470 – Arndtstraße 12, Mietshaus, 1878 von P.F. Schirk |                                     |
| 09030459 | Chamissoplatz 1–8 Arndtstraße 7, 10–37 Bergmannstraße 8–10, 12–13, 15–19 Fidicinstraße 4–8A, 11–23, 25–39 Friesenstraße 4–6, 8–12, 22–23 Kloedenstraße 1–8 Kopischstraße 1–10 Nostitzstraße 27–29, 31–34 Schenkendorfstraße 1–2, 4 Schwiebusser Straße 6–9 Willibald-Alexis-Straße 7–36 (Lage)                                                                          | Ensemble Chamissoplatz, Mietshäuser, Gewerbehof, Wasserturm, Gasleuchten Baudenkmale siehe: Arndtstraße 34 Bergmannstraße 8; 9 Fidicinstraße 29–29A Kopischstraße 7 Nostitzstraße 27; 29 | 09030471 – Arndtstraße 13, Mietshaus, 1880 von H. A. Holland                                                                                                   |                                     |
| 09030459 | Chamissoplatz 1–8 Arndtstraße 7, 10–37 Bergmannstraße 8–10, 12–13, 15–19 Fidicinstraße 4–8A, 11–23, 25–39 Friesenstraße 4–6, 8–12, 22–23 Kloedenstraße 1–8 Kopischstraße 1–10 Nostitzstraße 27–29, 31–34 Schenkendorfstraße 1–2, 4 Schwiebusser Straße 6–9 Willibald-Alexis-Straße 7–36 (Lage)                                                                          | Ensemble Chamissoplatz, Mietshäuser, Gewerbehof, Wasserturm, Gasleuchten Baudenkmale siehe: Arndtstraße 34 Bergmannstraße 8; 9 Fidicinstraße 29–29A Kopischstraße 7 Nostitzstraße 27; 29 | 09030472 – Arndtstraße 14, Mietshaus, um 1879 von Albert Burghardt (?)                                                                                         |                                     |
| 09030459 | Chamissoplatz 1–8 Arndtstraße 7, 10–37 Bergmannstraße 8–10, 12–13, 15–19 Fidicinstraße 4–8A, 11–23, 25–39 Friesenstraße 4–6, 8–12, 22–23 Kloedenstraße 1–8 Kopischstraße 1–10 Nostitzstraße 27–29, 31–34 Schenkendorfstraße 1–2, 4 Schwiebusser Straße 6–9 Willibald-Alexis-Straße 7–36 (Lage)                                                                          | Ensemble Chamissoplatz, Mietshäuser, Gewerbehof, Wasserturm, Gasleuchten Baudenkmale siehe: Arndtstraße 34 Bergmannstraße 8; 9 Fidicinstraße 29–29A Kopischstraße 7 Nostitzstraße 27; 29 | 09030473 – Arndtstraße 15, Mietshaus, 1878 von Rudolf Garbe |                                     |
| 09030459 | Chamissoplatz 1–8 Arndtstraße 7, 10–37 Bergmannstraße 8–10, 12–13, 15–19 Fidicinstraße 4–8A, 11–23, 25–39 Friesenstraße 4–6, 8–12, 22–23 Kloedenstraße 1–8 Kopischstraße 1–10 Nostitzstraße 27–29, 31–34 Schenkendorfstraße 1–2, 4 Schwiebusser Straße 6–9 Willibald-Alexis-Straße 7–36 (Lage)                                                                          | Ensemble Chamissoplatz, Mietshäuser, Gewerbehof, Wasserturm, Gasleuchten Baudenkmale siehe: Arndtstraße 34 Bergmannstraße 8; 9 Fidicinstraße 29–29A Kopischstraße 7 Nostitzstraße 27; 29 | 09030474 – Arndtstraße 16, Mietshaus, 1875 von Friedrich Wilhelm Bahsow                                                                                        |                                     |
| 09030459 | Chamissoplatz 1–8 Arndtstraße 7, 10–37 Bergmannstraße 8–10, 12–13, 15–19 Fidicinstraße 4–8A, 11–23, 25–39 Friesenstraße 4–6, 8–12, 22–23 Kloedenstraße 1–8 Kopischstraße 1–10 Nostitzstraße 27–29, 31–34 Schenkendorfstraße 1–2, 4 Schwiebusser Straße 6–9 Willibald-Alexis-Straße 7–36 (Lage)                                                                          | Ensemble Chamissoplatz, Mietshäuser, Gewerbehof, Wasserturm, Gasleuchten Baudenkmale siehe: Arndtstraße 34 Bergmannstraße 8; 9 Fidicinstraße 29–29A Kopischstraße 7 Nostitzstraße 27; 29 | 09030475 – Arndtstraße 17, Mietshaus, 1879 von Adolf Mengel |                                     |
| 09030459 | Chamissoplatz 1–8 Arndtstraße 7, 10–37 Bergmannstraße 8–10, 12–13, 15–19 Fidicinstraße 4–8A, 11–23, 25–39 Friesenstraße 4–6, 8–12, 22–23 Kloedenstraße 1–8 Kopischstraße 1–10 Nostitzstraße 27–29, 31–34 Schenkendorfstraße 1–2, 4 Schwiebusser Straße 6–9 Willibald-Alexis-Straße 7–36 (Lage)                                                                          | Ensemble Chamissoplatz, Mietshäuser, Gewerbehof, Wasserturm, Gasleuchten Baudenkmale siehe: Arndtstraße 34 Bergmannstraße 8; 9 Fidicinstraße 29–29A Kopischstraße 7 Nostitzstraße 27; 29 | 09030476 – Arndtstraße 18, Mietshaus, um 1878 |                                     |
| 09030459 | Chamissoplatz 1–8 Arndtstraße 7, 10–37 Bergmannstraße 8–10, 12–13, 15–19 Fidicinstraße 4–8A, 11–23, 25–39 Friesenstraße 4–6, 8–12, 22–23 Kloedenstraße 1–8 Kopischstraße 1–10 Nostitzstraße 27–29, 31–34 Schenkendorfstraße 1–2, 4 Schwiebusser Straße 6–9 Willibald-Alexis-Straße 7–36 (Lage)                                                                          | Ensemble Chamissoplatz, Mietshäuser, Gewerbehof, Wasserturm, Gasleuchten Baudenkmale siehe: Arndtstraße 34 Bergmannstraße 8; 9 Fidicinstraße 29–29A Kopischstraße 7 Nostitzstraße 27; 29 | 09030477 – Arndtstraße 19, Mietshaus, um 1878 |                                     |
| 09030459 | Chamissoplatz 1–8 Arndtstraße 7, 10–37 Bergmannstraße 8–10, 12–13, 15–19 Fidicinstraße 4–8A, 11–23, 25–39 Friesenstraße 4–6, 8–12, 22–23 Kloedenstraße 1–8 Kopischstraße 1–10 Nostitzstraße 27–29, 31–34 Schenkendorfstraße 1–2, 4 Schwiebusser Straße 6–9 Willibald-Alexis-Straße 7–36 (Lage)                                                                          | Ensemble Chamissoplatz, Mietshäuser, Gewerbehof, Wasserturm, Gasleuchten Baudenkmale siehe: Arndtstraße 34 Bergmannstraße 8; 9 Fidicinstraße 29–29A Kopischstraße 7 Nostitzstraße 27; 29 | 09030478 – Arndtstraße 20, Mietshaus, 1875 von Carl Paul |                                     |
| 09030459 | Chamissoplatz 1–8 Arndtstraße 7, 10–37 Bergmannstraße 8–10, 12–13, 15–19 Fidicinstraße 4–8A, 11–23, 25–39 Friesenstraße 4–6, 8–12, 22–23 Kloedenstraße 1–8 Kopischstraße 1–10 Nostitzstraße 27–29, 31–34 Schenkendorfstraße 1–2, 4 Schwiebusser Straße 6–9 Willibald-Alexis-Straße 7–36 (Lage)                                                                          | Ensemble Chamissoplatz, Mietshäuser, Gewerbehof, Wasserturm, Gasleuchten Baudenkmale siehe: Arndtstraße 34 Bergmannstraße 8; 9 Fidicinstraße 29–29A Kopischstraße 7 Nostitzstraße 27; 29 | 09030479 – Arndtstraße 21, Mietshaus, 1876 von Carl August Wilhelm Maaß                                                                                        |                                     |
| 09030459 | Chamissoplatz 1–8 Arndtstraße 7, 10–37 Bergmannstraße 8–10, 12–13, 15–19 Fidicinstraße 4–8A, 11–23, 25–39 Friesenstraße 4–6, 8–12, 22–23 Kloedenstraße 1–8 Kopischstraße 1–10 Nostitzstraße 27–29, 31–34 Schenkendorfstraße 1–2, 4 Schwiebusser Straße 6–9 Willibald-Alexis-Straße 7–36 (Lage)                                                                          | Ensemble Chamissoplatz, Mietshäuser, Gewerbehof, Wasserturm, Gasleuchten Baudenkmale siehe: Arndtstraße 34 Bergmannstraße 8; 9 Fidicinstraße 29–29A Kopischstraße 7 Nostitzstraße 27; 29 | 09030480 – Arndtstraße 22 / Nostitzstraße 31, Mietshaus, 1878 von Albert Thomas                                                                                |                                     |
| 09030459 | Chamissoplatz 1–8 Arndtstraße 7, 10–37 Bergmannstraße 8–10, 12–13, 15–19 Fidicinstraße 4–8A, 11–23, 25–39 Friesenstraße 4–6, 8–12, 22–23 Kloedenstraße 1–8 Kopischstraße 1–10 Nostitzstraße 27–29, 31–34 Schenkendorfstraße 1–2, 4 Schwiebusser Straße 6–9 Willibald-Alexis-Straße 7–36 (Lage)                                                                          | Ensemble Chamissoplatz, Mietshäuser, Gewerbehof, Wasserturm, Gasleuchten Baudenkmale siehe: Arndtstraße 34 Bergmannstraße 8; 9 Fidicinstraße 29–29A Kopischstraße 7 Nostitzstraße 27; 29 | 09030481 – Arndtstraße 23–24, Mietshaus, 1884 von Robert Schiller                                                                                              |                                     |
| 09030459 | Chamissoplatz 1–8 Arndtstraße 7, 10–37 Bergmannstraße 8–10, 12–13, 15–19 Fidicinstraße 4–8A, 11–23, 25–39 Friesenstraße 4–6, 8–12, 22–23 Kloedenstraße 1–8 Kopischstraße 1–10 Nostitzstraße 27–29, 31–34 Schenkendorfstraße 1–2, 4 Schwiebusser Straße 6–9 Willibald-Alexis-Straße 7–36 (Lage)                                                                          | Ensemble Chamissoplatz, Mietshäuser, Gewerbehof, Wasserturm, Gasleuchten Baudenkmale siehe: Arndtstraße 34 Bergmannstraße 8; 9 Fidicinstraße 29–29A Kopischstraße 7 Nostitzstraße 27; 29 | 09030482 – Arndtstraße 25, Mietshaus, 1890 von Hugo Tietz |                                     |
| 09030459 | Chamissoplatz 1–8 Arndtstraße 7, 10–37 Bergmannstraße 8–10, 12–13, 15–19 Fidicinstraße 4–8A, 11–23, 25–39 Friesenstraße 4–6, 8–12, 22–23 Kloedenstraße 1–8 Kopischstraße 1–10 Nostitzstraße 27–29, 31–34 Schenkendorfstraße 1–2, 4 Schwiebusser Straße 6–9 Willibald-Alexis-Straße 7–36 (Lage)                                                                          | Ensemble Chamissoplatz, Mietshäuser, Gewerbehof, Wasserturm, Gasleuchten Baudenkmale siehe: Arndtstraße 34 Bergmannstraße 8; 9 Fidicinstraße 29–29A Kopischstraße 7 Nostitzstraße 27; 29 | 09030483 – Arndtstraße 26, Mietshaus, 1889 von Rudolf Denck |                                     |
| 09030459 | Chamissoplatz 1–8 Arndtstraße 7, 10–37 Bergmannstraße 8–10, 12–13, 15–19 Fidicinstraße 4–8A, 11–23, 25–39 Friesenstraße 4–6, 8–12, 22–23 Kloedenstraße 1–8 Kopischstraße 1–10 Nostitzstraße 27–29, 31–34 Schenkendorfstraße 1–2, 4 Schwiebusser Straße 6–9 Willibald-Alexis-Straße 7–36 (Lage)                                                                          | Ensemble Chamissoplatz, Mietshäuser, Gewerbehof, Wasserturm, Gasleuchten Baudenkmale siehe: Arndtstraße 34 Bergmannstraße 8; 9 Fidicinstraße 29–29A Kopischstraße 7 Nostitzstraße 27; 29 | 09030484 – Arndtstraße 27 / Chamissoplatz 1, Mietshaus, 1890 von Rudolf Denck                                                                                  |                                     |
| 09030459 | Chamissoplatz 1–8 Arndtstraße 7, 10–37 Bergmannstraße 8–10, 12–13, 15–19 Fidicinstraße 4–8A, 11–23, 25–39 Friesenstraße 4–6, 8–12, 22–23 Kloedenstraße 1–8 Kopischstraße 1–10 Nostitzstraße 27–29, 31–34 Schenkendorfstraße 1–2, 4 Schwiebusser Straße 6–9 Willibald-Alexis-Straße 7–36 (Lage)                                                                          | Ensemble Chamissoplatz, Mietshäuser, Gewerbehof, Wasserturm, Gasleuchten Baudenkmale siehe: Arndtstraße 34 Bergmannstraße 8; 9 Fidicinstraße 29–29A Kopischstraße 7 Nostitzstraße 27; 29 | 09030485 – Arndtstraße 28 / Chamissoplatz 8, Mietshaus, 1882 von Oskar Scholz und Albert Kneuer, 1885 seitlicher Tordurchbruch von J. G. Schiller              |                                     |
| 09030459 | Chamissoplatz 1–8 Arndtstraße 7, 10–37 Bergmannstraße 8–10, 12–13, 15–19 Fidicinstraße 4–8A, 11–23, 25–39 Friesenstraße 4–6, 8–12, 22–23 Kloedenstraße 1–8 Kopischstraße 1–10 Nostitzstraße 27–29, 31–34 Schenkendorfstraße 1–2, 4 Schwiebusser Straße 6–9 Willibald-Alexis-Straße 7–36 (Lage)                                                                          | Ensemble Chamissoplatz, Mietshäuser, Gewerbehof, Wasserturm, Gasleuchten Baudenkmale siehe: Arndtstraße 34 Bergmannstraße 8; 9 Fidicinstraße 29–29A Kopischstraße 7 Nostitzstraße 27; 29 | 09030486 – Arndtstraße 29, Mietshaus, 1887–1888 von H. von Krotthauer                                                                                          |                                     |
| 09030459 | Chamissoplatz 1–8 Arndtstraße 7, 10–37 Bergmannstraße 8–10, 12–13, 15–19 Fidicinstraße 4–8A, 11–23, 25–39 Friesenstraße 4–6, 8–12, 22–23 Kloedenstraße 1–8 Kopischstraße 1–10 Nostitzstraße 27–29, 31–34 Schenkendorfstraße 1–2, 4 Schwiebusser Straße 6–9 Willibald-Alexis-Straße 7–36 (Lage)                                                                          | Ensemble Chamissoplatz, Mietshäuser, Gewerbehof, Wasserturm, Gasleuchten Baudenkmale siehe: Arndtstraße 34 Bergmannstraße 8; 9 Fidicinstraße 29–29A Kopischstraße 7 Nostitzstraße 27; 29 | 09030487 – Arndtstraße 30, Mietshaus, 1881 von C. Wennemacher                                                                                                  |                                     |
| 09030459 | Chamissoplatz 1–8 Arndtstraße 7, 10–37 Bergmannstraße 8–10, 12–13, 15–19 Fidicinstraße 4–8A, 11–23, 25–39 Friesenstraße 4–6, 8–12, 22–23 Kloedenstraße 1–8 Kopischstraße 1–10 Nostitzstraße 27–29, 31–34 Schenkendorfstraße 1–2, 4 Schwiebusser Straße 6–9 Willibald-Alexis-Straße 7–36 (Lage)                                                                          | Ensemble Chamissoplatz, Mietshäuser, Gewerbehof, Wasserturm, Gasleuchten Baudenkmale siehe: Arndtstraße 34 Bergmannstraße 8; 9 Fidicinstraße 29–29A Kopischstraße 7 Nostitzstraße 27; 29 | 09030488 – Arndtstraße 31, Mietshaus, 1882 von Carl Paul |                                     |
| 09030459 | Chamissoplatz 1–8 Arndtstraße 7, 10–37 Bergmannstraße 8–10, 12–13, 15–19 Fidicinstraße 4–8A, 11–23, 25–39 Friesenstraße 4–6, 8–12, 22–23 Kloedenstraße 1–8 Kopischstraße 1–10 Nostitzstraße 27–29, 31–34 Schenkendorfstraße 1–2, 4 Schwiebusser Straße 6–9 Willibald-Alexis-Straße 7–36 (Lage)                                                                          | Ensemble Chamissoplatz, Mietshäuser, Gewerbehof, Wasserturm, Gasleuchten Baudenkmale siehe: Arndtstraße 34 Bergmannstraße 8; 9 Fidicinstraße 29–29A Kopischstraße 7 Nostitzstraße 27; 29 | Stall, 1883 |                                     |
| 09030459 | Chamissoplatz 1–8 Arndtstraße 7, 10–37 Bergmannstraße 8–10, 12–13, 15–19 Fidicinstraße 4–8A, 11–23, 25–39 Friesenstraße 4–6, 8–12, 22–23 Kloedenstraße 1–8 Kopischstraße 1–10 Nostitzstraße 27–29, 31–34 Schenkendorfstraße 1–2, 4 Schwiebusser Straße 6–9 Willibald-Alexis-Straße 7–36 (Lage)                                                                          | Ensemble Chamissoplatz, Mietshäuser, Gewerbehof, Wasserturm, Gasleuchten Baudenkmale siehe: Arndtstraße 34 Bergmannstraße 8; 9 Fidicinstraße 29–29A Kopischstraße 7 Nostitzstraße 27; 29 | 09030489 – Arndtstraße 32, Mietshaus, 1881 von H. Kugel |                                     |
| 09030459 | Chamissoplatz 1–8 Arndtstraße 7, 10–37 Bergmannstraße 8–10, 12–13, 15–19 Fidicinstraße 4–8A, 11–23, 25–39 Friesenstraße 4–6, 8–12, 22–23 Kloedenstraße 1–8 Kopischstraße 1–10 Nostitzstraße 27–29, 31–34 Schenkendorfstraße 1–2, 4 Schwiebusser Straße 6–9 Willibald-Alexis-Straße 7–36 (Lage)                                                                          | Ensemble Chamissoplatz, Mietshäuser, Gewerbehof, Wasserturm, Gasleuchten Baudenkmale siehe: Arndtstraße 34 Bergmannstraße 8; 9 Fidicinstraße 29–29A Kopischstraße 7 Nostitzstraße 27; 29 | 09030490 – Arndtstraße 33, Mietshaus, 1881 von Ernst Ackermann (?)                                                                                             |                                     |
| 09030459 | Chamissoplatz 1–8 Arndtstraße 7, 10–37 Bergmannstraße 8–10, 12–13, 15–19 Fidicinstraße 4–8A, 11–23, 25–39 Friesenstraße 4–6, 8–12, 22–23 Kloedenstraße 1–8 Kopischstraße 1–10 Nostitzstraße 27–29, 31–34 Schenkendorfstraße 1–2, 4 Schwiebusser Straße 6–9 Willibald-Alexis-Straße 7–36 (Lage)                                                                          | Ensemble Chamissoplatz, Mietshäuser, Gewerbehof, Wasserturm, Gasleuchten Baudenkmale siehe: Arndtstraße 34 Bergmannstraße 8; 9 Fidicinstraße 29–29A Kopischstraße 7 Nostitzstraße 27; 29 | 09030491 – Arndtstraße 35, Mietshaus, 1889 von H. Baars |                                     |
| 09030459 | Chamissoplatz 1–8 Arndtstraße 7, 10–37 Bergmannstraße 8–10, 12–13, 15–19 Fidicinstraße 4–8A, 11–23, 25–39 Friesenstraße 4–6, 8–12, 22–23 Kloedenstraße 1–8 Kopischstraße 1–10 Nostitzstraße 27–29, 31–34 Schenkendorfstraße 1–2, 4 Schwiebusser Straße 6–9 Willibald-Alexis-Straße 7–36 (Lage)                                                                          | Ensemble Chamissoplatz, Mietshäuser, Gewerbehof, Wasserturm, Gasleuchten Baudenkmale siehe: Arndtstraße 34 Bergmannstraße 8; 9 Fidicinstraße 29–29A Kopischstraße 7 Nostitzstraße 27; 29 | 09030492 – Arndtstraße 36 / Friesenstraße 5, Mietshaus, 1887 von Julius Schwarz                                                                                |                                     |
| 09030459 | Chamissoplatz 1–8 Arndtstraße 7, 10–37 Bergmannstraße 8–10, 12–13, 15–19 Fidicinstraße 4–8A, 11–23, 25–39 Friesenstraße 4–6, 8–12, 22–23 Kloedenstraße 1–8 Kopischstraße 1–10 Nostitzstraße 27–29, 31–34 Schenkendorfstraße 1–2, 4 Schwiebusser Straße 6–9 Willibald-Alexis-Straße 7–36 (Lage)                                                                          | Ensemble Chamissoplatz, Mietshäuser, Gewerbehof, Wasserturm, Gasleuchten Baudenkmale siehe: Arndtstraße 34 Bergmannstraße 8; 9 Fidicinstraße 29–29A Kopischstraße 7 Nostitzstraße 27; 29 | 09030493 – Arndtstraße 37 / Friesenstraße 23, Mietshaus, 1887 von Wilhelm Friedrich Gericke                                                                    |                                     |
| 09030459 | Chamissoplatz 1–8 Arndtstraße 7, 10–37 Bergmannstraße 8–10, 12–13, 15–19 Fidicinstraße 4–8A, 11–23, 25–39 Friesenstraße 4–6, 8–12, 22–23 Kloedenstraße 1–8 Kopischstraße 1–10 Nostitzstraße 27–29, 31–34 Schenkendorfstraße 1–2, 4 Schwiebusser Straße 6–9 Willibald-Alexis-Straße 7–36 (Lage)                                                                          | Ensemble Chamissoplatz, Mietshäuser, Gewerbehof, Wasserturm, Gasleuchten Baudenkmale siehe: Arndtstraße 34 Bergmannstraße 8; 9 Fidicinstraße 29–29A Kopischstraße 7 Nostitzstraße 27; 29 | 09030494 – Bergmannstraße 10 / Nostitzstraße, Mietshaus, 1874 von F. Riege                                                                                     |                                     |
| 09030459 | Chamissoplatz 1–8 Arndtstraße 7, 10–37 Bergmannstraße 8–10, 12–13, 15–19 Fidicinstraße 4–8A, 11–23, 25–39 Friesenstraße 4–6, 8–12, 22–23 Kloedenstraße 1–8 Kopischstraße 1–10 Nostitzstraße 27–29, 31–34 Schenkendorfstraße 1–2, 4 Schwiebusser Straße 6–9 Willibald-Alexis-Straße 7–36 (Lage)                                                                          | Ensemble Chamissoplatz, Mietshäuser, Gewerbehof, Wasserturm, Gasleuchten Baudenkmale siehe: Arndtstraße 34 Bergmannstraße 8; 9 Fidicinstraße 29–29A Kopischstraße 7 Nostitzstraße 27; 29 | 09030495 – Bergmannstraße 12, Mietshaus, 1875 von August Maaß                                                                                                  |                                     |
| 09030459 | Chamissoplatz 1–8 Arndtstraße 7, 10–37 Bergmannstraße 8–10, 12–13, 15–19 Fidicinstraße 4–8A, 11–23, 25–39 Friesenstraße 4–6, 8–12, 22–23 Kloedenstraße 1–8 Kopischstraße 1–10 Nostitzstraße 27–29, 31–34 Schenkendorfstraße 1–2, 4 Schwiebusser Straße 6–9 Willibald-Alexis-Straße 7–36 (Lage)                                                                          | Ensemble Chamissoplatz, Mietshäuser, Gewerbehof, Wasserturm, Gasleuchten Baudenkmale siehe: Arndtstraße 34 Bergmannstraße 8; 9 Fidicinstraße 29–29A Kopischstraße 7 Nostitzstraße 27; 29 | 09030496 – Bergmannstraße 13, Mietshaus, 1875 von Carl Paul |                                     |
| 09030459 | Chamissoplatz 1–8 Arndtstraße 7, 10–37 Bergmannstraße 8–10, 12–13, 15–19 Fidicinstraße 4–8A, 11–23, 25–39 Friesenstraße 4–6, 8–12, 22–23 Kloedenstraße 1–8 Kopischstraße 1–10 Nostitzstraße 27–29, 31–34 Schenkendorfstraße 1–2, 4 Schwiebusser Straße 6–9 Willibald-Alexis-Straße 7–36 (Lage)                                                                          | Ensemble Chamissoplatz, Mietshäuser, Gewerbehof, Wasserturm, Gasleuchten Baudenkmale siehe: Arndtstraße 34 Bergmannstraße 8; 9 Fidicinstraße 29–29A Kopischstraße 7 Nostitzstraße 27; 29 | 09030497 – Bergmannstraße 15, Mietshaus, 1874 von A. W. Reimann                                                                                                |                                     |
| 09030459 | Chamissoplatz 1–8 Arndtstraße 7, 10–37 Bergmannstraße 8–10, 12–13, 15–19 Fidicinstraße 4–8A, 11–23, 25–39 Friesenstraße 4–6, 8–12, 22–23 Kloedenstraße 1–8 Kopischstraße 1–10 Nostitzstraße 27–29, 31–34 Schenkendorfstraße 1–2, 4 Schwiebusser Straße 6–9 Willibald-Alexis-Straße 7–36 (Lage)                                                                          | Ensemble Chamissoplatz, Mietshäuser, Gewerbehof, Wasserturm, Gasleuchten Baudenkmale siehe: Arndtstraße 34 Bergmannstraße 8; 9 Fidicinstraße 29–29A Kopischstraße 7 Nostitzstraße 27; 29 | 09030498 – Bergmannstraße 16, Mietshaus, 1875 von Friedrich Wilhelm Bassow                                                                                     |                                     |
| 09030459 | Chamissoplatz 1–8 Arndtstraße 7, 10–37 Bergmannstraße 8–10, 12–13, 15–19 Fidicinstraße 4–8A, 11–23, 25–39 Friesenstraße 4–6, 8–12, 22–23 Kloedenstraße 1–8 Kopischstraße 1–10 Nostitzstraße 27–29, 31–34 Schenkendorfstraße 1–2, 4 Schwiebusser Straße 6–9 Willibald-Alexis-Straße 7–36 (Lage)                                                                          | Ensemble Chamissoplatz, Mietshäuser, Gewerbehof, Wasserturm, Gasleuchten Baudenkmale siehe: Arndtstraße 34 Bergmannstraße 8; 9 Fidicinstraße 29–29A Kopischstraße 7 Nostitzstraße 27; 29 | 09030499 – Bergmannstraße 17, Mietshaus, 1875 von Rudolf Garbe                                                                                                 |                                     |
| 09030459 | Chamissoplatz 1–8 Arndtstraße 7, 10–37 Bergmannstraße 8–10, 12–13, 15–19 Fidicinstraße 4–8A, 11–23, 25–39 Friesenstraße 4–6, 8–12, 22–23 Kloedenstraße 1–8 Kopischstraße 1–10 Nostitzstraße 27–29, 31–34 Schenkendorfstraße 1–2, 4 Schwiebusser Straße 6–9 Willibald-Alexis-Straße 7–36 (Lage)                                                                          | Ensemble Chamissoplatz, Mietshäuser, Gewerbehof, Wasserturm, Gasleuchten Baudenkmale siehe: Arndtstraße 34 Bergmannstraße 8; 9 Fidicinstraße 29–29A Kopischstraße 7 Nostitzstraße 27; 29 | 09030500 – Bergmannstraße 18, Mietshaus, 1876 von Wifan (?) |                                     |
| 09030459 | Chamissoplatz 1–8 Arndtstraße 7, 10–37 Bergmannstraße 8–10, 12–13, 15–19 Fidicinstraße 4–8A, 11–23, 25–39 Friesenstraße 4–6, 8–12, 22–23 Kloedenstraße 1–8 Kopischstraße 1–10 Nostitzstraße 27–29, 31–34 Schenkendorfstraße 1–2, 4 Schwiebusser Straße 6–9 Willibald-Alexis-Straße 7–36 (Lage)                                                                          | Ensemble Chamissoplatz, Mietshäuser, Gewerbehof, Wasserturm, Gasleuchten Baudenkmale siehe: Arndtstraße 34 Bergmannstraße 8; 9 Fidicinstraße 29–29A Kopischstraße 7 Nostitzstraße 27; 29 | 09030501 – Bergmannstraße 19 / Schenkendorfstraße 1, Mietshaus, 1879 von Friedrich Wendt                                                                       |                                     |
| 09030459 | Chamissoplatz 1–8 Arndtstraße 7, 10–37 Bergmannstraße 8–10, 12–13, 15–19 Fidicinstraße 4–8A, 11–23, 25–39 Friesenstraße 4–6, 8–12, 22–23 Kloedenstraße 1–8 Kopischstraße 1–10 Nostitzstraße 27–29, 31–34 Schenkendorfstraße 1–2, 4 Schwiebusser Straße 6–9 Willibald-Alexis-Straße 7–36 (Lage)                                                                          | Ensemble Chamissoplatz, Mietshäuser, Gewerbehof, Wasserturm, Gasleuchten Baudenkmale siehe: Arndtstraße 34 Bergmannstraße 8; 9 Fidicinstraße 29–29A Kopischstraße 7 Nostitzstraße 27; 29 | 09030502 – Chamissoplatz / Arndtstraße, Bedürfnisanstalt, um 1895                                                                                              |                                     |
| 09030459 | Chamissoplatz 1–8 Arndtstraße 7, 10–37 Bergmannstraße 8–10, 12–13, 15–19 Fidicinstraße 4–8A, 11–23, 25–39 Friesenstraße 4–6, 8–12, 22–23 Kloedenstraße 1–8 Kopischstraße 1–10 Nostitzstraße 27–29, 31–34 Schenkendorfstraße 1–2, 4 Schwiebusser Straße 6–9 Willibald-Alexis-Straße 7–36 (Lage)                                                                          | Ensemble Chamissoplatz, Mietshäuser, Gewerbehof, Wasserturm, Gasleuchten Baudenkmale siehe: Arndtstraße 34 Bergmannstraße 8; 9 Fidicinstraße 29–29A Kopischstraße 7 Nostitzstraße 27; 29 | 09030503 – Chamissoplatz 2, Mietshaus, 1889 von Rudolf Denck                                                                                                   |                                     |
| 09030459 | Chamissoplatz 1–8 Arndtstraße 7, 10–37 Bergmannstraße 8–10, 12–13, 15–19 Fidicinstraße 4–8A, 11–23, 25–39 Friesenstraße 4–6, 8–12, 22–23 Kloedenstraße 1–8 Kopischstraße 1–10 Nostitzstraße 27–29, 31–34 Schenkendorfstraße 1–2, 4 Schwiebusser Straße 6–9 Willibald-Alexis-Straße 7–36 (Lage)                                                                          | Ensemble Chamissoplatz, Mietshäuser, Gewerbehof, Wasserturm, Gasleuchten Baudenkmale siehe: Arndtstraße 34 Bergmannstraße 8; 9 Fidicinstraße 29–29A Kopischstraße 7 Nostitzstraße 27; 29 | 09030504 – Chamissoplatz 3, Mietshaus, 1892 von Seyring & Co                                                                                                   |                                     |
| 09030459 | Chamissoplatz 1–8 Arndtstraße 7, 10–37 Bergmannstraße 8–10, 12–13, 15–19 Fidicinstraße 4–8A, 11–23, 25–39 Friesenstraße 4–6, 8–12, 22–23 Kloedenstraße 1–8 Kopischstraße 1–10 Nostitzstraße 27–29, 31–34 Schenkendorfstraße 1–2, 4 Schwiebusser Straße 6–9 Willibald-Alexis-Straße 7–36 (Lage)                                                                          | Ensemble Chamissoplatz, Mietshäuser, Gewerbehof, Wasserturm, Gasleuchten Baudenkmale siehe: Arndtstraße 34 Bergmannstraße 8; 9 Fidicinstraße 29–29A Kopischstraße 7 Nostitzstraße 27; 29 | 09030505 – Chamissoplatz 4 / Willibald-Alexis-Straße 17, Mietshaus, 1890 von Carl Jung                                                                         |                                     |
| 09030459 | Chamissoplatz 1–8 Arndtstraße 7, 10–37 Bergmannstraße 8–10, 12–13, 15–19 Fidicinstraße 4–8A, 11–23, 25–39 Friesenstraße 4–6, 8–12, 22–23 Kloedenstraße 1–8 Kopischstraße 1–10 Nostitzstraße 27–29, 31–34 Schenkendorfstraße 1–2, 4 Schwiebusser Straße 6–9 Willibald-Alexis-Straße 7–36 (Lage)                                                                          | Ensemble Chamissoplatz, Mietshäuser, Gewerbehof, Wasserturm, Gasleuchten Baudenkmale siehe: Arndtstraße 34 Bergmannstraße 8; 9 Fidicinstraße 29–29A Kopischstraße 7 Nostitzstraße 27; 29 | 09030506 – Chamissoplatz 5 / Willibald-Alexis-Straße 16, Mietshaus, 1890 von Rudolf Denck                                                                      |                                     |
| 09030459 | Chamissoplatz 1–8 Arndtstraße 7, 10–37 Bergmannstraße 8–10, 12–13, 15–19 Fidicinstraße 4–8A, 11–23, 25–39 Friesenstraße 4–6, 8–12, 22–23 Kloedenstraße 1–8 Kopischstraße 1–10 Nostitzstraße 27–29, 31–34 Schenkendorfstraße 1–2, 4 Schwiebusser Straße 6–9 Willibald-Alexis-Straße 7–36 (Lage)                                                                          | Ensemble Chamissoplatz, Mietshäuser, Gewerbehof, Wasserturm, Gasleuchten Baudenkmale siehe: Arndtstraße 34 Bergmannstraße 8; 9 Fidicinstraße 29–29A Kopischstraße 7 Nostitzstraße 27; 29 | 09030507 – Chamissoplatz 6, Mietshaus, 1890 von Ludwig Kurtze                                                                                                  |                                     |
| 09030459 | Chamissoplatz 1–8 Arndtstraße 7, 10–37 Bergmannstraße 8–10, 12–13, 15–19 Fidicinstraße 4–8A, 11–23, 25–39 Friesenstraße 4–6, 8–12, 22–23 Kloedenstraße 1–8 Kopischstraße 1–10 Nostitzstraße 27–29, 31–34 Schenkendorfstraße 1–2, 4 Schwiebusser Straße 6–9 Willibald-Alexis-Straße 7–36 (Lage)                                                                          | Ensemble Chamissoplatz, Mietshäuser, Gewerbehof, Wasserturm, Gasleuchten Baudenkmale siehe: Arndtstraße 34 Bergmannstraße 8; 9 Fidicinstraße 29–29A Kopischstraße 7 Nostitzstraße 27; 29 | 09030508 – Chamissoplatz 7, Mietshaus, 1889 von Ludwig Kurtze                                                                                                  |                                     |
| 09030459 | Chamissoplatz 1–8 Arndtstraße 7, 10–37 Bergmannstraße 8–10, 12–13, 15–19 Fidicinstraße 4–8A, 11–23, 25–39 Friesenstraße 4–6, 8–12, 22–23 Kloedenstraße 1–8 Kopischstraße 1–10 Nostitzstraße 27–29, 31–34 Schenkendorfstraße 1–2, 4 Schwiebusser Straße 6–9 Willibald-Alexis-Straße 7–36 (Lage)                                                                          | Ensemble Chamissoplatz, Mietshäuser, Gewerbehof, Wasserturm, Gasleuchten Baudenkmale siehe: Arndtstraße 34 Bergmannstraße 8; 9 Fidicinstraße 29–29A Kopischstraße 7 Nostitzstraße 27; 29 | 09030509 – Fidicinstraße 4, Mietshaus, 1890 von Wilhelm Klopsch                                                                                                |                                     |
| 09030459 | Chamissoplatz 1–8 Arndtstraße 7, 10–37 Bergmannstraße 8–10, 12–13, 15–19 Fidicinstraße 4–8A, 11–23, 25–39 Friesenstraße 4–6, 8–12, 22–23 Kloedenstraße 1–8 Kopischstraße 1–10 Nostitzstraße 27–29, 31–34 Schenkendorfstraße 1–2, 4 Schwiebusser Straße 6–9 Willibald-Alexis-Straße 7–36 (Lage)                                                                          | Ensemble Chamissoplatz, Mietshäuser, Gewerbehof, Wasserturm, Gasleuchten Baudenkmale siehe: Arndtstraße 34 Bergmannstraße 8; 9 Fidicinstraße 29–29A Kopischstraße 7 Nostitzstraße 27; 29 | 09030510 – Fidicinstraße 5–5A, Mietshaus, 1888 von Emil Arlt und Wilhelm Klopsch                                                                               |                                     |
| 09030459 | Chamissoplatz 1–8 Arndtstraße 7, 10–37 Bergmannstraße 8–10, 12–13, 15–19 Fidicinstraße 4–8A, 11–23, 25–39 Friesenstraße 4–6, 8–12, 22–23 Kloedenstraße 1–8 Kopischstraße 1–10 Nostitzstraße 27–29, 31–34 Schenkendorfstraße 1–2, 4 Schwiebusser Straße 6–9 Willibald-Alexis-Straße 7–36 (Lage)                                                                          | Ensemble Chamissoplatz, Mietshäuser, Gewerbehof, Wasserturm, Gasleuchten Baudenkmale siehe: Arndtstraße 34 Bergmannstraße 8; 9 Fidicinstraße 29–29A Kopischstraße 7 Nostitzstraße 27; 29 | 09030511 – Fidicinstraße 6–6A, Mietshaus, 1889 von R. Crampe und Wilhelm Klopsch                                                                               |                                     |
| 09030459 | Chamissoplatz 1–8 Arndtstraße 7, 10–37 Bergmannstraße 8–10, 12–13, 15–19 Fidicinstraße 4–8A, 11–23, 25–39 Friesenstraße 4–6, 8–12, 22–23 Kloedenstraße 1–8 Kopischstraße 1–10 Nostitzstraße 27–29, 31–34 Schenkendorfstraße 1–2, 4 Schwiebusser Straße 6–9 Willibald-Alexis-Straße 7–36 (Lage)                                                                          | Ensemble Chamissoplatz, Mietshäuser, Gewerbehof, Wasserturm, Gasleuchten Baudenkmale siehe: Arndtstraße 34 Bergmannstraße 8; 9 Fidicinstraße 29–29A Kopischstraße 7 Nostitzstraße 27; 29 | 09030512 – Fidicinstraße 7–7A, Mietshaus, 1889 von R. Crampe und Wilhelm Klopsch                                                                               |                                     |
| 09030459 | Chamissoplatz 1–8 Arndtstraße 7, 10–37 Bergmannstraße 8–10, 12–13, 15–19 Fidicinstraße 4–8A, 11–23, 25–39 Friesenstraße 4–6, 8–12, 22–23 Kloedenstraße 1–8 Kopischstraße 1–10 Nostitzstraße 27–29, 31–34 Schenkendorfstraße 1–2, 4 Schwiebusser Straße 6–9 Willibald-Alexis-Straße 7–36 (Lage)                                                                          | Ensemble Chamissoplatz, Mietshäuser, Gewerbehof, Wasserturm, Gasleuchten Baudenkmale siehe: Arndtstraße 34 Bergmannstraße 8; 9 Fidicinstraße 29–29A Kopischstraße 7 Nostitzstraße 27; 29 | 09030513 – Fidicinstraße 8–8A, Mietshaus, 1889 von H. Helms und Wilhelm Klopsch                                                                                |                                     |
| 09030459 | Chamissoplatz 1–8 Arndtstraße 7, 10–37 Bergmannstraße 8–10, 12–13, 15–19 Fidicinstraße 4–8A, 11–23, 25–39 Friesenstraße 4–6, 8–12, 22–23 Kloedenstraße 1–8 Kopischstraße 1–10 Nostitzstraße 27–29, 31–34 Schenkendorfstraße 1–2, 4 Schwiebusser Straße 6–9 Willibald-Alexis-Straße 7–36 (Lage)                                                                          | Ensemble Chamissoplatz, Mietshäuser, Gewerbehof, Wasserturm, Gasleuchten Baudenkmale siehe: Arndtstraße 34 Bergmannstraße 8; 9 Fidicinstraße 29–29A Kopischstraße 7 Nostitzstraße 27; 29 | 09030514 – Fidicinstraße 11, Mietshaus, 1891 von Carl Jung |                                     |
| 09030459 | Chamissoplatz 1–8 Arndtstraße 7, 10–37 Bergmannstraße 8–10, 12–13, 15–19 Fidicinstraße 4–8A, 11–23, 25–39 Friesenstraße 4–6, 8–12, 22–23 Kloedenstraße 1–8 Kopischstraße 1–10 Nostitzstraße 27–29, 31–34 Schenkendorfstraße 1–2, 4 Schwiebusser Straße 6–9 Willibald-Alexis-Straße 7–36 (Lage)                                                                          | Ensemble Chamissoplatz, Mietshäuser, Gewerbehof, Wasserturm, Gasleuchten Baudenkmale siehe: Arndtstraße 34 Bergmannstraße 8; 9 Fidicinstraße 29–29A Kopischstraße 7 Nostitzstraße 27; 29 | 09030515 – Fidicinstraße 12, Mietshaus, 1891 von Carl Jung |                                     |
| 09030459 | Chamissoplatz 1–8 Arndtstraße 7, 10–37 Bergmannstraße 8–10, 12–13, 15–19 Fidicinstraße 4–8A, 11–23, 25–39 Friesenstraße 4–6, 8–12, 22–23 Kloedenstraße 1–8 Kopischstraße 1–10 Nostitzstraße 27–29, 31–34 Schenkendorfstraße 1–2, 4 Schwiebusser Straße 6–9 Willibald-Alexis-Straße 7–36 (Lage)                                                                          | Ensemble Chamissoplatz, Mietshäuser, Gewerbehof, Wasserturm, Gasleuchten Baudenkmale siehe: Arndtstraße 34 Bergmannstraße 8; 9 Fidicinstraße 29–29A Kopischstraße 7 Nostitzstraße 27; 29 | 09030516 – Fidicinstraße 13, Mietshaus, 1894 von Rudolf Schönner                                                                                               |                                     |
| 09030459 | Chamissoplatz 1–8 Arndtstraße 7, 10–37 Bergmannstraße 8–10, 12–13, 15–19 Fidicinstraße 4–8A, 11–23, 25–39 Friesenstraße 4–6, 8–12, 22–23 Kloedenstraße 1–8 Kopischstraße 1–10 Nostitzstraße 27–29, 31–34 Schenkendorfstraße 1–2, 4 Schwiebusser Straße 6–9 Willibald-Alexis-Straße 7–36 (Lage)                                                                          | Ensemble Chamissoplatz, Mietshäuser, Gewerbehof, Wasserturm, Gasleuchten Baudenkmale siehe: Arndtstraße 34 Bergmannstraße 8; 9 Fidicinstraße 29–29A Kopischstraße 7 Nostitzstraße 27; 29 | 09030517 – Fidicinstraße 14/Schwiebusser Straße, Mietshaus, 1896 von Gustav Weyhe                                                                              |                                     |
| 09030459 | Chamissoplatz 1–8 Arndtstraße 7, 10–37 Bergmannstraße 8–10, 12–13, 15–19 Fidicinstraße 4–8A, 11–23, 25–39 Friesenstraße 4–6, 8–12, 22–23 Kloedenstraße 1–8 Kopischstraße 1–10 Nostitzstraße 27–29, 31–34 Schenkendorfstraße 1–2, 4 Schwiebusser Straße 6–9 Willibald-Alexis-Straße 7–36 (Lage)                                                                          | Ensemble Chamissoplatz, Mietshäuser, Gewerbehof, Wasserturm, Gasleuchten Baudenkmale siehe: Arndtstraße 34 Bergmannstraße 8; 9 Fidicinstraße 29–29A Kopischstraße 7 Nostitzstraße 27; 29 | 09030518 – Fidicinstraße 15/Schwiebusser Straße 9, Mietshaus, 1896 von Gustav Weyhe                                                                            |                                     |
| 09030459 | Chamissoplatz 1–8 Arndtstraße 7, 10–37 Bergmannstraße 8–10, 12–13, 15–19 Fidicinstraße 4–8A, 11–23, 25–39 Friesenstraße 4–6, 8–12, 22–23 Kloedenstraße 1–8 Kopischstraße 1–10 Nostitzstraße 27–29, 31–34 Schenkendorfstraße 1–2, 4 Schwiebusser Straße 6–9 Willibald-Alexis-Straße 7–36 (Lage)                                                                          | Ensemble Chamissoplatz, Mietshäuser, Gewerbehof, Wasserturm, Gasleuchten Baudenkmale siehe: Arndtstraße 34 Bergmannstraße 8; 9 Fidicinstraße 29–29A Kopischstraße 7 Nostitzstraße 27; 29 | 09030519 – Fidicinstraße 16/Schwiebusser Straße 8, Mietshaus, 1897 von J. Bering (?)                                                                           |                                     |
| 09030459 | Chamissoplatz 1–8 Arndtstraße 7, 10–37 Bergmannstraße 8–10, 12–13, 15–19 Fidicinstraße 4–8A, 11–23, 25–39 Friesenstraße 4–6, 8–12, 22–23 Kloedenstraße 1–8 Kopischstraße 1–10 Nostitzstraße 27–29, 31–34 Schenkendorfstraße 1–2, 4 Schwiebusser Straße 6–9 Willibald-Alexis-Straße 7–36 (Lage)                                                                          | Ensemble Chamissoplatz, Mietshäuser, Gewerbehof, Wasserturm, Gasleuchten Baudenkmale siehe: Arndtstraße 34 Bergmannstraße 8; 9 Fidicinstraße 29–29A Kopischstraße 7 Nostitzstraße 27; 29 | 09030520 – Fidicinstraße 17/Schwiebusser Straße 7, Mietshaus, 1894 von D. Joseph und G. Lücken                                                                 |                                     |
| 09030459 | Chamissoplatz 1–8 Arndtstraße 7, 10–37 Bergmannstraße 8–10, 12–13, 15–19 Fidicinstraße 4–8A, 11–23, 25–39 Friesenstraße 4–6, 8–12, 22–23 Kloedenstraße 1–8 Kopischstraße 1–10 Nostitzstraße 27–29, 31–34 Schenkendorfstraße 1–2, 4 Schwiebusser Straße 6–9 Willibald-Alexis-Straße 7–36 (Lage)                                                                          | Ensemble Chamissoplatz, Mietshäuser, Gewerbehof, Wasserturm, Gasleuchten Baudenkmale siehe: Arndtstraße 34 Bergmannstraße 8; 9 Fidicinstraße 29–29A Kopischstraße 7 Nostitzstraße 27; 29 | 09030521 – Fidicinstraße 18/Schwiebusser Straße 6, Mietshaus, 1894 von J. Bering und H. Schwartz                                                               |                                     |
| 09030459 | Chamissoplatz 1–8 Arndtstraße 7, 10–37 Bergmannstraße 8–10, 12–13, 15–19 Fidicinstraße 4–8A, 11–23, 25–39 Friesenstraße 4–6, 8–12, 22–23 Kloedenstraße 1–8 Kopischstraße 1–10 Nostitzstraße 27–29, 31–34 Schenkendorfstraße 1–2, 4 Schwiebusser Straße 6–9 Willibald-Alexis-Straße 7–36 (Lage)                                                                          | Ensemble Chamissoplatz, Mietshäuser, Gewerbehof, Wasserturm, Gasleuchten Baudenkmale siehe: Arndtstraße 34 Bergmannstraße 8; 9 Fidicinstraße 29–29A Kopischstraße 7 Nostitzstraße 27; 29 | Mietshaus und Pferdestall, 1901 von Carl Sack |                                     |
| 09030459 | Chamissoplatz 1–8 Arndtstraße 7, 10–37 Bergmannstraße 8–10, 12–13, 15–19 Fidicinstraße 4–8A, 11–23, 25–39 Friesenstraße 4–6, 8–12, 22–23 Kloedenstraße 1–8 Kopischstraße 1–10 Nostitzstraße 27–29, 31–34 Schenkendorfstraße 1–2, 4 Schwiebusser Straße 6–9 Willibald-Alexis-Straße 7–36 (Lage)                                                                          | Ensemble Chamissoplatz, Mietshäuser, Gewerbehof, Wasserturm, Gasleuchten Baudenkmale siehe: Arndtstraße 34 Bergmannstraße 8; 9 Fidicinstraße 29–29A Kopischstraße 7 Nostitzstraße 27; 29 | 09030522 – Fidicinstraße 19, Mietshaus, 1895 von Heinrich Peglau und Schiller                                                                                  |                                     |
| 09030459 | Chamissoplatz 1–8 Arndtstraße 7, 10–37 Bergmannstraße 8–10, 12–13, 15–19 Fidicinstraße 4–8A, 11–23, 25–39 Friesenstraße 4–6, 8–12, 22–23 Kloedenstraße 1–8 Kopischstraße 1–10 Nostitzstraße 27–29, 31–34 Schenkendorfstraße 1–2, 4 Schwiebusser Straße 6–9 Willibald-Alexis-Straße 7–36 (Lage)                                                                          | Ensemble Chamissoplatz, Mietshäuser, Gewerbehof, Wasserturm, Gasleuchten Baudenkmale siehe: Arndtstraße 34 Bergmannstraße 8; 9 Fidicinstraße 29–29A Kopischstraße 7 Nostitzstraße 27; 29 | 09030523 – Fidicinstraße 20, Mietshaus, 1895 von Heinrich Peglau und Schiller                                                                                  |                                     |
| 09030459 | Chamissoplatz 1–8 Arndtstraße 7, 10–37 Bergmannstraße 8–10, 12–13, 15–19 Fidicinstraße 4–8A, 11–23, 25–39 Friesenstraße 4–6, 8–12, 22–23 Kloedenstraße 1–8 Kopischstraße 1–10 Nostitzstraße 27–29, 31–34 Schenkendorfstraße 1–2, 4 Schwiebusser Straße 6–9 Willibald-Alexis-Straße 7–36 (Lage)                                                                          | Ensemble Chamissoplatz, Mietshäuser, Gewerbehof, Wasserturm, Gasleuchten Baudenkmale siehe: Arndtstraße 34 Bergmannstraße 8; 9 Fidicinstraße 29–29A Kopischstraße 7 Nostitzstraße 27; 29 | 09030524 – Fidicinstraße 21, Mietshaus, 1895 von Heinrich Peglau und Schiller                                                                                  |                                     |
| 09030459 | Chamissoplatz 1–8 Arndtstraße 7, 10–37 Bergmannstraße 8–10, 12–13, 15–19 Fidicinstraße 4–8A, 11–23, 25–39 Friesenstraße 4–6, 8–12, 22–23 Kloedenstraße 1–8 Kopischstraße 1–10 Nostitzstraße 27–29, 31–34 Schenkendorfstraße 1–2, 4 Schwiebusser Straße 6–9 Willibald-Alexis-Straße 7–36 (Lage)                                                                          | Ensemble Chamissoplatz, Mietshäuser, Gewerbehof, Wasserturm, Gasleuchten Baudenkmale siehe: Arndtstraße 34 Bergmannstraße 8; 9 Fidicinstraße 29–29A Kopischstraße 7 Nostitzstraße 27; 29 | 09030525 – Fidicinstraße 22, Mietshaus, 1894 von Salow, Möller & Stegemann                                                                                     |                                     |
| 09030459 | Chamissoplatz 1–8 Arndtstraße 7, 10–37 Bergmannstraße 8–10, 12–13, 15–19 Fidicinstraße 4–8A, 11–23, 25–39 Friesenstraße 4–6, 8–12, 22–23 Kloedenstraße 1–8 Kopischstraße 1–10 Nostitzstraße 27–29, 31–34 Schenkendorfstraße 1–2, 4 Schwiebusser Straße 6–9 Willibald-Alexis-Straße 7–36 (Lage)                                                                          | Ensemble Chamissoplatz, Mietshäuser, Gewerbehof, Wasserturm, Gasleuchten Baudenkmale siehe: Arndtstraße 34 Bergmannstraße 8; 9 Fidicinstraße 29–29A Kopischstraße 7 Nostitzstraße 27; 29 | 09030526 – Fidicinstraße 23, Mietshaus, 1896 von Fr. A. Wanckel                                                                                                |                                     |
| 09030459 | Chamissoplatz 1–8 Arndtstraße 7, 10–37 Bergmannstraße 8–10, 12–13, 15–19 Fidicinstraße 4–8A, 11–23, 25–39 Friesenstraße 4–6, 8–12, 22–23 Kloedenstraße 1–8 Kopischstraße 1–10 Nostitzstraße 27–29, 31–34 Schenkendorfstraße 1–2, 4 Schwiebusser Straße 6–9 Willibald-Alexis-Straße 7–36 (Lage)                                                                          | Ensemble Chamissoplatz, Mietshäuser, Gewerbehof, Wasserturm, Gasleuchten Baudenkmale siehe: Arndtstraße 34 Bergmannstraße 8; 9 Fidicinstraße 29–29A Kopischstraße 7 Nostitzstraße 27; 29 | 09030527 – Fidicinstraße 25–25A / Friesenstraße 12, Mietshaus, 1889 von W. Gericke und Friedrich Kaschke                                                       |                                     |
| 09030459 | Chamissoplatz 1–8 Arndtstraße 7, 10–37 Bergmannstraße 8–10, 12–13, 15–19 Fidicinstraße 4–8A, 11–23, 25–39 Friesenstraße 4–6, 8–12, 22–23 Kloedenstraße 1–8 Kopischstraße 1–10 Nostitzstraße 27–29, 31–34 Schenkendorfstraße 1–2, 4 Schwiebusser Straße 6–9 Willibald-Alexis-Straße 7–36 (Lage)                                                                          | Ensemble Chamissoplatz, Mietshäuser, Gewerbehof, Wasserturm, Gasleuchten Baudenkmale siehe: Arndtstraße 34 Bergmannstraße 8; 9 Fidicinstraße 29–29A Kopischstraße 7 Nostitzstraße 27; 29 | 09030528 – Fidicinstraße 26, Mietshaus, 1893 von W. Adler |                                     |
| 09030459 | Chamissoplatz 1–8 Arndtstraße 7, 10–37 Bergmannstraße 8–10, 12–13, 15–19 Fidicinstraße 4–8A, 11–23, 25–39 Friesenstraße 4–6, 8–12, 22–23 Kloedenstraße 1–8 Kopischstraße 1–10 Nostitzstraße 27–29, 31–34 Schenkendorfstraße 1–2, 4 Schwiebusser Straße 6–9 Willibald-Alexis-Straße 7–36 (Lage)                                                                          | Ensemble Chamissoplatz, Mietshäuser, Gewerbehof, Wasserturm, Gasleuchten Baudenkmale siehe: Arndtstraße 34 Bergmannstraße 8; 9 Fidicinstraße 29–29A Kopischstraße 7 Nostitzstraße 27; 29 | 09030529 – Fidicinstraße 27, Mietshaus, 1893 von H. Baars |                                     |
| 09030459 | Chamissoplatz 1–8 Arndtstraße 7, 10–37 Bergmannstraße 8–10, 12–13, 15–19 Fidicinstraße 4–8A, 11–23, 25–39 Friesenstraße 4–6, 8–12, 22–23 Kloedenstraße 1–8 Kopischstraße 1–10 Nostitzstraße 27–29, 31–34 Schenkendorfstraße 1–2, 4 Schwiebusser Straße 6–9 Willibald-Alexis-Straße 7–36 (Lage)                                                                          | Ensemble Chamissoplatz, Mietshäuser, Gewerbehof, Wasserturm, Gasleuchten Baudenkmale siehe: Arndtstraße 34 Bergmannstraße 8; 9 Fidicinstraße 29–29A Kopischstraße 7 Nostitzstraße 27; 29 | 09030530 – Fidicinstraße 28, Mietshaus, 1893 von H. Baars |                                     |
| 09030459 | Chamissoplatz 1–8 Arndtstraße 7, 10–37 Bergmannstraße 8–10, 12–13, 15–19 Fidicinstraße 4–8A, 11–23, 25–39 Friesenstraße 4–6, 8–12, 22–23 Kloedenstraße 1–8 Kopischstraße 1–10 Nostitzstraße 27–29, 31–34 Schenkendorfstraße 1–2, 4 Schwiebusser Straße 6–9 Willibald-Alexis-Straße 7–36 (Lage)                                                                          | Ensemble Chamissoplatz, Mietshäuser, Gewerbehof, Wasserturm, Gasleuchten Baudenkmale siehe: Arndtstraße 34 Bergmannstraße 8; 9 Fidicinstraße 29–29A Kopischstraße 7 Nostitzstraße 27; 29 | 09030531 – Fidicinstraße 30 / Kloedenstraße 4, Mietshaus, 1890 von Ludwig Dolz                                                                                 |                                     |
| 09030459 | Chamissoplatz 1–8 Arndtstraße 7, 10–37 Bergmannstraße 8–10, 12–13, 15–19 Fidicinstraße 4–8A, 11–23, 25–39 Friesenstraße 4–6, 8–12, 22–23 Kloedenstraße 1–8 Kopischstraße 1–10 Nostitzstraße 27–29, 31–34 Schenkendorfstraße 1–2, 4 Schwiebusser Straße 6–9 Willibald-Alexis-Straße 7–36 (Lage)                                                                          | Ensemble Chamissoplatz, Mietshäuser, Gewerbehof, Wasserturm, Gasleuchten Baudenkmale siehe: Arndtstraße 34 Bergmannstraße 8; 9 Fidicinstraße 29–29A Kopischstraße 7 Nostitzstraße 27; 29 | 09030532 – Fidicinstraße 31, Mietshaus, 1893 von C. Müller |                                     |
| 09030459 | Chamissoplatz 1–8 Arndtstraße 7, 10–37 Bergmannstraße 8–10, 12–13, 15–19 Fidicinstraße 4–8A, 11–23, 25–39 Friesenstraße 4–6, 8–12, 22–23 Kloedenstraße 1–8 Kopischstraße 1–10 Nostitzstraße 27–29, 31–34 Schenkendorfstraße 1–2, 4 Schwiebusser Straße 6–9 Willibald-Alexis-Straße 7–36 (Lage)                                                                          | Ensemble Chamissoplatz, Mietshäuser, Gewerbehof, Wasserturm, Gasleuchten Baudenkmale siehe: Arndtstraße 34 Bergmannstraße 8; 9 Fidicinstraße 29–29A Kopischstraße 7 Nostitzstraße 27; 29 | 09030533 – Fidicinstraße 32–32A Mietshaus, 1894 von August Beckmann                                                                                            |                                     |
| 09030459 | Chamissoplatz 1–8 Arndtstraße 7, 10–37 Bergmannstraße 8–10, 12–13, 15–19 Fidicinstraße 4–8A, 11–23, 25–39 Friesenstraße 4–6, 8–12, 22–23 Kloedenstraße 1–8 Kopischstraße 1–10 Nostitzstraße 27–29, 31–34 Schenkendorfstraße 1–2, 4 Schwiebusser Straße 6–9 Willibald-Alexis-Straße 7–36 (Lage)                                                                          | Ensemble Chamissoplatz, Mietshäuser, Gewerbehof, Wasserturm, Gasleuchten Baudenkmale siehe: Arndtstraße 34 Bergmannstraße 8; 9 Fidicinstraße 29–29A Kopischstraße 7 Nostitzstraße 27; 29 | 09030534 – Fidicinstraße 33, Mietshaus, 1895 von August Beckmann                                                                                               |                                     |
| 09030459 | Chamissoplatz 1–8 Arndtstraße 7, 10–37 Bergmannstraße 8–10, 12–13, 15–19 Fidicinstraße 4–8A, 11–23, 25–39 Friesenstraße 4–6, 8–12, 22–23 Kloedenstraße 1–8 Kopischstraße 1–10 Nostitzstraße 27–29, 31–34 Schenkendorfstraße 1–2, 4 Schwiebusser Straße 6–9 Willibald-Alexis-Straße 7–36 (Lage)                                                                          | Ensemble Chamissoplatz, Mietshäuser, Gewerbehof, Wasserturm, Gasleuchten Baudenkmale siehe: Arndtstraße 34 Bergmannstraße 8; 9 Fidicinstraße 29–29A Kopischstraße 7 Nostitzstraße 27; 29 | 09030535 – Fidicinstraße 34, Mietshaus, 1895 von Fr. A. Bergert                                                                                                |                                     |
| 09030459 | Chamissoplatz 1–8 Arndtstraße 7, 10–37 Bergmannstraße 8–10, 12–13, 15–19 Fidicinstraße 4–8A, 11–23, 25–39 Friesenstraße 4–6, 8–12, 22–23 Kloedenstraße 1–8 Kopischstraße 1–10 Nostitzstraße 27–29, 31–34 Schenkendorfstraße 1–2, 4 Schwiebusser Straße 6–9 Willibald-Alexis-Straße 7–36 (Lage)                                                                          | Ensemble Chamissoplatz, Mietshäuser, Gewerbehof, Wasserturm, Gasleuchten Baudenkmale siehe: Arndtstraße 34 Bergmannstraße 8; 9 Fidicinstraße 29–29A Kopischstraße 7 Nostitzstraße 27; 29 | 09030536 – Fidicinstraße 35–36, Mietshaus, 1894 von August Beckmann (?)                                                                                        |                                     |
| 09030459 | Chamissoplatz 1–8 Arndtstraße 7, 10–37 Bergmannstraße 8–10, 12–13, 15–19 Fidicinstraße 4–8A, 11–23, 25–39 Friesenstraße 4–6, 8–12, 22–23 Kloedenstraße 1–8 Kopischstraße 1–10 Nostitzstraße 27–29, 31–34 Schenkendorfstraße 1–2, 4 Schwiebusser Straße 6–9 Willibald-Alexis-Straße 7–36 (Lage)                                                                          | Ensemble Chamissoplatz, Mietshäuser, Gewerbehof, Wasserturm, Gasleuchten Baudenkmale siehe: Arndtstraße 34 Bergmannstraße 8; 9 Fidicinstraße 29–29A Kopischstraße 7 Nostitzstraße 27; 29 | 09030537 – Fidicinstraße 38–38A / Kopischstraße 6, Mietshaus, 1889 von Carl Jung und L. Dolz                                                                   |                                     |
| 09030459 | Chamissoplatz 1–8 Arndtstraße 7, 10–37 Bergmannstraße 8–10, 12–13, 15–19 Fidicinstraße 4–8A, 11–23, 25–39 Friesenstraße 4–6, 8–12, 22–23 Kloedenstraße 1–8 Kopischstraße 1–10 Nostitzstraße 27–29, 31–34 Schenkendorfstraße 1–2, 4 Schwiebusser Straße 6–9 Willibald-Alexis-Straße 7–36 (Lage)                                                                          | Ensemble Chamissoplatz, Mietshäuser, Gewerbehof, Wasserturm, Gasleuchten Baudenkmale siehe: Arndtstraße 34 Bergmannstraße 8; 9 Fidicinstraße 29–29A Kopischstraße 7 Nostitzstraße 27; 29 | 09030538 – Fidicinstraße 39, Mietshaus, 1889 von Carl Jung und L. Dolz                                                                                         |                                     |
| 09030459 | Chamissoplatz 1–8 Arndtstraße 7, 10–37 Bergmannstraße 8–10, 12–13, 15–19 Fidicinstraße 4–8A, 11–23, 25–39 Friesenstraße 4–6, 8–12, 22–23 Kloedenstraße 1–8 Kopischstraße 1–10 Nostitzstraße 27–29, 31–34 Schenkendorfstraße 1–2, 4 Schwiebusser Straße 6–9 Willibald-Alexis-Straße 7–36 (Lage)                                                                          | Ensemble Chamissoplatz, Mietshäuser, Gewerbehof, Wasserturm, Gasleuchten Baudenkmale siehe: Arndtstraße 34 Bergmannstraße 8; 9 Fidicinstraße 29–29A Kopischstraße 7 Nostitzstraße 27; 29 | 09030539 – Friesenstraße 6, Mietshaus, 1888 von Carl Fritz |                                     |
| 09030459 | Chamissoplatz 1–8 Arndtstraße 7, 10–37 Bergmannstraße 8–10, 12–13, 15–19 Fidicinstraße 4–8A, 11–23, 25–39 Friesenstraße 4–6, 8–12, 22–23 Kloedenstraße 1–8 Kopischstraße 1–10 Nostitzstraße 27–29, 31–34 Schenkendorfstraße 1–2, 4 Schwiebusser Straße 6–9 Willibald-Alexis-Straße 7–36 (Lage)                                                                          | Ensemble Chamissoplatz, Mietshäuser, Gewerbehof, Wasserturm, Gasleuchten Baudenkmale siehe: Arndtstraße 34 Bergmannstraße 8; 9 Fidicinstraße 29–29A Kopischstraße 7 Nostitzstraße 27; 29 | 09030540 – Friesenstraße 8 / Willibald-Alexis-Straße 7, Mietshaus, 1889 von Hugo Mahrenholz und Carl Thonicker                                                 |                                     |
| 09030459 | Chamissoplatz 1–8 Arndtstraße 7, 10–37 Bergmannstraße 8–10, 12–13, 15–19 Fidicinstraße 4–8A, 11–23, 25–39 Friesenstraße 4–6, 8–12, 22–23 Kloedenstraße 1–8 Kopischstraße 1–10 Nostitzstraße 27–29, 31–34 Schenkendorfstraße 1–2, 4 Schwiebusser Straße 6–9 Willibald-Alexis-Straße 7–36 (Lage)                                                                          | Ensemble Chamissoplatz, Mietshäuser, Gewerbehof, Wasserturm, Gasleuchten Baudenkmale siehe: Arndtstraße 34 Bergmannstraße 8; 9 Fidicinstraße 29–29A Kopischstraße 7 Nostitzstraße 27; 29 | 09030541 – Friesenstraße 9 / Willibald-Alexis-Straße 36, Mietshaus, 1888 von Julius Bischoff                                                                   |                                     |
| 09030459 | Chamissoplatz 1–8 Arndtstraße 7, 10–37 Bergmannstraße 8–10, 12–13, 15–19 Fidicinstraße 4–8A, 11–23, 25–39 Friesenstraße 4–6, 8–12, 22–23 Kloedenstraße 1–8 Kopischstraße 1–10 Nostitzstraße 27–29, 31–34 Schenkendorfstraße 1–2, 4 Schwiebusser Straße 6–9 Willibald-Alexis-Straße 7–36 (Lage)                                                                          | Ensemble Chamissoplatz, Mietshäuser, Gewerbehof, Wasserturm, Gasleuchten Baudenkmale siehe: Arndtstraße 34 Bergmannstraße 8; 9 Fidicinstraße 29–29A Kopischstraße 7 Nostitzstraße 27; 29 | 09030542 – Friesenstraße 10, Mietshaus, 1889 von Carl Fritz |                                     |
| 09030459 | Chamissoplatz 1–8 Arndtstraße 7, 10–37 Bergmannstraße 8–10, 12–13, 15–19 Fidicinstraße 4–8A, 11–23, 25–39 Friesenstraße 4–6, 8–12, 22–23 Kloedenstraße 1–8 Kopischstraße 1–10 Nostitzstraße 27–29, 31–34 Schenkendorfstraße 1–2, 4 Schwiebusser Straße 6–9 Willibald-Alexis-Straße 7–36 (Lage)                                                                          | Ensemble Chamissoplatz, Mietshäuser, Gewerbehof, Wasserturm, Gasleuchten Baudenkmale siehe: Arndtstraße 34 Bergmannstraße 8; 9 Fidicinstraße 29–29A Kopischstraße 7 Nostitzstraße 27; 29 | 09030543 – Friesenstraße 11, Mietshaus, 1890 von Carl Fritz |                                     |
| 09030459 | Chamissoplatz 1–8 Arndtstraße 7, 10–37 Bergmannstraße 8–10, 12–13, 15–19 Fidicinstraße 4–8A, 11–23, 25–39 Friesenstraße 4–6, 8–12, 22–23 Kloedenstraße 1–8 Kopischstraße 1–10 Nostitzstraße 27–29, 31–34 Schenkendorfstraße 1–2, 4 Schwiebusser Straße 6–9 Willibald-Alexis-Straße 7–36 (Lage)                                                                          | Ensemble Chamissoplatz, Mietshäuser, Gewerbehof, Wasserturm, Gasleuchten Baudenkmale siehe: Arndtstraße 34 Bergmannstraße 8; 9 Fidicinstraße 29–29A Kopischstraße 7 Nostitzstraße 27; 29 | 09030544 – Friesenstraße 22, Mietshaus, 1889 von Wilhelm Friedrich Gericke                                                                                     |                                     |
| 09030459 | Chamissoplatz 1–8 Arndtstraße 7, 10–37 Bergmannstraße 8–10, 12–13, 15–19 Fidicinstraße 4–8A, 11–23, 25–39 Friesenstraße 4–6, 8–12, 22–23 Kloedenstraße 1–8 Kopischstraße 1–10 Nostitzstraße 27–29, 31–34 Schenkendorfstraße 1–2, 4 Schwiebusser Straße 6–9 Willibald-Alexis-Straße 7–36 (Lage)                                                                          | Ensemble Chamissoplatz, Mietshäuser, Gewerbehof, Wasserturm, Gasleuchten Baudenkmale siehe: Arndtstraße 34 Bergmannstraße 8; 9 Fidicinstraße 29–29A Kopischstraße 7 Nostitzstraße 27; 29 | 09030545 – Kloedenstraße 1–1A / Willibald-Alexis-Straße 30, Mietshaus, 1890 von Hugo E. Hintz                                                                  |                                     |
| 09030459 | Chamissoplatz 1–8 Arndtstraße 7, 10–37 Bergmannstraße 8–10, 12–13, 15–19 Fidicinstraße 4–8A, 11–23, 25–39 Friesenstraße 4–6, 8–12, 22–23 Kloedenstraße 1–8 Kopischstraße 1–10 Nostitzstraße 27–29, 31–34 Schenkendorfstraße 1–2, 4 Schwiebusser Straße 6–9 Willibald-Alexis-Straße 7–36 (Lage)                                                                          | Ensemble Chamissoplatz, Mietshäuser, Gewerbehof, Wasserturm, Gasleuchten Baudenkmale siehe: Arndtstraße 34 Bergmannstraße 8; 9 Fidicinstraße 29–29A Kopischstraße 7 Nostitzstraße 27; 29 | 09030546 – Kloedenstraße 2, Mietshaus, 1894 von August Beckmann                                                                                                |                                     |
| 09030459 | Chamissoplatz 1–8 Arndtstraße 7, 10–37 Bergmannstraße 8–10, 12–13, 15–19 Fidicinstraße 4–8A, 11–23, 25–39 Friesenstraße 4–6, 8–12, 22–23 Kloedenstraße 1–8 Kopischstraße 1–10 Nostitzstraße 27–29, 31–34 Schenkendorfstraße 1–2, 4 Schwiebusser Straße 6–9 Willibald-Alexis-Straße 7–36 (Lage)                                                                          | Ensemble Chamissoplatz, Mietshäuser, Gewerbehof, Wasserturm, Gasleuchten Baudenkmale siehe: Arndtstraße 34 Bergmannstraße 8; 9 Fidicinstraße 29–29A Kopischstraße 7 Nostitzstraße 27; 29 | 09030547 – Kloedenstraße 3, Mietshaus, 1894 von August Beckmann                                                                                                |                                     |
| 09030459 | Chamissoplatz 1–8 Arndtstraße 7, 10–37 Bergmannstraße 8–10, 12–13, 15–19 Fidicinstraße 4–8A, 11–23, 25–39 Friesenstraße 4–6, 8–12, 22–23 Kloedenstraße 1–8 Kopischstraße 1–10 Nostitzstraße 27–29, 31–34 Schenkendorfstraße 1–2, 4 Schwiebusser Straße 6–9 Willibald-Alexis-Straße 7–36 (Lage)                                                                          | Ensemble Chamissoplatz, Mietshäuser, Gewerbehof, Wasserturm, Gasleuchten Baudenkmale siehe: Arndtstraße 34 Bergmannstraße 8; 9 Fidicinstraße 29–29A Kopischstraße 7 Nostitzstraße 27; 29 | 09030548 – Kloedenstraße 6, Mietshaus, 1895 von H. Scheel |                                     |
| 09030459 | Chamissoplatz 1–8 Arndtstraße 7, 10–37 Bergmannstraße 8–10, 12–13, 15–19 Fidicinstraße 4–8A, 11–23, 25–39 Friesenstraße 4–6, 8–12, 22–23 Kloedenstraße 1–8 Kopischstraße 1–10 Nostitzstraße 27–29, 31–34 Schenkendorfstraße 1–2, 4 Schwiebusser Straße 6–9 Willibald-Alexis-Straße 7–36 (Lage)                                                                          | Ensemble Chamissoplatz, Mietshäuser, Gewerbehof, Wasserturm, Gasleuchten Baudenkmale siehe: Arndtstraße 34 Bergmannstraße 8; 9 Fidicinstraße 29–29A Kopischstraße 7 Nostitzstraße 27; 29 | 09030549 – Kloedenstraße 7, Mietshaus, 1895 von H. Scheel |                                     |
| 09030459 | Chamissoplatz 1–8 Arndtstraße 7, 10–37 Bergmannstraße 8–10, 12–13, 15–19 Fidicinstraße 4–8A, 11–23, 25–39 Friesenstraße 4–6, 8–12, 22–23 Kloedenstraße 1–8 Kopischstraße 1–10 Nostitzstraße 27–29, 31–34 Schenkendorfstraße 1–2, 4 Schwiebusser Straße 6–9 Willibald-Alexis-Straße 7–36 (Lage)                                                                          | Ensemble Chamissoplatz, Mietshäuser, Gewerbehof, Wasserturm, Gasleuchten Baudenkmale siehe: Arndtstraße 34 Bergmannstraße 8; 9 Fidicinstraße 29–29A Kopischstraße 7 Nostitzstraße 27; 29 | 09030550 – Kloedenstraße 8 / Willibald-Alexis-Straße 31–31A, Mietshaus, 1890 von H. Speck                                                                      |                                     |
| 09030459 | Chamissoplatz 1–8 Arndtstraße 7, 10–37 Bergmannstraße 8–10, 12–13, 15–19 Fidicinstraße 4–8A, 11–23, 25–39 Friesenstraße 4–6, 8–12, 22–23 Kloedenstraße 1–8 Kopischstraße 1–10 Nostitzstraße 27–29, 31–34 Schenkendorfstraße 1–2, 4 Schwiebusser Straße 6–9 Willibald-Alexis-Straße 7–36 (Lage)                                                                          | Ensemble Chamissoplatz, Mietshäuser, Gewerbehof, Wasserturm, Gasleuchten Baudenkmale siehe: Arndtstraße 34 Bergmannstraße 8; 9 Fidicinstraße 29–29A Kopischstraße 7 Nostitzstraße 27; 29 | 09030551 – Kopischstraße 1, Mietshaus, 1894 von Höltzel & Trenner                                                                                              |                                     |
| 09030459 | Chamissoplatz 1–8 Arndtstraße 7, 10–37 Bergmannstraße 8–10, 12–13, 15–19 Fidicinstraße 4–8A, 11–23, 25–39 Friesenstraße 4–6, 8–12, 22–23 Kloedenstraße 1–8 Kopischstraße 1–10 Nostitzstraße 27–29, 31–34 Schenkendorfstraße 1–2, 4 Schwiebusser Straße 6–9 Willibald-Alexis-Straße 7–36 (Lage)                                                                          | Ensemble Chamissoplatz, Mietshäuser, Gewerbehof, Wasserturm, Gasleuchten Baudenkmale siehe: Arndtstraße 34 Bergmannstraße 8; 9 Fidicinstraße 29–29A Kopischstraße 7 Nostitzstraße 27; 29 | Fabrikgebäude |                                     |
| 09030459 | Chamissoplatz 1–8 Arndtstraße 7, 10–37 Bergmannstraße 8–10, 12–13, 15–19 Fidicinstraße 4–8A, 11–23, 25–39 Friesenstraße 4–6, 8–12, 22–23 Kloedenstraße 1–8 Kopischstraße 1–10 Nostitzstraße 27–29, 31–34 Schenkendorfstraße 1–2, 4 Schwiebusser Straße 6–9 Willibald-Alexis-Straße 7–36 (Lage)                                                                          | Ensemble Chamissoplatz, Mietshäuser, Gewerbehof, Wasserturm, Gasleuchten Baudenkmale siehe: Arndtstraße 34 Bergmannstraße 8; 9 Fidicinstraße 29–29A Kopischstraße 7 Nostitzstraße 27; 29 | 09030552 – Kopischstraße 2, Mietshaus, 1895 von Höltzel & Trenner                                                                                              |                                     |
| 09030459 | Chamissoplatz 1–8 Arndtstraße 7, 10–37 Bergmannstraße 8–10, 12–13, 15–19 Fidicinstraße 4–8A, 11–23, 25–39 Friesenstraße 4–6, 8–12, 22–23 Kloedenstraße 1–8 Kopischstraße 1–10 Nostitzstraße 27–29, 31–34 Schenkendorfstraße 1–2, 4 Schwiebusser Straße 6–9 Willibald-Alexis-Straße 7–36 (Lage)                                                                          | Ensemble Chamissoplatz, Mietshäuser, Gewerbehof, Wasserturm, Gasleuchten Baudenkmale siehe: Arndtstraße 34 Bergmannstraße 8; 9 Fidicinstraße 29–29A Kopischstraße 7 Nostitzstraße 27; 29 | 09030553 – Kopischstraße 3, Mietshaus, 1895 von Höltzel & Trenner                                                                                              |                                     |
| 09030459 | Chamissoplatz 1–8 Arndtstraße 7, 10–37 Bergmannstraße 8–10, 12–13, 15–19 Fidicinstraße 4–8A, 11–23, 25–39 Friesenstraße 4–6, 8–12, 22–23 Kloedenstraße 1–8 Kopischstraße 1–10 Nostitzstraße 27–29, 31–34 Schenkendorfstraße 1–2, 4 Schwiebusser Straße 6–9 Willibald-Alexis-Straße 7–36 (Lage)                                                                          | Ensemble Chamissoplatz, Mietshäuser, Gewerbehof, Wasserturm, Gasleuchten Baudenkmale siehe: Arndtstraße 34 Bergmannstraße 8; 9 Fidicinstraße 29–29A Kopischstraße 7 Nostitzstraße 27; 29 | 09030554 – Kopischstraße 4, Mietshaus, 1895 von Höltzel & Trenner                                                                                              |                                     |
| 09030459 | Chamissoplatz 1–8 Arndtstraße 7, 10–37 Bergmannstraße 8–10, 12–13, 15–19 Fidicinstraße 4–8A, 11–23, 25–39 Friesenstraße 4–6, 8–12, 22–23 Kloedenstraße 1–8 Kopischstraße 1–10 Nostitzstraße 27–29, 31–34 Schenkendorfstraße 1–2, 4 Schwiebusser Straße 6–9 Willibald-Alexis-Straße 7–36 (Lage)                                                                          | Ensemble Chamissoplatz, Mietshäuser, Gewerbehof, Wasserturm, Gasleuchten Baudenkmale siehe: Arndtstraße 34 Bergmannstraße 8; 9 Fidicinstraße 29–29A Kopischstraße 7 Nostitzstraße 27; 29 | 09030555 – Kopischstraße 5, Mietshaus, 1889 von Carl Jung |                                     |
| 09030459 | Chamissoplatz 1–8 Arndtstraße 7, 10–37 Bergmannstraße 8–10, 12–13, 15–19 Fidicinstraße 4–8A, 11–23, 25–39 Friesenstraße 4–6, 8–12, 22–23 Kloedenstraße 1–8 Kopischstraße 1–10 Nostitzstraße 27–29, 31–34 Schenkendorfstraße 1–2, 4 Schwiebusser Straße 6–9 Willibald-Alexis-Straße 7–36 (Lage)                                                                          | Ensemble Chamissoplatz, Mietshäuser, Gewerbehof, Wasserturm, Gasleuchten Baudenkmale siehe: Arndtstraße 34 Bergmannstraße 8; 9 Fidicinstraße 29–29A Kopischstraße 7 Nostitzstraße 27; 29 | 09030556 – Kopischstraße 8, Mietshaus, 1895 von Carl Kemnitz                                                                                                   |                                     |
| 09030459 | Chamissoplatz 1–8 Arndtstraße 7, 10–37 Bergmannstraße 8–10, 12–13, 15–19 Fidicinstraße 4–8A, 11–23, 25–39 Friesenstraße 4–6, 8–12, 22–23 Kloedenstraße 1–8 Kopischstraße 1–10 Nostitzstraße 27–29, 31–34 Schenkendorfstraße 1–2, 4 Schwiebusser Straße 6–9 Willibald-Alexis-Straße 7–36 (Lage)                                                                          | Ensemble Chamissoplatz, Mietshäuser, Gewerbehof, Wasserturm, Gasleuchten Baudenkmale siehe: Arndtstraße 34 Bergmannstraße 8; 9 Fidicinstraße 29–29A Kopischstraße 7 Nostitzstraße 27; 29 | 09030557 – Kopischstraße 9, Mietshaus, 1890 von August Fulge                                                                                                   |                                     |
| 09030459 | Chamissoplatz 1–8 Arndtstraße 7, 10–37 Bergmannstraße 8–10, 12–13, 15–19 Fidicinstraße 4–8A, 11–23, 25–39 Friesenstraße 4–6, 8–12, 22–23 Kloedenstraße 1–8 Kopischstraße 1–10 Nostitzstraße 27–29, 31–34 Schenkendorfstraße 1–2, 4 Schwiebusser Straße 6–9 Willibald-Alexis-Straße 7–36 (Lage)                                                                          | Ensemble Chamissoplatz, Mietshäuser, Gewerbehof, Wasserturm, Gasleuchten Baudenkmale siehe: Arndtstraße 34 Bergmannstraße 8; 9 Fidicinstraße 29–29A Kopischstraße 7 Nostitzstraße 27; 29 | 09030558 – Kopischstraße 10 / Willibald-Alexis-Straße 21, Mietshaus, 1889 von Ludwig Rohrlack                                                                  |                                     |
| 09030459 | Chamissoplatz 1–8 Arndtstraße 7, 10–37 Bergmannstraße 8–10, 12–13, 15–19 Fidicinstraße 4–8A, 11–23, 25–39 Friesenstraße 4–6, 8–12, 22–23 Kloedenstraße 1–8 Kopischstraße 1–10 Nostitzstraße 27–29, 31–34 Schenkendorfstraße 1–2, 4 Schwiebusser Straße 6–9 Willibald-Alexis-Straße 7–36 (Lage)                                                                          | Ensemble Chamissoplatz, Mietshäuser, Gewerbehof, Wasserturm, Gasleuchten Baudenkmale siehe: Arndtstraße 34 Bergmannstraße 8; 9 Fidicinstraße 29–29A Kopischstraße 7 Nostitzstraße 27; 29 | 09030559 – Nostitzstraße 28, Mietshaus, 1879 von Joachim Drehsler                                                                                              |                                     |
| 09030459 | Chamissoplatz 1–8 Arndtstraße 7, 10–37 Bergmannstraße 8–10, 12–13, 15–19 Fidicinstraße 4–8A, 11–23, 25–39 Friesenstraße 4–6, 8–12, 22–23 Kloedenstraße 1–8 Kopischstraße 1–10 Nostitzstraße 27–29, 31–34 Schenkendorfstraße 1–2, 4 Schwiebusser Straße 6–9 Willibald-Alexis-Straße 7–36 (Lage)                                                                          | Ensemble Chamissoplatz, Mietshäuser, Gewerbehof, Wasserturm, Gasleuchten Baudenkmale siehe: Arndtstraße 34 Bergmannstraße 8; 9 Fidicinstraße 29–29A Kopischstraße 7 Nostitzstraße 27; 29 | 09030560 – Nostitzstraße 32, Mietshaus, 1878 von Carl Friedrich Paul                                                                                           |                                     |
| 09030459 | Chamissoplatz 1–8 Arndtstraße 7, 10–37 Bergmannstraße 8–10, 12–13, 15–19 Fidicinstraße 4–8A, 11–23, 25–39 Friesenstraße 4–6, 8–12, 22–23 Kloedenstraße 1–8 Kopischstraße 1–10 Nostitzstraße 27–29, 31–34 Schenkendorfstraße 1–2, 4 Schwiebusser Straße 6–9 Willibald-Alexis-Straße 7–36 (Lage)                                                                          | Ensemble Chamissoplatz, Mietshäuser, Gewerbehof, Wasserturm, Gasleuchten Baudenkmale siehe: Arndtstraße 34 Bergmannstraße 8; 9 Fidicinstraße 29–29A Kopischstraße 7 Nostitzstraße 27; 29 | 09030561 – Nostitzstraße 33, Mietshaus, 1879 von Wilhelm Wirschleit                                                                                            |                                     |
| 09030459 | Chamissoplatz 1–8 Arndtstraße 7, 10–37 Bergmannstraße 8–10, 12–13, 15–19 Fidicinstraße 4–8A, 11–23, 25–39 Friesenstraße 4–6, 8–12, 22–23 Kloedenstraße 1–8 Kopischstraße 1–10 Nostitzstraße 27–29, 31–34 Schenkendorfstraße 1–2, 4 Schwiebusser Straße 6–9 Willibald-Alexis-Straße 7–36 (Lage)                                                                          | Ensemble Chamissoplatz, Mietshäuser, Gewerbehof, Wasserturm, Gasleuchten Baudenkmale siehe: Arndtstraße 34 Bergmannstraße 8; 9 Fidicinstraße 29–29A Kopischstraße 7 Nostitzstraße 27; 29 | 09030562 – Nostitzstraße 34, Mietshaus, 1880 von Albert Hecker                                                                                                 |                                     |
| 09030459 | Chamissoplatz 1–8 Arndtstraße 7, 10–37 Bergmannstraße 8–10, 12–13, 15–19 Fidicinstraße 4–8A, 11–23, 25–39 Friesenstraße 4–6, 8–12, 22–23 Kloedenstraße 1–8 Kopischstraße 1–10 Nostitzstraße 27–29, 31–34 Schenkendorfstraße 1–2, 4 Schwiebusser Straße 6–9 Willibald-Alexis-Straße 7–36 (Lage)                                                                          | Ensemble Chamissoplatz, Mietshäuser, Gewerbehof, Wasserturm, Gasleuchten Baudenkmale siehe: Arndtstraße 34 Bergmannstraße 8; 9 Fidicinstraße 29–29A Kopischstraße 7 Nostitzstraße 27; 29 | 09030563 – Schenkendorfstraße 2, Mietshaus, 1879 von Friedrich Wendt                                                                                           |                                     |
| 09030459 | Chamissoplatz 1–8 Arndtstraße 7, 10–37 Bergmannstraße 8–10, 12–13, 15–19 Fidicinstraße 4–8A, 11–23, 25–39 Friesenstraße 4–6, 8–12, 22–23 Kloedenstraße 1–8 Kopischstraße 1–10 Nostitzstraße 27–29, 31–34 Schenkendorfstraße 1–2, 4 Schwiebusser Straße 6–9 Willibald-Alexis-Straße 7–36 (Lage)                                                                          | Ensemble Chamissoplatz, Mietshäuser, Gewerbehof, Wasserturm, Gasleuchten Baudenkmale siehe: Arndtstraße 34 Bergmannstraße 8; 9 Fidicinstraße 29–29A Kopischstraße 7 Nostitzstraße 27; 29 | 09030564 – Schenkendorfstraße 4 / Arndtstraße, Mietshaus, 1880 von F. Saling                                                                                   |                                     |
| 09030459 | Chamissoplatz 1–8 Arndtstraße 7, 10–37 Bergmannstraße 8–10, 12–13, 15–19 Fidicinstraße 4–8A, 11–23, 25–39 Friesenstraße 4–6, 8–12, 22–23 Kloedenstraße 1–8 Kopischstraße 1–10 Nostitzstraße 27–29, 31–34 Schenkendorfstraße 1–2, 4 Schwiebusser Straße 6–9 Willibald-Alexis-Straße 7–36 (Lage)                                                                          | Ensemble Chamissoplatz, Mietshäuser, Gewerbehof, Wasserturm, Gasleuchten Baudenkmale siehe: Arndtstraße 34 Bergmannstraße 8; 9 Fidicinstraße 29–29A Kopischstraße 7 Nostitzstraße 27; 29 | 09030565 – Willibald-Alexis-Straße 8, Mietshaus, 1889 von Max Richter                                                                                          |                                     |
| 09030459 | Chamissoplatz 1–8 Arndtstraße 7, 10–37 Bergmannstraße 8–10, 12–13, 15–19 Fidicinstraße 4–8A, 11–23, 25–39 Friesenstraße 4–6, 8–12, 22–23 Kloedenstraße 1–8 Kopischstraße 1–10 Nostitzstraße 27–29, 31–34 Schenkendorfstraße 1–2, 4 Schwiebusser Straße 6–9 Willibald-Alexis-Straße 7–36 (Lage)                                                                          | Ensemble Chamissoplatz, Mietshäuser, Gewerbehof, Wasserturm, Gasleuchten Baudenkmale siehe: Arndtstraße 34 Bergmannstraße 8; 9 Fidicinstraße 29–29A Kopischstraße 7 Nostitzstraße 27; 29 | 09030566 – Willibald-Alexis-Straße 9, Mietshaus, 1890 von Albert Heier                                                                                         |                                     |
| 09030459 | Chamissoplatz 1–8 Arndtstraße 7, 10–37 Bergmannstraße 8–10, 12–13, 15–19 Fidicinstraße 4–8A, 11–23, 25–39 Friesenstraße 4–6, 8–12, 22–23 Kloedenstraße 1–8 Kopischstraße 1–10 Nostitzstraße 27–29, 31–34 Schenkendorfstraße 1–2, 4 Schwiebusser Straße 6–9 Willibald-Alexis-Straße 7–36 (Lage)                                                                          | Ensemble Chamissoplatz, Mietshäuser, Gewerbehof, Wasserturm, Gasleuchten Baudenkmale siehe: Arndtstraße 34 Bergmannstraße 8; 9 Fidicinstraße 29–29A Kopischstraße 7 Nostitzstraße 27; 29 | 09030567 – Willibald-Alexis-Straße 10, Mietshaus, 1890 von Albert Heier                                                                                        |                                     |
| 09030459 | Chamissoplatz 1–8 Arndtstraße 7, 10–37 Bergmannstraße 8–10, 12–13, 15–19 Fidicinstraße 4–8A, 11–23, 25–39 Friesenstraße 4–6, 8–12, 22–23 Kloedenstraße 1–8 Kopischstraße 1–10 Nostitzstraße 27–29, 31–34 Schenkendorfstraße 1–2, 4 Schwiebusser Straße 6–9 Willibald-Alexis-Straße 7–36 (Lage)                                                                          | Ensemble Chamissoplatz, Mietshäuser, Gewerbehof, Wasserturm, Gasleuchten Baudenkmale siehe: Arndtstraße 34 Bergmannstraße 8; 9 Fidicinstraße 29–29A Kopischstraße 7 Nostitzstraße 27; 29 | 09030568 – Willibald-Alexis-Straße 11, Mietshaus, 1894 von M. Schulz                                                                                           |                                     |
| 09030459 | Chamissoplatz 1–8 Arndtstraße 7, 10–37 Bergmannstraße 8–10, 12–13, 15–19 Fidicinstraße 4–8A, 11–23, 25–39 Friesenstraße 4–6, 8–12, 22–23 Kloedenstraße 1–8 Kopischstraße 1–10 Nostitzstraße 27–29, 31–34 Schenkendorfstraße 1–2, 4 Schwiebusser Straße 6–9 Willibald-Alexis-Straße 7–36 (Lage)                                                                          | Ensemble Chamissoplatz, Mietshäuser, Gewerbehof, Wasserturm, Gasleuchten Baudenkmale siehe: Arndtstraße 34 Bergmannstraße 8; 9 Fidicinstraße 29–29A Kopischstraße 7 Nostitzstraße 27; 29 | 09030569 – Willibald-Alexis-Straße 12, Mietshaus, 1892 von Willy Kohlmetz                                                                                      |                                     |
| 09030459 | Chamissoplatz 1–8 Arndtstraße 7, 10–37 Bergmannstraße 8–10, 12–13, 15–19 Fidicinstraße 4–8A, 11–23, 25–39 Friesenstraße 4–6, 8–12, 22–23 Kloedenstraße 1–8 Kopischstraße 1–10 Nostitzstraße 27–29, 31–34 Schenkendorfstraße 1–2, 4 Schwiebusser Straße 6–9 Willibald-Alexis-Straße 7–36 (Lage)                                                                          | Ensemble Chamissoplatz, Mietshäuser, Gewerbehof, Wasserturm, Gasleuchten Baudenkmale siehe: Arndtstraße 34 Bergmannstraße 8; 9 Fidicinstraße 29–29A Kopischstraße 7 Nostitzstraße 27; 29 | 09030570 – Willibald-Alexis-Straße 13, Mietshaus, 1893 von Seyring & Co.                                                                                       |                                     |
| 09030459 | Chamissoplatz 1–8 Arndtstraße 7, 10–37 Bergmannstraße 8–10, 12–13, 15–19 Fidicinstraße 4–8A, 11–23, 25–39 Friesenstraße 4–6, 8–12, 22–23 Kloedenstraße 1–8 Kopischstraße 1–10 Nostitzstraße 27–29, 31–34 Schenkendorfstraße 1–2, 4 Schwiebusser Straße 6–9 Willibald-Alexis-Straße 7–36 (Lage)                                                                          | Ensemble Chamissoplatz, Mietshäuser, Gewerbehof, Wasserturm, Gasleuchten Baudenkmale siehe: Arndtstraße 34 Bergmannstraße 8; 9 Fidicinstraße 29–29A Kopischstraße 7 Nostitzstraße 27; 29 | 09030571 – Willibald-Alexis-Straße 14, Mietshaus, 1893 von Seyring & Co.                                                                                       |                                     |
| 09030459 | Chamissoplatz 1–8 Arndtstraße 7, 10–37 Bergmannstraße 8–10, 12–13, 15–19 Fidicinstraße 4–8A, 11–23, 25–39 Friesenstraße 4–6, 8–12, 22–23 Kloedenstraße 1–8 Kopischstraße 1–10 Nostitzstraße 27–29, 31–34 Schenkendorfstraße 1–2, 4 Schwiebusser Straße 6–9 Willibald-Alexis-Straße 7–36 (Lage)                                                                          | Ensemble Chamissoplatz, Mietshäuser, Gewerbehof, Wasserturm, Gasleuchten Baudenkmale siehe: Arndtstraße 34 Bergmannstraße 8; 9 Fidicinstraße 29–29A Kopischstraße 7 Nostitzstraße 27; 29 | 09030572 – Willibald-Alexis-Straße 15, Mietshaus, 1889 von A. Fulge                                                                                            |                                     |
| 09030459 | Chamissoplatz 1–8 Arndtstraße 7, 10–37 Bergmannstraße 8–10, 12–13, 15–19 Fidicinstraße 4–8A, 11–23, 25–39 Friesenstraße 4–6, 8–12, 22–23 Kloedenstraße 1–8 Kopischstraße 1–10 Nostitzstraße 27–29, 31–34 Schenkendorfstraße 1–2, 4 Schwiebusser Straße 6–9 Willibald-Alexis-Straße 7–36 (Lage)                                                                          | Ensemble Chamissoplatz, Mietshäuser, Gewerbehof, Wasserturm, Gasleuchten Baudenkmale siehe: Arndtstraße 34 Bergmannstraße 8; 9 Fidicinstraße 29–29A Kopischstraße 7 Nostitzstraße 27; 29 | 09030573 – Willibald-Alexis-Straße 18, Mietshaus, 1890 von Carl Jung                                                                                           |                                     |
| 09030459 | Chamissoplatz 1–8 Arndtstraße 7, 10–37 Bergmannstraße 8–10, 12–13, 15–19 Fidicinstraße 4–8A, 11–23, 25–39 Friesenstraße 4–6, 8–12, 22–23 Kloedenstraße 1–8 Kopischstraße 1–10 Nostitzstraße 27–29, 31–34 Schenkendorfstraße 1–2, 4 Schwiebusser Straße 6–9 Willibald-Alexis-Straße 7–36 (Lage)                                                                          | Ensemble Chamissoplatz, Mietshäuser, Gewerbehof, Wasserturm, Gasleuchten Baudenkmale siehe: Arndtstraße 34 Bergmannstraße 8; 9 Fidicinstraße 29–29A Kopischstraße 7 Nostitzstraße 27; 29 | 09030574 – Willibald-Alexis-Straße 19, Mietshaus, 1894 von Höltzel & Trenner                                                                                   |                                     |
| 09030459 | Chamissoplatz 1–8 Arndtstraße 7, 10–37 Bergmannstraße 8–10, 12–13, 15–19 Fidicinstraße 4–8A, 11–23, 25–39 Friesenstraße 4–6, 8–12, 22–23 Kloedenstraße 1–8 Kopischstraße 1–10 Nostitzstraße 27–29, 31–34 Schenkendorfstraße 1–2, 4 Schwiebusser Straße 6–9 Willibald-Alexis-Straße 7–36 (Lage)                                                                          | Ensemble Chamissoplatz, Mietshäuser, Gewerbehof, Wasserturm, Gasleuchten Baudenkmale siehe: Arndtstraße 34 Bergmannstraße 8; 9 Fidicinstraße 29–29A Kopischstraße 7 Nostitzstraße 27; 29 | 09030575 – Willibald-Alexis-Straße 20, Mietshaus, 1894 von Höltzel & Trenner                                                                                   |                                     |
| 09030459 | Chamissoplatz 1–8 Arndtstraße 7, 10–37 Bergmannstraße 8–10, 12–13, 15–19 Fidicinstraße 4–8A, 11–23, 25–39 Friesenstraße 4–6, 8–12, 22–23 Kloedenstraße 1–8 Kopischstraße 1–10 Nostitzstraße 27–29, 31–34 Schenkendorfstraße 1–2, 4 Schwiebusser Straße 6–9 Willibald-Alexis-Straße 7–36 (Lage)                                                                          | Ensemble Chamissoplatz, Mietshäuser, Gewerbehof, Wasserturm, Gasleuchten Baudenkmale siehe: Arndtstraße 34 Bergmannstraße 8; 9 Fidicinstraße 29–29A Kopischstraße 7 Nostitzstraße 27; 29 | 09030576 – Willibald-Alexis-Straße 22, Mietshaus, 1889 von Höltzel & Trenner                                                                                   |                                     |
| 09030459 | Chamissoplatz 1–8 Arndtstraße 7, 10–37 Bergmannstraße 8–10, 12–13, 15–19 Fidicinstraße 4–8A, 11–23, 25–39 Friesenstraße 4–6, 8–12, 22–23 Kloedenstraße 1–8 Kopischstraße 1–10 Nostitzstraße 27–29, 31–34 Schenkendorfstraße 1–2, 4 Schwiebusser Straße 6–9 Willibald-Alexis-Straße 7–36 (Lage)                                                                          | Ensemble Chamissoplatz, Mietshäuser, Gewerbehof, Wasserturm, Gasleuchten Baudenkmale siehe: Arndtstraße 34 Bergmannstraße 8; 9 Fidicinstraße 29–29A Kopischstraße 7 Nostitzstraße 27; 29 | 09030577 – Willibald-Alexis-Straße 25, Mietshaus, 1893 von Bernhard Neumann                                                                                    |                                     |
| 09030459 | Chamissoplatz 1–8 Arndtstraße 7, 10–37 Bergmannstraße 8–10, 12–13, 15–19 Fidicinstraße 4–8A, 11–23, 25–39 Friesenstraße 4–6, 8–12, 22–23 Kloedenstraße 1–8 Kopischstraße 1–10 Nostitzstraße 27–29, 31–34 Schenkendorfstraße 1–2, 4 Schwiebusser Straße 6–9 Willibald-Alexis-Straße 7–36 (Lage)                                                                          | Ensemble Chamissoplatz, Mietshäuser, Gewerbehof, Wasserturm, Gasleuchten Baudenkmale siehe: Arndtstraße 34 Bergmannstraße 8; 9 Fidicinstraße 29–29A Kopischstraße 7 Nostitzstraße 27; 29 | 09030578 – Willibald-Alexis-Straße 26, Mietshaus, 1892 von Bernhard Neumann                                                                                    |                                     |
| 09030459 | Chamissoplatz 1–8 Arndtstraße 7, 10–37 Bergmannstraße 8–10, 12–13, 15–19 Fidicinstraße 4–8A, 11–23, 25–39 Friesenstraße 4–6, 8–12, 22–23 Kloedenstraße 1–8 Kopischstraße 1–10 Nostitzstraße 27–29, 31–34 Schenkendorfstraße 1–2, 4 Schwiebusser Straße 6–9 Willibald-Alexis-Straße 7–36 (Lage)                                                                          | Ensemble Chamissoplatz, Mietshäuser, Gewerbehof, Wasserturm, Gasleuchten Baudenkmale siehe: Arndtstraße 34 Bergmannstraße 8; 9 Fidicinstraße 29–29A Kopischstraße 7 Nostitzstraße 27; 29 | 09030579 – Willibald-Alexis-Straße 27, Mietshaus, 1894 von Höltzel & Trenner                                                                                   |                                     |
| 09030459 | Chamissoplatz 1–8 Arndtstraße 7, 10–37 Bergmannstraße 8–10, 12–13, 15–19 Fidicinstraße 4–8A, 11–23, 25–39 Friesenstraße 4–6, 8–12, 22–23 Kloedenstraße 1–8 Kopischstraße 1–10 Nostitzstraße 27–29, 31–34 Schenkendorfstraße 1–2, 4 Schwiebusser Straße 6–9 Willibald-Alexis-Straße 7–36 (Lage)                                                                          | Ensemble Chamissoplatz, Mietshäuser, Gewerbehof, Wasserturm, Gasleuchten Baudenkmale siehe: Arndtstraße 34 Bergmannstraße 8; 9 Fidicinstraße 29–29A Kopischstraße 7 Nostitzstraße 27; 29 | 09030580 – Willibald-Alexis-Straße 28, Mietshaus, 1894 von Höltzel & Trenner                                                                                   |                                     |
| 09030459 | Chamissoplatz 1–8 Arndtstraße 7, 10–37 Bergmannstraße 8–10, 12–13, 15–19 Fidicinstraße 4–8A, 11–23, 25–39 Friesenstraße 4–6, 8–12, 22–23 Kloedenstraße 1–8 Kopischstraße 1–10 Nostitzstraße 27–29, 31–34 Schenkendorfstraße 1–2, 4 Schwiebusser Straße 6–9 Willibald-Alexis-Straße 7–36 (Lage)                                                                          | Ensemble Chamissoplatz, Mietshäuser, Gewerbehof, Wasserturm, Gasleuchten Baudenkmale siehe: Arndtstraße 34 Bergmannstraße 8; 9 Fidicinstraße 29–29A Kopischstraße 7 Nostitzstraße 27; 29 | 09030581 – Willibald-Alexis-Straße 29, Mietshaus, 1889 von Höltzel & Trenner                                                                                   |                                     |
| 09030459 | Chamissoplatz 1–8 Arndtstraße 7, 10–37 Bergmannstraße 8–10, 12–13, 15–19 Fidicinstraße 4–8A, 11–23, 25–39 Friesenstraße 4–6, 8–12, 22–23 Kloedenstraße 1–8 Kopischstraße 1–10 Nostitzstraße 27–29, 31–34 Schenkendorfstraße 1–2, 4 Schwiebusser Straße 6–9 Willibald-Alexis-Straße 7–36 (Lage)                                                                          | Ensemble Chamissoplatz, Mietshäuser, Gewerbehof, Wasserturm, Gasleuchten Baudenkmale siehe: Arndtstraße 34 Bergmannstraße 8; 9 Fidicinstraße 29–29A Kopischstraße 7 Nostitzstraße 27; 29 | 09030582 – Willibald-Alexis-Straße 32, Mietshaus, 1890 von Eduard Schenk                                                                                       |                                     |
| 09030459 | Chamissoplatz 1–8 Arndtstraße 7, 10–37 Bergmannstraße 8–10, 12–13, 15–19 Fidicinstraße 4–8A, 11–23, 25–39 Friesenstraße 4–6, 8–12, 22–23 Kloedenstraße 1–8 Kopischstraße 1–10 Nostitzstraße 27–29, 31–34 Schenkendorfstraße 1–2, 4 Schwiebusser Straße 6–9 Willibald-Alexis-Straße 7–36 (Lage)                                                                          | Ensemble Chamissoplatz, Mietshäuser, Gewerbehof, Wasserturm, Gasleuchten Baudenkmale siehe: Arndtstraße 34 Bergmannstraße 8; 9 Fidicinstraße 29–29A Kopischstraße 7 Nostitzstraße 27; 29 | 09030583 – Willibald-Alexis-Straße 33, Mietshaus, 1890 von Robert Stoffert                                                                                     |                                     |
| 09030459 | Chamissoplatz 1–8 Arndtstraße 7, 10–37 Bergmannstraße 8–10, 12–13, 15–19 Fidicinstraße 4–8A, 11–23, 25–39 Friesenstraße 4–6, 8–12, 22–23 Kloedenstraße 1–8 Kopischstraße 1–10 Nostitzstraße 27–29, 31–34 Schenkendorfstraße 1–2, 4 Schwiebusser Straße 6–9 Willibald-Alexis-Straße 7–36 (Lage)                                                                          | Ensemble Chamissoplatz, Mietshäuser, Gewerbehof, Wasserturm, Gasleuchten Baudenkmale siehe: Arndtstraße 34 Bergmannstraße 8; 9 Fidicinstraße 29–29A Kopischstraße 7 Nostitzstraße 27; 29 | 09030584 – Willibald-Alexis-Straße 34, Mietshaus, 1890 von Friedrich Wilhelm Sahland                                                                           |                                     |
| 09030459 | Chamissoplatz 1–8 Arndtstraße 7, 10–37 Bergmannstraße 8–10, 12–13, 15–19 Fidicinstraße 4–8A, 11–23, 25–39 Friesenstraße 4–6, 8–12, 22–23 Kloedenstraße 1–8 Kopischstraße 1–10 Nostitzstraße 27–29, 31–34 Schenkendorfstraße 1–2, 4 Schwiebusser Straße 6–9 Willibald-Alexis-Straße 7–36 (Lage)                                                                          | Ensemble Chamissoplatz, Mietshäuser, Gewerbehof, Wasserturm, Gasleuchten Baudenkmale siehe: Arndtstraße 34 Bergmannstraße 8; 9 Fidicinstraße 29–29A Kopischstraße 7 Nostitzstraße 27; 29 | 09030585 – Willibald-Alexis-Straße 35, Mietshaus, 1888 von Albert Heier                                                                                        |                                     |
| 09030646 | Dieffenbachstraße 11–13, 16–20, 27–32, 34–40, 51, 58–58A Böckhstraße 10, 16 Graefestraße 21, 73 Hohenstaufenplatz Schönleinstraße 9 (Lage) | Mietshäuser, Kirche, Schulen Gesamtanlagen siehe: Böckhstraße 10; 16 Dieffenbachstraße 39–40 Baudenkmale siehe: Dieffenbachstraße 18; 19 | Weitere Bestandteile des Ensembles: | Weitere Bestandteile des Ensembles: |
| 09030646 | Dieffenbachstraße 11–13, 16–20, 27–32, 34–40, 51, 58–58A Böckhstraße 10, 16 Graefestraße 21, 73 Hohenstaufenplatz Schönleinstraße 9 (Lage) | Mietshäuser, Kirche, Schulen Gesamtanlagen siehe: Böckhstraße 10; 16 Dieffenbachstraße 39–40 Baudenkmale siehe: Dieffenbachstraße 18; 19 | 09030652 – Dieffenbachstraße 11 / Grimmstraße 20, Mietshaus, 1882 von F. A. Lehmann                                                                            |                                     |
| 09030646 | Dieffenbachstraße 11–13, 16–20, 27–32, 34–40, 51, 58–58A Böckhstraße 10, 16 Graefestraße 21, 73 Hohenstaufenplatz Schönleinstraße 9 (Lage) | Mietshäuser, Kirche, Schulen Gesamtanlagen siehe: Böckhstraße 10; 16 Dieffenbachstraße 39–40 Baudenkmale siehe: Dieffenbachstraße 18; 19 | Hofgebäude |                                     |
| 09030646 | Dieffenbachstraße 11–13, 16–20, 27–32, 34–40, 51, 58–58A Böckhstraße 10, 16 Graefestraße 21, 73 Hohenstaufenplatz Schönleinstraße 9 (Lage) | Mietshäuser, Kirche, Schulen Gesamtanlagen siehe: Böckhstraße 10; 16 Dieffenbachstraße 39–40 Baudenkmale siehe: Dieffenbachstraße 18; 19 | 09030653 – Dieffenbachstraße 12, Mietshaus, 1891 von E. Schütze                                                                                                |                                     |
| 09030646 | Dieffenbachstraße 11–13, 16–20, 27–32, 34–40, 51, 58–58A Böckhstraße 10, 16 Graefestraße 21, 73 Hohenstaufenplatz Schönleinstraße 9 (Lage) | Mietshäuser, Kirche, Schulen Gesamtanlagen siehe: Böckhstraße 10; 16 Dieffenbachstraße 39–40 Baudenkmale siehe: Dieffenbachstraße 18; 19 | 09030654 – Dieffenbachstraße 13, Mietshaus, 1897 von Wilhelm Schäfer                                                                                           |                                     |
| 09030646 | Dieffenbachstraße 11–13, 16–20, 27–32, 34–40, 51, 58–58A Böckhstraße 10, 16 Graefestraße 21, 73 Hohenstaufenplatz Schönleinstraße 9 (Lage) | Mietshäuser, Kirche, Schulen Gesamtanlagen siehe: Böckhstraße 10; 16 Dieffenbachstraße 39–40 Baudenkmale siehe: Dieffenbachstraße 18; 19 | 09030655 – Dieffenbachstraße 16, Mietshaus, 1895–1896 von Zimmermeister August Eichentopf                                                                      |                                     |
| 09030646 | Dieffenbachstraße 11–13, 16–20, 27–32, 34–40, 51, 58–58A Böckhstraße 10, 16 Graefestraße 21, 73 Hohenstaufenplatz Schönleinstraße 9 (Lage) | Mietshäuser, Kirche, Schulen Gesamtanlagen siehe: Böckhstraße 10; 16 Dieffenbachstraße 39–40 Baudenkmale siehe: Dieffenbachstraße 18; 19 | 09030656 – Dieffenbachstraße 17, Mietshaus, 1896 von August Eichentopf                                                                                         |                                     |
| 09030646 | Dieffenbachstraße 11–13, 16–20, 27–32, 34–40, 51, 58–58A Böckhstraße 10, 16 Graefestraße 21, 73 Hohenstaufenplatz Schönleinstraße 9 (Lage) | Mietshäuser, Kirche, Schulen Gesamtanlagen siehe: Böckhstraße 10; 16 Dieffenbachstraße 39–40 Baudenkmale siehe: Dieffenbachstraße 18; 19 | Hofgebäude |                                     |
| 09030646 | Dieffenbachstraße 11–13, 16–20, 27–32, 34–40, 51, 58–58A Böckhstraße 10, 16 Graefestraße 21, 73 Hohenstaufenplatz Schönleinstraße 9 (Lage) | Mietshäuser, Kirche, Schulen Gesamtanlagen siehe: Böckhstraße 10; 16 Dieffenbachstraße 39–40 Baudenkmale siehe: Dieffenbachstraße 18; 19 | 09030657 – Dieffenbachstraße 20 / Graefestraße 21, Mietshaus, 1895–1896 von Paul Hoppe und F. Sabing                                                           |                                     |
| 09030646 | Dieffenbachstraße 11–13, 16–20, 27–32, 34–40, 51, 58–58A Böckhstraße 10, 16 Graefestraße 21, 73 Hohenstaufenplatz Schönleinstraße 9 (Lage) | Mietshäuser, Kirche, Schulen Gesamtanlagen siehe: Böckhstraße 10; 16 Dieffenbachstraße 39–40 Baudenkmale siehe: Dieffenbachstraße 18; 19 | 09030658 – Dieffenbachstraße 27 / Graefestraße 73, Mietshaus, 1885 von A. Kricke                                                                               |                                     |
| 09030646 | Dieffenbachstraße 11–13, 16–20, 27–32, 34–40, 51, 58–58A Böckhstraße 10, 16 Graefestraße 21, 73 Hohenstaufenplatz Schönleinstraße 9 (Lage) | Mietshäuser, Kirche, Schulen Gesamtanlagen siehe: Böckhstraße 10; 16 Dieffenbachstraße 39–40 Baudenkmale siehe: Dieffenbachstraße 18; 19 | 09030659 – Dieffenbachstraße 28, Mietshaus, 1885 von C. Lier                                                                                                   |                                     |
| 09030646 | Dieffenbachstraße 11–13, 16–20, 27–32, 34–40, 51, 58–58A Böckhstraße 10, 16 Graefestraße 21, 73 Hohenstaufenplatz Schönleinstraße 9 (Lage) | Mietshäuser, Kirche, Schulen Gesamtanlagen siehe: Böckhstraße 10; 16 Dieffenbachstraße 39–40 Baudenkmale siehe: Dieffenbachstraße 18; 19 | 09030660 – Dieffenbachstraße 29, Mietshaus, 1887 von W. Richter                                                                                                |                                     |
| 09030646 | Dieffenbachstraße 11–13, 16–20, 27–32, 34–40, 51, 58–58A Böckhstraße 10, 16 Graefestraße 21, 73 Hohenstaufenplatz Schönleinstraße 9 (Lage) | Mietshäuser, Kirche, Schulen Gesamtanlagen siehe: Böckhstraße 10; 16 Dieffenbachstraße 39–40 Baudenkmale siehe: Dieffenbachstraße 18; 19 | 09030661 – Dieffenbachstraße 30, Mietshaus, 1887 von Heinrich Adolf Holland                                                                                    |                                     |
| 09030646 | Dieffenbachstraße 11–13, 16–20, 27–32, 34–40, 51, 58–58A Böckhstraße 10, 16 Graefestraße 21, 73 Hohenstaufenplatz Schönleinstraße 9 (Lage) | Mietshäuser, Kirche, Schulen Gesamtanlagen siehe: Böckhstraße 10; 16 Dieffenbachstraße 39–40 Baudenkmale siehe: Dieffenbachstraße 18; 19 | 09030662 – Dieffenbachstraße 31, Mietshaus, 1885 von August Doepel                                                                                             |                                     |
| 09030646 | Dieffenbachstraße 11–13, 16–20, 27–32, 34–40, 51, 58–58A Böckhstraße 10, 16 Graefestraße 21, 73 Hohenstaufenplatz Schönleinstraße 9 (Lage) | Mietshäuser, Kirche, Schulen Gesamtanlagen siehe: Böckhstraße 10; 16 Dieffenbachstraße 39–40 Baudenkmale siehe: Dieffenbachstraße 18; 19 | 09030663 – Dieffenbachstraße 32, Mietshaus, 1887 von David Speckmann                                                                                           |                                     |
| 09030646 | Dieffenbachstraße 11–13, 16–20, 27–32, 34–40, 51, 58–58A Böckhstraße 10, 16 Graefestraße 21, 73 Hohenstaufenplatz Schönleinstraße 9 (Lage) | Mietshäuser, Kirche, Schulen Gesamtanlagen siehe: Böckhstraße 10; 16 Dieffenbachstraße 39–40 Baudenkmale siehe: Dieffenbachstraße 18; 19 | Hofgebäude |                                     |
| 09030646 | Dieffenbachstraße 11–13, 16–20, 27–32, 34–40, 51, 58–58A Böckhstraße 10, 16 Graefestraße 21, 73 Hohenstaufenplatz Schönleinstraße 9 (Lage) | Mietshäuser, Kirche, Schulen Gesamtanlagen siehe: Böckhstraße 10; 16 Dieffenbachstraße 39–40 Baudenkmale siehe: Dieffenbachstraße 18; 19 | 09030664 – Dieffenbachstraße 34, Mietshaus, 1877 von Oskar Wolff & Gottlieb Klenke                                                                             |                                     |
| 09030646 | Dieffenbachstraße 11–13, 16–20, 27–32, 34–40, 51, 58–58A Böckhstraße 10, 16 Graefestraße 21, 73 Hohenstaufenplatz Schönleinstraße 9 (Lage) | Mietshäuser, Kirche, Schulen Gesamtanlagen siehe: Böckhstraße 10; 16 Dieffenbachstraße 39–40 Baudenkmale siehe: Dieffenbachstraße 18; 19 | Hofgebäude |                                     |
| 09030646 | Dieffenbachstraße 11–13, 16–20, 27–32, 34–40, 51, 58–58A Böckhstraße 10, 16 Graefestraße 21, 73 Hohenstaufenplatz Schönleinstraße 9 (Lage) | Mietshäuser, Kirche, Schulen Gesamtanlagen siehe: Böckhstraße 10; 16 Dieffenbachstraße 39–40 Baudenkmale siehe: Dieffenbachstraße 18; 19 | 09030665 – Dieffenbachstraße 35, Mietshaus, 1890 von August Kösel                                                                                              |                                     |
| 09030646 | Dieffenbachstraße 11–13, 16–20, 27–32, 34–40, 51, 58–58A Böckhstraße 10, 16 Graefestraße 21, 73 Hohenstaufenplatz Schönleinstraße 9 (Lage) | Mietshäuser, Kirche, Schulen Gesamtanlagen siehe: Böckhstraße 10; 16 Dieffenbachstraße 39–40 Baudenkmale siehe: Dieffenbachstraße 18; 19 | Fabrikgebäude |                                     |
| 09030646 | Dieffenbachstraße 11–13, 16–20, 27–32, 34–40, 51, 58–58A Böckhstraße 10, 16 Graefestraße 21, 73 Hohenstaufenplatz Schönleinstraße 9 (Lage) | Mietshäuser, Kirche, Schulen Gesamtanlagen siehe: Böckhstraße 10; 16 Dieffenbachstraße 39–40 Baudenkmale siehe: Dieffenbachstraße 18; 19 | 09030666 – Dieffenbachstraße 36, Mietshaus, 1891 von August Kösel                                                                                              |                                     |
| 09030646 | Dieffenbachstraße 11–13, 16–20, 27–32, 34–40, 51, 58–58A Böckhstraße 10, 16 Graefestraße 21, 73 Hohenstaufenplatz Schönleinstraße 9 (Lage) | Mietshäuser, Kirche, Schulen Gesamtanlagen siehe: Böckhstraße 10; 16 Dieffenbachstraße 39–40 Baudenkmale siehe: Dieffenbachstraße 18; 19 | Fabrikgebäude |                                     |
| 09030646 | Dieffenbachstraße 11–13, 16–20, 27–32, 34–40, 51, 58–58A Böckhstraße 10, 16 Graefestraße 21, 73 Hohenstaufenplatz Schönleinstraße 9 (Lage) | Mietshäuser, Kirche, Schulen Gesamtanlagen siehe: Böckhstraße 10; 16 Dieffenbachstraße 39–40 Baudenkmale siehe: Dieffenbachstraße 18; 19 | 09030667 – Dieffenbachstraße 37, Mietshaus, 1888 von Richard Schröder                                                                                          |                                     |
| 09030646 | Dieffenbachstraße 11–13, 16–20, 27–32, 34–40, 51, 58–58A Böckhstraße 10, 16 Graefestraße 21, 73 Hohenstaufenplatz Schönleinstraße 9 (Lage) | Mietshäuser, Kirche, Schulen Gesamtanlagen siehe: Böckhstraße 10; 16 Dieffenbachstraße 39–40 Baudenkmale siehe: Dieffenbachstraße 18; 19 | Fabrikgebäude, 1897 |                                     |
| 09030646 | Dieffenbachstraße 11–13, 16–20, 27–32, 34–40, 51, 58–58A Böckhstraße 10, 16 Graefestraße 21, 73 Hohenstaufenplatz Schönleinstraße 9 (Lage) | Mietshäuser, Kirche, Schulen Gesamtanlagen siehe: Böckhstraße 10; 16 Dieffenbachstraße 39–40 Baudenkmale siehe: Dieffenbachstraße 18; 19 | 09030668 – Dieffenbachstraße 38, Mietshaus, 1877 von G. Jehser                                                                                                 |                                     |
| 09030646 | Dieffenbachstraße 11–13, 16–20, 27–32, 34–40, 51, 58–58A Böckhstraße 10, 16 Graefestraße 21, 73 Hohenstaufenplatz Schönleinstraße 9 (Lage) | Mietshäuser, Kirche, Schulen Gesamtanlagen siehe: Böckhstraße 10; 16 Dieffenbachstraße 39–40 Baudenkmale siehe: Dieffenbachstraße 18; 19 | 09030669 – Dieffenbachstraße 58, Mietshaus, 1897 von August Eichentopf                                                                                         |                                     |
| 09030646 | Dieffenbachstraße 11–13, 16–20, 27–32, 34–40, 51, 58–58A Böckhstraße 10, 16 Graefestraße 21, 73 Hohenstaufenplatz Schönleinstraße 9 (Lage) | Mietshäuser, Kirche, Schulen Gesamtanlagen siehe: Böckhstraße 10; 16 Dieffenbachstraße 39–40 Baudenkmale siehe: Dieffenbachstraße 18; 19 | 09030670 – Dieffenbachstraße 58A, Mietshaus, 1890 von August Eichentopf                                                                                        |                                     |
| 09030646 | Dieffenbachstraße 11–13, 16–20, 27–32, 34–40, 51, 58–58A Böckhstraße 10, 16 Graefestraße 21, 73 Hohenstaufenplatz Schönleinstraße 9 (Lage) | Ehemalige Bestandteile: | 09030671 – Hohenstaufenplatz, Bedürfnisanstalt, um 1895, seit 2023 aberkannt                                                                                   |                                     |
| 09060132 | Fraenkelufer 26/50 Admiralstraße 15–19 Erkelenzdamm 63/69 (Lage) | Mietshäuser der IBA 87 Baudenkmal siehe: Fraenkelufer 26, 30, 38, 38A-C, 44 Admiralstraße 16 Gartendenkmal siehe: Fraenkelufer | Weitere Bestandteile des Ensembles: | Weitere Bestandteile des Ensembles: |
| 09060132 | Fraenkelufer 26/50 Admiralstraße 15–19 Erkelenzdamm 63/69 (Lage) | Mietshäuser der IBA 87 Baudenkmal siehe: Fraenkelufer 26, 30, 38, 38A-C, 44 Admiralstraße 16 Gartendenkmal siehe: Fraenkelufer | 09060133 – Admiralstraße 15, Mietshaus, 1889 von Hermann Wolff                                                                                                 |                                     |
| 09060132 | Fraenkelufer 26/50 Admiralstraße 15–19 Erkelenzdamm 63/69 (Lage) | Mietshäuser der IBA 87 Baudenkmal siehe: Fraenkelufer 26, 30, 38, 38A-C, 44 Admiralstraße 16 Gartendenkmal siehe: Fraenkelufer | 09060134 – Admiralstraße 17-17A, Mietshaus mit Querhaus, 1889–1890 von Hermann und Fritz Wolff                                                                 |                                     |
| 09060132 | Fraenkelufer 26/50 Admiralstraße 15–19 Erkelenzdamm 63/69 (Lage) | Mietshäuser der IBA 87 Baudenkmal siehe: Fraenkelufer 26, 30, 38, 38A-C, 44 Admiralstraße 16 Gartendenkmal siehe: Fraenkelufer | Seitenflügeln und Fabrikgebäuden |                                     |
| 09060132 | Fraenkelufer 26/50 Admiralstraße 15–19 Erkelenzdamm 63/69 (Lage) | Mietshäuser der IBA 87 Baudenkmal siehe: Fraenkelufer 26, 30, 38, 38A-C, 44 Admiralstraße 16 Gartendenkmal siehe: Fraenkelufer | 09060135 – Admiralstraße 18, Mietshaus, 1889 von Hermann und Fritz Wolff                                                                                       |                                     |
| 09060132 | Fraenkelufer 26/50 Admiralstraße 15–19 Erkelenzdamm 63/69 (Lage) | Mietshäuser der IBA 87 Baudenkmal siehe: Fraenkelufer 26, 30, 38, 38A-C, 44 Admiralstraße 16 Gartendenkmal siehe: Fraenkelufer | 09060136 – Admiralstraße 19, Mietshaus, 1889 von Hermann und Fritz Wolff                                                                                       |                                     |
| 09060132 | Fraenkelufer 26/50 Admiralstraße 15–19 Erkelenzdamm 63/69 (Lage) | Mietshäuser der IBA 87 Baudenkmal siehe: Fraenkelufer 26, 30, 38, 38A-C, 44 Admiralstraße 16 Gartendenkmal siehe: Fraenkelufer | 09060137 – Erkelenzdamm 63, Mietshaus, 1863 von Lemke und Salge                                                                                                |                                     |
| 09060132 | Fraenkelufer 26/50 Admiralstraße 15–19 Erkelenzdamm 63/69 (Lage) | Mietshäuser der IBA 87 Baudenkmal siehe: Fraenkelufer 26, 30, 38, 38A-C, 44 Admiralstraße 16 Gartendenkmal siehe: Fraenkelufer | Querhaus und Seitenflügel, 1897 von Carl Dolz |                                     |
| 09060132 | Fraenkelufer 26/50 Admiralstraße 15–19 Erkelenzdamm 63/69 (Lage) | Mietshäuser der IBA 87 Baudenkmal siehe: Fraenkelufer 26, 30, 38, 38A-C, 44 Admiralstraße 16 Gartendenkmal siehe: Fraenkelufer | 09060138 – Erkelenzdamm 65, Mietshaus, 1864 von E. Plettig |                                     |
| 09060132 | Fraenkelufer 26/50 Admiralstraße 15–19 Erkelenzdamm 63/69 (Lage) | Mietshäuser der IBA 87 Baudenkmal siehe: Fraenkelufer 26, 30, 38, 38A-C, 44 Admiralstraße 16 Gartendenkmal siehe: Fraenkelufer | Remisen |                                     |
| 09060132 | Fraenkelufer 26/50 Admiralstraße 15–19 Erkelenzdamm 63/69 (Lage) | Mietshäuser der IBA 87 Baudenkmal siehe: Fraenkelufer 26, 30, 38, 38A-C, 44 Admiralstraße 16 Gartendenkmal siehe: Fraenkelufer | 09060139 – Erkelenzdamm 67, Mietshaus, 1864 von E. Plettig und R. Bartholdt                                                                                    |                                     |
| 09060132 | Fraenkelufer 26/50 Admiralstraße 15–19 Erkelenzdamm 63/69 (Lage) | Mietshäuser der IBA 87 Baudenkmal siehe: Fraenkelufer 26, 30, 38, 38A-C, 44 Admiralstraße 16 Gartendenkmal siehe: Fraenkelufer | Remise |                                     |
| 09060132 | Fraenkelufer 26/50 Admiralstraße 15–19 Erkelenzdamm 63/69 (Lage) | Mietshäuser der IBA 87 Baudenkmal siehe: Fraenkelufer 26, 30, 38, 38A-C, 44 Admiralstraße 16 Gartendenkmal siehe: Fraenkelufer | 09060140 – Erkelenzdamm 69, Mietshaus, 1864 von A. Kittler und R. Bartholt                                                                                     |                                     |
| 09060132 | Fraenkelufer 26/50 Admiralstraße 15–19 Erkelenzdamm 63/69 (Lage) | Mietshäuser der IBA 87 Baudenkmal siehe: Fraenkelufer 26, 30, 38, 38A-C, 44 Admiralstraße 16 Gartendenkmal siehe: Fraenkelufer | Remisen |                                     |
| 09060132 | Fraenkelufer 26/50 Admiralstraße 15–19 Erkelenzdamm 63/69 (Lage) | Mietshäuser der IBA 87 Baudenkmal siehe: Fraenkelufer 26, 30, 38, 38A-C, 44 Admiralstraße 16 Gartendenkmal siehe: Fraenkelufer | 09060141 – Fraenkelufer 28, Mietshaus, 1881 von G. Fehser |                                     |
| 09060132 | Fraenkelufer 26/50 Admiralstraße 15–19 Erkelenzdamm 63/69 (Lage) | Mietshäuser der IBA 87 Baudenkmal siehe: Fraenkelufer 26, 30, 38, 38A-C, 44 Admiralstraße 16 Gartendenkmal siehe: Fraenkelufer | 09060142 – Fraenkelufer 32, Mietshaus, 1890 von H. Schulz |                                     |
| 09060132 | Fraenkelufer 26/50 Admiralstraße 15–19 Erkelenzdamm 63/69 (Lage) | Mietshäuser der IBA 87 Baudenkmal siehe: Fraenkelufer 26, 30, 38, 38A-C, 44 Admiralstraße 16 Gartendenkmal siehe: Fraenkelufer | 09060143 – Fraenkelufer 34, Mietshaus, 1889 H. Enders |                                     |
| 09060132 | Fraenkelufer 26/50 Admiralstraße 15–19 Erkelenzdamm 63/69 (Lage) | Mietshäuser der IBA 87 Baudenkmal siehe: Fraenkelufer 26, 30, 38, 38A-C, 44 Admiralstraße 16 Gartendenkmal siehe: Fraenkelufer | 09060144 – Fraenkelufer 36, Mietshaus, 1888–1889 von Leo Nauenberg                                                                                             |                                     |
| 09060132 | Fraenkelufer 26/50 Admiralstraße 15–19 Erkelenzdamm 63/69 (Lage) | Mietshäuser der IBA 87 Baudenkmal siehe: Fraenkelufer 26, 30, 38, 38A-C, 44 Admiralstraße 16 Gartendenkmal siehe: Fraenkelufer | 09060145 – Fraenkelufer 40, Mietshaus, 1888–1889 von Leo Nauenberg                                                                                             |                                     |
| 09060132 | Fraenkelufer 26/50 Admiralstraße 15–19 Erkelenzdamm 63/69 (Lage) | Mietshäuser der IBA 87 Baudenkmal siehe: Fraenkelufer 26, 30, 38, 38A-C, 44 Admiralstraße 16 Gartendenkmal siehe: Fraenkelufer | 09060146 – Fraenkelufer 42, Mietshaus, 1888–1889 von Leo Nauenberg                                                                                             |                                     |
| 09060132 | Fraenkelufer 26/50 Admiralstraße 15–19 Erkelenzdamm 63/69 (Lage) | Mietshäuser der IBA 87 Baudenkmal siehe: Fraenkelufer 26, 30, 38, 38A-C, 44 Admiralstraße 16 Gartendenkmal siehe: Fraenkelufer | 09060147 – Fraenkelufer 46, Mietshaus, 1873 von E. Scharr |                                     |
| 09060132 | Fraenkelufer 26/50 Admiralstraße 15–19 Erkelenzdamm 63/69 (Lage) | Mietshäuser der IBA 87 Baudenkmal siehe: Fraenkelufer 26, 30, 38, 38A-C, 44 Admiralstraße 16 Gartendenkmal siehe: Fraenkelufer | Remise |                                     |
| 09060132 | Fraenkelufer 26/50 Admiralstraße 15–19 Erkelenzdamm 63/69 (Lage) | Mietshäuser der IBA 87 Baudenkmal siehe: Fraenkelufer 26, 30, 38, 38A-C, 44 Admiralstraße 16 Gartendenkmal siehe: Fraenkelufer | 09060148 – Fraenkelufer 48, Mietshaus, 1872 von E. Scharr |                                     |
| 09060132 | Fraenkelufer 26/50 Admiralstraße 15–19 Erkelenzdamm 63/69 (Lage) | Mietshäuser der IBA 87 Baudenkmal siehe: Fraenkelufer 26, 30, 38, 38A-C, 44 Admiralstraße 16 Gartendenkmal siehe: Fraenkelufer | 09060149 – Fraenkelufer 50, Mietshaus, 1864 von A. Kittler und R. Bartholt                                                                                     |                                     |
| 09060132 | Fraenkelufer 26/50 Admiralstraße 15–19 Erkelenzdamm 63/69 (Lage) | Mietshäuser der IBA 87 Baudenkmal siehe: Fraenkelufer 26, 30, 38, 38A-C, 44 Admiralstraße 16 Gartendenkmal siehe: Fraenkelufer | Remise |                                     |
| 09030672 | Glogauer Straße 13–17A, 19A–22 Admiralstraße 15–19 Paul-Lincke-Ufer 4 (Lage) | Ensemble Glogauer Straße, Kirche, Schule, Mietshäuser Gesamtanlage siehe: Glogauer Straße 13, 16 Baudenkmal siehe: Glogauer Straße 22 | Weitere Bestandteile des Ensembles: | Weitere Bestandteile des Ensembles: |
| 09030672 | Glogauer Straße 13–17A, 19A–22 Admiralstraße 15–19 Paul-Lincke-Ufer 4 (Lage) | Ensemble Glogauer Straße, Kirche, Schule, Mietshäuser Gesamtanlage siehe: Glogauer Straße 13, 16 Baudenkmal siehe: Glogauer Straße 22 | 09030675 – Glogauer Straße 17–17A / Paul-Lincke-Ufer 4, Mietshaus, 1903 von Paul Ueberholz und Kurt Berndt                                                     |                                     |
| 09030672 | Glogauer Straße 13–17A, 19A–22 Admiralstraße 15–19 Paul-Lincke-Ufer 4 (Lage) | Ensemble Glogauer Straße, Kirche, Schule, Mietshäuser Gesamtanlage siehe: Glogauer Straße 13, 16 Baudenkmal siehe: Glogauer Straße 22 | 09030676 – Glogauer Straße 19A–B, Mietshaus, 1905 von Paul Ueberholz                                                                                           |                                     |
| 09030672 | Glogauer Straße 13–17A, 19A–22 Admiralstraße 15–19 Paul-Lincke-Ufer 4 (Lage) | Ensemble Glogauer Straße, Kirche, Schule, Mietshäuser Gesamtanlage siehe: Glogauer Straße 13, 16 Baudenkmal siehe: Glogauer Straße 22 | Glogauer Straße 19A–B, Gewerbehof |                                     |
| 09030672 | Glogauer Straße 13–17A, 19A–22 Admiralstraße 15–19 Paul-Lincke-Ufer 4 (Lage) | Ensemble Glogauer Straße, Kirche, Schule, Mietshäuser Gesamtanlage siehe: Glogauer Straße 13, 16 Baudenkmal siehe: Glogauer Straße 22 | 09030677 – Glogauer Straße 21, Mietshaus mit Gewerbehof, 1901 von Franz Dargatz                                                                                |                                     |
| 09030672 | Glogauer Straße 13–17A, 19A–22 Admiralstraße 15–19 Paul-Lincke-Ufer 4 (Lage) | Ensemble Glogauer Straße, Kirche, Schule, Mietshäuser Gesamtanlage siehe: Glogauer Straße 13, 16 Baudenkmal siehe: Glogauer Straße 22 | Gewerbehof |                                     |
| 09030678 | Görlitzer Straße 72–74 Skalitzer Straße 49–50 (Lage) | Ensemble Görlitzer Straße, Mietshäuser Baudenkmale siehe: Görlitzer Straße 74 Skalitzer Straße 49–50 | Weitere Bestandteile des Ensembles: | Weitere Bestandteile des Ensembles: |
| 09030678 | Görlitzer Straße 72–74 Skalitzer Straße 49–50 (Lage) | Ensemble Görlitzer Straße, Mietshäuser Baudenkmale siehe: Görlitzer Straße 74 Skalitzer Straße 49–50 | 09030702 – Görlitzer Straße 72, Mietshaus, 1897 von Wilhelm Gebhardt und A. Schönknecht                                                                        |                                     |
| 09030678 | Görlitzer Straße 72–74 Skalitzer Straße 49–50 (Lage) | Ensemble Görlitzer Straße, Mietshäuser Baudenkmale siehe: Görlitzer Straße 74 Skalitzer Straße 49–50 | 09030681 – Görlitzer Straße 73, Mietshaus, 1897 von G. Voß und W. Plümke                                                                                       |                                     |
| 09030682 | Großbeerenstraße 10–11, 13–14 Tempelhofer Ufer 10–14 (Lage) | Ensemble Großbeerenstraße, Mietshäuser, Gewerbebauten Baudenkmale siehe: Großbeerenstraße 11; 13; 13A; 14 Tempelhofer Ufer 11 | Weitere Bestandteile des Ensembles: | Weitere Bestandteile des Ensembles: |
| 09030682 | Großbeerenstraße 10–11, 13–14 Tempelhofer Ufer 10–14 (Lage) | Ensemble Großbeerenstraße, Mietshäuser, Gewerbebauten Baudenkmale siehe: Großbeerenstraße 11; 13; 13A; 14 Tempelhofer Ufer 11 | 09030687 – Großbeerenstraße 10 / Tempelhofer Ufer 13, Mietshaus, 1875 von Theodor Born und Hermann Schwiertz                                                   |                                     |
| 09030682 | Großbeerenstraße 10–11, 13–14 Tempelhofer Ufer 10–14 (Lage) | Ensemble Großbeerenstraße, Mietshäuser, Gewerbebauten Baudenkmale siehe: Großbeerenstraße 11; 13; 13A; 14 Tempelhofer Ufer 11 | 09030689 – Tempelhofer Ufer 10, Mietshaus mit Gewerbehof, 1892–1893 von Rudolf Braun, Kayser & v. Großheim                                                     |                                     |
| 09030682 | Großbeerenstraße 10–11, 13–14 Tempelhofer Ufer 10–14 (Lage) | Ensemble Großbeerenstraße, Mietshäuser, Gewerbebauten Baudenkmale siehe: Großbeerenstraße 11; 13; 13A; 14 Tempelhofer Ufer 11 | Gewerbehof |                                     |
| 09030682 | Großbeerenstraße 10–11, 13–14 Tempelhofer Ufer 10–14 (Lage) | Ensemble Großbeerenstraße, Mietshäuser, Gewerbebauten Baudenkmale siehe: Großbeerenstraße 11; 13; 13A; 14 Tempelhofer Ufer 11 | 09030688 – Tempelhofer Ufer 12, Mietshaus, 1872 von K. Menzel                                                                                                  |                                     |
| 09030682 | Großbeerenstraße 10–11, 13–14 Tempelhofer Ufer 10–14 (Lage) | Ensemble Großbeerenstraße, Mietshäuser, Gewerbebauten Baudenkmale siehe: Großbeerenstraße 11; 13; 13A; 14 Tempelhofer Ufer 11 | 09030691 – Tempelhofer Ufer 14, Mietshaus, 1877 von A. Moritz                                                                                                  |                                     |
| 09030692 | Köpenicker Straße 7A–10A, 183A–184 (Lage) | Ensemble Köpenicker Straße, Mietshäuser und Gewerbeeinrichtungen Baudenkmale siehe: Köpenicker Straße 8–8B; 9A; 9B; 10; 184 | Weitere Bestandteile des Ensembles: | Weitere Bestandteile des Ensembles: |
| 09030692 | Köpenicker Straße 7A–10A, 183A–184 (Lage) | Ensemble Köpenicker Straße, Mietshäuser und Gewerbeeinrichtungen Baudenkmale siehe: Köpenicker Straße 8–8B; 9A; 9B; 10; 184 | 09030698 – Köpenicker Straße 7A, Wohnhaus, 1885–1886 von Witting, A. E.                                                                                        |                                     |
| 09030692 | Köpenicker Straße 7A–10A, 183A–184 (Lage) | Ensemble Köpenicker Straße, Mietshäuser und Gewerbeeinrichtungen Baudenkmale siehe: Köpenicker Straße 8–8B; 9A; 9B; 10; 184 | Gewerbehof, 1880–1881 von Naumann |                                     |
| 09030692 | Köpenicker Straße 7A–10A, 183A–184 (Lage) | Ensemble Köpenicker Straße, Mietshäuser und Gewerbeeinrichtungen Baudenkmale siehe: Köpenicker Straße 8–8B; 9A; 9B; 10; 184 | Fabrikgebäude, 1874 |                                     |
| 09030692 | Köpenicker Straße 7A–10A, 183A–184 (Lage) | Ensemble Köpenicker Straße, Mietshäuser und Gewerbeeinrichtungen Baudenkmale siehe: Köpenicker Straße 8–8B; 9A; 9B; 10; 184 | 09030699 – Köpenicker Straße 9, Wohn- und Lagerhaus, Fabrikgebäude (Singer), 1928                                                                              |                                     |
| 09030692 | Köpenicker Straße 7A–10A, 183A–184 (Lage) | Ensemble Köpenicker Straße, Mietshäuser und Gewerbeeinrichtungen Baudenkmale siehe: Köpenicker Straße 8–8B; 9A; 9B; 10; 184 | Wohnhaus |                                     |
| 09030692 | Köpenicker Straße 7A–10A, 183A–184 (Lage) | Ensemble Köpenicker Straße, Mietshäuser und Gewerbeeinrichtungen Baudenkmale siehe: Köpenicker Straße 8–8B; 9A; 9B; 10; 184 | Lagerhaus |                                     |
| 09030692 | Köpenicker Straße 7A–10A, 183A–184 (Lage) | Ensemble Köpenicker Straße, Mietshäuser und Gewerbeeinrichtungen Baudenkmale siehe: Köpenicker Straße 8–8B; 9A; 9B; 10; 184 | 09030700 – Köpenicker Straße 10A, Mietshaus mit Gewerbehöfen, 1890 von C. F. Osmar Urban                                                                       |                                     |
| 09030692 | Köpenicker Straße 7A–10A, 183A–184 (Lage) | Ensemble Köpenicker Straße, Mietshäuser und Gewerbeeinrichtungen Baudenkmale siehe: Köpenicker Straße 8–8B; 9A; 9B; 10; 184 | Gewerbehöfe |                                     |
| 09030692 | Köpenicker Straße 7A–10A, 183A–184 (Lage) | Ensemble Köpenicker Straße, Mietshäuser und Gewerbeeinrichtungen Baudenkmale siehe: Köpenicker Straße 8–8B; 9A; 9B; 10; 184 | 09030701 – Köpenicker Straße 183A, Mietshaus, 1877 von H. König                                                                                                |                                     |
| 09030703 | Lausitzer Straße 18–23, 31–34 Reichenberger Straße 53 (Lage) | Ensemble Lausitzer Straße, Mietshäuser | Bestandteile des Ensembles: | Bestandteile des Ensembles:         |
| 09030703 | Lausitzer Straße 18–23, 31–34 Reichenberger Straße 53 (Lage) | Ensemble Lausitzer Straße, Mietshäuser | 09030704 – Lausitzer Straße 18 / Reichenberger Straße 53, Mietshaus, 1874 von Friedrich Born                                                                   |                                     |
| 09030703 | Lausitzer Straße 18–23, 31–34 Reichenberger Straße 53 (Lage) | Ensemble Lausitzer Straße, Mietshäuser | 09030705 – Lausitzer Straße 19, Mietshaus, 1874 von Rudolf Christian Klinge                                                                                    |                                     |
| 09030703 | Lausitzer Straße 18–23, 31–34 Reichenberger Straße 53 (Lage) | Ensemble Lausitzer Straße, Mietshäuser | 09030706 – Lausitzer Straße 20, Mietshaus, 1876 von Friedrich Gennrich                                                                                         |                                     |
| 09030703 | Lausitzer Straße 18–23, 31–34 Reichenberger Straße 53 (Lage) | Ensemble Lausitzer Straße, Mietshäuser | 09030707 – Lausitzer Straße 21, Mietshaus, 1876 von Friedrich Gennrich                                                                                         |                                     |
| 09030703 | Lausitzer Straße 18–23, 31–34 Reichenberger Straße 53 (Lage) | Ensemble Lausitzer Straße, Mietshäuser | 09030708 – Lausitzer Straße 22, Mietshaus, 1877 von Friedrich Gennrich                                                                                         |                                     |
| 09030703 | Lausitzer Straße 18–23, 31–34 Reichenberger Straße 53 (Lage) | Ensemble Lausitzer Straße, Mietshäuser | Remise |                                     |
| 09030703 | Lausitzer Straße 18–23, 31–34 Reichenberger Straße 53 (Lage) | Ensemble Lausitzer Straße, Mietshäuser | 09030709 – Lausitzer Straße 22A–23, Mietshäuser, 1890 von Höltzel & Trenner, Nr. 22A                                                                           |                                     |
| 09030703 | Lausitzer Straße 18–23, 31–34 Reichenberger Straße 53 (Lage) | Ensemble Lausitzer Straße, Mietshäuser | Fabrikgebäude Lausitzer Straße 23 |                                     |
| 09030703 | Lausitzer Straße 18–23, 31–34 Reichenberger Straße 53 (Lage) | Ensemble Lausitzer Straße, Mietshäuser | 09030711 – Lausitzer Straße 31, Mietshaus, 1888 von Thöns und Schmidtmann                                                                                      |                                     |
| 09030703 | Lausitzer Straße 18–23, 31–34 Reichenberger Straße 53 (Lage) | Ensemble Lausitzer Straße, Mietshäuser | Gewerbehof |                                     |
| 09030703 | Lausitzer Straße 18–23, 31–34 Reichenberger Straße 53 (Lage) | Ensemble Lausitzer Straße, Mietshäuser | 09030712 – Lausitzer Straße 32, Mietshaus, 1887 von Friedrich Lentz                                                                                            |                                     |
| 09030703 | Lausitzer Straße 18–23, 31–34 Reichenberger Straße 53 (Lage) | Ensemble Lausitzer Straße, Mietshäuser | 09030713 – Lausitzer Straße 33, Mietshaus, 1887 von Friedrich Lentz                                                                                            |                                     |
| 09030703 | Lausitzer Straße 18–23, 31–34 Reichenberger Straße 53 (Lage) | Ensemble Lausitzer Straße, Mietshäuser | 09030714 – Lausitzer Straße 34, Mietshaus, 1888 von Friedrich Lentz                                                                                            |                                     |
| 09030703 | Lausitzer Straße 18–23, 31–34 Reichenberger Straße 53 (Lage) | Ensemble Lausitzer Straße, Mietshäuser | Gewerbehof |                                     |
| 09030703 | Lausitzer Straße 18–23, 31–34 Reichenberger Straße 53 (Lage) | Ensemble Lausitzer Straße, Mietshäuser | Lager |                                     |
| 09030715 | Mehringdamm 73/75 (Lage) | Ensemble Mehringdamm, Mietshäuser Baudenkmale siehe: Mehringdamm 73; 75 | Weitere Bestandteile des Ensembles: | Weitere Bestandteile des Ensembles: |
| 09030715 | Mehringdamm 73/75 (Lage) | Ensemble Mehringdamm, Mietshäuser Baudenkmale siehe: Mehringdamm 73; 75 | 09030718 – Bergmannstraße 1, Mietshaus, 1871 von J. Hamburger (?)                                                                                              |                                     |
| 09030715 | Mehringdamm 73/75 (Lage) | Ensemble Mehringdamm, Mietshäuser Baudenkmale siehe: Mehringdamm 73; 75 | 09030719 – Bergmannstraße 2, Mietshaus, 1893 von Carl Bauer |                                     |
| 09030715 | Mehringdamm 73/75 (Lage) | Ensemble Mehringdamm, Mietshäuser Baudenkmale siehe: Mehringdamm 73; 75 | 09030720 – Bergmannstraße 3, Mietshaus, 1893 von Carl Bauer und Albert Weiß                                                                                    |                                     |
| 09030715 | Mehringdamm 73/75 (Lage) | Ensemble Mehringdamm, Mietshäuser Baudenkmale siehe: Mehringdamm 73; 75 | 09030721 – Bergmannstraße 4, Mietshaus, 1877 von E. Bergmann                                                                                                   |                                     |
| 09030722 | Möckernstraße 66–69 Kreuzbergstraße 27–28 (Lage) | Wohn- und Gewerbebauten Gesamtanlage siehe: Möckernstraße 68 Baudenkmale siehe: Kreuzbergstraße 28 Möckernstraße 66; 67; 69 | Weiterer Bestandteil des Ensembles: | Weiterer Bestandteil des Ensembles: |
| 09030722 | Möckernstraße 66–69 Kreuzbergstraße 27–28 (Lage) | Wohn- und Gewerbebauten Gesamtanlage siehe: Möckernstraße 68 Baudenkmale siehe: Kreuzbergstraße 28 Möckernstraße 66; 67; 69 | 09030727 – Kreuzbergstraße 27, Nebengebäude der Milchkuranstalt                                                                                                |                                     |
| 09030728 | Muskauer Straße 21, 30–36, 38 Mariannenplatz (Lage) | Mietshäuser | Bestandteile des Ensembles: | Bestandteile des Ensembles:         |
| 09030728 | Muskauer Straße 21, 30–36, 38 Mariannenplatz (Lage) | Mietshäuser | 09030729 – Muskauer Straße 21, Mietshaus, 1877 von den Baumeistern Lachmann & Zauber                                                                           |                                     |
| 09030728 | Muskauer Straße 21, 30–36, 38 Mariannenplatz (Lage) | Mietshäuser | 09030730 – Muskauer Straße 30 / Mariannenplatz, Mietshaus, 1873 von F. Blankenstein                                                                            |                                     |
| 09030728 | Muskauer Straße 21, 30–36, 38 Mariannenplatz (Lage) | Mietshäuser | 09030731 – Muskauer Straße 31, Mietshaus, 1874 von A. Springborn                                                                                               |                                     |
| 09030728 | Muskauer Straße 21, 30–36, 38 Mariannenplatz (Lage) | Mietshäuser | 09095046 – Muskauer Straße 32, Mietshaus, 1897 von A. Reimann                                                                                                  |                                     |
| 09030728 | Muskauer Straße 21, 30–36, 38 Mariannenplatz (Lage) | Mietshäuser | 09030732 – Muskauer Straße 33, Mietshaus, 1897 von H. Enders und Hahn                                                                                          |                                     |
| 09030728 | Muskauer Straße 21, 30–36, 38 Mariannenplatz (Lage) | Mietshäuser | 09095183 – Muskauer Straße 34, Mietshaus, 1897 von der Baugesellschaft Bellevue                                                                                |                                     |
| 09030728 | Muskauer Straße 21, 30–36, 38 Mariannenplatz (Lage) | Mietshäuser | 09030733 – Muskauer Straße 35, Mietshaus, 1897 von Fritz Kegel (?)                                                                                             |                                     |
| 09030728 | Muskauer Straße 21, 30–36, 38 Mariannenplatz (Lage) | Mietshäuser | 09095184 – Muskauer Straße 36, Mietshaus, 1897 von Carl Bommel                                                                                                 |                                     |
| 09030728 | Muskauer Straße 21, 30–36, 38 Mariannenplatz (Lage) | Mietshäuser | 09030734 – Muskauer Straße 38, Mietshaus, 1874 von Menzel |                                     |
| 09030735 | Neuenburger Straße 9–11 Alte Jakobstraße 145, 168 (Lage) | Mietshäuser | Bestandteile des Ensembles: | Bestandteile des Ensembles:         |
| 09030735 | Neuenburger Straße 9–11 Alte Jakobstraße 145, 168 (Lage) | Mietshäuser | 09030736 – Neuenburger Straße 9 / Alte Jakobstraße 145, Mietshaus, 1859 von Urban                                                                              |                                     |
| 09030735 | Neuenburger Straße 9–11 Alte Jakobstraße 145, 168 (Lage) | Mietshäuser | 09030737 – Neuenburger Straße 10 / Alte Jakobstraße, Mietshaus, 1859 von Urban                                                                                 |                                     |
| 09030735 | Neuenburger Straße 9–11 Alte Jakobstraße 145, 168 (Lage) | Mietshäuser | 09030738 – Neuenburger Straße 11, Mietshaus, 1859 von Urban |                                     |
| 09030739 | Nostitzstraße 11–14, 16–21, 23–25, 37/38, 40, 41, 43, 47/48 Gneisenaustraße 8–9 Riemannstraße 24, 26 (Lage) | Mietshäuser Baudenkmale siehe: Nostitzstraße 21; 41 | Weitere Bestandteile des Ensembles: | Weitere Bestandteile des Ensembles: |
| 09030739 | Nostitzstraße 11–14, 16–21, 23–25, 37/38, 40, 41, 43, 47/48 Gneisenaustraße 8–9 Riemannstraße 24, 26 (Lage) | Mietshäuser Baudenkmale siehe: Nostitzstraße 21; 41 | 09030740 – Gneisenaustraße 8, Mietshaus, 1864 von C. Schulz und R. Peschke                                                                                     |                                     |
| 09030739 | Nostitzstraße 11–14, 16–21, 23–25, 37/38, 40, 41, 43, 47/48 Gneisenaustraße 8–9 Riemannstraße 24, 26 (Lage) | Mietshäuser Baudenkmale siehe: Nostitzstraße 21; 41 | 09030741 – Nostitzstraße 11 / Gneisenaustraße 9, Mietshaus, 1865 von Bolz und Schroeder                                                                        |                                     |
| 09030739 | Nostitzstraße 11–14, 16–21, 23–25, 37/38, 40, 41, 43, 47/48 Gneisenaustraße 8–9 Riemannstraße 24, 26 (Lage) | Mietshäuser Baudenkmale siehe: Nostitzstraße 21; 41 | 09030742 – Nostitzstraße 12, Mietshaus, 1874 von E. Lorenz |                                     |
| 09030739 | Nostitzstraße 11–14, 16–21, 23–25, 37/38, 40, 41, 43, 47/48 Gneisenaustraße 8–9 Riemannstraße 24, 26 (Lage) | Mietshäuser Baudenkmale siehe: Nostitzstraße 21; 41 | 09030743 – Nostitzstraße 13/14, Mietshaus, 1871 von Maurermeister J. Hamburger                                                                                 |                                     |
| 09030739 | Nostitzstraße 11–14, 16–21, 23–25, 37/38, 40, 41, 43, 47/48 Gneisenaustraße 8–9 Riemannstraße 24, 26 (Lage) | Mietshäuser Baudenkmale siehe: Nostitzstraße 21; 41 | 09030744 – Nostitzstraße 16, Mietshaus, 1871 von Isaac |                                     |
| 09030739 | Nostitzstraße 11–14, 16–21, 23–25, 37/38, 40, 41, 43, 47/48 Gneisenaustraße 8–9 Riemannstraße 24, 26 (Lage) | Mietshäuser Baudenkmale siehe: Nostitzstraße 21; 41 | 09030745 – Nostitzstraße 17, Mietshaus, 1871 von Isaac |                                     |
| 09030739 | Nostitzstraße 11–14, 16–21, 23–25, 37/38, 40, 41, 43, 47/48 Gneisenaustraße 8–9 Riemannstraße 24, 26 (Lage) | Mietshäuser Baudenkmale siehe: Nostitzstraße 21; 41 | 09030746 – Nostitzstraße 18, Mietshaus, 1870 von Isaac |                                     |
| 09030739 | Nostitzstraße 11–14, 16–21, 23–25, 37/38, 40, 41, 43, 47/48 Gneisenaustraße 8–9 Riemannstraße 24, 26 (Lage) | Mietshäuser Baudenkmale siehe: Nostitzstraße 21; 41 | 09030760 – Nostitzstraße 19, Mietshaus, 1870 von Isaac |                                     |
| 09030739 | Nostitzstraße 11–14, 16–21, 23–25, 37/38, 40, 41, 43, 47/48 Gneisenaustraße 8–9 Riemannstraße 24, 26 (Lage) | Mietshäuser Baudenkmale siehe: Nostitzstraße 21; 41 | 09030747 – Nostitzstraße 20, Mietshaus mit Fabrik, 1865, 1891 von W. Bischoff, W. Lehmann                                                                      |                                     |
| 09030739 | Nostitzstraße 11–14, 16–21, 23–25, 37/38, 40, 41, 43, 47/48 Gneisenaustraße 8–9 Riemannstraße 24, 26 (Lage) | Mietshäuser Baudenkmale siehe: Nostitzstraße 21; 41 | Fabrik |                                     |
| 09030739 | Nostitzstraße 11–14, 16–21, 23–25, 37/38, 40, 41, 43, 47/48 Gneisenaustraße 8–9 Riemannstraße 24, 26 (Lage) | Mietshäuser Baudenkmale siehe: Nostitzstraße 21; 41 | 09030749 – Nostitzstraße 23, Mietshaus, 1867, von J. Friedrich Hoff                                                                                            |                                     |
| 09030739 | Nostitzstraße 11–14, 16–21, 23–25, 37/38, 40, 41, 43, 47/48 Gneisenaustraße 8–9 Riemannstraße 24, 26 (Lage) | Mietshäuser Baudenkmale siehe: Nostitzstraße 21; 41 | 09030750 – Nostitzstraße 24, Mietshaus, 1869 von Vrobitz, C. Proetze                                                                                           |                                     |
| 09030739 | Nostitzstraße 11–14, 16–21, 23–25, 37/38, 40, 41, 43, 47/48 Gneisenaustraße 8–9 Riemannstraße 24, 26 (Lage) | Mietshäuser Baudenkmale siehe: Nostitzstraße 21; 41 | 09030751 – Nostitzstraße 25, Mietshaus, 1873 von A. Wolf und G. Behrens                                                                                        |                                     |
| 09030739 | Nostitzstraße 11–14, 16–21, 23–25, 37/38, 40, 41, 43, 47/48 Gneisenaustraße 8–9 Riemannstraße 24, 26 (Lage) | Mietshäuser Baudenkmale siehe: Nostitzstraße 21; 41 | 09030752 – Nostitzstraße 37, Mietshaus, 1872 von Isaac |                                     |
| 09030739 | Nostitzstraße 11–14, 16–21, 23–25, 37/38, 40, 41, 43, 47/48 Gneisenaustraße 8–9 Riemannstraße 24, 26 (Lage) | Mietshäuser Baudenkmale siehe: Nostitzstraße 21; 41 | 09030753 – Nostitzstraße 38, Mietshaus, 1872 von Isaac |                                     |
| 09030739 | Nostitzstraße 11–14, 16–21, 23–25, 37/38, 40, 41, 43, 47/48 Gneisenaustraße 8–9 Riemannstraße 24, 26 (Lage) | Mietshäuser Baudenkmale siehe: Nostitzstraße 21; 41 | 09030754 – Nostitzstraße 40, Mietshaus und Fabrik, 1872 von Isaac                                                                                              |                                     |
| 09030739 | Nostitzstraße 11–14, 16–21, 23–25, 37/38, 40, 41, 43, 47/48 Gneisenaustraße 8–9 Riemannstraße 24, 26 (Lage) | Mietshäuser Baudenkmale siehe: Nostitzstraße 21; 41 | Fabrik |                                     |
| 09030739 | Nostitzstraße 11–14, 16–21, 23–25, 37/38, 40, 41, 43, 47/48 Gneisenaustraße 8–9 Riemannstraße 24, 26 (Lage) | Mietshäuser Baudenkmale siehe: Nostitzstraße 21; 41 | 09030756 – Nostitzstraße 43, Mietshaus, 1872 von August Meyer                                                                                                  |                                     |
| 09030739 | Nostitzstraße 11–14, 16–21, 23–25, 37/38, 40, 41, 43, 47/48 Gneisenaustraße 8–9 Riemannstraße 24, 26 (Lage) | Mietshäuser Baudenkmale siehe: Nostitzstraße 21; 41 | 09030757 – Nostitzstraße 47, Mietshaus, 1873 von Isaac |                                     |
| 09030739 | Nostitzstraße 11–14, 16–21, 23–25, 37/38, 40, 41, 43, 47/48 Gneisenaustraße 8–9 Riemannstraße 24, 26 (Lage) | Mietshäuser Baudenkmale siehe: Nostitzstraße 21; 41 | 09030758 – Nostitzstraße 48, Mietshaus, 1873 von Isaac |                                     |
| 09030739 | Nostitzstraße 11–14, 16–21, 23–25, 37/38, 40, 41, 43, 47/48 Gneisenaustraße 8–9 Riemannstraße 24, 26 (Lage) | Mietshäuser Baudenkmale siehe: Nostitzstraße 21; 41 | 09030759 – Riemannstraße 24/26 / Nostitzstraße, Mietshaus, 1872 von Carl Kruse                                                                                 |                                     |
| 09030761 | Oranienstraße 6–8, 12–34, 39–48, 159–174, 176/177, 182–204 Adalbertstraße 13–19, 22, 71–91 Dresdener Straße 20–24, 115, 118–120 Erkelenzdamm 1–13 Legiendamm 40–42 Luckauer Straße 1–6, 12–14, 16/17 Naunynstraße 30–36A, 55–73 Oranienplatz 1–5, 7, 14, 16, 17 Prinzessinnenstraße 1–2 Rio-Reiser-Platz Sebastianstraße 81–88 Segitzdamm 2 Waldemarstraße 43–46 (Lage) | Mietshausquartiere um Oranien- und Rio-Reiser-Platz Gesamtanlagen siehe: Oranienstraße 26; 183 Baudenkmale siehe: Adalbertstraße 22; 74; 84 Dresdener Straße 118 Erkelenzdamm 5; 11/13 Legiendamm 42 Luckauer Straße 10 Oranienplatz 2; 4–10; 5 Oranienstraße 6; 8; 25; 40/41; 159; 161; 166; 174; 176 Gartendenkmal siehe: Oranienplatz | Weitere Bestandteile des Ensembles: | Weitere Bestandteile des Ensembles: |
| 09030761 | Oranienstraße 6–8, 12–34, 39–48, 159–174, 176/177, 182–204 Adalbertstraße 13–19, 22, 71–91 Dresdener Straße 20–24, 115, 118–120 Erkelenzdamm 1–13 Legiendamm 40–42 Luckauer Straße 1–6, 12–14, 16/17 Naunynstraße 30–36A, 55–73 Oranienplatz 1–5, 7, 14, 16, 17 Prinzessinnenstraße 1–2 Rio-Reiser-Platz Sebastianstraße 81–88 Segitzdamm 2 Waldemarstraße 43–46 (Lage) | Mietshausquartiere um Oranien- und Rio-Reiser-Platz Gesamtanlagen siehe: Oranienstraße 26; 183 Baudenkmale siehe: Adalbertstraße 22; 74; 84 Dresdener Straße 118 Erkelenzdamm 5; 11/13 Legiendamm 42 Luckauer Straße 10 Oranienplatz 2; 4–10; 5 Oranienstraße 6; 8; 25; 40/41; 159; 161; 166; 174; 176 Gartendenkmal siehe: Oranienplatz | 09030785 – Adalbertstraße 13 / Oranienstraße 29, Mietshaus, 1862 von Christian und E. Krefeldt                                                                 |                                     |
| 09030761 | Oranienstraße 6–8, 12–34, 39–48, 159–174, 176/177, 182–204 Adalbertstraße 13–19, 22, 71–91 Dresdener Straße 20–24, 115, 118–120 Erkelenzdamm 1–13 Legiendamm 40–42 Luckauer Straße 1–6, 12–14, 16/17 Naunynstraße 30–36A, 55–73 Oranienplatz 1–5, 7, 14, 16, 17 Prinzessinnenstraße 1–2 Rio-Reiser-Platz Sebastianstraße 81–88 Segitzdamm 2 Waldemarstraße 43–46 (Lage) | Mietshausquartiere um Oranien- und Rio-Reiser-Platz Gesamtanlagen siehe: Oranienstraße 26; 183 Baudenkmale siehe: Adalbertstraße 22; 74; 84 Dresdener Straße 118 Erkelenzdamm 5; 11/13 Legiendamm 42 Luckauer Straße 10 Oranienplatz 2; 4–10; 5 Oranienstraße 6; 8; 25; 40/41; 159; 161; 166; 174; 176 Gartendenkmal siehe: Oranienplatz | 09030786 – Adalbertstraße 14, Mietshaus, 1862 von F. Born und E. Gleitig                                                                                       |                                     |
| 09030761 | Oranienstraße 6–8, 12–34, 39–48, 159–174, 176/177, 182–204 Adalbertstraße 13–19, 22, 71–91 Dresdener Straße 20–24, 115, 118–120 Erkelenzdamm 1–13 Legiendamm 40–42 Luckauer Straße 1–6, 12–14, 16/17 Naunynstraße 30–36A, 55–73 Oranienplatz 1–5, 7, 14, 16, 17 Prinzessinnenstraße 1–2 Rio-Reiser-Platz Sebastianstraße 81–88 Segitzdamm 2 Waldemarstraße 43–46 (Lage) | Mietshausquartiere um Oranien- und Rio-Reiser-Platz Gesamtanlagen siehe: Oranienstraße 26; 183 Baudenkmale siehe: Adalbertstraße 22; 74; 84 Dresdener Straße 118 Erkelenzdamm 5; 11/13 Legiendamm 42 Luckauer Straße 10 Oranienplatz 2; 4–10; 5 Oranienstraße 6; 8; 25; 40/41; 159; 161; 166; 174; 176 Gartendenkmal siehe: Oranienplatz | 09030787 – Adalbertstraße 15, Mietshaus, 1863 von G. Lehmann und A. Berger                                                                                     |                                     |
| 09030761 | Oranienstraße 6–8, 12–34, 39–48, 159–174, 176/177, 182–204 Adalbertstraße 13–19, 22, 71–91 Dresdener Straße 20–24, 115, 118–120 Erkelenzdamm 1–13 Legiendamm 40–42 Luckauer Straße 1–6, 12–14, 16/17 Naunynstraße 30–36A, 55–73 Oranienplatz 1–5, 7, 14, 16, 17 Prinzessinnenstraße 1–2 Rio-Reiser-Platz Sebastianstraße 81–88 Segitzdamm 2 Waldemarstraße 43–46 (Lage) | Mietshausquartiere um Oranien- und Rio-Reiser-Platz Gesamtanlagen siehe: Oranienstraße 26; 183 Baudenkmale siehe: Adalbertstraße 22; 74; 84 Dresdener Straße 118 Erkelenzdamm 5; 11/13 Legiendamm 42 Luckauer Straße 10 Oranienplatz 2; 4–10; 5 Oranienstraße 6; 8; 25; 40/41; 159; 161; 166; 174; 176 Gartendenkmal siehe: Oranienplatz | 09030788 – Adalbertstraße 16, Mietshaus, 1864 von G. Lehmann und A. Berger                                                                                     |                                     |
| 09030761 | Oranienstraße 6–8, 12–34, 39–48, 159–174, 176/177, 182–204 Adalbertstraße 13–19, 22, 71–91 Dresdener Straße 20–24, 115, 118–120 Erkelenzdamm 1–13 Legiendamm 40–42 Luckauer Straße 1–6, 12–14, 16/17 Naunynstraße 30–36A, 55–73 Oranienplatz 1–5, 7, 14, 16, 17 Prinzessinnenstraße 1–2 Rio-Reiser-Platz Sebastianstraße 81–88 Segitzdamm 2 Waldemarstraße 43–46 (Lage) | Mietshausquartiere um Oranien- und Rio-Reiser-Platz Gesamtanlagen siehe: Oranienstraße 26; 183 Baudenkmale siehe: Adalbertstraße 22; 74; 84 Dresdener Straße 118 Erkelenzdamm 5; 11/13 Legiendamm 42 Luckauer Straße 10 Oranienplatz 2; 4–10; 5 Oranienstraße 6; 8; 25; 40/41; 159; 161; 166; 174; 176 Gartendenkmal siehe: Oranienplatz | 09030789 – Adalbertstraße 17, Mietshaus, 1863 von Friedrich Schultz und G. H. Dram                                                                             |                                     |
| 09030761 | Oranienstraße 6–8, 12–34, 39–48, 159–174, 176/177, 182–204 Adalbertstraße 13–19, 22, 71–91 Dresdener Straße 20–24, 115, 118–120 Erkelenzdamm 1–13 Legiendamm 40–42 Luckauer Straße 1–6, 12–14, 16/17 Naunynstraße 30–36A, 55–73 Oranienplatz 1–5, 7, 14, 16, 17 Prinzessinnenstraße 1–2 Rio-Reiser-Platz Sebastianstraße 81–88 Segitzdamm 2 Waldemarstraße 43–46 (Lage) | Mietshausquartiere um Oranien- und Rio-Reiser-Platz Gesamtanlagen siehe: Oranienstraße 26; 183 Baudenkmale siehe: Adalbertstraße 22; 74; 84 Dresdener Straße 118 Erkelenzdamm 5; 11/13 Legiendamm 42 Luckauer Straße 10 Oranienplatz 2; 4–10; 5 Oranienstraße 6; 8; 25; 40/41; 159; 161; 166; 174; 176 Gartendenkmal siehe: Oranienplatz | 09030790 – Adalbertstraße 18 / Naunynstraße 60, Mietshaus, 1864 von F. Born                                                                                    |                                     |
| 09030761 | Oranienstraße 6–8, 12–34, 39–48, 159–174, 176/177, 182–204 Adalbertstraße 13–19, 22, 71–91 Dresdener Straße 20–24, 115, 118–120 Erkelenzdamm 1–13 Legiendamm 40–42 Luckauer Straße 1–6, 12–14, 16/17 Naunynstraße 30–36A, 55–73 Oranienplatz 1–5, 7, 14, 16, 17 Prinzessinnenstraße 1–2 Rio-Reiser-Platz Sebastianstraße 81–88 Segitzdamm 2 Waldemarstraße 43–46 (Lage) | Mietshausquartiere um Oranien- und Rio-Reiser-Platz Gesamtanlagen siehe: Oranienstraße 26; 183 Baudenkmale siehe: Adalbertstraße 22; 74; 84 Dresdener Straße 118 Erkelenzdamm 5; 11/13 Legiendamm 42 Luckauer Straße 10 Oranienplatz 2; 4–10; 5 Oranienstraße 6; 8; 25; 40/41; 159; 161; 166; 174; 176 Gartendenkmal siehe: Oranienplatz | 09030791 – Adalbertstraße 19 / Naunynstraße 32, Mietshaus, 1865 von H. Engler und J. Friedmann                                                                 |                                     |
| 09030761 | Oranienstraße 6–8, 12–34, 39–48, 159–174, 176/177, 182–204 Adalbertstraße 13–19, 22, 71–91 Dresdener Straße 20–24, 115, 118–120 Erkelenzdamm 1–13 Legiendamm 40–42 Luckauer Straße 1–6, 12–14, 16/17 Naunynstraße 30–36A, 55–73 Oranienplatz 1–5, 7, 14, 16, 17 Prinzessinnenstraße 1–2 Rio-Reiser-Platz Sebastianstraße 81–88 Segitzdamm 2 Waldemarstraße 43–46 (Lage) | Mietshausquartiere um Oranien- und Rio-Reiser-Platz Gesamtanlagen siehe: Oranienstraße 26; 183 Baudenkmale siehe: Adalbertstraße 22; 74; 84 Dresdener Straße 118 Erkelenzdamm 5; 11/13 Legiendamm 42 Luckauer Straße 10 Oranienplatz 2; 4–10; 5 Oranienstraße 6; 8; 25; 40/41; 159; 161; 166; 174; 176 Gartendenkmal siehe: Oranienplatz | 09030832 – Adalbertstraße 71, Mietshaus, 1859 von F. Löblich und A. Engelbrecht                                                                                |                                     |
| 09030761 | Oranienstraße 6–8, 12–34, 39–48, 159–174, 176/177, 182–204 Adalbertstraße 13–19, 22, 71–91 Dresdener Straße 20–24, 115, 118–120 Erkelenzdamm 1–13 Legiendamm 40–42 Luckauer Straße 1–6, 12–14, 16/17 Naunynstraße 30–36A, 55–73 Oranienplatz 1–5, 7, 14, 16, 17 Prinzessinnenstraße 1–2 Rio-Reiser-Platz Sebastianstraße 81–88 Segitzdamm 2 Waldemarstraße 43–46 (Lage) | Mietshausquartiere um Oranien- und Rio-Reiser-Platz Gesamtanlagen siehe: Oranienstraße 26; 183 Baudenkmale siehe: Adalbertstraße 22; 74; 84 Dresdener Straße 118 Erkelenzdamm 5; 11/13 Legiendamm 42 Luckauer Straße 10 Oranienplatz 2; 4–10; 5 Oranienstraße 6; 8; 25; 40/41; 159; 161; 166; 174; 176 Gartendenkmal siehe: Oranienplatz | 09030792 – Adalbertstraße 72, Mietshaus, 1865 von F. Löblich und Zillmann                                                                                      |                                     |
| 09030761 | Oranienstraße 6–8, 12–34, 39–48, 159–174, 176/177, 182–204 Adalbertstraße 13–19, 22, 71–91 Dresdener Straße 20–24, 115, 118–120 Erkelenzdamm 1–13 Legiendamm 40–42 Luckauer Straße 1–6, 12–14, 16/17 Naunynstraße 30–36A, 55–73 Oranienplatz 1–5, 7, 14, 16, 17 Prinzessinnenstraße 1–2 Rio-Reiser-Platz Sebastianstraße 81–88 Segitzdamm 2 Waldemarstraße 43–46 (Lage) | Mietshausquartiere um Oranien- und Rio-Reiser-Platz Gesamtanlagen siehe: Oranienstraße 26; 183 Baudenkmale siehe: Adalbertstraße 22; 74; 84 Dresdener Straße 118 Erkelenzdamm 5; 11/13 Legiendamm 42 Luckauer Straße 10 Oranienplatz 2; 4–10; 5 Oranienstraße 6; 8; 25; 40/41; 159; 161; 166; 174; 176 Gartendenkmal siehe: Oranienplatz | 09030793 – Adalbertstraße 73, Mietshaus, 1864 von F. Kirchhoff und F. Uhthoff                                                                                  |                                     |
| 09030761 | Oranienstraße 6–8, 12–34, 39–48, 159–174, 176/177, 182–204 Adalbertstraße 13–19, 22, 71–91 Dresdener Straße 20–24, 115, 118–120 Erkelenzdamm 1–13 Legiendamm 40–42 Luckauer Straße 1–6, 12–14, 16/17 Naunynstraße 30–36A, 55–73 Oranienplatz 1–5, 7, 14, 16, 17 Prinzessinnenstraße 1–2 Rio-Reiser-Platz Sebastianstraße 81–88 Segitzdamm 2 Waldemarstraße 43–46 (Lage) | Mietshausquartiere um Oranien- und Rio-Reiser-Platz Gesamtanlagen siehe: Oranienstraße 26; 183 Baudenkmale siehe: Adalbertstraße 22; 74; 84 Dresdener Straße 118 Erkelenzdamm 5; 11/13 Legiendamm 42 Luckauer Straße 10 Oranienplatz 2; 4–10; 5 Oranienstraße 6; 8; 25; 40/41; 159; 161; 166; 174; 176 Gartendenkmal siehe: Oranienplatz | 09030794 – Adalbertstraße 75, Mietshaus, 1863 von Carl Gans |                                     |
| 09030761 | Oranienstraße 6–8, 12–34, 39–48, 159–174, 176/177, 182–204 Adalbertstraße 13–19, 22, 71–91 Dresdener Straße 20–24, 115, 118–120 Erkelenzdamm 1–13 Legiendamm 40–42 Luckauer Straße 1–6, 12–14, 16/17 Naunynstraße 30–36A, 55–73 Oranienplatz 1–5, 7, 14, 16, 17 Prinzessinnenstraße 1–2 Rio-Reiser-Platz Sebastianstraße 81–88 Segitzdamm 2 Waldemarstraße 43–46 (Lage) | Mietshausquartiere um Oranien- und Rio-Reiser-Platz Gesamtanlagen siehe: Oranienstraße 26; 183 Baudenkmale siehe: Adalbertstraße 22; 74; 84 Dresdener Straße 118 Erkelenzdamm 5; 11/13 Legiendamm 42 Luckauer Straße 10 Oranienplatz 2; 4–10; 5 Oranienstraße 6; 8; 25; 40/41; 159; 161; 166; 174; 176 Gartendenkmal siehe: Oranienplatz | 09030795 – Adalbertstraße 76, Mietshaus, 1859 von A. Kirchhoff                                                                                                 |                                     |
| 09030761 | Oranienstraße 6–8, 12–34, 39–48, 159–174, 176/177, 182–204 Adalbertstraße 13–19, 22, 71–91 Dresdener Straße 20–24, 115, 118–120 Erkelenzdamm 1–13 Legiendamm 40–42 Luckauer Straße 1–6, 12–14, 16/17 Naunynstraße 30–36A, 55–73 Oranienplatz 1–5, 7, 14, 16, 17 Prinzessinnenstraße 1–2 Rio-Reiser-Platz Sebastianstraße 81–88 Segitzdamm 2 Waldemarstraße 43–46 (Lage) | Mietshausquartiere um Oranien- und Rio-Reiser-Platz Gesamtanlagen siehe: Oranienstraße 26; 183 Baudenkmale siehe: Adalbertstraße 22; 74; 84 Dresdener Straße 118 Erkelenzdamm 5; 11/13 Legiendamm 42 Luckauer Straße 10 Oranienplatz 2; 4–10; 5 Oranienstraße 6; 8; 25; 40/41; 159; 161; 166; 174; 176 Gartendenkmal siehe: Oranienplatz | 09030796 – Adalbertstraße 77, Mietshaus, 1859 von A. Kirchhoff und Löwe                                                                                        |                                     |
| 09030761 | Oranienstraße 6–8, 12–34, 39–48, 159–174, 176/177, 182–204 Adalbertstraße 13–19, 22, 71–91 Dresdener Straße 20–24, 115, 118–120 Erkelenzdamm 1–13 Legiendamm 40–42 Luckauer Straße 1–6, 12–14, 16/17 Naunynstraße 30–36A, 55–73 Oranienplatz 1–5, 7, 14, 16, 17 Prinzessinnenstraße 1–2 Rio-Reiser-Platz Sebastianstraße 81–88 Segitzdamm 2 Waldemarstraße 43–46 (Lage) | Mietshausquartiere um Oranien- und Rio-Reiser-Platz Gesamtanlagen siehe: Oranienstraße 26; 183 Baudenkmale siehe: Adalbertstraße 22; 74; 84 Dresdener Straße 118 Erkelenzdamm 5; 11/13 Legiendamm 42 Luckauer Straße 10 Oranienplatz 2; 4–10; 5 Oranienstraße 6; 8; 25; 40/41; 159; 161; 166; 174; 176 Gartendenkmal siehe: Oranienplatz | 09097795 – Adalbertstraße 78 / Waldemarstraße 45, Stadtteilpark, 1985–1989 von der Planungsgruppe Urbane Baukunst Brandwandbemalungen, 1985 von Michaela Evers |                                     |
| 09030761 | Oranienstraße 6–8, 12–34, 39–48, 159–174, 176/177, 182–204 Adalbertstraße 13–19, 22, 71–91 Dresdener Straße 20–24, 115, 118–120 Erkelenzdamm 1–13 Legiendamm 40–42 Luckauer Straße 1–6, 12–14, 16/17 Naunynstraße 30–36A, 55–73 Oranienplatz 1–5, 7, 14, 16, 17 Prinzessinnenstraße 1–2 Rio-Reiser-Platz Sebastianstraße 81–88 Segitzdamm 2 Waldemarstraße 43–46 (Lage) | Mietshausquartiere um Oranien- und Rio-Reiser-Platz Gesamtanlagen siehe: Oranienstraße 26; 183 Baudenkmale siehe: Adalbertstraße 22; 74; 84 Dresdener Straße 118 Erkelenzdamm 5; 11/13 Legiendamm 42 Luckauer Straße 10 Oranienplatz 2; 4–10; 5 Oranienstraße 6; 8; 25; 40/41; 159; 161; 166; 174; 176 Gartendenkmal siehe: Oranienplatz | 09030797 – Adalbertstraße 79 / Waldemarstraße 46, Mietshaus, 1863 von Albert Hall                                                                              |                                     |
| 09030761 | Oranienstraße 6–8, 12–34, 39–48, 159–174, 176/177, 182–204 Adalbertstraße 13–19, 22, 71–91 Dresdener Straße 20–24, 115, 118–120 Erkelenzdamm 1–13 Legiendamm 40–42 Luckauer Straße 1–6, 12–14, 16/17 Naunynstraße 30–36A, 55–73 Oranienplatz 1–5, 7, 14, 16, 17 Prinzessinnenstraße 1–2 Rio-Reiser-Platz Sebastianstraße 81–88 Segitzdamm 2 Waldemarstraße 43–46 (Lage) | Mietshausquartiere um Oranien- und Rio-Reiser-Platz Gesamtanlagen siehe: Oranienstraße 26; 183 Baudenkmale siehe: Adalbertstraße 22; 74; 84 Dresdener Straße 118 Erkelenzdamm 5; 11/13 Legiendamm 42 Luckauer Straße 10 Oranienplatz 2; 4–10; 5 Oranienstraße 6; 8; 25; 40/41; 159; 161; 166; 174; 176 Gartendenkmal siehe: Oranienplatz | 09030798 – Adalbertstraße 80, Mietshaus, 1864 von Scheibel und G. Christian                                                                                    |                                     |
| 09030761 | Oranienstraße 6–8, 12–34, 39–48, 159–174, 176/177, 182–204 Adalbertstraße 13–19, 22, 71–91 Dresdener Straße 20–24, 115, 118–120 Erkelenzdamm 1–13 Legiendamm 40–42 Luckauer Straße 1–6, 12–14, 16/17 Naunynstraße 30–36A, 55–73 Oranienplatz 1–5, 7, 14, 16, 17 Prinzessinnenstraße 1–2 Rio-Reiser-Platz Sebastianstraße 81–88 Segitzdamm 2 Waldemarstraße 43–46 (Lage) | Mietshausquartiere um Oranien- und Rio-Reiser-Platz Gesamtanlagen siehe: Oranienstraße 26; 183 Baudenkmale siehe: Adalbertstraße 22; 74; 84 Dresdener Straße 118 Erkelenzdamm 5; 11/13 Legiendamm 42 Luckauer Straße 10 Oranienplatz 2; 4–10; 5 Oranienstraße 6; 8; 25; 40/41; 159; 161; 166; 174; 176 Gartendenkmal siehe: Oranienplatz | 09030799 – Adalbertstraße 81, Mietshaus, 1864 von G. Wildgrube und H. Weinrother                                                                               |                                     |
| 09030761 | Oranienstraße 6–8, 12–34, 39–48, 159–174, 176/177, 182–204 Adalbertstraße 13–19, 22, 71–91 Dresdener Straße 20–24, 115, 118–120 Erkelenzdamm 1–13 Legiendamm 40–42 Luckauer Straße 1–6, 12–14, 16/17 Naunynstraße 30–36A, 55–73 Oranienplatz 1–5, 7, 14, 16, 17 Prinzessinnenstraße 1–2 Rio-Reiser-Platz Sebastianstraße 81–88 Segitzdamm 2 Waldemarstraße 43–46 (Lage) | Mietshausquartiere um Oranien- und Rio-Reiser-Platz Gesamtanlagen siehe: Oranienstraße 26; 183 Baudenkmale siehe: Adalbertstraße 22; 74; 84 Dresdener Straße 118 Erkelenzdamm 5; 11/13 Legiendamm 42 Luckauer Straße 10 Oranienplatz 2; 4–10; 5 Oranienstraße 6; 8; 25; 40/41; 159; 161; 166; 174; 176 Gartendenkmal siehe: Oranienplatz | 09030833 – Adalbertstraße 82, Mietshaus, 1863 von F. W. Schultz und E. Hauff                                                                                   |                                     |
| 09030761 | Oranienstraße 6–8, 12–34, 39–48, 159–174, 176/177, 182–204 Adalbertstraße 13–19, 22, 71–91 Dresdener Straße 20–24, 115, 118–120 Erkelenzdamm 1–13 Legiendamm 40–42 Luckauer Straße 1–6, 12–14, 16/17 Naunynstraße 30–36A, 55–73 Oranienplatz 1–5, 7, 14, 16, 17 Prinzessinnenstraße 1–2 Rio-Reiser-Platz Sebastianstraße 81–88 Segitzdamm 2 Waldemarstraße 43–46 (Lage) | Mietshausquartiere um Oranien- und Rio-Reiser-Platz Gesamtanlagen siehe: Oranienstraße 26; 183 Baudenkmale siehe: Adalbertstraße 22; 74; 84 Dresdener Straße 118 Erkelenzdamm 5; 11/13 Legiendamm 42 Luckauer Straße 10 Oranienplatz 2; 4–10; 5 Oranienstraße 6; 8; 25; 40/41; 159; 161; 166; 174; 176 Gartendenkmal siehe: Oranienplatz | 09030801 – Adalbertstraße 83, Mietshaus, 1863 von F. W. Schultz und F. Löblich                                                                                 |                                     |
| 09030761 | Oranienstraße 6–8, 12–34, 39–48, 159–174, 176/177, 182–204 Adalbertstraße 13–19, 22, 71–91 Dresdener Straße 20–24, 115, 118–120 Erkelenzdamm 1–13 Legiendamm 40–42 Luckauer Straße 1–6, 12–14, 16/17 Naunynstraße 30–36A, 55–73 Oranienplatz 1–5, 7, 14, 16, 17 Prinzessinnenstraße 1–2 Rio-Reiser-Platz Sebastianstraße 81–88 Segitzdamm 2 Waldemarstraße 43–46 (Lage) | Mietshausquartiere um Oranien- und Rio-Reiser-Platz Gesamtanlagen siehe: Oranienstraße 26; 183 Baudenkmale siehe: Adalbertstraße 22; 74; 84 Dresdener Straße 118 Erkelenzdamm 5; 11/13 Legiendamm 42 Luckauer Straße 10 Oranienplatz 2; 4–10; 5 Oranienstraße 6; 8; 25; 40/41; 159; 161; 166; 174; 176 Gartendenkmal siehe: Oranienplatz | 09030802 – Adalbertstraße 85 / Naunynstraße 59, Mietshaus, 1862 von Leberecht Adler                                                                            |                                     |
| 09030761 | Oranienstraße 6–8, 12–34, 39–48, 159–174, 176/177, 182–204 Adalbertstraße 13–19, 22, 71–91 Dresdener Straße 20–24, 115, 118–120 Erkelenzdamm 1–13 Legiendamm 40–42 Luckauer Straße 1–6, 12–14, 16/17 Naunynstraße 30–36A, 55–73 Oranienplatz 1–5, 7, 14, 16, 17 Prinzessinnenstraße 1–2 Rio-Reiser-Platz Sebastianstraße 81–88 Segitzdamm 2 Waldemarstraße 43–46 (Lage) | Mietshausquartiere um Oranien- und Rio-Reiser-Platz Gesamtanlagen siehe: Oranienstraße 26; 183 Baudenkmale siehe: Adalbertstraße 22; 74; 84 Dresdener Straße 118 Erkelenzdamm 5; 11/13 Legiendamm 42 Luckauer Straße 10 Oranienplatz 2; 4–10; 5 Oranienstraße 6; 8; 25; 40/41; 159; 161; 166; 174; 176 Gartendenkmal siehe: Oranienplatz | 09030803 – Adalbertstraße 86, Mietshaus, 1862 von F. W. Schultz und F. Born                                                                                    |                                     |
| 09030761 | Oranienstraße 6–8, 12–34, 39–48, 159–174, 176/177, 182–204 Adalbertstraße 13–19, 22, 71–91 Dresdener Straße 20–24, 115, 118–120 Erkelenzdamm 1–13 Legiendamm 40–42 Luckauer Straße 1–6, 12–14, 16/17 Naunynstraße 30–36A, 55–73 Oranienplatz 1–5, 7, 14, 16, 17 Prinzessinnenstraße 1–2 Rio-Reiser-Platz Sebastianstraße 81–88 Segitzdamm 2 Waldemarstraße 43–46 (Lage) | Mietshausquartiere um Oranien- und Rio-Reiser-Platz Gesamtanlagen siehe: Oranienstraße 26; 183 Baudenkmale siehe: Adalbertstraße 22; 74; 84 Dresdener Straße 118 Erkelenzdamm 5; 11/13 Legiendamm 42 Luckauer Straße 10 Oranienplatz 2; 4–10; 5 Oranienstraße 6; 8; 25; 40/41; 159; 161; 166; 174; 176 Gartendenkmal siehe: Oranienplatz | 09030804 – Adalbertstraße 87, Mietshaus, 1863 von E. Krefeldt und G. Christian                                                                                 |                                     |
| 09030761 | Oranienstraße 6–8, 12–34, 39–48, 159–174, 176/177, 182–204 Adalbertstraße 13–19, 22, 71–91 Dresdener Straße 20–24, 115, 118–120 Erkelenzdamm 1–13 Legiendamm 40–42 Luckauer Straße 1–6, 12–14, 16/17 Naunynstraße 30–36A, 55–73 Oranienplatz 1–5, 7, 14, 16, 17 Prinzessinnenstraße 1–2 Rio-Reiser-Platz Sebastianstraße 81–88 Segitzdamm 2 Waldemarstraße 43–46 (Lage) | Mietshausquartiere um Oranien- und Rio-Reiser-Platz Gesamtanlagen siehe: Oranienstraße 26; 183 Baudenkmale siehe: Adalbertstraße 22; 74; 84 Dresdener Straße 118 Erkelenzdamm 5; 11/13 Legiendamm 42 Luckauer Straße 10 Oranienplatz 2; 4–10; 5 Oranienstraße 6; 8; 25; 40/41; 159; 161; 166; 174; 176 Gartendenkmal siehe: Oranienplatz | 09030805 – Adalbertstraße 88, Mietshaus, 1864 von E. Krefeldt und G. Köhler                                                                                    |                                     |
| 09030761 | Oranienstraße 6–8, 12–34, 39–48, 159–174, 176/177, 182–204 Adalbertstraße 13–19, 22, 71–91 Dresdener Straße 20–24, 115, 118–120 Erkelenzdamm 1–13 Legiendamm 40–42 Luckauer Straße 1–6, 12–14, 16/17 Naunynstraße 30–36A, 55–73 Oranienplatz 1–5, 7, 14, 16, 17 Prinzessinnenstraße 1–2 Rio-Reiser-Platz Sebastianstraße 81–88 Segitzdamm 2 Waldemarstraße 43–46 (Lage) | Mietshausquartiere um Oranien- und Rio-Reiser-Platz Gesamtanlagen siehe: Oranienstraße 26; 183 Baudenkmale siehe: Adalbertstraße 22; 74; 84 Dresdener Straße 118 Erkelenzdamm 5; 11/13 Legiendamm 42 Luckauer Straße 10 Oranienplatz 2; 4–10; 5 Oranienstraße 6; 8; 25; 40/41; 159; 161; 166; 174; 176 Gartendenkmal siehe: Oranienplatz | 09030806 – Adalbertstraße 89, Mietshaus, 1864 von E. Krefeldt und G. Köhler                                                                                    |                                     |
| 09030761 | Oranienstraße 6–8, 12–34, 39–48, 159–174, 176/177, 182–204 Adalbertstraße 13–19, 22, 71–91 Dresdener Straße 20–24, 115, 118–120 Erkelenzdamm 1–13 Legiendamm 40–42 Luckauer Straße 1–6, 12–14, 16/17 Naunynstraße 30–36A, 55–73 Oranienplatz 1–5, 7, 14, 16, 17 Prinzessinnenstraße 1–2 Rio-Reiser-Platz Sebastianstraße 81–88 Segitzdamm 2 Waldemarstraße 43–46 (Lage) | Mietshausquartiere um Oranien- und Rio-Reiser-Platz Gesamtanlagen siehe: Oranienstraße 26; 183 Baudenkmale siehe: Adalbertstraße 22; 74; 84 Dresdener Straße 118 Erkelenzdamm 5; 11/13 Legiendamm 42 Luckauer Straße 10 Oranienplatz 2; 4–10; 5 Oranienstraße 6; 8; 25; 40/41; 159; 161; 166; 174; 176 Gartendenkmal siehe: Oranienplatz | 09030807 – Adalbertstraße 90 / Oranienstraße 30, Mietshaus, 1863 von W. Kurth und G. Rosemann                                                                  |                                     |
| 09030761 | Oranienstraße 6–8, 12–34, 39–48, 159–174, 176/177, 182–204 Adalbertstraße 13–19, 22, 71–91 Dresdener Straße 20–24, 115, 118–120 Erkelenzdamm 1–13 Legiendamm 40–42 Luckauer Straße 1–6, 12–14, 16/17 Naunynstraße 30–36A, 55–73 Oranienplatz 1–5, 7, 14, 16, 17 Prinzessinnenstraße 1–2 Rio-Reiser-Platz Sebastianstraße 81–88 Segitzdamm 2 Waldemarstraße 43–46 (Lage) | Mietshausquartiere um Oranien- und Rio-Reiser-Platz Gesamtanlagen siehe: Oranienstraße 26; 183 Baudenkmale siehe: Adalbertstraße 22; 74; 84 Dresdener Straße 118 Erkelenzdamm 5; 11/13 Legiendamm 42 Luckauer Straße 10 Oranienplatz 2; 4–10; 5 Oranienstraße 6; 8; 25; 40/41; 159; 161; 166; 174; 176 Gartendenkmal siehe: Oranienplatz | 09030808 – Dresdener Straße 21 / Oranienplatz 7, Mietshaus, 1850 von J. G. Lindner und Schellhorn, Umbau 1928 von Paul Schmidt                                 |                                     |
| 09030761 | Oranienstraße 6–8, 12–34, 39–48, 159–174, 176/177, 182–204 Adalbertstraße 13–19, 22, 71–91 Dresdener Straße 20–24, 115, 118–120 Erkelenzdamm 1–13 Legiendamm 40–42 Luckauer Straße 1–6, 12–14, 16/17 Naunynstraße 30–36A, 55–73 Oranienplatz 1–5, 7, 14, 16, 17 Prinzessinnenstraße 1–2 Rio-Reiser-Platz Sebastianstraße 81–88 Segitzdamm 2 Waldemarstraße 43–46 (Lage) | Mietshausquartiere um Oranien- und Rio-Reiser-Platz Gesamtanlagen siehe: Oranienstraße 26; 183 Baudenkmale siehe: Adalbertstraße 22; 74; 84 Dresdener Straße 118 Erkelenzdamm 5; 11/13 Legiendamm 42 Luckauer Straße 10 Oranienplatz 2; 4–10; 5 Oranienstraße 6; 8; 25; 40/41; 159; 161; 166; 174; 176 Gartendenkmal siehe: Oranienplatz | 09030809 – Dresdener Straße 22, Mietshaus, 1898 von Georg Leuschner                                                                                            |                                     |
| 09030761 | Oranienstraße 6–8, 12–34, 39–48, 159–174, 176/177, 182–204 Adalbertstraße 13–19, 22, 71–91 Dresdener Straße 20–24, 115, 118–120 Erkelenzdamm 1–13 Legiendamm 40–42 Luckauer Straße 1–6, 12–14, 16/17 Naunynstraße 30–36A, 55–73 Oranienplatz 1–5, 7, 14, 16, 17 Prinzessinnenstraße 1–2 Rio-Reiser-Platz Sebastianstraße 81–88 Segitzdamm 2 Waldemarstraße 43–46 (Lage) | Mietshausquartiere um Oranien- und Rio-Reiser-Platz Gesamtanlagen siehe: Oranienstraße 26; 183 Baudenkmale siehe: Adalbertstraße 22; 74; 84 Dresdener Straße 118 Erkelenzdamm 5; 11/13 Legiendamm 42 Luckauer Straße 10 Oranienplatz 2; 4–10; 5 Oranienstraße 6; 8; 25; 40/41; 159; 161; 166; 174; 176 Gartendenkmal siehe: Oranienplatz | 09030810 – Dresdener Straße 23, Mietshaus, 1847? von A. Storch und J. L. Stange                                                                                |                                     |
| 09030761 | Oranienstraße 6–8, 12–34, 39–48, 159–174, 176/177, 182–204 Adalbertstraße 13–19, 22, 71–91 Dresdener Straße 20–24, 115, 118–120 Erkelenzdamm 1–13 Legiendamm 40–42 Luckauer Straße 1–6, 12–14, 16/17 Naunynstraße 30–36A, 55–73 Oranienplatz 1–5, 7, 14, 16, 17 Prinzessinnenstraße 1–2 Rio-Reiser-Platz Sebastianstraße 81–88 Segitzdamm 2 Waldemarstraße 43–46 (Lage) | Mietshausquartiere um Oranien- und Rio-Reiser-Platz Gesamtanlagen siehe: Oranienstraße 26; 183 Baudenkmale siehe: Adalbertstraße 22; 74; 84 Dresdener Straße 118 Erkelenzdamm 5; 11/13 Legiendamm 42 Luckauer Straße 10 Oranienplatz 2; 4–10; 5 Oranienstraße 6; 8; 25; 40/41; 159; 161; 166; 174; 176 Gartendenkmal siehe: Oranienplatz | 09030811 – Dresdener Straße 24, Mietshaus, 1848 von Wilhelm Collberg und Krafft                                                                                |                                     |
| 09030761 | Oranienstraße 6–8, 12–34, 39–48, 159–174, 176/177, 182–204 Adalbertstraße 13–19, 22, 71–91 Dresdener Straße 20–24, 115, 118–120 Erkelenzdamm 1–13 Legiendamm 40–42 Luckauer Straße 1–6, 12–14, 16/17 Naunynstraße 30–36A, 55–73 Oranienplatz 1–5, 7, 14, 16, 17 Prinzessinnenstraße 1–2 Rio-Reiser-Platz Sebastianstraße 81–88 Segitzdamm 2 Waldemarstraße 43–46 (Lage) | Mietshausquartiere um Oranien- und Rio-Reiser-Platz Gesamtanlagen siehe: Oranienstraße 26; 183 Baudenkmale siehe: Adalbertstraße 22; 74; 84 Dresdener Straße 118 Erkelenzdamm 5; 11/13 Legiendamm 42 Luckauer Straße 10 Oranienplatz 2; 4–10; 5 Oranienstraße 6; 8; 25; 40/41; 159; 161; 166; 174; 176 Gartendenkmal siehe: Oranienplatz | 09030812 – Dresdener Straße 115, Mietshaus, 1862 von Brodhum und Zimmermeister G. Wildgrube                                                                    |                                     |
| 09030761 | Oranienstraße 6–8, 12–34, 39–48, 159–174, 176/177, 182–204 Adalbertstraße 13–19, 22, 71–91 Dresdener Straße 20–24, 115, 118–120 Erkelenzdamm 1–13 Legiendamm 40–42 Luckauer Straße 1–6, 12–14, 16/17 Naunynstraße 30–36A, 55–73 Oranienplatz 1–5, 7, 14, 16, 17 Prinzessinnenstraße 1–2 Rio-Reiser-Platz Sebastianstraße 81–88 Segitzdamm 2 Waldemarstraße 43–46 (Lage) | Mietshausquartiere um Oranien- und Rio-Reiser-Platz Gesamtanlagen siehe: Oranienstraße 26; 183 Baudenkmale siehe: Adalbertstraße 22; 74; 84 Dresdener Straße 118 Erkelenzdamm 5; 11/13 Legiendamm 42 Luckauer Straße 10 Oranienplatz 2; 4–10; 5 Oranienstraße 6; 8; 25; 40/41; 159; 161; 166; 174; 176 Gartendenkmal siehe: Oranienplatz | 09030813 – Dresdener Straße 119 / Oranienplatz 16, Mietshaus, 1859–1860 von Leberecht Adler und J. J. Meyer                                                    |                                     |
| 09030761 | Oranienstraße 6–8, 12–34, 39–48, 159–174, 176/177, 182–204 Adalbertstraße 13–19, 22, 71–91 Dresdener Straße 20–24, 115, 118–120 Erkelenzdamm 1–13 Legiendamm 40–42 Luckauer Straße 1–6, 12–14, 16/17 Naunynstraße 30–36A, 55–73 Oranienplatz 1–5, 7, 14, 16, 17 Prinzessinnenstraße 1–2 Rio-Reiser-Platz Sebastianstraße 81–88 Segitzdamm 2 Waldemarstraße 43–46 (Lage) | Mietshausquartiere um Oranien- und Rio-Reiser-Platz Gesamtanlagen siehe: Oranienstraße 26; 183 Baudenkmale siehe: Adalbertstraße 22; 74; 84 Dresdener Straße 118 Erkelenzdamm 5; 11/13 Legiendamm 42 Luckauer Straße 10 Oranienplatz 2; 4–10; 5 Oranienstraße 6; 8; 25; 40/41; 159; 161; 166; 174; 176 Gartendenkmal siehe: Oranienplatz | 09030814 – Dresdener Straße 120, Mietshaus, 1858 von Leberecht Adler und J. J. Meyer                                                                           |                                     |
| 09030761 | Oranienstraße 6–8, 12–34, 39–48, 159–174, 176/177, 182–204 Adalbertstraße 13–19, 22, 71–91 Dresdener Straße 20–24, 115, 118–120 Erkelenzdamm 1–13 Legiendamm 40–42 Luckauer Straße 1–6, 12–14, 16/17 Naunynstraße 30–36A, 55–73 Oranienplatz 1–5, 7, 14, 16, 17 Prinzessinnenstraße 1–2 Rio-Reiser-Platz Sebastianstraße 81–88 Segitzdamm 2 Waldemarstraße 43–46 (Lage) | Mietshausquartiere um Oranien- und Rio-Reiser-Platz Gesamtanlagen siehe: Oranienstraße 26; 183 Baudenkmale siehe: Adalbertstraße 22; 74; 84 Dresdener Straße 118 Erkelenzdamm 5; 11/13 Legiendamm 42 Luckauer Straße 10 Oranienplatz 2; 4–10; 5 Oranienstraße 6; 8; 25; 40/41; 159; 161; 166; 174; 176 Gartendenkmal siehe: Oranienplatz | 09030815 – Erkelenzdamm 1 / Oranienplatz, Mietshaus, 1860 von Leberecht Adler und A. Berger                                                                    |                                     |
| 09030761 | Oranienstraße 6–8, 12–34, 39–48, 159–174, 176/177, 182–204 Adalbertstraße 13–19, 22, 71–91 Dresdener Straße 20–24, 115, 118–120 Erkelenzdamm 1–13 Legiendamm 40–42 Luckauer Straße 1–6, 12–14, 16/17 Naunynstraße 30–36A, 55–73 Oranienplatz 1–5, 7, 14, 16, 17 Prinzessinnenstraße 1–2 Rio-Reiser-Platz Sebastianstraße 81–88 Segitzdamm 2 Waldemarstraße 43–46 (Lage) | Mietshausquartiere um Oranien- und Rio-Reiser-Platz Gesamtanlagen siehe: Oranienstraße 26; 183 Baudenkmale siehe: Adalbertstraße 22; 74; 84 Dresdener Straße 118 Erkelenzdamm 5; 11/13 Legiendamm 42 Luckauer Straße 10 Oranienplatz 2; 4–10; 5 Oranienstraße 6; 8; 25; 40/41; 159; 161; 166; 174; 176 Gartendenkmal siehe: Oranienplatz | 09030816 – Erkelenzdamm 3, Bürogebäude, 1935 von Günther Wentzel                                                                                               |                                     |
| 09030761 | Oranienstraße 6–8, 12–34, 39–48, 159–174, 176/177, 182–204 Adalbertstraße 13–19, 22, 71–91 Dresdener Straße 20–24, 115, 118–120 Erkelenzdamm 1–13 Legiendamm 40–42 Luckauer Straße 1–6, 12–14, 16/17 Naunynstraße 30–36A, 55–73 Oranienplatz 1–5, 7, 14, 16, 17 Prinzessinnenstraße 1–2 Rio-Reiser-Platz Sebastianstraße 81–88 Segitzdamm 2 Waldemarstraße 43–46 (Lage) | Mietshausquartiere um Oranien- und Rio-Reiser-Platz Gesamtanlagen siehe: Oranienstraße 26; 183 Baudenkmale siehe: Adalbertstraße 22; 74; 84 Dresdener Straße 118 Erkelenzdamm 5; 11/13 Legiendamm 42 Luckauer Straße 10 Oranienplatz 2; 4–10; 5 Oranienstraße 6; 8; 25; 40/41; 159; 161; 166; 174; 176 Gartendenkmal siehe: Oranienplatz | 09030817 – Erkelenzdamm 7, Mietshaus, 1859 von H. Haesler und C. Hopp                                                                                          |                                     |
| 09030761 | Oranienstraße 6–8, 12–34, 39–48, 159–174, 176/177, 182–204 Adalbertstraße 13–19, 22, 71–91 Dresdener Straße 20–24, 115, 118–120 Erkelenzdamm 1–13 Legiendamm 40–42 Luckauer Straße 1–6, 12–14, 16/17 Naunynstraße 30–36A, 55–73 Oranienplatz 1–5, 7, 14, 16, 17 Prinzessinnenstraße 1–2 Rio-Reiser-Platz Sebastianstraße 81–88 Segitzdamm 2 Waldemarstraße 43–46 (Lage) | Mietshausquartiere um Oranien- und Rio-Reiser-Platz Gesamtanlagen siehe: Oranienstraße 26; 183 Baudenkmale siehe: Adalbertstraße 22; 74; 84 Dresdener Straße 118 Erkelenzdamm 5; 11/13 Legiendamm 42 Luckauer Straße 10 Oranienplatz 2; 4–10; 5 Oranienstraße 6; 8; 25; 40/41; 159; 161; 166; 174; 176 Gartendenkmal siehe: Oranienplatz | 09030818 – Erkelenzdamm 9, Mietshaus, 1860 von A. Metzing und W. Hoigt                                                                                         |                                     |
| 09030761 | Oranienstraße 6–8, 12–34, 39–48, 159–174, 176/177, 182–204 Adalbertstraße 13–19, 22, 71–91 Dresdener Straße 20–24, 115, 118–120 Erkelenzdamm 1–13 Legiendamm 40–42 Luckauer Straße 1–6, 12–14, 16/17 Naunynstraße 30–36A, 55–73 Oranienplatz 1–5, 7, 14, 16, 17 Prinzessinnenstraße 1–2 Rio-Reiser-Platz Sebastianstraße 81–88 Segitzdamm 2 Waldemarstraße 43–46 (Lage) | Mietshausquartiere um Oranien- und Rio-Reiser-Platz Gesamtanlagen siehe: Oranienstraße 26; 183 Baudenkmale siehe: Adalbertstraße 22; 74; 84 Dresdener Straße 118 Erkelenzdamm 5; 11/13 Legiendamm 42 Luckauer Straße 10 Oranienplatz 2; 4–10; 5 Oranienstraße 6; 8; 25; 40/41; 159; 161; 166; 174; 176 Gartendenkmal siehe: Oranienplatz | 09030820 – Legiendamm 40, Mietshaus, 1847 von A. Storch und J. L. Stange                                                                                       |                                     |
| 09030761 | Oranienstraße 6–8, 12–34, 39–48, 159–174, 176/177, 182–204 Adalbertstraße 13–19, 22, 71–91 Dresdener Straße 20–24, 115, 118–120 Erkelenzdamm 1–13 Legiendamm 40–42 Luckauer Straße 1–6, 12–14, 16/17 Naunynstraße 30–36A, 55–73 Oranienplatz 1–5, 7, 14, 16, 17 Prinzessinnenstraße 1–2 Rio-Reiser-Platz Sebastianstraße 81–88 Segitzdamm 2 Waldemarstraße 43–46 (Lage) | Mietshausquartiere um Oranien- und Rio-Reiser-Platz Gesamtanlagen siehe: Oranienstraße 26; 183 Baudenkmale siehe: Adalbertstraße 22; 74; 84 Dresdener Straße 118 Erkelenzdamm 5; 11/13 Legiendamm 42 Luckauer Straße 10 Oranienplatz 2; 4–10; 5 Oranienstraße 6; 8; 25; 40/41; 159; 161; 166; 174; 176 Gartendenkmal siehe: Oranienplatz | 09030821 – Luckauer Straße 1, Mietshaus, 1867 von G. Wildgrube und F. Grote                                                                                    |                                     |
| 09030761 | Oranienstraße 6–8, 12–34, 39–48, 159–174, 176/177, 182–204 Adalbertstraße 13–19, 22, 71–91 Dresdener Straße 20–24, 115, 118–120 Erkelenzdamm 1–13 Legiendamm 40–42 Luckauer Straße 1–6, 12–14, 16/17 Naunynstraße 30–36A, 55–73 Oranienplatz 1–5, 7, 14, 16, 17 Prinzessinnenstraße 1–2 Rio-Reiser-Platz Sebastianstraße 81–88 Segitzdamm 2 Waldemarstraße 43–46 (Lage) | Mietshausquartiere um Oranien- und Rio-Reiser-Platz Gesamtanlagen siehe: Oranienstraße 26; 183 Baudenkmale siehe: Adalbertstraße 22; 74; 84 Dresdener Straße 118 Erkelenzdamm 5; 11/13 Legiendamm 42 Luckauer Straße 10 Oranienplatz 2; 4–10; 5 Oranienstraße 6; 8; 25; 40/41; 159; 161; 166; 174; 176 Gartendenkmal siehe: Oranienplatz | 09030822 – Luckauer Straße 2, Mietshaus, 1867 von G. Wildgrube und F. Grote                                                                                    |                                     |
| 09030761 | Oranienstraße 6–8, 12–34, 39–48, 159–174, 176/177, 182–204 Adalbertstraße 13–19, 22, 71–91 Dresdener Straße 20–24, 115, 118–120 Erkelenzdamm 1–13 Legiendamm 40–42 Luckauer Straße 1–6, 12–14, 16/17 Naunynstraße 30–36A, 55–73 Oranienplatz 1–5, 7, 14, 16, 17 Prinzessinnenstraße 1–2 Rio-Reiser-Platz Sebastianstraße 81–88 Segitzdamm 2 Waldemarstraße 43–46 (Lage) | Mietshausquartiere um Oranien- und Rio-Reiser-Platz Gesamtanlagen siehe: Oranienstraße 26; 183 Baudenkmale siehe: Adalbertstraße 22; 74; 84 Dresdener Straße 118 Erkelenzdamm 5; 11/13 Legiendamm 42 Luckauer Straße 10 Oranienplatz 2; 4–10; 5 Oranienstraße 6; 8; 25; 40/41; 159; 161; 166; 174; 176 Gartendenkmal siehe: Oranienplatz | 09030823 – Luckauer Straße 3, Mietshaus, 1870 von Georg Kieselich und A. Berger                                                                                |                                     |
| 09030761 | Oranienstraße 6–8, 12–34, 39–48, 159–174, 176/177, 182–204 Adalbertstraße 13–19, 22, 71–91 Dresdener Straße 20–24, 115, 118–120 Erkelenzdamm 1–13 Legiendamm 40–42 Luckauer Straße 1–6, 12–14, 16/17 Naunynstraße 30–36A, 55–73 Oranienplatz 1–5, 7, 14, 16, 17 Prinzessinnenstraße 1–2 Rio-Reiser-Platz Sebastianstraße 81–88 Segitzdamm 2 Waldemarstraße 43–46 (Lage) | Mietshausquartiere um Oranien- und Rio-Reiser-Platz Gesamtanlagen siehe: Oranienstraße 26; 183 Baudenkmale siehe: Adalbertstraße 22; 74; 84 Dresdener Straße 118 Erkelenzdamm 5; 11/13 Legiendamm 42 Luckauer Straße 10 Oranienplatz 2; 4–10; 5 Oranienstraße 6; 8; 25; 40/41; 159; 161; 166; 174; 176 Gartendenkmal siehe: Oranienplatz | 09030824 – Luckauer Straße 4, Mietshaus, 1872 von Kaschow & Guthmann                                                                                           |                                     |
| 09030761 | Oranienstraße 6–8, 12–34, 39–48, 159–174, 176/177, 182–204 Adalbertstraße 13–19, 22, 71–91 Dresdener Straße 20–24, 115, 118–120 Erkelenzdamm 1–13 Legiendamm 40–42 Luckauer Straße 1–6, 12–14, 16/17 Naunynstraße 30–36A, 55–73 Oranienplatz 1–5, 7, 14, 16, 17 Prinzessinnenstraße 1–2 Rio-Reiser-Platz Sebastianstraße 81–88 Segitzdamm 2 Waldemarstraße 43–46 (Lage) | Mietshausquartiere um Oranien- und Rio-Reiser-Platz Gesamtanlagen siehe: Oranienstraße 26; 183 Baudenkmale siehe: Adalbertstraße 22; 74; 84 Dresdener Straße 118 Erkelenzdamm 5; 11/13 Legiendamm 42 Luckauer Straße 10 Oranienplatz 2; 4–10; 5 Oranienstraße 6; 8; 25; 40/41; 159; 161; 166; 174; 176 Gartendenkmal siehe: Oranienplatz | 09030825 – Luckauer Straße 5, Mietshaus, 1874 von Kaschow & Guthmann                                                                                           |                                     |
| 09030761 | Oranienstraße 6–8, 12–34, 39–48, 159–174, 176/177, 182–204 Adalbertstraße 13–19, 22, 71–91 Dresdener Straße 20–24, 115, 118–120 Erkelenzdamm 1–13 Legiendamm 40–42 Luckauer Straße 1–6, 12–14, 16/17 Naunynstraße 30–36A, 55–73 Oranienplatz 1–5, 7, 14, 16, 17 Prinzessinnenstraße 1–2 Rio-Reiser-Platz Sebastianstraße 81–88 Segitzdamm 2 Waldemarstraße 43–46 (Lage) | Mietshausquartiere um Oranien- und Rio-Reiser-Platz Gesamtanlagen siehe: Oranienstraße 26; 183 Baudenkmale siehe: Adalbertstraße 22; 74; 84 Dresdener Straße 118 Erkelenzdamm 5; 11/13 Legiendamm 42 Luckauer Straße 10 Oranienplatz 2; 4–10; 5 Oranienstraße 6; 8; 25; 40/41; 159; 161; 166; 174; 176 Gartendenkmal siehe: Oranienplatz | 09030826 – Luckauer Straße 6 / Sebastianstraße, Mietshaus, 1875 von Kaschow & Guthmann                                                                         |                                     |
| 09030761 | Oranienstraße 6–8, 12–34, 39–48, 159–174, 176/177, 182–204 Adalbertstraße 13–19, 22, 71–91 Dresdener Straße 20–24, 115, 118–120 Erkelenzdamm 1–13 Legiendamm 40–42 Luckauer Straße 1–6, 12–14, 16/17 Naunynstraße 30–36A, 55–73 Oranienplatz 1–5, 7, 14, 16, 17 Prinzessinnenstraße 1–2 Rio-Reiser-Platz Sebastianstraße 81–88 Segitzdamm 2 Waldemarstraße 43–46 (Lage) | Mietshausquartiere um Oranien- und Rio-Reiser-Platz Gesamtanlagen siehe: Oranienstraße 26; 183 Baudenkmale siehe: Adalbertstraße 22; 74; 84 Dresdener Straße 118 Erkelenzdamm 5; 11/13 Legiendamm 42 Luckauer Straße 10 Oranienplatz 2; 4–10; 5 Oranienstraße 6; 8; 25; 40/41; 159; 161; 166; 174; 176 Gartendenkmal siehe: Oranienplatz | 09030827 – Luckauer Straße 12, Mietshaus, 1861 von G. Wildgrube und O. Bombe                                                                                   |                                     |
| 09030761 | Oranienstraße 6–8, 12–34, 39–48, 159–174, 176/177, 182–204 Adalbertstraße 13–19, 22, 71–91 Dresdener Straße 20–24, 115, 118–120 Erkelenzdamm 1–13 Legiendamm 40–42 Luckauer Straße 1–6, 12–14, 16/17 Naunynstraße 30–36A, 55–73 Oranienplatz 1–5, 7, 14, 16, 17 Prinzessinnenstraße 1–2 Rio-Reiser-Platz Sebastianstraße 81–88 Segitzdamm 2 Waldemarstraße 43–46 (Lage) | Mietshausquartiere um Oranien- und Rio-Reiser-Platz Gesamtanlagen siehe: Oranienstraße 26; 183 Baudenkmale siehe: Adalbertstraße 22; 74; 84 Dresdener Straße 118 Erkelenzdamm 5; 11/13 Legiendamm 42 Luckauer Straße 10 Oranienplatz 2; 4–10; 5 Oranienstraße 6; 8; 25; 40/41; 159; 161; 166; 174; 176 Gartendenkmal siehe: Oranienplatz | 09030828 – Luckauer Straße 13, Mietshaus, 1860 von W. Werner und D. Hauschultz                                                                                 |                                     |
| 09030761 | Oranienstraße 6–8, 12–34, 39–48, 159–174, 176/177, 182–204 Adalbertstraße 13–19, 22, 71–91 Dresdener Straße 20–24, 115, 118–120 Erkelenzdamm 1–13 Legiendamm 40–42 Luckauer Straße 1–6, 12–14, 16/17 Naunynstraße 30–36A, 55–73 Oranienplatz 1–5, 7, 14, 16, 17 Prinzessinnenstraße 1–2 Rio-Reiser-Platz Sebastianstraße 81–88 Segitzdamm 2 Waldemarstraße 43–46 (Lage) | Mietshausquartiere um Oranien- und Rio-Reiser-Platz Gesamtanlagen siehe: Oranienstraße 26; 183 Baudenkmale siehe: Adalbertstraße 22; 74; 84 Dresdener Straße 118 Erkelenzdamm 5; 11/13 Legiendamm 42 Luckauer Straße 10 Oranienplatz 2; 4–10; 5 Oranienstraße 6; 8; 25; 40/41; 159; 161; 166; 174; 176 Gartendenkmal siehe: Oranienplatz | 09030829 – Luckauer Straße 14, Mietshaus, 1861 von C. Meyer und Isaac                                                                                          |                                     |
| 09030761 | Oranienstraße 6–8, 12–34, 39–48, 159–174, 176/177, 182–204 Adalbertstraße 13–19, 22, 71–91 Dresdener Straße 20–24, 115, 118–120 Erkelenzdamm 1–13 Legiendamm 40–42 Luckauer Straße 1–6, 12–14, 16/17 Naunynstraße 30–36A, 55–73 Oranienplatz 1–5, 7, 14, 16, 17 Prinzessinnenstraße 1–2 Rio-Reiser-Platz Sebastianstraße 81–88 Segitzdamm 2 Waldemarstraße 43–46 (Lage) | Mietshausquartiere um Oranien- und Rio-Reiser-Platz Gesamtanlagen siehe: Oranienstraße 26; 183 Baudenkmale siehe: Adalbertstraße 22; 74; 84 Dresdener Straße 118 Erkelenzdamm 5; 11/13 Legiendamm 42 Luckauer Straße 10 Oranienplatz 2; 4–10; 5 Oranienstraße 6; 8; 25; 40/41; 159; 161; 166; 174; 176 Gartendenkmal siehe: Oranienplatz | 09030830 – Luckauer Straße 16, Mietshaus, 1868 von C. Steinbach und M. Koch                                                                                    |                                     |
| 09030761 | Oranienstraße 6–8, 12–34, 39–48, 159–174, 176/177, 182–204 Adalbertstraße 13–19, 22, 71–91 Dresdener Straße 20–24, 115, 118–120 Erkelenzdamm 1–13 Legiendamm 40–42 Luckauer Straße 1–6, 12–14, 16/17 Naunynstraße 30–36A, 55–73 Oranienplatz 1–5, 7, 14, 16, 17 Prinzessinnenstraße 1–2 Rio-Reiser-Platz Sebastianstraße 81–88 Segitzdamm 2 Waldemarstraße 43–46 (Lage) | Mietshausquartiere um Oranien- und Rio-Reiser-Platz Gesamtanlagen siehe: Oranienstraße 26; 183 Baudenkmale siehe: Adalbertstraße 22; 74; 84 Dresdener Straße 118 Erkelenzdamm 5; 11/13 Legiendamm 42 Luckauer Straße 10 Oranienplatz 2; 4–10; 5 Oranienstraße 6; 8; 25; 40/41; 159; 161; 166; 174; 176 Gartendenkmal siehe: Oranienplatz | 09030831 – Luckauer Straße 17 / Oranienstraße 48, Mietshaus, 1873 von A. Boellert und A. Witting                                                               |                                     |
| 09030761 | Oranienstraße 6–8, 12–34, 39–48, 159–174, 176/177, 182–204 Adalbertstraße 13–19, 22, 71–91 Dresdener Straße 20–24, 115, 118–120 Erkelenzdamm 1–13 Legiendamm 40–42 Luckauer Straße 1–6, 12–14, 16/17 Naunynstraße 30–36A, 55–73 Oranienplatz 1–5, 7, 14, 16, 17 Prinzessinnenstraße 1–2 Rio-Reiser-Platz Sebastianstraße 81–88 Segitzdamm 2 Waldemarstraße 43–46 (Lage) | Mietshausquartiere um Oranien- und Rio-Reiser-Platz Gesamtanlagen siehe: Oranienstraße 26; 183 Baudenkmale siehe: Adalbertstraße 22; 74; 84 Dresdener Straße 118 Erkelenzdamm 5; 11/13 Legiendamm 42 Luckauer Straße 10 Oranienplatz 2; 4–10; 5 Oranienstraße 6; 8; 25; 40/41; 159; 161; 166; 174; 176 Gartendenkmal siehe: Oranienplatz | 09030800 – Naunynstraße 30, Mietshaus, 1865 von W. Schröder und Strohmann                                                                                      |                                     |
| 09030761 | Oranienstraße 6–8, 12–34, 39–48, 159–174, 176/177, 182–204 Adalbertstraße 13–19, 22, 71–91 Dresdener Straße 20–24, 115, 118–120 Erkelenzdamm 1–13 Legiendamm 40–42 Luckauer Straße 1–6, 12–14, 16/17 Naunynstraße 30–36A, 55–73 Oranienplatz 1–5, 7, 14, 16, 17 Prinzessinnenstraße 1–2 Rio-Reiser-Platz Sebastianstraße 81–88 Segitzdamm 2 Waldemarstraße 43–46 (Lage) | Mietshausquartiere um Oranien- und Rio-Reiser-Platz Gesamtanlagen siehe: Oranienstraße 26; 183 Baudenkmale siehe: Adalbertstraße 22; 74; 84 Dresdener Straße 118 Erkelenzdamm 5; 11/13 Legiendamm 42 Luckauer Straße 10 Oranienplatz 2; 4–10; 5 Oranienstraße 6; 8; 25; 40/41; 159; 161; 166; 174; 176 Gartendenkmal siehe: Oranienplatz | 09030834 – Naunynstraße 31, Mietshaus, 1865 von G. Köhler und E. Krefeldt                                                                                      |                                     |
| 09030761 | Oranienstraße 6–8, 12–34, 39–48, 159–174, 176/177, 182–204 Adalbertstraße 13–19, 22, 71–91 Dresdener Straße 20–24, 115, 118–120 Erkelenzdamm 1–13 Legiendamm 40–42 Luckauer Straße 1–6, 12–14, 16/17 Naunynstraße 30–36A, 55–73 Oranienplatz 1–5, 7, 14, 16, 17 Prinzessinnenstraße 1–2 Rio-Reiser-Platz Sebastianstraße 81–88 Segitzdamm 2 Waldemarstraße 43–46 (Lage) | Mietshausquartiere um Oranien- und Rio-Reiser-Platz Gesamtanlagen siehe: Oranienstraße 26; 183 Baudenkmale siehe: Adalbertstraße 22; 74; 84 Dresdener Straße 118 Erkelenzdamm 5; 11/13 Legiendamm 42 Luckauer Straße 10 Oranienplatz 2; 4–10; 5 Oranienstraße 6; 8; 25; 40/41; 159; 161; 166; 174; 176 Gartendenkmal siehe: Oranienplatz | 09030835 – Naunynstraße 34, Mietshaus, 1862 von F. Hoppe |                                     |
| 09030761 | Oranienstraße 6–8, 12–34, 39–48, 159–174, 176/177, 182–204 Adalbertstraße 13–19, 22, 71–91 Dresdener Straße 20–24, 115, 118–120 Erkelenzdamm 1–13 Legiendamm 40–42 Luckauer Straße 1–6, 12–14, 16/17 Naunynstraße 30–36A, 55–73 Oranienplatz 1–5, 7, 14, 16, 17 Prinzessinnenstraße 1–2 Rio-Reiser-Platz Sebastianstraße 81–88 Segitzdamm 2 Waldemarstraße 43–46 (Lage) | Mietshausquartiere um Oranien- und Rio-Reiser-Platz Gesamtanlagen siehe: Oranienstraße 26; 183 Baudenkmale siehe: Adalbertstraße 22; 74; 84 Dresdener Straße 118 Erkelenzdamm 5; 11/13 Legiendamm 42 Luckauer Straße 10 Oranienplatz 2; 4–10; 5 Oranienstraße 6; 8; 25; 40/41; 159; 161; 166; 174; 176 Gartendenkmal siehe: Oranienplatz | 09030836 – Naunynstraße 35, Mietshaus, 1862 von A. Niere und E. Hauff                                                                                          |                                     |
| 09030761 | Oranienstraße 6–8, 12–34, 39–48, 159–174, 176/177, 182–204 Adalbertstraße 13–19, 22, 71–91 Dresdener Straße 20–24, 115, 118–120 Erkelenzdamm 1–13 Legiendamm 40–42 Luckauer Straße 1–6, 12–14, 16/17 Naunynstraße 30–36A, 55–73 Oranienplatz 1–5, 7, 14, 16, 17 Prinzessinnenstraße 1–2 Rio-Reiser-Platz Sebastianstraße 81–88 Segitzdamm 2 Waldemarstraße 43–46 (Lage) | Mietshausquartiere um Oranien- und Rio-Reiser-Platz Gesamtanlagen siehe: Oranienstraße 26; 183 Baudenkmale siehe: Adalbertstraße 22; 74; 84 Dresdener Straße 118 Erkelenzdamm 5; 11/13 Legiendamm 42 Luckauer Straße 10 Oranienplatz 2; 4–10; 5 Oranienstraße 6; 8; 25; 40/41; 159; 161; 166; 174; 176 Gartendenkmal siehe: Oranienplatz | 09030837 – Naunynstraße 36–36A, Mietshaus, 1863 von Colani und Johannes Hoppe                                                                                  |                                     |
| 09030761 | Oranienstraße 6–8, 12–34, 39–48, 159–174, 176/177, 182–204 Adalbertstraße 13–19, 22, 71–91 Dresdener Straße 20–24, 115, 118–120 Erkelenzdamm 1–13 Legiendamm 40–42 Luckauer Straße 1–6, 12–14, 16/17 Naunynstraße 30–36A, 55–73 Oranienplatz 1–5, 7, 14, 16, 17 Prinzessinnenstraße 1–2 Rio-Reiser-Platz Sebastianstraße 81–88 Segitzdamm 2 Waldemarstraße 43–46 (Lage) | Mietshausquartiere um Oranien- und Rio-Reiser-Platz Gesamtanlagen siehe: Oranienstraße 26; 183 Baudenkmale siehe: Adalbertstraße 22; 74; 84 Dresdener Straße 118 Erkelenzdamm 5; 11/13 Legiendamm 42 Luckauer Straße 10 Oranienplatz 2; 4–10; 5 Oranienstraße 6; 8; 25; 40/41; 159; 161; 166; 174; 176 Gartendenkmal siehe: Oranienplatz | 09030838 – Naunynstraße 55, Mietshaus mit Gewerbehof, 1862 von P. Martini und G. Christian                                                                     |                                     |
| 09030761 | Oranienstraße 6–8, 12–34, 39–48, 159–174, 176/177, 182–204 Adalbertstraße 13–19, 22, 71–91 Dresdener Straße 20–24, 115, 118–120 Erkelenzdamm 1–13 Legiendamm 40–42 Luckauer Straße 1–6, 12–14, 16/17 Naunynstraße 30–36A, 55–73 Oranienplatz 1–5, 7, 14, 16, 17 Prinzessinnenstraße 1–2 Rio-Reiser-Platz Sebastianstraße 81–88 Segitzdamm 2 Waldemarstraße 43–46 (Lage) | Mietshausquartiere um Oranien- und Rio-Reiser-Platz Gesamtanlagen siehe: Oranienstraße 26; 183 Baudenkmale siehe: Adalbertstraße 22; 74; 84 Dresdener Straße 118 Erkelenzdamm 5; 11/13 Legiendamm 42 Luckauer Straße 10 Oranienplatz 2; 4–10; 5 Oranienstraße 6; 8; 25; 40/41; 159; 161; 166; 174; 176 Gartendenkmal siehe: Oranienplatz | Gewerbehof |                                     |
| 09030761 | Oranienstraße 6–8, 12–34, 39–48, 159–174, 176/177, 182–204 Adalbertstraße 13–19, 22, 71–91 Dresdener Straße 20–24, 115, 118–120 Erkelenzdamm 1–13 Legiendamm 40–42 Luckauer Straße 1–6, 12–14, 16/17 Naunynstraße 30–36A, 55–73 Oranienplatz 1–5, 7, 14, 16, 17 Prinzessinnenstraße 1–2 Rio-Reiser-Platz Sebastianstraße 81–88 Segitzdamm 2 Waldemarstraße 43–46 (Lage) | Mietshausquartiere um Oranien- und Rio-Reiser-Platz Gesamtanlagen siehe: Oranienstraße 26; 183 Baudenkmale siehe: Adalbertstraße 22; 74; 84 Dresdener Straße 118 Erkelenzdamm 5; 11/13 Legiendamm 42 Luckauer Straße 10 Oranienplatz 2; 4–10; 5 Oranienstraße 6; 8; 25; 40/41; 159; 161; 166; 174; 176 Gartendenkmal siehe: Oranienplatz | 09030839 – Naunynstraße 56, Mietshaus, 1862 von P. Martini und G. Christian                                                                                    |                                     |
| 09030761 | Oranienstraße 6–8, 12–34, 39–48, 159–174, 176/177, 182–204 Adalbertstraße 13–19, 22, 71–91 Dresdener Straße 20–24, 115, 118–120 Erkelenzdamm 1–13 Legiendamm 40–42 Luckauer Straße 1–6, 12–14, 16/17 Naunynstraße 30–36A, 55–73 Oranienplatz 1–5, 7, 14, 16, 17 Prinzessinnenstraße 1–2 Rio-Reiser-Platz Sebastianstraße 81–88 Segitzdamm 2 Waldemarstraße 43–46 (Lage) | Mietshausquartiere um Oranien- und Rio-Reiser-Platz Gesamtanlagen siehe: Oranienstraße 26; 183 Baudenkmale siehe: Adalbertstraße 22; 74; 84 Dresdener Straße 118 Erkelenzdamm 5; 11/13 Legiendamm 42 Luckauer Straße 10 Oranienplatz 2; 4–10; 5 Oranienstraße 6; 8; 25; 40/41; 159; 161; 166; 174; 176 Gartendenkmal siehe: Oranienplatz | 09030840 – Naunynstraße 57, Mietshaus, 1862 von Johannes Hoppe und H. Engler                                                                                   |                                     |
| 09030761 | Oranienstraße 6–8, 12–34, 39–48, 159–174, 176/177, 182–204 Adalbertstraße 13–19, 22, 71–91 Dresdener Straße 20–24, 115, 118–120 Erkelenzdamm 1–13 Legiendamm 40–42 Luckauer Straße 1–6, 12–14, 16/17 Naunynstraße 30–36A, 55–73 Oranienplatz 1–5, 7, 14, 16, 17 Prinzessinnenstraße 1–2 Rio-Reiser-Platz Sebastianstraße 81–88 Segitzdamm 2 Waldemarstraße 43–46 (Lage) | Mietshausquartiere um Oranien- und Rio-Reiser-Platz Gesamtanlagen siehe: Oranienstraße 26; 183 Baudenkmale siehe: Adalbertstraße 22; 74; 84 Dresdener Straße 118 Erkelenzdamm 5; 11/13 Legiendamm 42 Luckauer Straße 10 Oranienplatz 2; 4–10; 5 Oranienstraße 6; 8; 25; 40/41; 159; 161; 166; 174; 176 Gartendenkmal siehe: Oranienplatz | 09030841 – Naunynstraße 58, Mietshaus mit Remise, 1862 von H. Weinrother und Berker (?)                                                                        |                                     |
| 09030761 | Oranienstraße 6–8, 12–34, 39–48, 159–174, 176/177, 182–204 Adalbertstraße 13–19, 22, 71–91 Dresdener Straße 20–24, 115, 118–120 Erkelenzdamm 1–13 Legiendamm 40–42 Luckauer Straße 1–6, 12–14, 16/17 Naunynstraße 30–36A, 55–73 Oranienplatz 1–5, 7, 14, 16, 17 Prinzessinnenstraße 1–2 Rio-Reiser-Platz Sebastianstraße 81–88 Segitzdamm 2 Waldemarstraße 43–46 (Lage) | Mietshausquartiere um Oranien- und Rio-Reiser-Platz Gesamtanlagen siehe: Oranienstraße 26; 183 Baudenkmale siehe: Adalbertstraße 22; 74; 84 Dresdener Straße 118 Erkelenzdamm 5; 11/13 Legiendamm 42 Luckauer Straße 10 Oranienplatz 2; 4–10; 5 Oranienstraße 6; 8; 25; 40/41; 159; 161; 166; 174; 176 Gartendenkmal siehe: Oranienplatz | Remise |                                     |
| 09030761 | Oranienstraße 6–8, 12–34, 39–48, 159–174, 176/177, 182–204 Adalbertstraße 13–19, 22, 71–91 Dresdener Straße 20–24, 115, 118–120 Erkelenzdamm 1–13 Legiendamm 40–42 Luckauer Straße 1–6, 12–14, 16/17 Naunynstraße 30–36A, 55–73 Oranienplatz 1–5, 7, 14, 16, 17 Prinzessinnenstraße 1–2 Rio-Reiser-Platz Sebastianstraße 81–88 Segitzdamm 2 Waldemarstraße 43–46 (Lage) | Mietshausquartiere um Oranien- und Rio-Reiser-Platz Gesamtanlagen siehe: Oranienstraße 26; 183 Baudenkmale siehe: Adalbertstraße 22; 74; 84 Dresdener Straße 118 Erkelenzdamm 5; 11/13 Legiendamm 42 Luckauer Straße 10 Oranienplatz 2; 4–10; 5 Oranienstraße 6; 8; 25; 40/41; 159; 161; 166; 174; 176 Gartendenkmal siehe: Oranienplatz | 09030842 – Naunynstraße 61, Mietshaus, 1865 von F. W. Schultz und Eduard Speer                                                                                 |                                     |
| 09030761 | Oranienstraße 6–8, 12–34, 39–48, 159–174, 176/177, 182–204 Adalbertstraße 13–19, 22, 71–91 Dresdener Straße 20–24, 115, 118–120 Erkelenzdamm 1–13 Legiendamm 40–42 Luckauer Straße 1–6, 12–14, 16/17 Naunynstraße 30–36A, 55–73 Oranienplatz 1–5, 7, 14, 16, 17 Prinzessinnenstraße 1–2 Rio-Reiser-Platz Sebastianstraße 81–88 Segitzdamm 2 Waldemarstraße 43–46 (Lage) | Mietshausquartiere um Oranien- und Rio-Reiser-Platz Gesamtanlagen siehe: Oranienstraße 26; 183 Baudenkmale siehe: Adalbertstraße 22; 74; 84 Dresdener Straße 118 Erkelenzdamm 5; 11/13 Legiendamm 42 Luckauer Straße 10 Oranienplatz 2; 4–10; 5 Oranienstraße 6; 8; 25; 40/41; 159; 161; 166; 174; 176 Gartendenkmal siehe: Oranienplatz | 09030843 – Naunynstraße 62, Mietshaus, 1873 von G. Seiffert |                                     |
| 09030761 | Oranienstraße 6–8, 12–34, 39–48, 159–174, 176/177, 182–204 Adalbertstraße 13–19, 22, 71–91 Dresdener Straße 20–24, 115, 118–120 Erkelenzdamm 1–13 Legiendamm 40–42 Luckauer Straße 1–6, 12–14, 16/17 Naunynstraße 30–36A, 55–73 Oranienplatz 1–5, 7, 14, 16, 17 Prinzessinnenstraße 1–2 Rio-Reiser-Platz Sebastianstraße 81–88 Segitzdamm 2 Waldemarstraße 43–46 (Lage) | Mietshausquartiere um Oranien- und Rio-Reiser-Platz Gesamtanlagen siehe: Oranienstraße 26; 183 Baudenkmale siehe: Adalbertstraße 22; 74; 84 Dresdener Straße 118 Erkelenzdamm 5; 11/13 Legiendamm 42 Luckauer Straße 10 Oranienplatz 2; 4–10; 5 Oranienstraße 6; 8; 25; 40/41; 159; 161; 166; 174; 176 Gartendenkmal siehe: Oranienplatz | 09030844 – Naunynstraße 64, Mietshaus, 1879 von F. A. Born |                                     |
| 09030761 | Oranienstraße 6–8, 12–34, 39–48, 159–174, 176/177, 182–204 Adalbertstraße 13–19, 22, 71–91 Dresdener Straße 20–24, 115, 118–120 Erkelenzdamm 1–13 Legiendamm 40–42 Luckauer Straße 1–6, 12–14, 16/17 Naunynstraße 30–36A, 55–73 Oranienplatz 1–5, 7, 14, 16, 17 Prinzessinnenstraße 1–2 Rio-Reiser-Platz Sebastianstraße 81–88 Segitzdamm 2 Waldemarstraße 43–46 (Lage) | Mietshausquartiere um Oranien- und Rio-Reiser-Platz Gesamtanlagen siehe: Oranienstraße 26; 183 Baudenkmale siehe: Adalbertstraße 22; 74; 84 Dresdener Straße 118 Erkelenzdamm 5; 11/13 Legiendamm 42 Luckauer Straße 10 Oranienplatz 2; 4–10; 5 Oranienstraße 6; 8; 25; 40/41; 159; 161; 166; 174; 176 Gartendenkmal siehe: Oranienplatz | 09030845 – Naunynstraße 65, Mietshaus, 1879 von F. A. Born |                                     |
| 09030761 | Oranienstraße 6–8, 12–34, 39–48, 159–174, 176/177, 182–204 Adalbertstraße 13–19, 22, 71–91 Dresdener Straße 20–24, 115, 118–120 Erkelenzdamm 1–13 Legiendamm 40–42 Luckauer Straße 1–6, 12–14, 16/17 Naunynstraße 30–36A, 55–73 Oranienplatz 1–5, 7, 14, 16, 17 Prinzessinnenstraße 1–2 Rio-Reiser-Platz Sebastianstraße 81–88 Segitzdamm 2 Waldemarstraße 43–46 (Lage) | Mietshausquartiere um Oranien- und Rio-Reiser-Platz Gesamtanlagen siehe: Oranienstraße 26; 183 Baudenkmale siehe: Adalbertstraße 22; 74; 84 Dresdener Straße 118 Erkelenzdamm 5; 11/13 Legiendamm 42 Luckauer Straße 10 Oranienplatz 2; 4–10; 5 Oranienstraße 6; 8; 25; 40/41; 159; 161; 166; 174; 176 Gartendenkmal siehe: Oranienplatz | 09030846 – Naunynstraße 65A, Mietshaus, 1878 von F. A. F. Born                                                                                                 |                                     |
| 09030761 | Oranienstraße 6–8, 12–34, 39–48, 159–174, 176/177, 182–204 Adalbertstraße 13–19, 22, 71–91 Dresdener Straße 20–24, 115, 118–120 Erkelenzdamm 1–13 Legiendamm 40–42 Luckauer Straße 1–6, 12–14, 16/17 Naunynstraße 30–36A, 55–73 Oranienplatz 1–5, 7, 14, 16, 17 Prinzessinnenstraße 1–2 Rio-Reiser-Platz Sebastianstraße 81–88 Segitzdamm 2 Waldemarstraße 43–46 (Lage) | Mietshausquartiere um Oranien- und Rio-Reiser-Platz Gesamtanlagen siehe: Oranienstraße 26; 183 Baudenkmale siehe: Adalbertstraße 22; 74; 84 Dresdener Straße 118 Erkelenzdamm 5; 11/13 Legiendamm 42 Luckauer Straße 10 Oranienplatz 2; 4–10; 5 Oranienstraße 6; 8; 25; 40/41; 159; 161; 166; 174; 176 Gartendenkmal siehe: Oranienplatz | 09030847 – Naunynstraße 66, Mietshaus, 1878 von F. A. F. Born                                                                                                  |                                     |
| 09030761 | Oranienstraße 6–8, 12–34, 39–48, 159–174, 176/177, 182–204 Adalbertstraße 13–19, 22, 71–91 Dresdener Straße 20–24, 115, 118–120 Erkelenzdamm 1–13 Legiendamm 40–42 Luckauer Straße 1–6, 12–14, 16/17 Naunynstraße 30–36A, 55–73 Oranienplatz 1–5, 7, 14, 16, 17 Prinzessinnenstraße 1–2 Rio-Reiser-Platz Sebastianstraße 81–88 Segitzdamm 2 Waldemarstraße 43–46 (Lage) | Mietshausquartiere um Oranien- und Rio-Reiser-Platz Gesamtanlagen siehe: Oranienstraße 26; 183 Baudenkmale siehe: Adalbertstraße 22; 74; 84 Dresdener Straße 118 Erkelenzdamm 5; 11/13 Legiendamm 42 Luckauer Straße 10 Oranienplatz 2; 4–10; 5 Oranienstraße 6; 8; 25; 40/41; 159; 161; 166; 174; 176 Gartendenkmal siehe: Oranienplatz | 09030848 – Naunynstraße 67, Mietshaus, 1877 von H. Krengel |                                     |
| 09030761 | Oranienstraße 6–8, 12–34, 39–48, 159–174, 176/177, 182–204 Adalbertstraße 13–19, 22, 71–91 Dresdener Straße 20–24, 115, 118–120 Erkelenzdamm 1–13 Legiendamm 40–42 Luckauer Straße 1–6, 12–14, 16/17 Naunynstraße 30–36A, 55–73 Oranienplatz 1–5, 7, 14, 16, 17 Prinzessinnenstraße 1–2 Rio-Reiser-Platz Sebastianstraße 81–88 Segitzdamm 2 Waldemarstraße 43–46 (Lage) | Mietshausquartiere um Oranien- und Rio-Reiser-Platz Gesamtanlagen siehe: Oranienstraße 26; 183 Baudenkmale siehe: Adalbertstraße 22; 74; 84 Dresdener Straße 118 Erkelenzdamm 5; 11/13 Legiendamm 42 Luckauer Straße 10 Oranienplatz 2; 4–10; 5 Oranienstraße 6; 8; 25; 40/41; 159; 161; 166; 174; 176 Gartendenkmal siehe: Oranienplatz | 09030849 – Naunynstraße 68, Mietshaus, 1864 von W. Werner und G. Adam                                                                                          |                                     |
| 09030761 | Oranienstraße 6–8, 12–34, 39–48, 159–174, 176/177, 182–204 Adalbertstraße 13–19, 22, 71–91 Dresdener Straße 20–24, 115, 118–120 Erkelenzdamm 1–13 Legiendamm 40–42 Luckauer Straße 1–6, 12–14, 16/17 Naunynstraße 30–36A, 55–73 Oranienplatz 1–5, 7, 14, 16, 17 Prinzessinnenstraße 1–2 Rio-Reiser-Platz Sebastianstraße 81–88 Segitzdamm 2 Waldemarstraße 43–46 (Lage) | Mietshausquartiere um Oranien- und Rio-Reiser-Platz Gesamtanlagen siehe: Oranienstraße 26; 183 Baudenkmale siehe: Adalbertstraße 22; 74; 84 Dresdener Straße 118 Erkelenzdamm 5; 11/13 Legiendamm 42 Luckauer Straße 10 Oranienplatz 2; 4–10; 5 Oranienstraße 6; 8; 25; 40/41; 159; 161; 166; 174; 176 Gartendenkmal siehe: Oranienplatz | 09030850 – Naunynstraße 69, Mietshaus, 1865 von J. Schneider und G. Adam                                                                                       |                                     |
| 09030761 | Oranienstraße 6–8, 12–34, 39–48, 159–174, 176/177, 182–204 Adalbertstraße 13–19, 22, 71–91 Dresdener Straße 20–24, 115, 118–120 Erkelenzdamm 1–13 Legiendamm 40–42 Luckauer Straße 1–6, 12–14, 16/17 Naunynstraße 30–36A, 55–73 Oranienplatz 1–5, 7, 14, 16, 17 Prinzessinnenstraße 1–2 Rio-Reiser-Platz Sebastianstraße 81–88 Segitzdamm 2 Waldemarstraße 43–46 (Lage) | Mietshausquartiere um Oranien- und Rio-Reiser-Platz Gesamtanlagen siehe: Oranienstraße 26; 183 Baudenkmale siehe: Adalbertstraße 22; 74; 84 Dresdener Straße 118 Erkelenzdamm 5; 11/13 Legiendamm 42 Luckauer Straße 10 Oranienplatz 2; 4–10; 5 Oranienstraße 6; 8; 25; 40/41; 159; 161; 166; 174; 176 Gartendenkmal siehe: Oranienplatz | 09030851 – Naunynstraße 70, Mietshaus, 1865 von W. Schroeder und A. Bolz                                                                                       |                                     |
| 09030761 | Oranienstraße 6–8, 12–34, 39–48, 159–174, 176/177, 182–204 Adalbertstraße 13–19, 22, 71–91 Dresdener Straße 20–24, 115, 118–120 Erkelenzdamm 1–13 Legiendamm 40–42 Luckauer Straße 1–6, 12–14, 16/17 Naunynstraße 30–36A, 55–73 Oranienplatz 1–5, 7, 14, 16, 17 Prinzessinnenstraße 1–2 Rio-Reiser-Platz Sebastianstraße 81–88 Segitzdamm 2 Waldemarstraße 43–46 (Lage) | Mietshausquartiere um Oranien- und Rio-Reiser-Platz Gesamtanlagen siehe: Oranienstraße 26; 183 Baudenkmale siehe: Adalbertstraße 22; 74; 84 Dresdener Straße 118 Erkelenzdamm 5; 11/13 Legiendamm 42 Luckauer Straße 10 Oranienplatz 2; 4–10; 5 Oranienstraße 6; 8; 25; 40/41; 159; 161; 166; 174; 176 Gartendenkmal siehe: Oranienplatz | 09030852 – Naunynstraße 71, Mietshaus, 1866 von W. Schroeder und Eduard Speer                                                                                  |                                     |
| 09030761 | Oranienstraße 6–8, 12–34, 39–48, 159–174, 176/177, 182–204 Adalbertstraße 13–19, 22, 71–91 Dresdener Straße 20–24, 115, 118–120 Erkelenzdamm 1–13 Legiendamm 40–42 Luckauer Straße 1–6, 12–14, 16/17 Naunynstraße 30–36A, 55–73 Oranienplatz 1–5, 7, 14, 16, 17 Prinzessinnenstraße 1–2 Rio-Reiser-Platz Sebastianstraße 81–88 Segitzdamm 2 Waldemarstraße 43–46 (Lage) | Mietshausquartiere um Oranien- und Rio-Reiser-Platz Gesamtanlagen siehe: Oranienstraße 26; 183 Baudenkmale siehe: Adalbertstraße 22; 74; 84 Dresdener Straße 118 Erkelenzdamm 5; 11/13 Legiendamm 42 Luckauer Straße 10 Oranienplatz 2; 4–10; 5 Oranienstraße 6; 8; 25; 40/41; 159; 161; 166; 174; 176 Gartendenkmal siehe: Oranienplatz | 09030853 – Naunynstraße 72, Mietshaus, 1865–1866 von W. Schroeder und Eduard Speer                                                                             |                                     |
| 09030761 | Oranienstraße 6–8, 12–34, 39–48, 159–174, 176/177, 182–204 Adalbertstraße 13–19, 22, 71–91 Dresdener Straße 20–24, 115, 118–120 Erkelenzdamm 1–13 Legiendamm 40–42 Luckauer Straße 1–6, 12–14, 16/17 Naunynstraße 30–36A, 55–73 Oranienplatz 1–5, 7, 14, 16, 17 Prinzessinnenstraße 1–2 Rio-Reiser-Platz Sebastianstraße 81–88 Segitzdamm 2 Waldemarstraße 43–46 (Lage) | Mietshausquartiere um Oranien- und Rio-Reiser-Platz Gesamtanlagen siehe: Oranienstraße 26; 183 Baudenkmale siehe: Adalbertstraße 22; 74; 84 Dresdener Straße 118 Erkelenzdamm 5; 11/13 Legiendamm 42 Luckauer Straße 10 Oranienplatz 2; 4–10; 5 Oranienstraße 6; 8; 25; 40/41; 159; 161; 166; 174; 176 Gartendenkmal siehe: Oranienplatz | 09030854 – Naunynstraße 73, Mietshaus, 1864 von J. W. Krüger und Hausschulz                                                                                    |                                     |
| 09030761 | Oranienstraße 6–8, 12–34, 39–48, 159–174, 176/177, 182–204 Adalbertstraße 13–19, 22, 71–91 Dresdener Straße 20–24, 115, 118–120 Erkelenzdamm 1–13 Legiendamm 40–42 Luckauer Straße 1–6, 12–14, 16/17 Naunynstraße 30–36A, 55–73 Oranienplatz 1–5, 7, 14, 16, 17 Prinzessinnenstraße 1–2 Rio-Reiser-Platz Sebastianstraße 81–88 Segitzdamm 2 Waldemarstraße 43–46 (Lage) | Mietshausquartiere um Oranien- und Rio-Reiser-Platz Gesamtanlagen siehe: Oranienstraße 26; 183 Baudenkmale siehe: Adalbertstraße 22; 74; 84 Dresdener Straße 118 Erkelenzdamm 5; 11/13 Legiendamm 42 Luckauer Straße 10 Oranienplatz 2; 4–10; 5 Oranienstraße 6; 8; 25; 40/41; 159; 161; 166; 174; 176 Gartendenkmal siehe: Oranienplatz | 09030855 – Oranienplatz 1 / Oranienstraße 42, Mietshaus, 1860 von W. Werner                                                                                    |                                     |
| 09030761 | Oranienstraße 6–8, 12–34, 39–48, 159–174, 176/177, 182–204 Adalbertstraße 13–19, 22, 71–91 Dresdener Straße 20–24, 115, 118–120 Erkelenzdamm 1–13 Legiendamm 40–42 Luckauer Straße 1–6, 12–14, 16/17 Naunynstraße 30–36A, 55–73 Oranienplatz 1–5, 7, 14, 16, 17 Prinzessinnenstraße 1–2 Rio-Reiser-Platz Sebastianstraße 81–88 Segitzdamm 2 Waldemarstraße 43–46 (Lage) | Mietshausquartiere um Oranien- und Rio-Reiser-Platz Gesamtanlagen siehe: Oranienstraße 26; 183 Baudenkmale siehe: Adalbertstraße 22; 74; 84 Dresdener Straße 118 Erkelenzdamm 5; 11/13 Legiendamm 42 Luckauer Straße 10 Oranienplatz 2; 4–10; 5 Oranienstraße 6; 8; 25; 40/41; 159; 161; 166; 174; 176 Gartendenkmal siehe: Oranienplatz | 09030856 – Oranienplatz 3, Mietshaus, 1859 von L. Schütz und Hauschulz                                                                                         |                                     |
| 09030761 | Oranienstraße 6–8, 12–34, 39–48, 159–174, 176/177, 182–204 Adalbertstraße 13–19, 22, 71–91 Dresdener Straße 20–24, 115, 118–120 Erkelenzdamm 1–13 Legiendamm 40–42 Luckauer Straße 1–6, 12–14, 16/17 Naunynstraße 30–36A, 55–73 Oranienplatz 1–5, 7, 14, 16, 17 Prinzessinnenstraße 1–2 Rio-Reiser-Platz Sebastianstraße 81–88 Segitzdamm 2 Waldemarstraße 43–46 (Lage) | Mietshausquartiere um Oranien- und Rio-Reiser-Platz Gesamtanlagen siehe: Oranienstraße 26; 183 Baudenkmale siehe: Adalbertstraße 22; 74; 84 Dresdener Straße 118 Erkelenzdamm 5; 11/13 Legiendamm 42 Luckauer Straße 10 Oranienplatz 2; 4–10; 5 Oranienstraße 6; 8; 25; 40/41; 159; 161; 166; 174; 176 Gartendenkmal siehe: Oranienplatz | 09030857 – Oranienplatz 14, Mietshaus, 1860 von L. Adler und A. Berger                                                                                         |                                     |
| 09030761 | Oranienstraße 6–8, 12–34, 39–48, 159–174, 176/177, 182–204 Adalbertstraße 13–19, 22, 71–91 Dresdener Straße 20–24, 115, 118–120 Erkelenzdamm 1–13 Legiendamm 40–42 Luckauer Straße 1–6, 12–14, 16/17 Naunynstraße 30–36A, 55–73 Oranienplatz 1–5, 7, 14, 16, 17 Prinzessinnenstraße 1–2 Rio-Reiser-Platz Sebastianstraße 81–88 Segitzdamm 2 Waldemarstraße 43–46 (Lage) | Mietshausquartiere um Oranien- und Rio-Reiser-Platz Gesamtanlagen siehe: Oranienstraße 26; 183 Baudenkmale siehe: Adalbertstraße 22; 74; 84 Dresdener Straße 118 Erkelenzdamm 5; 11/13 Legiendamm 42 Luckauer Straße 10 Oranienplatz 2; 4–10; 5 Oranienstraße 6; 8; 25; 40/41; 159; 161; 166; 174; 176 Gartendenkmal siehe: Oranienplatz | 09030858 – Oranienstraße 7, Mietshaus, 1863 von H. Rohmann und W. Schroedter                                                                                   |                                     |
| 09030761 | Oranienstraße 6–8, 12–34, 39–48, 159–174, 176/177, 182–204 Adalbertstraße 13–19, 22, 71–91 Dresdener Straße 20–24, 115, 118–120 Erkelenzdamm 1–13 Legiendamm 40–42 Luckauer Straße 1–6, 12–14, 16/17 Naunynstraße 30–36A, 55–73 Oranienplatz 1–5, 7, 14, 16, 17 Prinzessinnenstraße 1–2 Rio-Reiser-Platz Sebastianstraße 81–88 Segitzdamm 2 Waldemarstraße 43–46 (Lage) | Mietshausquartiere um Oranien- und Rio-Reiser-Platz Gesamtanlagen siehe: Oranienstraße 26; 183 Baudenkmale siehe: Adalbertstraße 22; 74; 84 Dresdener Straße 118 Erkelenzdamm 5; 11/13 Legiendamm 42 Luckauer Straße 10 Oranienplatz 2; 4–10; 5 Oranienstraße 6; 8; 25; 40/41; 159; 161; 166; 174; 176 Gartendenkmal siehe: Oranienplatz | 09030859 – Oranienstraße 12 / Rio-Reiser-Platz, Mietshaus, 1865 von E. Krefeldt und G. Köhler                                                                  |                                     |
| 09030761 | Oranienstraße 6–8, 12–34, 39–48, 159–174, 176/177, 182–204 Adalbertstraße 13–19, 22, 71–91 Dresdener Straße 20–24, 115, 118–120 Erkelenzdamm 1–13 Legiendamm 40–42 Luckauer Straße 1–6, 12–14, 16/17 Naunynstraße 30–36A, 55–73 Oranienplatz 1–5, 7, 14, 16, 17 Prinzessinnenstraße 1–2 Rio-Reiser-Platz Sebastianstraße 81–88 Segitzdamm 2 Waldemarstraße 43–46 (Lage) | Mietshausquartiere um Oranien- und Rio-Reiser-Platz Gesamtanlagen siehe: Oranienstraße 26; 183 Baudenkmale siehe: Adalbertstraße 22; 74; 84 Dresdener Straße 118 Erkelenzdamm 5; 11/13 Legiendamm 42 Luckauer Straße 10 Oranienplatz 2; 4–10; 5 Oranienstraße 6; 8; 25; 40/41; 159; 161; 166; 174; 176 Gartendenkmal siehe: Oranienplatz | 09030860 – Oranienstraße 13 / Rio-Reiser-Platz, Mietshaus, 1865 von E. Krefeldt und G. Köhler                                                                  |                                     |
| 09030761 | Oranienstraße 6–8, 12–34, 39–48, 159–174, 176/177, 182–204 Adalbertstraße 13–19, 22, 71–91 Dresdener Straße 20–24, 115, 118–120 Erkelenzdamm 1–13 Legiendamm 40–42 Luckauer Straße 1–6, 12–14, 16/17 Naunynstraße 30–36A, 55–73 Oranienplatz 1–5, 7, 14, 16, 17 Prinzessinnenstraße 1–2 Rio-Reiser-Platz Sebastianstraße 81–88 Segitzdamm 2 Waldemarstraße 43–46 (Lage) | Mietshausquartiere um Oranien- und Rio-Reiser-Platz Gesamtanlagen siehe: Oranienstraße 26; 183 Baudenkmale siehe: Adalbertstraße 22; 74; 84 Dresdener Straße 118 Erkelenzdamm 5; 11/13 Legiendamm 42 Luckauer Straße 10 Oranienplatz 2; 4–10; 5 Oranienstraße 6; 8; 25; 40/41; 159; 161; 166; 174; 176 Gartendenkmal siehe: Oranienplatz | 09030861 – Oranienstraße 14, Mietshaus, 1864 von W. Schroeder und G. Roßmann                                                                                   |                                     |
| 09030761 | Oranienstraße 6–8, 12–34, 39–48, 159–174, 176/177, 182–204 Adalbertstraße 13–19, 22, 71–91 Dresdener Straße 20–24, 115, 118–120 Erkelenzdamm 1–13 Legiendamm 40–42 Luckauer Straße 1–6, 12–14, 16/17 Naunynstraße 30–36A, 55–73 Oranienplatz 1–5, 7, 14, 16, 17 Prinzessinnenstraße 1–2 Rio-Reiser-Platz Sebastianstraße 81–88 Segitzdamm 2 Waldemarstraße 43–46 (Lage) | Mietshausquartiere um Oranien- und Rio-Reiser-Platz Gesamtanlagen siehe: Oranienstraße 26; 183 Baudenkmale siehe: Adalbertstraße 22; 74; 84 Dresdener Straße 118 Erkelenzdamm 5; 11/13 Legiendamm 42 Luckauer Straße 10 Oranienplatz 2; 4–10; 5 Oranienstraße 6; 8; 25; 40/41; 159; 161; 166; 174; 176 Gartendenkmal siehe: Oranienplatz | 09030862 – Oranienstraße 14A / Rio-Reiser-Platz, Mietshaus, 1864 von W. Schroeder und G. Roßmann                                                               |                                     |
| 09030761 | Oranienstraße 6–8, 12–34, 39–48, 159–174, 176/177, 182–204 Adalbertstraße 13–19, 22, 71–91 Dresdener Straße 20–24, 115, 118–120 Erkelenzdamm 1–13 Legiendamm 40–42 Luckauer Straße 1–6, 12–14, 16/17 Naunynstraße 30–36A, 55–73 Oranienplatz 1–5, 7, 14, 16, 17 Prinzessinnenstraße 1–2 Rio-Reiser-Platz Sebastianstraße 81–88 Segitzdamm 2 Waldemarstraße 43–46 (Lage) | Mietshausquartiere um Oranien- und Rio-Reiser-Platz Gesamtanlagen siehe: Oranienstraße 26; 183 Baudenkmale siehe: Adalbertstraße 22; 74; 84 Dresdener Straße 118 Erkelenzdamm 5; 11/13 Legiendamm 42 Luckauer Straße 10 Oranienplatz 2; 4–10; 5 Oranienstraße 6; 8; 25; 40/41; 159; 161; 166; 174; 176 Gartendenkmal siehe: Oranienplatz | 09030863 – Oranienstraße 15 / Rio-Reiser-Platz, Mietshaus, 1862 von H. Bathge und G. Maschke                                                                   |                                     |
| 09030761 | Oranienstraße 6–8, 12–34, 39–48, 159–174, 176/177, 182–204 Adalbertstraße 13–19, 22, 71–91 Dresdener Straße 20–24, 115, 118–120 Erkelenzdamm 1–13 Legiendamm 40–42 Luckauer Straße 1–6, 12–14, 16/17 Naunynstraße 30–36A, 55–73 Oranienplatz 1–5, 7, 14, 16, 17 Prinzessinnenstraße 1–2 Rio-Reiser-Platz Sebastianstraße 81–88 Segitzdamm 2 Waldemarstraße 43–46 (Lage) | Mietshausquartiere um Oranien- und Rio-Reiser-Platz Gesamtanlagen siehe: Oranienstraße 26; 183 Baudenkmale siehe: Adalbertstraße 22; 74; 84 Dresdener Straße 118 Erkelenzdamm 5; 11/13 Legiendamm 42 Luckauer Straße 10 Oranienplatz 2; 4–10; 5 Oranienstraße 6; 8; 25; 40/41; 159; 161; 166; 174; 176 Gartendenkmal siehe: Oranienplatz | 09030864 – Oranienstraße 16, Mietshaus, 1862, von M. B. Strachmann und Isaac                                                                                   |                                     |
| 09030761 | Oranienstraße 6–8, 12–34, 39–48, 159–174, 176/177, 182–204 Adalbertstraße 13–19, 22, 71–91 Dresdener Straße 20–24, 115, 118–120 Erkelenzdamm 1–13 Legiendamm 40–42 Luckauer Straße 1–6, 12–14, 16/17 Naunynstraße 30–36A, 55–73 Oranienplatz 1–5, 7, 14, 16, 17 Prinzessinnenstraße 1–2 Rio-Reiser-Platz Sebastianstraße 81–88 Segitzdamm 2 Waldemarstraße 43–46 (Lage) | Mietshausquartiere um Oranien- und Rio-Reiser-Platz Gesamtanlagen siehe: Oranienstraße 26; 183 Baudenkmale siehe: Adalbertstraße 22; 74; 84 Dresdener Straße 118 Erkelenzdamm 5; 11/13 Legiendamm 42 Luckauer Straße 10 Oranienplatz 2; 4–10; 5 Oranienstraße 6; 8; 25; 40/41; 159; 161; 166; 174; 176 Gartendenkmal siehe: Oranienplatz | 09030865 – Oranienstraße 17, Mietshaus, 1861 von G. Lehmann |                                     |
| 09030761 | Oranienstraße 6–8, 12–34, 39–48, 159–174, 176/177, 182–204 Adalbertstraße 13–19, 22, 71–91 Dresdener Straße 20–24, 115, 118–120 Erkelenzdamm 1–13 Legiendamm 40–42 Luckauer Straße 1–6, 12–14, 16/17 Naunynstraße 30–36A, 55–73 Oranienplatz 1–5, 7, 14, 16, 17 Prinzessinnenstraße 1–2 Rio-Reiser-Platz Sebastianstraße 81–88 Segitzdamm 2 Waldemarstraße 43–46 (Lage) | Mietshausquartiere um Oranien- und Rio-Reiser-Platz Gesamtanlagen siehe: Oranienstraße 26; 183 Baudenkmale siehe: Adalbertstraße 22; 74; 84 Dresdener Straße 118 Erkelenzdamm 5; 11/13 Legiendamm 42 Luckauer Straße 10 Oranienplatz 2; 4–10; 5 Oranienstraße 6; 8; 25; 40/41; 159; 161; 166; 174; 176 Gartendenkmal siehe: Oranienplatz | 09030866 – Oranienstraße 18, Mietshaus, 1862, von Sriefelirus (?), Isaac und Schöneberg                                                                        |                                     |
| 09030761 | Oranienstraße 6–8, 12–34, 39–48, 159–174, 176/177, 182–204 Adalbertstraße 13–19, 22, 71–91 Dresdener Straße 20–24, 115, 118–120 Erkelenzdamm 1–13 Legiendamm 40–42 Luckauer Straße 1–6, 12–14, 16/17 Naunynstraße 30–36A, 55–73 Oranienplatz 1–5, 7, 14, 16, 17 Prinzessinnenstraße 1–2 Rio-Reiser-Platz Sebastianstraße 81–88 Segitzdamm 2 Waldemarstraße 43–46 (Lage) | Mietshausquartiere um Oranien- und Rio-Reiser-Platz Gesamtanlagen siehe: Oranienstraße 26; 183 Baudenkmale siehe: Adalbertstraße 22; 74; 84 Dresdener Straße 118 Erkelenzdamm 5; 11/13 Legiendamm 42 Luckauer Straße 10 Oranienplatz 2; 4–10; 5 Oranienstraße 6; 8; 25; 40/41; 159; 161; 166; 174; 176 Gartendenkmal siehe: Oranienplatz | 09030867 – Oranienstraße 19, Mietshaus, 1864 von F. A. F. Born und Schaefer                                                                                    |                                     |
| 09030761 | Oranienstraße 6–8, 12–34, 39–48, 159–174, 176/177, 182–204 Adalbertstraße 13–19, 22, 71–91 Dresdener Straße 20–24, 115, 118–120 Erkelenzdamm 1–13 Legiendamm 40–42 Luckauer Straße 1–6, 12–14, 16/17 Naunynstraße 30–36A, 55–73 Oranienplatz 1–5, 7, 14, 16, 17 Prinzessinnenstraße 1–2 Rio-Reiser-Platz Sebastianstraße 81–88 Segitzdamm 2 Waldemarstraße 43–46 (Lage) | Mietshausquartiere um Oranien- und Rio-Reiser-Platz Gesamtanlagen siehe: Oranienstraße 26; 183 Baudenkmale siehe: Adalbertstraße 22; 74; 84 Dresdener Straße 118 Erkelenzdamm 5; 11/13 Legiendamm 42 Luckauer Straße 10 Oranienplatz 2; 4–10; 5 Oranienstraße 6; 8; 25; 40/41; 159; 161; 166; 174; 176 Gartendenkmal siehe: Oranienplatz | 09030868 – Oranienstraße 19A, Mietshaus, 1864 von F. A. F. Born und Schaefer                                                                                   |                                     |
| 09030761 | Oranienstraße 6–8, 12–34, 39–48, 159–174, 176/177, 182–204 Adalbertstraße 13–19, 22, 71–91 Dresdener Straße 20–24, 115, 118–120 Erkelenzdamm 1–13 Legiendamm 40–42 Luckauer Straße 1–6, 12–14, 16/17 Naunynstraße 30–36A, 55–73 Oranienplatz 1–5, 7, 14, 16, 17 Prinzessinnenstraße 1–2 Rio-Reiser-Platz Sebastianstraße 81–88 Segitzdamm 2 Waldemarstraße 43–46 (Lage) | Mietshausquartiere um Oranien- und Rio-Reiser-Platz Gesamtanlagen siehe: Oranienstraße 26; 183 Baudenkmale siehe: Adalbertstraße 22; 74; 84 Dresdener Straße 118 Erkelenzdamm 5; 11/13 Legiendamm 42 Luckauer Straße 10 Oranienplatz 2; 4–10; 5 Oranienstraße 6; 8; 25; 40/41; 159; 161; 166; 174; 176 Gartendenkmal siehe: Oranienplatz | 09030869 – Oranienstraße 20, Mietshaus, 1864 von Schaefer und D. Hausschultz                                                                                   |                                     |
| 09030761 | Oranienstraße 6–8, 12–34, 39–48, 159–174, 176/177, 182–204 Adalbertstraße 13–19, 22, 71–91 Dresdener Straße 20–24, 115, 118–120 Erkelenzdamm 1–13 Legiendamm 40–42 Luckauer Straße 1–6, 12–14, 16/17 Naunynstraße 30–36A, 55–73 Oranienplatz 1–5, 7, 14, 16, 17 Prinzessinnenstraße 1–2 Rio-Reiser-Platz Sebastianstraße 81–88 Segitzdamm 2 Waldemarstraße 43–46 (Lage) | Mietshausquartiere um Oranien- und Rio-Reiser-Platz Gesamtanlagen siehe: Oranienstraße 26; 183 Baudenkmale siehe: Adalbertstraße 22; 74; 84 Dresdener Straße 118 Erkelenzdamm 5; 11/13 Legiendamm 42 Luckauer Straße 10 Oranienplatz 2; 4–10; 5 Oranienstraße 6; 8; 25; 40/41; 159; 161; 166; 174; 176 Gartendenkmal siehe: Oranienplatz | 09030870 – Oranienstraße 21, Mietshaus, 1862 von Baethge und Hoepke                                                                                            |                                     |
| 09030761 | Oranienstraße 6–8, 12–34, 39–48, 159–174, 176/177, 182–204 Adalbertstraße 13–19, 22, 71–91 Dresdener Straße 20–24, 115, 118–120 Erkelenzdamm 1–13 Legiendamm 40–42 Luckauer Straße 1–6, 12–14, 16/17 Naunynstraße 30–36A, 55–73 Oranienplatz 1–5, 7, 14, 16, 17 Prinzessinnenstraße 1–2 Rio-Reiser-Platz Sebastianstraße 81–88 Segitzdamm 2 Waldemarstraße 43–46 (Lage) | Mietshausquartiere um Oranien- und Rio-Reiser-Platz Gesamtanlagen siehe: Oranienstraße 26; 183 Baudenkmale siehe: Adalbertstraße 22; 74; 84 Dresdener Straße 118 Erkelenzdamm 5; 11/13 Legiendamm 42 Luckauer Straße 10 Oranienplatz 2; 4–10; 5 Oranienstraße 6; 8; 25; 40/41; 159; 161; 166; 174; 176 Gartendenkmal siehe: Oranienplatz | 09030871 – Oranienstraße 22, Mietshaus, 1861 von Eduard Horiez und H. Scheel                                                                                   |                                     |
| 09030761 | Oranienstraße 6–8, 12–34, 39–48, 159–174, 176/177, 182–204 Adalbertstraße 13–19, 22, 71–91 Dresdener Straße 20–24, 115, 118–120 Erkelenzdamm 1–13 Legiendamm 40–42 Luckauer Straße 1–6, 12–14, 16/17 Naunynstraße 30–36A, 55–73 Oranienplatz 1–5, 7, 14, 16, 17 Prinzessinnenstraße 1–2 Rio-Reiser-Platz Sebastianstraße 81–88 Segitzdamm 2 Waldemarstraße 43–46 (Lage) | Mietshausquartiere um Oranien- und Rio-Reiser-Platz Gesamtanlagen siehe: Oranienstraße 26; 183 Baudenkmale siehe: Adalbertstraße 22; 74; 84 Dresdener Straße 118 Erkelenzdamm 5; 11/13 Legiendamm 42 Luckauer Straße 10 Oranienplatz 2; 4–10; 5 Oranienstraße 6; 8; 25; 40/41; 159; 161; 166; 174; 176 Gartendenkmal siehe: Oranienplatz | 09030872 – Oranienstraße 23, Mietshaus, 1863 von G. Nordmann und A. Rosemann                                                                                   |                                     |
| 09030761 | Oranienstraße 6–8, 12–34, 39–48, 159–174, 176/177, 182–204 Adalbertstraße 13–19, 22, 71–91 Dresdener Straße 20–24, 115, 118–120 Erkelenzdamm 1–13 Legiendamm 40–42 Luckauer Straße 1–6, 12–14, 16/17 Naunynstraße 30–36A, 55–73 Oranienplatz 1–5, 7, 14, 16, 17 Prinzessinnenstraße 1–2 Rio-Reiser-Platz Sebastianstraße 81–88 Segitzdamm 2 Waldemarstraße 43–46 (Lage) | Mietshausquartiere um Oranien- und Rio-Reiser-Platz Gesamtanlagen siehe: Oranienstraße 26; 183 Baudenkmale siehe: Adalbertstraße 22; 74; 84 Dresdener Straße 118 Erkelenzdamm 5; 11/13 Legiendamm 42 Luckauer Straße 10 Oranienplatz 2; 4–10; 5 Oranienstraße 6; 8; 25; 40/41; 159; 161; 166; 174; 176 Gartendenkmal siehe: Oranienplatz | 09030873 – Oranienstraße 23A, Mietshaus, 1863 von E. Krefeldt und G. Roßmann                                                                                   |                                     |
| 09030761 | Oranienstraße 6–8, 12–34, 39–48, 159–174, 176/177, 182–204 Adalbertstraße 13–19, 22, 71–91 Dresdener Straße 20–24, 115, 118–120 Erkelenzdamm 1–13 Legiendamm 40–42 Luckauer Straße 1–6, 12–14, 16/17 Naunynstraße 30–36A, 55–73 Oranienplatz 1–5, 7, 14, 16, 17 Prinzessinnenstraße 1–2 Rio-Reiser-Platz Sebastianstraße 81–88 Segitzdamm 2 Waldemarstraße 43–46 (Lage) | Mietshausquartiere um Oranien- und Rio-Reiser-Platz Gesamtanlagen siehe: Oranienstraße 26; 183 Baudenkmale siehe: Adalbertstraße 22; 74; 84 Dresdener Straße 118 Erkelenzdamm 5; 11/13 Legiendamm 42 Luckauer Straße 10 Oranienplatz 2; 4–10; 5 Oranienstraße 6; 8; 25; 40/41; 159; 161; 166; 174; 176 Gartendenkmal siehe: Oranienplatz | 09030874 – Oranienstraße 24, Miets- und Geschäftshaus, 1859 von W. Collberg und J. Markert                                                                     |                                     |
| 09030761 | Oranienstraße 6–8, 12–34, 39–48, 159–174, 176/177, 182–204 Adalbertstraße 13–19, 22, 71–91 Dresdener Straße 20–24, 115, 118–120 Erkelenzdamm 1–13 Legiendamm 40–42 Luckauer Straße 1–6, 12–14, 16/17 Naunynstraße 30–36A, 55–73 Oranienplatz 1–5, 7, 14, 16, 17 Prinzessinnenstraße 1–2 Rio-Reiser-Platz Sebastianstraße 81–88 Segitzdamm 2 Waldemarstraße 43–46 (Lage) | Mietshausquartiere um Oranien- und Rio-Reiser-Platz Gesamtanlagen siehe: Oranienstraße 26; 183 Baudenkmale siehe: Adalbertstraße 22; 74; 84 Dresdener Straße 118 Erkelenzdamm 5; 11/13 Legiendamm 42 Luckauer Straße 10 Oranienplatz 2; 4–10; 5 Oranienstraße 6; 8; 25; 40/41; 159; 161; 166; 174; 176 Gartendenkmal siehe: Oranienplatz | 09030875 – Oranienstraße 27, Mietshaus, 1862 von Sriefelitz und A. Berger                                                                                      |                                     |
| 09030761 | Oranienstraße 6–8, 12–34, 39–48, 159–174, 176/177, 182–204 Adalbertstraße 13–19, 22, 71–91 Dresdener Straße 20–24, 115, 118–120 Erkelenzdamm 1–13 Legiendamm 40–42 Luckauer Straße 1–6, 12–14, 16/17 Naunynstraße 30–36A, 55–73 Oranienplatz 1–5, 7, 14, 16, 17 Prinzessinnenstraße 1–2 Rio-Reiser-Platz Sebastianstraße 81–88 Segitzdamm 2 Waldemarstraße 43–46 (Lage) | Mietshausquartiere um Oranien- und Rio-Reiser-Platz Gesamtanlagen siehe: Oranienstraße 26; 183 Baudenkmale siehe: Adalbertstraße 22; 74; 84 Dresdener Straße 118 Erkelenzdamm 5; 11/13 Legiendamm 42 Luckauer Straße 10 Oranienplatz 2; 4–10; 5 Oranienstraße 6; 8; 25; 40/41; 159; 161; 166; 174; 176 Gartendenkmal siehe: Oranienplatz | 09030876 – Oranienstraße 28, Mietshaus, 1862 von A. Berger und G. Lehmann                                                                                      |                                     |
| 09030761 | Oranienstraße 6–8, 12–34, 39–48, 159–174, 176/177, 182–204 Adalbertstraße 13–19, 22, 71–91 Dresdener Straße 20–24, 115, 118–120 Erkelenzdamm 1–13 Legiendamm 40–42 Luckauer Straße 1–6, 12–14, 16/17 Naunynstraße 30–36A, 55–73 Oranienplatz 1–5, 7, 14, 16, 17 Prinzessinnenstraße 1–2 Rio-Reiser-Platz Sebastianstraße 81–88 Segitzdamm 2 Waldemarstraße 43–46 (Lage) | Mietshausquartiere um Oranien- und Rio-Reiser-Platz Gesamtanlagen siehe: Oranienstraße 26; 183 Baudenkmale siehe: Adalbertstraße 22; 74; 84 Dresdener Straße 118 Erkelenzdamm 5; 11/13 Legiendamm 42 Luckauer Straße 10 Oranienplatz 2; 4–10; 5 Oranienstraße 6; 8; 25; 40/41; 159; 161; 166; 174; 176 Gartendenkmal siehe: Oranienplatz | 09030877 – Oranienstraße 31, Mietshaus, 1861 von G. Lehmann und G. Roßmann                                                                                     |                                     |
| 09030761 | Oranienstraße 6–8, 12–34, 39–48, 159–174, 176/177, 182–204 Adalbertstraße 13–19, 22, 71–91 Dresdener Straße 20–24, 115, 118–120 Erkelenzdamm 1–13 Legiendamm 40–42 Luckauer Straße 1–6, 12–14, 16/17 Naunynstraße 30–36A, 55–73 Oranienplatz 1–5, 7, 14, 16, 17 Prinzessinnenstraße 1–2 Rio-Reiser-Platz Sebastianstraße 81–88 Segitzdamm 2 Waldemarstraße 43–46 (Lage) | Mietshausquartiere um Oranien- und Rio-Reiser-Platz Gesamtanlagen siehe: Oranienstraße 26; 183 Baudenkmale siehe: Adalbertstraße 22; 74; 84 Dresdener Straße 118 Erkelenzdamm 5; 11/13 Legiendamm 42 Luckauer Straße 10 Oranienplatz 2; 4–10; 5 Oranienstraße 6; 8; 25; 40/41; 159; 161; 166; 174; 176 Gartendenkmal siehe: Oranienplatz | 09030878 – Oranienstraße 32, Mietshaus, 1862 von E. Krefeldt und G. Schröder                                                                                   |                                     |
| 09030761 | Oranienstraße 6–8, 12–34, 39–48, 159–174, 176/177, 182–204 Adalbertstraße 13–19, 22, 71–91 Dresdener Straße 20–24, 115, 118–120 Erkelenzdamm 1–13 Legiendamm 40–42 Luckauer Straße 1–6, 12–14, 16/17 Naunynstraße 30–36A, 55–73 Oranienplatz 1–5, 7, 14, 16, 17 Prinzessinnenstraße 1–2 Rio-Reiser-Platz Sebastianstraße 81–88 Segitzdamm 2 Waldemarstraße 43–46 (Lage) | Mietshausquartiere um Oranien- und Rio-Reiser-Platz Gesamtanlagen siehe: Oranienstraße 26; 183 Baudenkmale siehe: Adalbertstraße 22; 74; 84 Dresdener Straße 118 Erkelenzdamm 5; 11/13 Legiendamm 42 Luckauer Straße 10 Oranienplatz 2; 4–10; 5 Oranienstraße 6; 8; 25; 40/41; 159; 161; 166; 174; 176 Gartendenkmal siehe: Oranienplatz | 09030880 – Oranienstraße 33, Mietshaus, 1862 von G. Rosemann und P. Martini                                                                                    |                                     |
| 09030761 | Oranienstraße 6–8, 12–34, 39–48, 159–174, 176/177, 182–204 Adalbertstraße 13–19, 22, 71–91 Dresdener Straße 20–24, 115, 118–120 Erkelenzdamm 1–13 Legiendamm 40–42 Luckauer Straße 1–6, 12–14, 16/17 Naunynstraße 30–36A, 55–73 Oranienplatz 1–5, 7, 14, 16, 17 Prinzessinnenstraße 1–2 Rio-Reiser-Platz Sebastianstraße 81–88 Segitzdamm 2 Waldemarstraße 43–46 (Lage) | Mietshausquartiere um Oranien- und Rio-Reiser-Platz Gesamtanlagen siehe: Oranienstraße 26; 183 Baudenkmale siehe: Adalbertstraße 22; 74; 84 Dresdener Straße 118 Erkelenzdamm 5; 11/13 Legiendamm 42 Luckauer Straße 10 Oranienplatz 2; 4–10; 5 Oranienstraße 6; 8; 25; 40/41; 159; 161; 166; 174; 176 Gartendenkmal siehe: Oranienplatz | 09030879 – Oranienstraße 34, Mietshaus, 1862 von Th. Knoll und Isaac                                                                                           |                                     |
| 09030761 | Oranienstraße 6–8, 12–34, 39–48, 159–174, 176/177, 182–204 Adalbertstraße 13–19, 22, 71–91 Dresdener Straße 20–24, 115, 118–120 Erkelenzdamm 1–13 Legiendamm 40–42 Luckauer Straße 1–6, 12–14, 16/17 Naunynstraße 30–36A, 55–73 Oranienplatz 1–5, 7, 14, 16, 17 Prinzessinnenstraße 1–2 Rio-Reiser-Platz Sebastianstraße 81–88 Segitzdamm 2 Waldemarstraße 43–46 (Lage) | Mietshausquartiere um Oranien- und Rio-Reiser-Platz Gesamtanlagen siehe: Oranienstraße 26; 183 Baudenkmale siehe: Adalbertstraße 22; 74; 84 Dresdener Straße 118 Erkelenzdamm 5; 11/13 Legiendamm 42 Luckauer Straße 10 Oranienplatz 2; 4–10; 5 Oranienstraße 6; 8; 25; 40/41; 159; 161; 166; 174; 176 Gartendenkmal siehe: Oranienplatz | 09030919 – Oranienstraße 39, Mietshaus, 1863 von A. Schröder und H. Haesler                                                                                    |                                     |
| 09030761 | Oranienstraße 6–8, 12–34, 39–48, 159–174, 176/177, 182–204 Adalbertstraße 13–19, 22, 71–91 Dresdener Straße 20–24, 115, 118–120 Erkelenzdamm 1–13 Legiendamm 40–42 Luckauer Straße 1–6, 12–14, 16/17 Naunynstraße 30–36A, 55–73 Oranienplatz 1–5, 7, 14, 16, 17 Prinzessinnenstraße 1–2 Rio-Reiser-Platz Sebastianstraße 81–88 Segitzdamm 2 Waldemarstraße 43–46 (Lage) | Mietshausquartiere um Oranien- und Rio-Reiser-Platz Gesamtanlagen siehe: Oranienstraße 26; 183 Baudenkmale siehe: Adalbertstraße 22; 74; 84 Dresdener Straße 118 Erkelenzdamm 5; 11/13 Legiendamm 42 Luckauer Straße 10 Oranienplatz 2; 4–10; 5 Oranienstraße 6; 8; 25; 40/41; 159; 161; 166; 174; 176 Gartendenkmal siehe: Oranienplatz | 09030920 – Oranienstraße 43, Mietshaus, 1861 von H. Brohm und Wildgrube                                                                                        |                                     |
| 09030761 | Oranienstraße 6–8, 12–34, 39–48, 159–174, 176/177, 182–204 Adalbertstraße 13–19, 22, 71–91 Dresdener Straße 20–24, 115, 118–120 Erkelenzdamm 1–13 Legiendamm 40–42 Luckauer Straße 1–6, 12–14, 16/17 Naunynstraße 30–36A, 55–73 Oranienplatz 1–5, 7, 14, 16, 17 Prinzessinnenstraße 1–2 Rio-Reiser-Platz Sebastianstraße 81–88 Segitzdamm 2 Waldemarstraße 43–46 (Lage) | Mietshausquartiere um Oranien- und Rio-Reiser-Platz Gesamtanlagen siehe: Oranienstraße 26; 183 Baudenkmale siehe: Adalbertstraße 22; 74; 84 Dresdener Straße 118 Erkelenzdamm 5; 11/13 Legiendamm 42 Luckauer Straße 10 Oranienplatz 2; 4–10; 5 Oranienstraße 6; 8; 25; 40/41; 159; 161; 166; 174; 176 Gartendenkmal siehe: Oranienplatz | 09030921 – Oranienstraße 44, Mietshaus, 1861 |                                     |
| 09030761 | Oranienstraße 6–8, 12–34, 39–48, 159–174, 176/177, 182–204 Adalbertstraße 13–19, 22, 71–91 Dresdener Straße 20–24, 115, 118–120 Erkelenzdamm 1–13 Legiendamm 40–42 Luckauer Straße 1–6, 12–14, 16/17 Naunynstraße 30–36A, 55–73 Oranienplatz 1–5, 7, 14, 16, 17 Prinzessinnenstraße 1–2 Rio-Reiser-Platz Sebastianstraße 81–88 Segitzdamm 2 Waldemarstraße 43–46 (Lage) | Mietshausquartiere um Oranien- und Rio-Reiser-Platz Gesamtanlagen siehe: Oranienstraße 26; 183 Baudenkmale siehe: Adalbertstraße 22; 74; 84 Dresdener Straße 118 Erkelenzdamm 5; 11/13 Legiendamm 42 Luckauer Straße 10 Oranienplatz 2; 4–10; 5 Oranienstraße 6; 8; 25; 40/41; 159; 161; 166; 174; 176 Gartendenkmal siehe: Oranienplatz | 09030922 – Oranienstraße 45, Mietshaus, 1862 von H. Brohm und G. Wildgrube                                                                                     |                                     |
| 09030761 | Oranienstraße 6–8, 12–34, 39–48, 159–174, 176/177, 182–204 Adalbertstraße 13–19, 22, 71–91 Dresdener Straße 20–24, 115, 118–120 Erkelenzdamm 1–13 Legiendamm 40–42 Luckauer Straße 1–6, 12–14, 16/17 Naunynstraße 30–36A, 55–73 Oranienplatz 1–5, 7, 14, 16, 17 Prinzessinnenstraße 1–2 Rio-Reiser-Platz Sebastianstraße 81–88 Segitzdamm 2 Waldemarstraße 43–46 (Lage) | Mietshausquartiere um Oranien- und Rio-Reiser-Platz Gesamtanlagen siehe: Oranienstraße 26; 183 Baudenkmale siehe: Adalbertstraße 22; 74; 84 Dresdener Straße 118 Erkelenzdamm 5; 11/13 Legiendamm 42 Luckauer Straße 10 Oranienplatz 2; 4–10; 5 Oranienstraße 6; 8; 25; 40/41; 159; 161; 166; 174; 176 Gartendenkmal siehe: Oranienplatz | 09030923 – Oranienstraße 46, Ladengebäude, 1864 von E. Frèemark und Ullrich                                                                                    |                                     |
| 09030761 | Oranienstraße 6–8, 12–34, 39–48, 159–174, 176/177, 182–204 Adalbertstraße 13–19, 22, 71–91 Dresdener Straße 20–24, 115, 118–120 Erkelenzdamm 1–13 Legiendamm 40–42 Luckauer Straße 1–6, 12–14, 16/17 Naunynstraße 30–36A, 55–73 Oranienplatz 1–5, 7, 14, 16, 17 Prinzessinnenstraße 1–2 Rio-Reiser-Platz Sebastianstraße 81–88 Segitzdamm 2 Waldemarstraße 43–46 (Lage) | Mietshausquartiere um Oranien- und Rio-Reiser-Platz Gesamtanlagen siehe: Oranienstraße 26; 183 Baudenkmale siehe: Adalbertstraße 22; 74; 84 Dresdener Straße 118 Erkelenzdamm 5; 11/13 Legiendamm 42 Luckauer Straße 10 Oranienplatz 2; 4–10; 5 Oranienstraße 6; 8; 25; 40/41; 159; 161; 166; 174; 176 Gartendenkmal siehe: Oranienplatz | 09030924 – Oranienstraße 47, Mietshaus, 1867 von Fr. Münster und H. Groß                                                                                       |                                     |
| 09030761 | Oranienstraße 6–8, 12–34, 39–48, 159–174, 176/177, 182–204 Adalbertstraße 13–19, 22, 71–91 Dresdener Straße 20–24, 115, 118–120 Erkelenzdamm 1–13 Legiendamm 40–42 Luckauer Straße 1–6, 12–14, 16/17 Naunynstraße 30–36A, 55–73 Oranienplatz 1–5, 7, 14, 16, 17 Prinzessinnenstraße 1–2 Rio-Reiser-Platz Sebastianstraße 81–88 Segitzdamm 2 Waldemarstraße 43–46 (Lage) | Mietshausquartiere um Oranien- und Rio-Reiser-Platz Gesamtanlagen siehe: Oranienstraße 26; 183 Baudenkmale siehe: Adalbertstraße 22; 74; 84 Dresdener Straße 118 Erkelenzdamm 5; 11/13 Legiendamm 42 Luckauer Straße 10 Oranienplatz 2; 4–10; 5 Oranienstraße 6; 8; 25; 40/41; 159; 161; 166; 174; 176 Gartendenkmal siehe: Oranienplatz | 09030925 – Oranienstraße 47A, Mietshaus, 1867 von A. Wesenberg                                                                                                 |                                     |
| 09030761 | Oranienstraße 6–8, 12–34, 39–48, 159–174, 176/177, 182–204 Adalbertstraße 13–19, 22, 71–91 Dresdener Straße 20–24, 115, 118–120 Erkelenzdamm 1–13 Legiendamm 40–42 Luckauer Straße 1–6, 12–14, 16/17 Naunynstraße 30–36A, 55–73 Oranienplatz 1–5, 7, 14, 16, 17 Prinzessinnenstraße 1–2 Rio-Reiser-Platz Sebastianstraße 81–88 Segitzdamm 2 Waldemarstraße 43–46 (Lage) | Mietshausquartiere um Oranien- und Rio-Reiser-Platz Gesamtanlagen siehe: Oranienstraße 26; 183 Baudenkmale siehe: Adalbertstraße 22; 74; 84 Dresdener Straße 118 Erkelenzdamm 5; 11/13 Legiendamm 42 Luckauer Straße 10 Oranienplatz 2; 4–10; 5 Oranienstraße 6; 8; 25; 40/41; 159; 161; 166; 174; 176 Gartendenkmal siehe: Oranienplatz | 09030881 – Oranienstraße 160, Mietshaus, 1857 von J. C. Forkert und Maschke                                                                                    |                                     |
| 09030761 | Oranienstraße 6–8, 12–34, 39–48, 159–174, 176/177, 182–204 Adalbertstraße 13–19, 22, 71–91 Dresdener Straße 20–24, 115, 118–120 Erkelenzdamm 1–13 Legiendamm 40–42 Luckauer Straße 1–6, 12–14, 16/17 Naunynstraße 30–36A, 55–73 Oranienplatz 1–5, 7, 14, 16, 17 Prinzessinnenstraße 1–2 Rio-Reiser-Platz Sebastianstraße 81–88 Segitzdamm 2 Waldemarstraße 43–46 (Lage) | Mietshausquartiere um Oranien- und Rio-Reiser-Platz Gesamtanlagen siehe: Oranienstraße 26; 183 Baudenkmale siehe: Adalbertstraße 22; 74; 84 Dresdener Straße 118 Erkelenzdamm 5; 11/13 Legiendamm 42 Luckauer Straße 10 Oranienplatz 2; 4–10; 5 Oranienstraße 6; 8; 25; 40/41; 159; 161; 166; 174; 176 Gartendenkmal siehe: Oranienplatz | 09030882 – Oranienstraße 162, Mietshaus, 1863 |                                     |
| 09030761 | Oranienstraße 6–8, 12–34, 39–48, 159–174, 176/177, 182–204 Adalbertstraße 13–19, 22, 71–91 Dresdener Straße 20–24, 115, 118–120 Erkelenzdamm 1–13 Legiendamm 40–42 Luckauer Straße 1–6, 12–14, 16/17 Naunynstraße 30–36A, 55–73 Oranienplatz 1–5, 7, 14, 16, 17 Prinzessinnenstraße 1–2 Rio-Reiser-Platz Sebastianstraße 81–88 Segitzdamm 2 Waldemarstraße 43–46 (Lage) | Mietshausquartiere um Oranien- und Rio-Reiser-Platz Gesamtanlagen siehe: Oranienstraße 26; 183 Baudenkmale siehe: Adalbertstraße 22; 74; 84 Dresdener Straße 118 Erkelenzdamm 5; 11/13 Legiendamm 42 Luckauer Straße 10 Oranienplatz 2; 4–10; 5 Oranienstraße 6; 8; 25; 40/41; 159; 161; 166; 174; 176 Gartendenkmal siehe: Oranienplatz | 09030883 – Oranienstraße 163, Mietshaus, 1863 |                                     |
| 09030761 | Oranienstraße 6–8, 12–34, 39–48, 159–174, 176/177, 182–204 Adalbertstraße 13–19, 22, 71–91 Dresdener Straße 20–24, 115, 118–120 Erkelenzdamm 1–13 Legiendamm 40–42 Luckauer Straße 1–6, 12–14, 16/17 Naunynstraße 30–36A, 55–73 Oranienplatz 1–5, 7, 14, 16, 17 Prinzessinnenstraße 1–2 Rio-Reiser-Platz Sebastianstraße 81–88 Segitzdamm 2 Waldemarstraße 43–46 (Lage) | Mietshausquartiere um Oranien- und Rio-Reiser-Platz Gesamtanlagen siehe: Oranienstraße 26; 183 Baudenkmale siehe: Adalbertstraße 22; 74; 84 Dresdener Straße 118 Erkelenzdamm 5; 11/13 Legiendamm 42 Luckauer Straße 10 Oranienplatz 2; 4–10; 5 Oranienstraße 6; 8; 25; 40/41; 159; 161; 166; 174; 176 Gartendenkmal siehe: Oranienplatz | 09030884 – Oranienstraße 165A / Dresdener Straße 20 / Oranienplatz, Mietshaus, 1866 von E. Krefeldt und G. Köhler                                              |                                     |
| 09030761 | Oranienstraße 6–8, 12–34, 39–48, 159–174, 176/177, 182–204 Adalbertstraße 13–19, 22, 71–91 Dresdener Straße 20–24, 115, 118–120 Erkelenzdamm 1–13 Legiendamm 40–42 Luckauer Straße 1–6, 12–14, 16/17 Naunynstraße 30–36A, 55–73 Oranienplatz 1–5, 7, 14, 16, 17 Prinzessinnenstraße 1–2 Rio-Reiser-Platz Sebastianstraße 81–88 Segitzdamm 2 Waldemarstraße 43–46 (Lage) | Mietshausquartiere um Oranien- und Rio-Reiser-Platz Gesamtanlagen siehe: Oranienstraße 26; 183 Baudenkmale siehe: Adalbertstraße 22; 74; 84 Dresdener Straße 118 Erkelenzdamm 5; 11/13 Legiendamm 42 Luckauer Straße 10 Oranienplatz 2; 4–10; 5 Oranienstraße 6; 8; 25; 40/41; 159; 161; 166; 174; 176 Gartendenkmal siehe: Oranienplatz | 09030885 – Oranienstraße 167, Mietshaus, 1862 von P. Martini und G. Christian                                                                                  |                                     |
| 09030761 | Oranienstraße 6–8, 12–34, 39–48, 159–174, 176/177, 182–204 Adalbertstraße 13–19, 22, 71–91 Dresdener Straße 20–24, 115, 118–120 Erkelenzdamm 1–13 Legiendamm 40–42 Luckauer Straße 1–6, 12–14, 16/17 Naunynstraße 30–36A, 55–73 Oranienplatz 1–5, 7, 14, 16, 17 Prinzessinnenstraße 1–2 Rio-Reiser-Platz Sebastianstraße 81–88 Segitzdamm 2 Waldemarstraße 43–46 (Lage) | Mietshausquartiere um Oranien- und Rio-Reiser-Platz Gesamtanlagen siehe: Oranienstraße 26; 183 Baudenkmale siehe: Adalbertstraße 22; 74; 84 Dresdener Straße 118 Erkelenzdamm 5; 11/13 Legiendamm 42 Luckauer Straße 10 Oranienplatz 2; 4–10; 5 Oranienstraße 6; 8; 25; 40/41; 159; 161; 166; 174; 176 Gartendenkmal siehe: Oranienplatz | 09030886 – Oranienstraße 168, Mietshaus, 1862 von F. Born und E. Glettig (oder Blettig?)                                                                       |                                     |
| 09030761 | Oranienstraße 6–8, 12–34, 39–48, 159–174, 176/177, 182–204 Adalbertstraße 13–19, 22, 71–91 Dresdener Straße 20–24, 115, 118–120 Erkelenzdamm 1–13 Legiendamm 40–42 Luckauer Straße 1–6, 12–14, 16/17 Naunynstraße 30–36A, 55–73 Oranienplatz 1–5, 7, 14, 16, 17 Prinzessinnenstraße 1–2 Rio-Reiser-Platz Sebastianstraße 81–88 Segitzdamm 2 Waldemarstraße 43–46 (Lage) | Mietshausquartiere um Oranien- und Rio-Reiser-Platz Gesamtanlagen siehe: Oranienstraße 26; 183 Baudenkmale siehe: Adalbertstraße 22; 74; 84 Dresdener Straße 118 Erkelenzdamm 5; 11/13 Legiendamm 42 Luckauer Straße 10 Oranienplatz 2; 4–10; 5 Oranienstraße 6; 8; 25; 40/41; 159; 161; 166; 174; 176 Gartendenkmal siehe: Oranienplatz | 09030887 – Oranienstraße 169, Mietshaus, 1862 von F. Born und E. Glettig (oder Blettig?)                                                                       |                                     |
| 09030761 | Oranienstraße 6–8, 12–34, 39–48, 159–174, 176/177, 182–204 Adalbertstraße 13–19, 22, 71–91 Dresdener Straße 20–24, 115, 118–120 Erkelenzdamm 1–13 Legiendamm 40–42 Luckauer Straße 1–6, 12–14, 16/17 Naunynstraße 30–36A, 55–73 Oranienplatz 1–5, 7, 14, 16, 17 Prinzessinnenstraße 1–2 Rio-Reiser-Platz Sebastianstraße 81–88 Segitzdamm 2 Waldemarstraße 43–46 (Lage) | Mietshausquartiere um Oranien- und Rio-Reiser-Platz Gesamtanlagen siehe: Oranienstraße 26; 183 Baudenkmale siehe: Adalbertstraße 22; 74; 84 Dresdener Straße 118 Erkelenzdamm 5; 11/13 Legiendamm 42 Luckauer Straße 10 Oranienplatz 2; 4–10; 5 Oranienstraße 6; 8; 25; 40/41; 159; 161; 166; 174; 176 Gartendenkmal siehe: Oranienplatz | 09030888 – Oranienstraße 170, Mietshaus, 1852 von F. A. Schröder und Krafft                                                                                    |                                     |
| 09030761 | Oranienstraße 6–8, 12–34, 39–48, 159–174, 176/177, 182–204 Adalbertstraße 13–19, 22, 71–91 Dresdener Straße 20–24, 115, 118–120 Erkelenzdamm 1–13 Legiendamm 40–42 Luckauer Straße 1–6, 12–14, 16/17 Naunynstraße 30–36A, 55–73 Oranienplatz 1–5, 7, 14, 16, 17 Prinzessinnenstraße 1–2 Rio-Reiser-Platz Sebastianstraße 81–88 Segitzdamm 2 Waldemarstraße 43–46 (Lage) | Mietshausquartiere um Oranien- und Rio-Reiser-Platz Gesamtanlagen siehe: Oranienstraße 26; 183 Baudenkmale siehe: Adalbertstraße 22; 74; 84 Dresdener Straße 118 Erkelenzdamm 5; 11/13 Legiendamm 42 Luckauer Straße 10 Oranienplatz 2; 4–10; 5 Oranienstraße 6; 8; 25; 40/41; 159; 161; 166; 174; 176 Gartendenkmal siehe: Oranienplatz | 09030889 – Oranienstraße 171, Mietshaus, 1853–1854 von J. Blondus                                                                                              |                                     |
| 09030761 | Oranienstraße 6–8, 12–34, 39–48, 159–174, 176/177, 182–204 Adalbertstraße 13–19, 22, 71–91 Dresdener Straße 20–24, 115, 118–120 Erkelenzdamm 1–13 Legiendamm 40–42 Luckauer Straße 1–6, 12–14, 16/17 Naunynstraße 30–36A, 55–73 Oranienplatz 1–5, 7, 14, 16, 17 Prinzessinnenstraße 1–2 Rio-Reiser-Platz Sebastianstraße 81–88 Segitzdamm 2 Waldemarstraße 43–46 (Lage) | Mietshausquartiere um Oranien- und Rio-Reiser-Platz Gesamtanlagen siehe: Oranienstraße 26; 183 Baudenkmale siehe: Adalbertstraße 22; 74; 84 Dresdener Straße 118 Erkelenzdamm 5; 11/13 Legiendamm 42 Luckauer Straße 10 Oranienplatz 2; 4–10; 5 Oranienstraße 6; 8; 25; 40/41; 159; 161; 166; 174; 176 Gartendenkmal siehe: Oranienplatz | 09030890 – Oranienstraße 172, Mietshaus, 1846 von Samuel Daniel Rutzer und J. L. Stange                                                                        |                                     |
| 09030761 | Oranienstraße 6–8, 12–34, 39–48, 159–174, 176/177, 182–204 Adalbertstraße 13–19, 22, 71–91 Dresdener Straße 20–24, 115, 118–120 Erkelenzdamm 1–13 Legiendamm 40–42 Luckauer Straße 1–6, 12–14, 16/17 Naunynstraße 30–36A, 55–73 Oranienplatz 1–5, 7, 14, 16, 17 Prinzessinnenstraße 1–2 Rio-Reiser-Platz Sebastianstraße 81–88 Segitzdamm 2 Waldemarstraße 43–46 (Lage) | Mietshausquartiere um Oranien- und Rio-Reiser-Platz Gesamtanlagen siehe: Oranienstraße 26; 183 Baudenkmale siehe: Adalbertstraße 22; 74; 84 Dresdener Straße 118 Erkelenzdamm 5; 11/13 Legiendamm 42 Luckauer Straße 10 Oranienplatz 2; 4–10; 5 Oranienstraße 6; 8; 25; 40/41; 159; 161; 166; 174; 176 Gartendenkmal siehe: Oranienplatz | 09030891 – Oranienstraße 173, Mietshaus, 1846 von Samuel David Rutzer und Simon Grimm, 1871 aufgestockt                                                        |                                     |
| 09030761 | Oranienstraße 6–8, 12–34, 39–48, 159–174, 176/177, 182–204 Adalbertstraße 13–19, 22, 71–91 Dresdener Straße 20–24, 115, 118–120 Erkelenzdamm 1–13 Legiendamm 40–42 Luckauer Straße 1–6, 12–14, 16/17 Naunynstraße 30–36A, 55–73 Oranienplatz 1–5, 7, 14, 16, 17 Prinzessinnenstraße 1–2 Rio-Reiser-Platz Sebastianstraße 81–88 Segitzdamm 2 Waldemarstraße 43–46 (Lage) | Mietshausquartiere um Oranien- und Rio-Reiser-Platz Gesamtanlagen siehe: Oranienstraße 26; 183 Baudenkmale siehe: Adalbertstraße 22; 74; 84 Dresdener Straße 118 Erkelenzdamm 5; 11/13 Legiendamm 42 Luckauer Straße 10 Oranienplatz 2; 4–10; 5 Oranienstraße 6; 8; 25; 40/41; 159; 161; 166; 174; 176 Gartendenkmal siehe: Oranienplatz | 09030784 – Oranienstraße 177, Mietshaus, 1861 von Christian und G. Warstein                                                                                    |                                     |
| 09030761 | Oranienstraße 6–8, 12–34, 39–48, 159–174, 176/177, 182–204 Adalbertstraße 13–19, 22, 71–91 Dresdener Straße 20–24, 115, 118–120 Erkelenzdamm 1–13 Legiendamm 40–42 Luckauer Straße 1–6, 12–14, 16/17 Naunynstraße 30–36A, 55–73 Oranienplatz 1–5, 7, 14, 16, 17 Prinzessinnenstraße 1–2 Rio-Reiser-Platz Sebastianstraße 81–88 Segitzdamm 2 Waldemarstraße 43–46 (Lage) | Mietshausquartiere um Oranien- und Rio-Reiser-Platz Gesamtanlagen siehe: Oranienstraße 26; 183 Baudenkmale siehe: Adalbertstraße 22; 74; 84 Dresdener Straße 118 Erkelenzdamm 5; 11/13 Legiendamm 42 Luckauer Straße 10 Oranienplatz 2; 4–10; 5 Oranienstraße 6; 8; 25; 40/41; 159; 161; 166; 174; 176 Gartendenkmal siehe: Oranienplatz | 09030892 – Oranienstraße 182, Mietshaus, 1860 von A. Vrobitz und W. Brodhum                                                                                    |                                     |
| 09030761 | Oranienstraße 6–8, 12–34, 39–48, 159–174, 176/177, 182–204 Adalbertstraße 13–19, 22, 71–91 Dresdener Straße 20–24, 115, 118–120 Erkelenzdamm 1–13 Legiendamm 40–42 Luckauer Straße 1–6, 12–14, 16/17 Naunynstraße 30–36A, 55–73 Oranienplatz 1–5, 7, 14, 16, 17 Prinzessinnenstraße 1–2 Rio-Reiser-Platz Sebastianstraße 81–88 Segitzdamm 2 Waldemarstraße 43–46 (Lage) | Mietshausquartiere um Oranien- und Rio-Reiser-Platz Gesamtanlagen siehe: Oranienstraße 26; 183 Baudenkmale siehe: Adalbertstraße 22; 74; 84 Dresdener Straße 118 Erkelenzdamm 5; 11/13 Legiendamm 42 Luckauer Straße 10 Oranienplatz 2; 4–10; 5 Oranienstraße 6; 8; 25; 40/41; 159; 161; 166; 174; 176 Gartendenkmal siehe: Oranienplatz | 09030893 – Oranienstraße 184, Mietshaus, 1860 von L. Meyer und Isaac                                                                                           |                                     |
| 09030761 | Oranienstraße 6–8, 12–34, 39–48, 159–174, 176/177, 182–204 Adalbertstraße 13–19, 22, 71–91 Dresdener Straße 20–24, 115, 118–120 Erkelenzdamm 1–13 Legiendamm 40–42 Luckauer Straße 1–6, 12–14, 16/17 Naunynstraße 30–36A, 55–73 Oranienplatz 1–5, 7, 14, 16, 17 Prinzessinnenstraße 1–2 Rio-Reiser-Platz Sebastianstraße 81–88 Segitzdamm 2 Waldemarstraße 43–46 (Lage) | Mietshausquartiere um Oranien- und Rio-Reiser-Platz Gesamtanlagen siehe: Oranienstraße 26; 183 Baudenkmale siehe: Adalbertstraße 22; 74; 84 Dresdener Straße 118 Erkelenzdamm 5; 11/13 Legiendamm 42 Luckauer Straße 10 Oranienplatz 2; 4–10; 5 Oranienstraße 6; 8; 25; 40/41; 159; 161; 166; 174; 176 Gartendenkmal siehe: Oranienplatz | 09030894 – Oranienstraße 185, Mietshaus mit Gewerbehof, um 1850                                                                                                |                                     |
| 09030761 | Oranienstraße 6–8, 12–34, 39–48, 159–174, 176/177, 182–204 Adalbertstraße 13–19, 22, 71–91 Dresdener Straße 20–24, 115, 118–120 Erkelenzdamm 1–13 Legiendamm 40–42 Luckauer Straße 1–6, 12–14, 16/17 Naunynstraße 30–36A, 55–73 Oranienplatz 1–5, 7, 14, 16, 17 Prinzessinnenstraße 1–2 Rio-Reiser-Platz Sebastianstraße 81–88 Segitzdamm 2 Waldemarstraße 43–46 (Lage) | Mietshausquartiere um Oranien- und Rio-Reiser-Platz Gesamtanlagen siehe: Oranienstraße 26; 183 Baudenkmale siehe: Adalbertstraße 22; 74; 84 Dresdener Straße 118 Erkelenzdamm 5; 11/13 Legiendamm 42 Luckauer Straße 10 Oranienplatz 2; 4–10; 5 Oranienstraße 6; 8; 25; 40/41; 159; 161; 166; 174; 176 Gartendenkmal siehe: Oranienplatz | Gewerbehof |                                     |
| 09030761 | Oranienstraße 6–8, 12–34, 39–48, 159–174, 176/177, 182–204 Adalbertstraße 13–19, 22, 71–91 Dresdener Straße 20–24, 115, 118–120 Erkelenzdamm 1–13 Legiendamm 40–42 Luckauer Straße 1–6, 12–14, 16/17 Naunynstraße 30–36A, 55–73 Oranienplatz 1–5, 7, 14, 16, 17 Prinzessinnenstraße 1–2 Rio-Reiser-Platz Sebastianstraße 81–88 Segitzdamm 2 Waldemarstraße 43–46 (Lage) | Mietshausquartiere um Oranien- und Rio-Reiser-Platz Gesamtanlagen siehe: Oranienstraße 26; 183 Baudenkmale siehe: Adalbertstraße 22; 74; 84 Dresdener Straße 118 Erkelenzdamm 5; 11/13 Legiendamm 42 Luckauer Straße 10 Oranienplatz 2; 4–10; 5 Oranienstraße 6; 8; 25; 40/41; 159; 161; 166; 174; 176 Gartendenkmal siehe: Oranienplatz | 09030895 – Oranienstraße 186, Mietshaus, 1862 von L. Adler und G. Christian                                                                                    |                                     |
| 09030761 | Oranienstraße 6–8, 12–34, 39–48, 159–174, 176/177, 182–204 Adalbertstraße 13–19, 22, 71–91 Dresdener Straße 20–24, 115, 118–120 Erkelenzdamm 1–13 Legiendamm 40–42 Luckauer Straße 1–6, 12–14, 16/17 Naunynstraße 30–36A, 55–73 Oranienplatz 1–5, 7, 14, 16, 17 Prinzessinnenstraße 1–2 Rio-Reiser-Platz Sebastianstraße 81–88 Segitzdamm 2 Waldemarstraße 43–46 (Lage) | Mietshausquartiere um Oranien- und Rio-Reiser-Platz Gesamtanlagen siehe: Oranienstraße 26; 183 Baudenkmale siehe: Adalbertstraße 22; 74; 84 Dresdener Straße 118 Erkelenzdamm 5; 11/13 Legiendamm 42 Luckauer Straße 10 Oranienplatz 2; 4–10; 5 Oranienstraße 6; 8; 25; 40/41; 159; 161; 166; 174; 176 Gartendenkmal siehe: Oranienplatz | 09030896 – Oranienstraße 187, Mietshaus, 1857 von Wilhelm Riehmer und G. Schütt                                                                                |                                     |
| 09030761 | Oranienstraße 6–8, 12–34, 39–48, 159–174, 176/177, 182–204 Adalbertstraße 13–19, 22, 71–91 Dresdener Straße 20–24, 115, 118–120 Erkelenzdamm 1–13 Legiendamm 40–42 Luckauer Straße 1–6, 12–14, 16/17 Naunynstraße 30–36A, 55–73 Oranienplatz 1–5, 7, 14, 16, 17 Prinzessinnenstraße 1–2 Rio-Reiser-Platz Sebastianstraße 81–88 Segitzdamm 2 Waldemarstraße 43–46 (Lage) | Mietshausquartiere um Oranien- und Rio-Reiser-Platz Gesamtanlagen siehe: Oranienstraße 26; 183 Baudenkmale siehe: Adalbertstraße 22; 74; 84 Dresdener Straße 118 Erkelenzdamm 5; 11/13 Legiendamm 42 Luckauer Straße 10 Oranienplatz 2; 4–10; 5 Oranienstraße 6; 8; 25; 40/41; 159; 161; 166; 174; 176 Gartendenkmal siehe: Oranienplatz | 09030897 – Oranienstraße 188, Mietshaus, 1858 von L. Schütz und J. Blonder                                                                                     |                                     |
| 09030761 | Oranienstraße 6–8, 12–34, 39–48, 159–174, 176/177, 182–204 Adalbertstraße 13–19, 22, 71–91 Dresdener Straße 20–24, 115, 118–120 Erkelenzdamm 1–13 Legiendamm 40–42 Luckauer Straße 1–6, 12–14, 16/17 Naunynstraße 30–36A, 55–73 Oranienplatz 1–5, 7, 14, 16, 17 Prinzessinnenstraße 1–2 Rio-Reiser-Platz Sebastianstraße 81–88 Segitzdamm 2 Waldemarstraße 43–46 (Lage) | Mietshausquartiere um Oranien- und Rio-Reiser-Platz Gesamtanlagen siehe: Oranienstraße 26; 183 Baudenkmale siehe: Adalbertstraße 22; 74; 84 Dresdener Straße 118 Erkelenzdamm 5; 11/13 Legiendamm 42 Luckauer Straße 10 Oranienplatz 2; 4–10; 5 Oranienstraße 6; 8; 25; 40/41; 159; 161; 166; 174; 176 Gartendenkmal siehe: Oranienplatz | Seitenflügel und Quergebäude, 1883-1894 |                                     |
| 09030761 | Oranienstraße 6–8, 12–34, 39–48, 159–174, 176/177, 182–204 Adalbertstraße 13–19, 22, 71–91 Dresdener Straße 20–24, 115, 118–120 Erkelenzdamm 1–13 Legiendamm 40–42 Luckauer Straße 1–6, 12–14, 16/17 Naunynstraße 30–36A, 55–73 Oranienplatz 1–5, 7, 14, 16, 17 Prinzessinnenstraße 1–2 Rio-Reiser-Platz Sebastianstraße 81–88 Segitzdamm 2 Waldemarstraße 43–46 (Lage) | Mietshausquartiere um Oranien- und Rio-Reiser-Platz Gesamtanlagen siehe: Oranienstraße 26; 183 Baudenkmale siehe: Adalbertstraße 22; 74; 84 Dresdener Straße 118 Erkelenzdamm 5; 11/13 Legiendamm 42 Luckauer Straße 10 Oranienplatz 2; 4–10; 5 Oranienstraße 6; 8; 25; 40/41; 159; 161; 166; 174; 176 Gartendenkmal siehe: Oranienplatz | 09030898 – Oranienstraße 189, Mietshaus, 1859 von Kurt Borstell und Otto Borstell                                                                              |                                     |
| 09030761 | Oranienstraße 6–8, 12–34, 39–48, 159–174, 176/177, 182–204 Adalbertstraße 13–19, 22, 71–91 Dresdener Straße 20–24, 115, 118–120 Erkelenzdamm 1–13 Legiendamm 40–42 Luckauer Straße 1–6, 12–14, 16/17 Naunynstraße 30–36A, 55–73 Oranienplatz 1–5, 7, 14, 16, 17 Prinzessinnenstraße 1–2 Rio-Reiser-Platz Sebastianstraße 81–88 Segitzdamm 2 Waldemarstraße 43–46 (Lage) | Mietshausquartiere um Oranien- und Rio-Reiser-Platz Gesamtanlagen siehe: Oranienstraße 26; 183 Baudenkmale siehe: Adalbertstraße 22; 74; 84 Dresdener Straße 118 Erkelenzdamm 5; 11/13 Legiendamm 42 Luckauer Straße 10 Oranienplatz 2; 4–10; 5 Oranienstraße 6; 8; 25; 40/41; 159; 161; 166; 174; 176 Gartendenkmal siehe: Oranienplatz | 09030899 – Oranienstraße 190, Mietshaus, 1861 von G. Schumann und C. Beschetznik                                                                               |                                     |
| 09030761 | Oranienstraße 6–8, 12–34, 39–48, 159–174, 176/177, 182–204 Adalbertstraße 13–19, 22, 71–91 Dresdener Straße 20–24, 115, 118–120 Erkelenzdamm 1–13 Legiendamm 40–42 Luckauer Straße 1–6, 12–14, 16/17 Naunynstraße 30–36A, 55–73 Oranienplatz 1–5, 7, 14, 16, 17 Prinzessinnenstraße 1–2 Rio-Reiser-Platz Sebastianstraße 81–88 Segitzdamm 2 Waldemarstraße 43–46 (Lage) | Mietshausquartiere um Oranien- und Rio-Reiser-Platz Gesamtanlagen siehe: Oranienstraße 26; 183 Baudenkmale siehe: Adalbertstraße 22; 74; 84 Dresdener Straße 118 Erkelenzdamm 5; 11/13 Legiendamm 42 Luckauer Straße 10 Oranienplatz 2; 4–10; 5 Oranienstraße 6; 8; 25; 40/41; 159; 161; 166; 174; 176 Gartendenkmal siehe: Oranienplatz | 09030900 – Oranienstraße 191 / Rio-Reiser-Platz, Mietshaus, 1888 von Otto Sohre                                                                                |                                     |
| 09030761 | Oranienstraße 6–8, 12–34, 39–48, 159–174, 176/177, 182–204 Adalbertstraße 13–19, 22, 71–91 Dresdener Straße 20–24, 115, 118–120 Erkelenzdamm 1–13 Legiendamm 40–42 Luckauer Straße 1–6, 12–14, 16/17 Naunynstraße 30–36A, 55–73 Oranienplatz 1–5, 7, 14, 16, 17 Prinzessinnenstraße 1–2 Rio-Reiser-Platz Sebastianstraße 81–88 Segitzdamm 2 Waldemarstraße 43–46 (Lage) | Mietshausquartiere um Oranien- und Rio-Reiser-Platz Gesamtanlagen siehe: Oranienstraße 26; 183 Baudenkmale siehe: Adalbertstraße 22; 74; 84 Dresdener Straße 118 Erkelenzdamm 5; 11/13 Legiendamm 42 Luckauer Straße 10 Oranienplatz 2; 4–10; 5 Oranienstraße 6; 8; 25; 40/41; 159; 161; 166; 174; 176 Gartendenkmal siehe: Oranienplatz | 09030901 – Oranienstraße 192 / Rio-Reiser-Platz, Mietshaus, 1886 von Otto Sohre                                                                                |                                     |
| 09030761 | Oranienstraße 6–8, 12–34, 39–48, 159–174, 176/177, 182–204 Adalbertstraße 13–19, 22, 71–91 Dresdener Straße 20–24, 115, 118–120 Erkelenzdamm 1–13 Legiendamm 40–42 Luckauer Straße 1–6, 12–14, 16/17 Naunynstraße 30–36A, 55–73 Oranienplatz 1–5, 7, 14, 16, 17 Prinzessinnenstraße 1–2 Rio-Reiser-Platz Sebastianstraße 81–88 Segitzdamm 2 Waldemarstraße 43–46 (Lage) | Mietshausquartiere um Oranien- und Rio-Reiser-Platz Gesamtanlagen siehe: Oranienstraße 26; 183 Baudenkmale siehe: Adalbertstraße 22; 74; 84 Dresdener Straße 118 Erkelenzdamm 5; 11/13 Legiendamm 42 Luckauer Straße 10 Oranienplatz 2; 4–10; 5 Oranienstraße 6; 8; 25; 40/41; 159; 161; 166; 174; 176 Gartendenkmal siehe: Oranienplatz | 09030902 – Oranienstraße 193 / Rio-Reiser-Platz, Mietshaus, 1862 von Wilhelm Riehmer                                                                           |                                     |
| 09030761 | Oranienstraße 6–8, 12–34, 39–48, 159–174, 176/177, 182–204 Adalbertstraße 13–19, 22, 71–91 Dresdener Straße 20–24, 115, 118–120 Erkelenzdamm 1–13 Legiendamm 40–42 Luckauer Straße 1–6, 12–14, 16/17 Naunynstraße 30–36A, 55–73 Oranienplatz 1–5, 7, 14, 16, 17 Prinzessinnenstraße 1–2 Rio-Reiser-Platz Sebastianstraße 81–88 Segitzdamm 2 Waldemarstraße 43–46 (Lage) | Mietshausquartiere um Oranien- und Rio-Reiser-Platz Gesamtanlagen siehe: Oranienstraße 26; 183 Baudenkmale siehe: Adalbertstraße 22; 74; 84 Dresdener Straße 118 Erkelenzdamm 5; 11/13 Legiendamm 42 Luckauer Straße 10 Oranienplatz 2; 4–10; 5 Oranienstraße 6; 8; 25; 40/41; 159; 161; 166; 174; 176 Gartendenkmal siehe: Oranienplatz | 09030903 – Oranienstraße 194 / Mariannenstraße, Mietshaus, 1862 von Wilhelm Riehmer                                                                            |                                     |
| 09030761 | Oranienstraße 6–8, 12–34, 39–48, 159–174, 176/177, 182–204 Adalbertstraße 13–19, 22, 71–91 Dresdener Straße 20–24, 115, 118–120 Erkelenzdamm 1–13 Legiendamm 40–42 Luckauer Straße 1–6, 12–14, 16/17 Naunynstraße 30–36A, 55–73 Oranienplatz 1–5, 7, 14, 16, 17 Prinzessinnenstraße 1–2 Rio-Reiser-Platz Sebastianstraße 81–88 Segitzdamm 2 Waldemarstraße 43–46 (Lage) | Mietshausquartiere um Oranien- und Rio-Reiser-Platz Gesamtanlagen siehe: Oranienstraße 26; 183 Baudenkmale siehe: Adalbertstraße 22; 74; 84 Dresdener Straße 118 Erkelenzdamm 5; 11/13 Legiendamm 42 Luckauer Straße 10 Oranienplatz 2; 4–10; 5 Oranienstraße 6; 8; 25; 40/41; 159; 161; 166; 174; 176 Gartendenkmal siehe: Oranienplatz | 09030904 – Oranienstraße 195 / Mariannenstraße, Mietshaus, 1984 von SOP (Stadt- und Objektplanung Grelka, Herzog, Jaik)                                        |                                     |
| 09030761 | Oranienstraße 6–8, 12–34, 39–48, 159–174, 176/177, 182–204 Adalbertstraße 13–19, 22, 71–91 Dresdener Straße 20–24, 115, 118–120 Erkelenzdamm 1–13 Legiendamm 40–42 Luckauer Straße 1–6, 12–14, 16/17 Naunynstraße 30–36A, 55–73 Oranienplatz 1–5, 7, 14, 16, 17 Prinzessinnenstraße 1–2 Rio-Reiser-Platz Sebastianstraße 81–88 Segitzdamm 2 Waldemarstraße 43–46 (Lage) | Mietshausquartiere um Oranien- und Rio-Reiser-Platz Gesamtanlagen siehe: Oranienstraße 26; 183 Baudenkmale siehe: Adalbertstraße 22; 74; 84 Dresdener Straße 118 Erkelenzdamm 5; 11/13 Legiendamm 42 Luckauer Straße 10 Oranienplatz 2; 4–10; 5 Oranienstraße 6; 8; 25; 40/41; 159; 161; 166; 174; 176 Gartendenkmal siehe: Oranienplatz | 09030905 – Oranienstraße 196, Mietshaus, 1861 |                                     |
| 09030761 | Oranienstraße 6–8, 12–34, 39–48, 159–174, 176/177, 182–204 Adalbertstraße 13–19, 22, 71–91 Dresdener Straße 20–24, 115, 118–120 Erkelenzdamm 1–13 Legiendamm 40–42 Luckauer Straße 1–6, 12–14, 16/17 Naunynstraße 30–36A, 55–73 Oranienplatz 1–5, 7, 14, 16, 17 Prinzessinnenstraße 1–2 Rio-Reiser-Platz Sebastianstraße 81–88 Segitzdamm 2 Waldemarstraße 43–46 (Lage) | Mietshausquartiere um Oranien- und Rio-Reiser-Platz Gesamtanlagen siehe: Oranienstraße 26; 183 Baudenkmale siehe: Adalbertstraße 22; 74; 84 Dresdener Straße 118 Erkelenzdamm 5; 11/13 Legiendamm 42 Luckauer Straße 10 Oranienplatz 2; 4–10; 5 Oranienstraße 6; 8; 25; 40/41; 159; 161; 166; 174; 176 Gartendenkmal siehe: Oranienplatz | 09030927 – Oranienstraße 197 / Rio-Reiser-Platz, Mietshaus, 1861 von G. Roßmann und C. Beschetznick                                                            |                                     |
| 09030761 | Oranienstraße 6–8, 12–34, 39–48, 159–174, 176/177, 182–204 Adalbertstraße 13–19, 22, 71–91 Dresdener Straße 20–24, 115, 118–120 Erkelenzdamm 1–13 Legiendamm 40–42 Luckauer Straße 1–6, 12–14, 16/17 Naunynstraße 30–36A, 55–73 Oranienplatz 1–5, 7, 14, 16, 17 Prinzessinnenstraße 1–2 Rio-Reiser-Platz Sebastianstraße 81–88 Segitzdamm 2 Waldemarstraße 43–46 (Lage) | Mietshausquartiere um Oranien- und Rio-Reiser-Platz Gesamtanlagen siehe: Oranienstraße 26; 183 Baudenkmale siehe: Adalbertstraße 22; 74; 84 Dresdener Straße 118 Erkelenzdamm 5; 11/13 Legiendamm 42 Luckauer Straße 10 Oranienplatz 2; 4–10; 5 Oranienstraße 6; 8; 25; 40/41; 159; 161; 166; 174; 176 Gartendenkmal siehe: Oranienplatz | 09030906 – Oranienstraße 198 / Rio-Reiser-Platz, Mietshaus, 1861 von G. Roßmann und C. Beschetznick                                                            |                                     |
| 09030761 | Oranienstraße 6–8, 12–34, 39–48, 159–174, 176/177, 182–204 Adalbertstraße 13–19, 22, 71–91 Dresdener Straße 20–24, 115, 118–120 Erkelenzdamm 1–13 Legiendamm 40–42 Luckauer Straße 1–6, 12–14, 16/17 Naunynstraße 30–36A, 55–73 Oranienplatz 1–5, 7, 14, 16, 17 Prinzessinnenstraße 1–2 Rio-Reiser-Platz Sebastianstraße 81–88 Segitzdamm 2 Waldemarstraße 43–46 (Lage) | Mietshausquartiere um Oranien- und Rio-Reiser-Platz Gesamtanlagen siehe: Oranienstraße 26; 183 Baudenkmale siehe: Adalbertstraße 22; 74; 84 Dresdener Straße 118 Erkelenzdamm 5; 11/13 Legiendamm 42 Luckauer Straße 10 Oranienplatz 2; 4–10; 5 Oranienstraße 6; 8; 25; 40/41; 159; 161; 166; 174; 176 Gartendenkmal siehe: Oranienplatz | 09030907 – Oranienstraße 199, Mietshaus, 1861 von Albert Brodhum und Ernst Brodhum                                                                             |                                     |
| 09030761 | Oranienstraße 6–8, 12–34, 39–48, 159–174, 176/177, 182–204 Adalbertstraße 13–19, 22, 71–91 Dresdener Straße 20–24, 115, 118–120 Erkelenzdamm 1–13 Legiendamm 40–42 Luckauer Straße 1–6, 12–14, 16/17 Naunynstraße 30–36A, 55–73 Oranienplatz 1–5, 7, 14, 16, 17 Prinzessinnenstraße 1–2 Rio-Reiser-Platz Sebastianstraße 81–88 Segitzdamm 2 Waldemarstraße 43–46 (Lage) | Mietshausquartiere um Oranien- und Rio-Reiser-Platz Gesamtanlagen siehe: Oranienstraße 26; 183 Baudenkmale siehe: Adalbertstraße 22; 74; 84 Dresdener Straße 118 Erkelenzdamm 5; 11/13 Legiendamm 42 Luckauer Straße 10 Oranienplatz 2; 4–10; 5 Oranienstraße 6; 8; 25; 40/41; 159; 161; 166; 174; 176 Gartendenkmal siehe: Oranienplatz | 09030926 – Oranienstraße 200, Mietshaus, 1862 von Albert Brodhum und Ernst Brodhum                                                                             |                                     |
| 09030761 | Oranienstraße 6–8, 12–34, 39–48, 159–174, 176/177, 182–204 Adalbertstraße 13–19, 22, 71–91 Dresdener Straße 20–24, 115, 118–120 Erkelenzdamm 1–13 Legiendamm 40–42 Luckauer Straße 1–6, 12–14, 16/17 Naunynstraße 30–36A, 55–73 Oranienplatz 1–5, 7, 14, 16, 17 Prinzessinnenstraße 1–2 Rio-Reiser-Platz Sebastianstraße 81–88 Segitzdamm 2 Waldemarstraße 43–46 (Lage) | Mietshausquartiere um Oranien- und Rio-Reiser-Platz Gesamtanlagen siehe: Oranienstraße 26; 183 Baudenkmale siehe: Adalbertstraße 22; 74; 84 Dresdener Straße 118 Erkelenzdamm 5; 11/13 Legiendamm 42 Luckauer Straße 10 Oranienplatz 2; 4–10; 5 Oranienstraße 6; 8; 25; 40/41; 159; 161; 166; 174; 176 Gartendenkmal siehe: Oranienplatz | 09030908 – Oranienstraße 201, Mietshaus, 1861 von F. A. Schröder und L. Metzing                                                                                |                                     |
| 09030761 | Oranienstraße 6–8, 12–34, 39–48, 159–174, 176/177, 182–204 Adalbertstraße 13–19, 22, 71–91 Dresdener Straße 20–24, 115, 118–120 Erkelenzdamm 1–13 Legiendamm 40–42 Luckauer Straße 1–6, 12–14, 16/17 Naunynstraße 30–36A, 55–73 Oranienplatz 1–5, 7, 14, 16, 17 Prinzessinnenstraße 1–2 Rio-Reiser-Platz Sebastianstraße 81–88 Segitzdamm 2 Waldemarstraße 43–46 (Lage) | Mietshausquartiere um Oranien- und Rio-Reiser-Platz Gesamtanlagen siehe: Oranienstraße 26; 183 Baudenkmale siehe: Adalbertstraße 22; 74; 84 Dresdener Straße 118 Erkelenzdamm 5; 11/13 Legiendamm 42 Luckauer Straße 10 Oranienplatz 2; 4–10; 5 Oranienstraße 6; 8; 25; 40/41; 159; 161; 166; 174; 176 Gartendenkmal siehe: Oranienplatz | 09030909 – Oranienstraße 202, Mietshaus mit Remise, 1853 von Gustav Maschke und J. H. Paetow                                                                   |                                     |
| 09030761 | Oranienstraße 6–8, 12–34, 39–48, 159–174, 176/177, 182–204 Adalbertstraße 13–19, 22, 71–91 Dresdener Straße 20–24, 115, 118–120 Erkelenzdamm 1–13 Legiendamm 40–42 Luckauer Straße 1–6, 12–14, 16/17 Naunynstraße 30–36A, 55–73 Oranienplatz 1–5, 7, 14, 16, 17 Prinzessinnenstraße 1–2 Rio-Reiser-Platz Sebastianstraße 81–88 Segitzdamm 2 Waldemarstraße 43–46 (Lage) | Mietshausquartiere um Oranien- und Rio-Reiser-Platz Gesamtanlagen siehe: Oranienstraße 26; 183 Baudenkmale siehe: Adalbertstraße 22; 74; 84 Dresdener Straße 118 Erkelenzdamm 5; 11/13 Legiendamm 42 Luckauer Straße 10 Oranienplatz 2; 4–10; 5 Oranienstraße 6; 8; 25; 40/41; 159; 161; 166; 174; 176 Gartendenkmal siehe: Oranienplatz | Remise |                                     |
| 09030761 | Oranienstraße 6–8, 12–34, 39–48, 159–174, 176/177, 182–204 Adalbertstraße 13–19, 22, 71–91 Dresdener Straße 20–24, 115, 118–120 Erkelenzdamm 1–13 Legiendamm 40–42 Luckauer Straße 1–6, 12–14, 16/17 Naunynstraße 30–36A, 55–73 Oranienplatz 1–5, 7, 14, 16, 17 Prinzessinnenstraße 1–2 Rio-Reiser-Platz Sebastianstraße 81–88 Segitzdamm 2 Waldemarstraße 43–46 (Lage) | Mietshausquartiere um Oranien- und Rio-Reiser-Platz Gesamtanlagen siehe: Oranienstraße 26; 183 Baudenkmale siehe: Adalbertstraße 22; 74; 84 Dresdener Straße 118 Erkelenzdamm 5; 11/13 Legiendamm 42 Luckauer Straße 10 Oranienplatz 2; 4–10; 5 Oranienstraße 6; 8; 25; 40/41; 159; 161; 166; 174; 176 Gartendenkmal siehe: Oranienplatz | 09030910 – Oranienstraße 203, Mietshaus, 1865 von F. W. Schultz und Eduard Speer                                                                               |                                     |
| 09030761 | Oranienstraße 6–8, 12–34, 39–48, 159–174, 176/177, 182–204 Adalbertstraße 13–19, 22, 71–91 Dresdener Straße 20–24, 115, 118–120 Erkelenzdamm 1–13 Legiendamm 40–42 Luckauer Straße 1–6, 12–14, 16/17 Naunynstraße 30–36A, 55–73 Oranienplatz 1–5, 7, 14, 16, 17 Prinzessinnenstraße 1–2 Rio-Reiser-Platz Sebastianstraße 81–88 Segitzdamm 2 Waldemarstraße 43–46 (Lage) | Mietshausquartiere um Oranien- und Rio-Reiser-Platz Gesamtanlagen siehe: Oranienstraße 26; 183 Baudenkmale siehe: Adalbertstraße 22; 74; 84 Dresdener Straße 118 Erkelenzdamm 5; 11/13 Legiendamm 42 Luckauer Straße 10 Oranienplatz 2; 4–10; 5 Oranienstraße 6; 8; 25; 40/41; 159; 161; 166; 174; 176 Gartendenkmal siehe: Oranienplatz | 09030911 – Oranienstraße 204, Mietshaus, 1864 von B. Berker und Albert Voll                                                                                    |                                     |
| 09030761 | Oranienstraße 6–8, 12–34, 39–48, 159–174, 176/177, 182–204 Adalbertstraße 13–19, 22, 71–91 Dresdener Straße 20–24, 115, 118–120 Erkelenzdamm 1–13 Legiendamm 40–42 Luckauer Straße 1–6, 12–14, 16/17 Naunynstraße 30–36A, 55–73 Oranienplatz 1–5, 7, 14, 16, 17 Prinzessinnenstraße 1–2 Rio-Reiser-Platz Sebastianstraße 81–88 Segitzdamm 2 Waldemarstraße 43–46 (Lage) | Mietshausquartiere um Oranien- und Rio-Reiser-Platz Gesamtanlagen siehe: Oranienstraße 26; 183 Baudenkmale siehe: Adalbertstraße 22; 74; 84 Dresdener Straße 118 Erkelenzdamm 5; 11/13 Legiendamm 42 Luckauer Straße 10 Oranienplatz 2; 4–10; 5 Oranienstraße 6; 8; 25; 40/41; 159; 161; 166; 174; 176 Gartendenkmal siehe: Oranienplatz | 09030819 – Rio-Reiser-Platz / Oranienstraße, Kiosk, um 1905 von Alfred Grenander                                                                               |                                     |
| 09030761 | Oranienstraße 6–8, 12–34, 39–48, 159–174, 176/177, 182–204 Adalbertstraße 13–19, 22, 71–91 Dresdener Straße 20–24, 115, 118–120 Erkelenzdamm 1–13 Legiendamm 40–42 Luckauer Straße 1–6, 12–14, 16/17 Naunynstraße 30–36A, 55–73 Oranienplatz 1–5, 7, 14, 16, 17 Prinzessinnenstraße 1–2 Rio-Reiser-Platz Sebastianstraße 81–88 Segitzdamm 2 Waldemarstraße 43–46 (Lage) | Mietshausquartiere um Oranien- und Rio-Reiser-Platz Gesamtanlagen siehe: Oranienstraße 26; 183 Baudenkmale siehe: Adalbertstraße 22; 74; 84 Dresdener Straße 118 Erkelenzdamm 5; 11/13 Legiendamm 42 Luckauer Straße 10 Oranienplatz 2; 4–10; 5 Oranienstraße 6; 8; 25; 40/41; 159; 161; 166; 174; 176 Gartendenkmal siehe: Oranienplatz | 09030912 – Sebastianstraße 81, Mietshaus, 1861 von J. Markert und Schultze                                                                                     |                                     |
| 09030761 | Oranienstraße 6–8, 12–34, 39–48, 159–174, 176/177, 182–204 Adalbertstraße 13–19, 22, 71–91 Dresdener Straße 20–24, 115, 118–120 Erkelenzdamm 1–13 Legiendamm 40–42 Luckauer Straße 1–6, 12–14, 16/17 Naunynstraße 30–36A, 55–73 Oranienplatz 1–5, 7, 14, 16, 17 Prinzessinnenstraße 1–2 Rio-Reiser-Platz Sebastianstraße 81–88 Segitzdamm 2 Waldemarstraße 43–46 (Lage) | Mietshausquartiere um Oranien- und Rio-Reiser-Platz Gesamtanlagen siehe: Oranienstraße 26; 183 Baudenkmale siehe: Adalbertstraße 22; 74; 84 Dresdener Straße 118 Erkelenzdamm 5; 11/13 Legiendamm 42 Luckauer Straße 10 Oranienplatz 2; 4–10; 5 Oranienstraße 6; 8; 25; 40/41; 159; 161; 166; 174; 176 Gartendenkmal siehe: Oranienplatz | 09030913 – Sebastianstraße 82, Mietshaus, 1861 von Gustav Maschke und J. C. Forkert                                                                            |                                     |
| 09030761 | Oranienstraße 6–8, 12–34, 39–48, 159–174, 176/177, 182–204 Adalbertstraße 13–19, 22, 71–91 Dresdener Straße 20–24, 115, 118–120 Erkelenzdamm 1–13 Legiendamm 40–42 Luckauer Straße 1–6, 12–14, 16/17 Naunynstraße 30–36A, 55–73 Oranienplatz 1–5, 7, 14, 16, 17 Prinzessinnenstraße 1–2 Rio-Reiser-Platz Sebastianstraße 81–88 Segitzdamm 2 Waldemarstraße 43–46 (Lage) | Mietshausquartiere um Oranien- und Rio-Reiser-Platz Gesamtanlagen siehe: Oranienstraße 26; 183 Baudenkmale siehe: Adalbertstraße 22; 74; 84 Dresdener Straße 118 Erkelenzdamm 5; 11/13 Legiendamm 42 Luckauer Straße 10 Oranienplatz 2; 4–10; 5 Oranienstraße 6; 8; 25; 40/41; 159; 161; 166; 174; 176 Gartendenkmal siehe: Oranienplatz | 09030914 – Sebastianstraße 83, Mietshaus, 1861 von C. Hopp und W. Schröder                                                                                     |                                     |
| 09030761 | Oranienstraße 6–8, 12–34, 39–48, 159–174, 176/177, 182–204 Adalbertstraße 13–19, 22, 71–91 Dresdener Straße 20–24, 115, 118–120 Erkelenzdamm 1–13 Legiendamm 40–42 Luckauer Straße 1–6, 12–14, 16/17 Naunynstraße 30–36A, 55–73 Oranienplatz 1–5, 7, 14, 16, 17 Prinzessinnenstraße 1–2 Rio-Reiser-Platz Sebastianstraße 81–88 Segitzdamm 2 Waldemarstraße 43–46 (Lage) | Mietshausquartiere um Oranien- und Rio-Reiser-Platz Gesamtanlagen siehe: Oranienstraße 26; 183 Baudenkmale siehe: Adalbertstraße 22; 74; 84 Dresdener Straße 118 Erkelenzdamm 5; 11/13 Legiendamm 42 Luckauer Straße 10 Oranienplatz 2; 4–10; 5 Oranienstraße 6; 8; 25; 40/41; 159; 161; 166; 174; 176 Gartendenkmal siehe: Oranienplatz | 09030915 – Sebastianstraße 84, Mietshaus, 1862 von F. Kirchhoff                                                                                                |                                     |
| 09030761 | Oranienstraße 6–8, 12–34, 39–48, 159–174, 176/177, 182–204 Adalbertstraße 13–19, 22, 71–91 Dresdener Straße 20–24, 115, 118–120 Erkelenzdamm 1–13 Legiendamm 40–42 Luckauer Straße 1–6, 12–14, 16/17 Naunynstraße 30–36A, 55–73 Oranienplatz 1–5, 7, 14, 16, 17 Prinzessinnenstraße 1–2 Rio-Reiser-Platz Sebastianstraße 81–88 Segitzdamm 2 Waldemarstraße 43–46 (Lage) | Mietshausquartiere um Oranien- und Rio-Reiser-Platz Gesamtanlagen siehe: Oranienstraße 26; 183 Baudenkmale siehe: Adalbertstraße 22; 74; 84 Dresdener Straße 118 Erkelenzdamm 5; 11/13 Legiendamm 42 Luckauer Straße 10 Oranienplatz 2; 4–10; 5 Oranienstraße 6; 8; 25; 40/41; 159; 161; 166; 174; 176 Gartendenkmal siehe: Oranienplatz | 09030916 – Sebastianstraße 85, Mietshaus, 1869 von F. und P. Groth                                                                                             |                                     |
| 09030761 | Oranienstraße 6–8, 12–34, 39–48, 159–174, 176/177, 182–204 Adalbertstraße 13–19, 22, 71–91 Dresdener Straße 20–24, 115, 118–120 Erkelenzdamm 1–13 Legiendamm 40–42 Luckauer Straße 1–6, 12–14, 16/17 Naunynstraße 30–36A, 55–73 Oranienplatz 1–5, 7, 14, 16, 17 Prinzessinnenstraße 1–2 Rio-Reiser-Platz Sebastianstraße 81–88 Segitzdamm 2 Waldemarstraße 43–46 (Lage) | Mietshausquartiere um Oranien- und Rio-Reiser-Platz Gesamtanlagen siehe: Oranienstraße 26; 183 Baudenkmale siehe: Adalbertstraße 22; 74; 84 Dresdener Straße 118 Erkelenzdamm 5; 11/13 Legiendamm 42 Luckauer Straße 10 Oranienplatz 2; 4–10; 5 Oranienstraße 6; 8; 25; 40/41; 159; 161; 166; 174; 176 Gartendenkmal siehe: Oranienplatz | 09030917 – Sebastianstraße 86, Mietshaus, 1869 von F. und P. Groth                                                                                             |                                     |
| 09030761 | Oranienstraße 6–8, 12–34, 39–48, 159–174, 176/177, 182–204 Adalbertstraße 13–19, 22, 71–91 Dresdener Straße 20–24, 115, 118–120 Erkelenzdamm 1–13 Legiendamm 40–42 Luckauer Straße 1–6, 12–14, 16/17 Naunynstraße 30–36A, 55–73 Oranienplatz 1–5, 7, 14, 16, 17 Prinzessinnenstraße 1–2 Rio-Reiser-Platz Sebastianstraße 81–88 Segitzdamm 2 Waldemarstraße 43–46 (Lage) | Mietshausquartiere um Oranien- und Rio-Reiser-Platz Gesamtanlagen siehe: Oranienstraße 26; 183 Baudenkmale siehe: Adalbertstraße 22; 74; 84 Dresdener Straße 118 Erkelenzdamm 5; 11/13 Legiendamm 42 Luckauer Straße 10 Oranienplatz 2; 4–10; 5 Oranienstraße 6; 8; 25; 40/41; 159; 161; 166; 174; 176 Gartendenkmal siehe: Oranienplatz | 09030918 – Sebastianstraße 88, Mietshaus, 1875 von A. Kaschow und Robert Guthmann                                                                              |                                     |
| 09030761 | Oranienstraße 6–8, 12–34, 39–48, 159–174, 176/177, 182–204 Adalbertstraße 13–19, 22, 71–91 Dresdener Straße 20–24, 115, 118–120 Erkelenzdamm 1–13 Legiendamm 40–42 Luckauer Straße 1–6, 12–14, 16/17 Naunynstraße 30–36A, 55–73 Oranienplatz 1–5, 7, 14, 16, 17 Prinzessinnenstraße 1–2 Rio-Reiser-Platz Sebastianstraße 81–88 Segitzdamm 2 Waldemarstraße 43–46 (Lage) | Mietshausquartiere um Oranien- und Rio-Reiser-Platz Gesamtanlagen siehe: Oranienstraße 26; 183 Baudenkmale siehe: Adalbertstraße 22; 74; 84 Dresdener Straße 118 Erkelenzdamm 5; 11/13 Legiendamm 42 Luckauer Straße 10 Oranienplatz 2; 4–10; 5 Oranienstraße 6; 8; 25; 40/41; 159; 161; 166; 174; 176 Gartendenkmal siehe: Oranienplatz | 09097806 – Waldemarstraße 43, Brandwandbemalung, 1985 von Michaela Evers                                                                                       |                                     |
| 09030928 | Planufer 88, 90–92B, 92D–94 Grimmstraße 29–30 (Lage) | Mietshäuser am Landwehrkanal Baudenkmal siehe: Planufer 94 | Bestandteile des Ensembles: | Bestandteile des Ensembles:         |
| 09030928 | Planufer 88, 90–92B, 92D–94 Grimmstraße 29–30 (Lage) | Mietshäuser am Landwehrkanal Baudenkmal siehe: Planufer 94 | 09030929 – Grimmstraße 29, Mietshaus, 1887 von Hermann Enders                                                                                                  |                                     |
| 09030928 | Planufer 88, 90–92B, 92D–94 Grimmstraße 29–30 (Lage) | Mietshäuser am Landwehrkanal Baudenkmal siehe: Planufer 94 | 09030930 – Grimmstraße 30, Mietshaus, 1889 von H. Reiche |                                     |
| 09030928 | Planufer 88, 90–92B, 92D–94 Grimmstraße 29–30 (Lage) | Mietshäuser am Landwehrkanal Baudenkmal siehe: Planufer 94 | 09030931 – Planufer 88, Mietshaus, 1895 von Hermann Enders |                                     |
| 09030928 | Planufer 88, 90–92B, 92D–94 Grimmstraße 29–30 (Lage) | Mietshäuser am Landwehrkanal Baudenkmal siehe: Planufer 94 | 09030932 – Planufer 90, Mietshaus, 1894 von Hermann Enders |                                     |
| 09030928 | Planufer 88, 90–92B, 92D–94 Grimmstraße 29–30 (Lage) | Mietshäuser am Landwehrkanal Baudenkmal siehe: Planufer 94 | 09030933 – Planufer 91, Mietshaus, 1892 von Hermann Enders |                                     |
| 09030928 | Planufer 88, 90–92B, 92D–94 Grimmstraße 29–30 (Lage) | Mietshäuser am Landwehrkanal Baudenkmal siehe: Planufer 94 | 09030934 – Planufer 92, Mietshaus, 1892 von Hermann Enders |                                     |
| 09030928 | Planufer 88, 90–92B, 92D–94 Grimmstraße 29–30 (Lage) | Mietshäuser am Landwehrkanal Baudenkmal siehe: Planufer 94 | 09030935 – Planufer 92A, Mietshaus, 1893 von Hermann Enders |                                     |
| 09030928 | Planufer 88, 90–92B, 92D–94 Grimmstraße 29–30 (Lage) | Mietshäuser am Landwehrkanal Baudenkmal siehe: Planufer 94 | 09030936 – Planufer 92B, Mietshaus mit Werkstatt, 1897 von Gustav Knoblauch                                                                                    |                                     |
| 09030928 | Planufer 88, 90–92B, 92D–94 Grimmstraße 29–30 (Lage) | Mietshäuser am Landwehrkanal Baudenkmal siehe: Planufer 94 | Werkstatt |                                     |
| 09030928 | Planufer 88, 90–92B, 92D–94 Grimmstraße 29–30 (Lage) | Mietshäuser am Landwehrkanal Baudenkmal siehe: Planufer 94 | 09030937 – Planufer 92D, Mietshaus, 1894 von F. Weidner |                                     |
| 09030928 | Planufer 88, 90–92B, 92D–94 Grimmstraße 29–30 (Lage) | Mietshäuser am Landwehrkanal Baudenkmal siehe: Planufer 94 | 09030938 – Planufer 92E, Mietshaus, 1894 von F. Weidner |                                     |
| 09030928 | Planufer 88, 90–92B, 92D–94 Grimmstraße 29–30 (Lage) | Mietshäuser am Landwehrkanal Baudenkmal siehe: Planufer 94 | 09030939 – Planufer 93, Mietshaus, 1902 von Hermann Siegenthaler                                                                                               |                                     |
| 09030928 | Planufer 88, 90–92B, 92D–94 Grimmstraße 29–30 (Lage) | Mietshäuser am Landwehrkanal Baudenkmal siehe: Planufer 94 | 09030940 – Planufer 93A, Mietshaus, 1902 von Hermann Siegenthaler                                                                                              |                                     |
| 09060155 | Schlesische Straße 1–7 Falckensteinstraße 4–6 (Lage) | IBA 87-Komplex Baudenkmal siehe: Schlesische Straße 3–4, 7 Falckensteinstraße 6 | Weitere Bestandteile des Ensembles: | Weitere Bestandteile des Ensembles: |
| 09060155 | Schlesische Straße 1–7 Falckensteinstraße 4–6 (Lage) | IBA 87-Komplex Baudenkmal siehe: Schlesische Straße 3–4, 7 Falckensteinstraße 6 | 09060157 – Falckensteinstraße 5, Mietshaus, 1890–1891 von Plümke (Lage)                                                                                        |                                     |
| 09060155 | Schlesische Straße 1–7 Falckensteinstraße 4–6 (Lage) | IBA 87-Komplex Baudenkmal siehe: Schlesische Straße 3–4, 7 Falckensteinstraße 6 | 09060156 – Schlesische Straße 1–2, Ladenzeile, 1951 von Erich Münch                                                                                            |                                     |
| 09060155 | Schlesische Straße 1–7 Falckensteinstraße 4–6 (Lage) | IBA 87-Komplex Baudenkmal siehe: Schlesische Straße 3–4, 7 Falckensteinstraße 6 | 09060158 – Schlesische Straße 5, Mietshaus, 1886 von Falckenheyn                                                                                               |                                     |
| 09060155 | Schlesische Straße 1–7 Falckensteinstraße 4–6 (Lage) | IBA 87-Komplex Baudenkmal siehe: Schlesische Straße 3–4, 7 Falckensteinstraße 6 | 09060159 – Schlesische Straße 6, Mietshaus, 1886 von Falckenheyn                                                                                               |                                     |
| 09030942 | Skalitzer Straße 45–46B Lausitzer Straße 1, 52 Spreewaldplatz 2 (Lage) | Mietshäuser | Bestandteile des Ensembles: | Bestandteile des Ensembles:         |
| 09030942 | Skalitzer Straße 45–46B Lausitzer Straße 1, 52 Spreewaldplatz 2 (Lage) | Mietshäuser | 09030943 – Skalitzer Straße 45, Mietshaus, 1872 von J. Schmidt                                                                                                 |                                     |
| 09030942 | Skalitzer Straße 45–46B Lausitzer Straße 1, 52 Spreewaldplatz 2 (Lage) | Mietshäuser | 09030944 – Skalitzer Straße 46 / Lausitzer Straße 1, Mietshaus, 1871 von Kaufmann & Schmidt                                                                    |                                     |
| 09030942 | Skalitzer Straße 45–46B Lausitzer Straße 1, 52 Spreewaldplatz 2 (Lage) | Mietshäuser | 09030945 – Skalitzer Straße 46A / Lausitzer Straße 52, Mietshaus, 1878 von August Lang                                                                         |                                     |
| 09030942 | Skalitzer Straße 45–46B Lausitzer Straße 1, 52 Spreewaldplatz 2 (Lage) | Mietshäuser | 09030946 – Skalitzer Straße 46B / Spreewaldplatz 2, Mietshaus, 1880 von Kausmann                                                                               |                                     |
| 09030947 | Sorauer Straße 1–9, 11–14, 17–31 Görlitzer Straße 57–58 Lübbener Straße 12–13 Oppelner Straße 9, 12–14 Wrangelstraße 41–46 (Lage) | Mietshäuser Baudenkmale siehe: Sorauer Straße 7; 8 | Weitere Bestandteile des Ensembles: | Weitere Bestandteile des Ensembles: |
| 09030947 | Sorauer Straße 1–9, 11–14, 17–31 Görlitzer Straße 57–58 Lübbener Straße 12–13 Oppelner Straße 9, 12–14 Wrangelstraße 41–46 (Lage) | Mietshäuser Baudenkmale siehe: Sorauer Straße 7; 8 | 09030950 – Görlitzer Straße 57, Mietshaus, 1887 von Julius Schaarschuh                                                                                         |                                     |
| 09030947 | Sorauer Straße 1–9, 11–14, 17–31 Görlitzer Straße 57–58 Lübbener Straße 12–13 Oppelner Straße 9, 12–14 Wrangelstraße 41–46 (Lage) | Mietshäuser Baudenkmale siehe: Sorauer Straße 7; 8 | 09030951 – Lübbener Straße 12, Mietshaus, 1873 von W. Bassow                                                                                                   |                                     |
| 09030947 | Sorauer Straße 1–9, 11–14, 17–31 Görlitzer Straße 57–58 Lübbener Straße 12–13 Oppelner Straße 9, 12–14 Wrangelstraße 41–46 (Lage) | Mietshäuser Baudenkmale siehe: Sorauer Straße 7; 8 | 09030952 – Lübbener Straße 13, Mietshaus, 1875 von C. Noack |                                     |
| 09030947 | Sorauer Straße 1–9, 11–14, 17–31 Görlitzer Straße 57–58 Lübbener Straße 12–13 Oppelner Straße 9, 12–14 Wrangelstraße 41–46 (Lage) | Mietshäuser Baudenkmale siehe: Sorauer Straße 7; 8 | 09030953 – Oppelner Straße 12, Mietshaus, 1873 von A. Wencole                                                                                                  |                                     |
| 09030947 | Sorauer Straße 1–9, 11–14, 17–31 Görlitzer Straße 57–58 Lübbener Straße 12–13 Oppelner Straße 9, 12–14 Wrangelstraße 41–46 (Lage) | Mietshäuser Baudenkmale siehe: Sorauer Straße 7; 8 | 09030954 – Oppelner Straße 13, Mietshaus und Werkstatt, 1873 von A. Schmoll und W. Zieske                                                                      |                                     |
| 09030947 | Sorauer Straße 1–9, 11–14, 17–31 Görlitzer Straße 57–58 Lübbener Straße 12–13 Oppelner Straße 9, 12–14 Wrangelstraße 41–46 (Lage) | Mietshäuser Baudenkmale siehe: Sorauer Straße 7; 8 | Werkstatt |                                     |
| 09030947 | Sorauer Straße 1–9, 11–14, 17–31 Görlitzer Straße 57–58 Lübbener Straße 12–13 Oppelner Straße 9, 12–14 Wrangelstraße 41–46 (Lage) | Mietshäuser Baudenkmale siehe: Sorauer Straße 7; 8 | 09030955 – Oppelner Straße 14, Mietshaus, 1882 von Georg Böhme                                                                                                 |                                     |
| 09030947 | Sorauer Straße 1–9, 11–14, 17–31 Görlitzer Straße 57–58 Lübbener Straße 12–13 Oppelner Straße 9, 12–14 Wrangelstraße 41–46 (Lage) | Mietshäuser Baudenkmale siehe: Sorauer Straße 7; 8 | Quergebäude, 1886 von A. E. Witting |                                     |
| 09030947 | Sorauer Straße 1–9, 11–14, 17–31 Görlitzer Straße 57–58 Lübbener Straße 12–13 Oppelner Straße 9, 12–14 Wrangelstraße 41–46 (Lage) | Mietshäuser Baudenkmale siehe: Sorauer Straße 7; 8 | 09030956 – Sorauer Straße 1 / Wrangelstraße 42, Mietshaus, 1880 von A. Pohlmann                                                                                |                                     |
| 09030947 | Sorauer Straße 1–9, 11–14, 17–31 Görlitzer Straße 57–58 Lübbener Straße 12–13 Oppelner Straße 9, 12–14 Wrangelstraße 41–46 (Lage) | Mietshäuser Baudenkmale siehe: Sorauer Straße 7; 8 | 09030957 – Sorauer Straße 2, Mietshaus, 1880 von H. Kassner |                                     |
| 09030947 | Sorauer Straße 1–9, 11–14, 17–31 Görlitzer Straße 57–58 Lübbener Straße 12–13 Oppelner Straße 9, 12–14 Wrangelstraße 41–46 (Lage) | Mietshäuser Baudenkmale siehe: Sorauer Straße 7; 8 | 09030958 – Sorauer Straße 3, Mietshaus, 1883 von Robert Baethge                                                                                                |                                     |
| 09030947 | Sorauer Straße 1–9, 11–14, 17–31 Görlitzer Straße 57–58 Lübbener Straße 12–13 Oppelner Straße 9, 12–14 Wrangelstraße 41–46 (Lage) | Mietshäuser Baudenkmale siehe: Sorauer Straße 7; 8 | 09030959 – Sorauer Straße 4, Mietshaus, 1885 von Robert Baethge                                                                                                |                                     |
| 09030947 | Sorauer Straße 1–9, 11–14, 17–31 Görlitzer Straße 57–58 Lübbener Straße 12–13 Oppelner Straße 9, 12–14 Wrangelstraße 41–46 (Lage) | Mietshäuser Baudenkmale siehe: Sorauer Straße 7; 8 | 09030960 – Sorauer Straße 5, Mietshaus, um 1885 |                                     |
| 09030947 | Sorauer Straße 1–9, 11–14, 17–31 Görlitzer Straße 57–58 Lübbener Straße 12–13 Oppelner Straße 9, 12–14 Wrangelstraße 41–46 (Lage) | Mietshäuser Baudenkmale siehe: Sorauer Straße 7; 8 | 09030961 – Sorauer Straße 6, Mietshaus, um 1885 |                                     |
| 09030947 | Sorauer Straße 1–9, 11–14, 17–31 Görlitzer Straße 57–58 Lübbener Straße 12–13 Oppelner Straße 9, 12–14 Wrangelstraße 41–46 (Lage) | Mietshäuser Baudenkmale siehe: Sorauer Straße 7; 8 | 09030962 – Sorauer Straße 9, Mietshaus, 1884 von Rudolf Klinge                                                                                                 |                                     |
| 09030947 | Sorauer Straße 1–9, 11–14, 17–31 Görlitzer Straße 57–58 Lübbener Straße 12–13 Oppelner Straße 9, 12–14 Wrangelstraße 41–46 (Lage) | Mietshäuser Baudenkmale siehe: Sorauer Straße 7; 8 | 09030963 – Sorauer Straße 11, Mietshaus, 1886 von Rudolf Klinge                                                                                                |                                     |
| 09030947 | Sorauer Straße 1–9, 11–14, 17–31 Görlitzer Straße 57–58 Lübbener Straße 12–13 Oppelner Straße 9, 12–14 Wrangelstraße 41–46 (Lage) | Mietshäuser Baudenkmale siehe: Sorauer Straße 7; 8 | 09030964 – Sorauer Straße 12, Mietshaus, 1886 von Rudolf Klinge                                                                                                |                                     |
| 09030947 | Sorauer Straße 1–9, 11–14, 17–31 Görlitzer Straße 57–58 Lübbener Straße 12–13 Oppelner Straße 9, 12–14 Wrangelstraße 41–46 (Lage) | Mietshäuser Baudenkmale siehe: Sorauer Straße 7; 8 | 09030965 – Sorauer Straße 13, Mietshaus, 1884 von Rudolf Klinge                                                                                                |                                     |
| 09030947 | Sorauer Straße 1–9, 11–14, 17–31 Görlitzer Straße 57–58 Lübbener Straße 12–13 Oppelner Straße 9, 12–14 Wrangelstraße 41–46 (Lage) | Mietshäuser Baudenkmale siehe: Sorauer Straße 7; 8 | 09030966 – Sorauer Straße 14, Mietshaus, 1884 von W. Linke |                                     |
| 09030947 | Sorauer Straße 1–9, 11–14, 17–31 Görlitzer Straße 57–58 Lübbener Straße 12–13 Oppelner Straße 9, 12–14 Wrangelstraße 41–46 (Lage) | Mietshäuser Baudenkmale siehe: Sorauer Straße 7; 8 | 09030967 – Sorauer Straße 17 / Görlitzer Straße 58, Mietshaus, 1880 von Paul Haberkern                                                                         |                                     |
| 09030947 | Sorauer Straße 1–9, 11–14, 17–31 Görlitzer Straße 57–58 Lübbener Straße 12–13 Oppelner Straße 9, 12–14 Wrangelstraße 41–46 (Lage) | Mietshäuser Baudenkmale siehe: Sorauer Straße 7; 8 | 09030968 – Sorauer Straße 18, Mietshaus, 1884 von E. Ehrlich und W. Zieske                                                                                     |                                     |
| 09030947 | Sorauer Straße 1–9, 11–14, 17–31 Görlitzer Straße 57–58 Lübbener Straße 12–13 Oppelner Straße 9, 12–14 Wrangelstraße 41–46 (Lage) | Mietshäuser Baudenkmale siehe: Sorauer Straße 7; 8 | 09030969 – Sorauer Straße 19, Mietshaus, 1882 von Friedrich Eichbaum                                                                                           |                                     |
| 09030947 | Sorauer Straße 1–9, 11–14, 17–31 Görlitzer Straße 57–58 Lübbener Straße 12–13 Oppelner Straße 9, 12–14 Wrangelstraße 41–46 (Lage) | Mietshäuser Baudenkmale siehe: Sorauer Straße 7; 8 | 09030970 – Sorauer Straße 20, Mietshaus, 1884 von Rudolf Klinge                                                                                                |                                     |
| 09030947 | Sorauer Straße 1–9, 11–14, 17–31 Görlitzer Straße 57–58 Lübbener Straße 12–13 Oppelner Straße 9, 12–14 Wrangelstraße 41–46 (Lage) | Mietshäuser Baudenkmale siehe: Sorauer Straße 7; 8 | 09030971 – Sorauer Straße 21, Mietshaus, 1881 von Gustav Berg                                                                                                  |                                     |
| 09030947 | Sorauer Straße 1–9, 11–14, 17–31 Görlitzer Straße 57–58 Lübbener Straße 12–13 Oppelner Straße 9, 12–14 Wrangelstraße 41–46 (Lage) | Mietshäuser Baudenkmale siehe: Sorauer Straße 7; 8 | 09030972 – Sorauer Straße 22, Mietshaus, 1882 von Wilhelm Zieske                                                                                               |                                     |
| 09030947 | Sorauer Straße 1–9, 11–14, 17–31 Görlitzer Straße 57–58 Lübbener Straße 12–13 Oppelner Straße 9, 12–14 Wrangelstraße 41–46 (Lage) | Mietshäuser Baudenkmale siehe: Sorauer Straße 7; 8 | 09030973 – Sorauer Straße 23, Mietshaus, 1882 von Wilhelm Zieske                                                                                               |                                     |
| 09030947 | Sorauer Straße 1–9, 11–14, 17–31 Görlitzer Straße 57–58 Lübbener Straße 12–13 Oppelner Straße 9, 12–14 Wrangelstraße 41–46 (Lage) | Mietshäuser Baudenkmale siehe: Sorauer Straße 7; 8 | 09030974 – Sorauer Straße 24, Mietshaus, 1884 von Theodor Parduhn                                                                                              |                                     |
| 09030947 | Sorauer Straße 1–9, 11–14, 17–31 Görlitzer Straße 57–58 Lübbener Straße 12–13 Oppelner Straße 9, 12–14 Wrangelstraße 41–46 (Lage) | Mietshäuser Baudenkmale siehe: Sorauer Straße 7; 8 | 09030975 – Sorauer Straße 25, Mietshaus, 1881 von Heinrich Bloch                                                                                               |                                     |
| 09030947 | Sorauer Straße 1–9, 11–14, 17–31 Görlitzer Straße 57–58 Lübbener Straße 12–13 Oppelner Straße 9, 12–14 Wrangelstraße 41–46 (Lage) | Mietshäuser Baudenkmale siehe: Sorauer Straße 7; 8 | 09030976 – Sorauer Straße 26, Mietshaus, 1881 von Heinrich Bloch                                                                                               |                                     |
| 09030947 | Sorauer Straße 1–9, 11–14, 17–31 Görlitzer Straße 57–58 Lübbener Straße 12–13 Oppelner Straße 9, 12–14 Wrangelstraße 41–46 (Lage) | Mietshäuser Baudenkmale siehe: Sorauer Straße 7; 8 | 09030977 – Sorauer Straße 27, Mietshaus, 1881 von Heinrich Bloch                                                                                               |                                     |
| 09030947 | Sorauer Straße 1–9, 11–14, 17–31 Görlitzer Straße 57–58 Lübbener Straße 12–13 Oppelner Straße 9, 12–14 Wrangelstraße 41–46 (Lage) | Mietshäuser Baudenkmale siehe: Sorauer Straße 7; 8 | 09030978 – Sorauer Straße 28, Mietshaus, 1882 von Wilhelm Zieske                                                                                               |                                     |
| 09030947 | Sorauer Straße 1–9, 11–14, 17–31 Görlitzer Straße 57–58 Lübbener Straße 12–13 Oppelner Straße 9, 12–14 Wrangelstraße 41–46 (Lage) | Mietshäuser Baudenkmale siehe: Sorauer Straße 7; 8 | 09030979 – Sorauer Straße 29, Mietshaus, 1884 von Wilhelm Zieske                                                                                               |                                     |
| 09030947 | Sorauer Straße 1–9, 11–14, 17–31 Görlitzer Straße 57–58 Lübbener Straße 12–13 Oppelner Straße 9, 12–14 Wrangelstraße 41–46 (Lage) | Mietshäuser Baudenkmale siehe: Sorauer Straße 7; 8 | 09030980 – Sorauer Straße 30, Mietshaus, 1881 von E. Ehrlich                                                                                                   |                                     |
| 09030947 | Sorauer Straße 1–9, 11–14, 17–31 Görlitzer Straße 57–58 Lübbener Straße 12–13 Oppelner Straße 9, 12–14 Wrangelstraße 41–46 (Lage) | Mietshäuser Baudenkmale siehe: Sorauer Straße 7; 8 | 09030981 – Sorauer Straße 31 / Wrangelstraße 43, Mietshaus, 1880 von Wilhelm Zieske                                                                            |                                     |
| 09030947 | Sorauer Straße 1–9, 11–14, 17–31 Görlitzer Straße 57–58 Lübbener Straße 12–13 Oppelner Straße 9, 12–14 Wrangelstraße 41–46 (Lage) | Mietshäuser Baudenkmale siehe: Sorauer Straße 7; 8 | 09030982 – Wrangelstraße 41, Mietshaus, 1880 von A. Kaßner |                                     |
| 09030947 | Sorauer Straße 1–9, 11–14, 17–31 Görlitzer Straße 57–58 Lübbener Straße 12–13 Oppelner Straße 9, 12–14 Wrangelstraße 41–46 (Lage) | Mietshäuser Baudenkmale siehe: Sorauer Straße 7; 8 | 09030983 – Wrangelstraße 44, Mietshaus, 1879 von Wilhelm Zieske                                                                                                |                                     |
| 09030947 | Sorauer Straße 1–9, 11–14, 17–31 Görlitzer Straße 57–58 Lübbener Straße 12–13 Oppelner Straße 9, 12–14 Wrangelstraße 41–46 (Lage) | Mietshäuser Baudenkmale siehe: Sorauer Straße 7; 8 | 09030984 – Wrangelstraße 45, Mietshaus, 1877 von August Meyer                                                                                                  |                                     |
| 09030947 | Sorauer Straße 1–9, 11–14, 17–31 Görlitzer Straße 57–58 Lübbener Straße 12–13 Oppelner Straße 9, 12–14 Wrangelstraße 41–46 (Lage) | Mietshäuser Baudenkmale siehe: Sorauer Straße 7; 8 | 09030985 – Wrangelstraße 46 / Oppelner Straße 9, Mietshaus, 1875 von Wilhelm Zieske                                                                            |                                     |
| 09030987 | Tempelherrenstraße 2–5 (Lage) | Mietshäuser | Bestandteile des Ensembles: | Bestandteile des Ensembles:         |
| 09030987 | Tempelherrenstraße 2–5 (Lage) | Mietshäuser | 09030988 – Tempelherrenstraße 2, Mietshaus, 1881 von Hermann Pape                                                                                              |                                     |
| 09030987 | Tempelherrenstraße 2–5 (Lage) | Mietshäuser | 09030989 – Tempelherrenstraße 3, Mietshaus, 1882 von W. Rohrschneider                                                                                          |                                     |
| 09030987 | Tempelherrenstraße 2–5 (Lage) | Mietshäuser | 09030990 – Tempelherrenstraße 4, Mietshaus, 1882 von Friedrich und Daniel Sittel                                                                               |                                     |
| 09030987 | Tempelherrenstraße 2–5 (Lage) | Mietshäuser | 09030991 – Tempelherrenstraße 5, Mietshaus, 1882 von W. Dräger                                                                                                 |                                     |
| 09030992 | Urbanstraße 28–35D Fichtestraße 1–3, 33–34 Körtestraße 1–3, 5 (Lage) | Mietshäuser Baudenkmale siehe: Urbanstraße 33; 34 | Weitere Bestandteile des Ensembles: | Weitere Bestandteile des Ensembles: |
| 09030992 | Urbanstraße 28–35D Fichtestraße 1–3, 33–34 Körtestraße 1–3, 5 (Lage) | Mietshäuser Baudenkmale siehe: Urbanstraße 33; 34 | 09030995 – Fichtestraße 1–1A, Mietshaus, 1891 von August Hentschel                                                                                             |                                     |
| 09030992 | Urbanstraße 28–35D Fichtestraße 1–3, 33–34 Körtestraße 1–3, 5 (Lage) | Mietshäuser Baudenkmale siehe: Urbanstraße 33; 34 | 09030996 – Fichtestraße 2, Mietshaus, 1890 von F. Böhmert |                                     |
| 09030992 | Urbanstraße 28–35D Fichtestraße 1–3, 33–34 Körtestraße 1–3, 5 (Lage) | Mietshäuser Baudenkmale siehe: Urbanstraße 33; 34 | Gartenhäuschen |                                     |
| 09030992 | Urbanstraße 28–35D Fichtestraße 1–3, 33–34 Körtestraße 1–3, 5 (Lage) | Mietshäuser Baudenkmale siehe: Urbanstraße 33; 34 | Wandbild im Innenhof auf Brandwand des Hauses Fichtestraße 3                                                                                                   |                                     |
| 09030992 | Urbanstraße 28–35D Fichtestraße 1–3, 33–34 Körtestraße 1–3, 5 (Lage) | Mietshäuser Baudenkmale siehe: Urbanstraße 33; 34 | 09030997 – Fichtestraße 3, Mietshaus, 1890 von F. Böhmert |                                     |
| 09030992 | Urbanstraße 28–35D Fichtestraße 1–3, 33–34 Körtestraße 1–3, 5 (Lage) | Mietshäuser Baudenkmale siehe: Urbanstraße 33; 34 | 09030998 – Fichtestraße 33, Mietshaus, 1886 von Louis Seiffert                                                                                                 |                                     |
| 09030992 | Urbanstraße 28–35D Fichtestraße 1–3, 33–34 Körtestraße 1–3, 5 (Lage) | Mietshäuser Baudenkmale siehe: Urbanstraße 33; 34 | 09030999 – Körtestraße 1/3, Mietshaus, um 1890 |                                     |
| 09030992 | Urbanstraße 28–35D Fichtestraße 1–3, 33–34 Körtestraße 1–3, 5 (Lage) | Mietshäuser Baudenkmale siehe: Urbanstraße 33; 34 | 09031000 – Körtestraße 5, Mietshaus, um 1890 |                                     |
| 09030992 | Urbanstraße 28–35D Fichtestraße 1–3, 33–34 Körtestraße 1–3, 5 (Lage) | Mietshäuser Baudenkmale siehe: Urbanstraße 33; 34 | 09031001 – Urbanstraße 28, Mietshaus, 1891 von Cosmar F. O. Urban                                                                                              |                                     |
| 09030992 | Urbanstraße 28–35D Fichtestraße 1–3, 33–34 Körtestraße 1–3, 5 (Lage) | Mietshäuser Baudenkmale siehe: Urbanstraße 33; 34 | 09031002 – Urbanstraße 28A–29, Mietshaus, 1891 von Cosmar F. O. Urban                                                                                          |                                     |
| 09030992 | Urbanstraße 28–35D Fichtestraße 1–3, 33–34 Körtestraße 1–3, 5 (Lage) | Mietshäuser Baudenkmale siehe: Urbanstraße 33; 34 | 09031003 – Urbanstraße 29A / Körtestraße 2, Mietshaus, 1892 von G. Jehser                                                                                      |                                     |
| 09030992 | Urbanstraße 28–35D Fichtestraße 1–3, 33–34 Körtestraße 1–3, 5 (Lage) | Mietshäuser Baudenkmale siehe: Urbanstraße 33; 34 | 09031004 – Urbanstraße 30 / Fichtestraße 34, Mietshaus, 1888 von Louis Seiffert                                                                                |                                     |
| 09030992 | Urbanstraße 28–35D Fichtestraße 1–3, 33–34 Körtestraße 1–3, 5 (Lage) | Mietshäuser Baudenkmale siehe: Urbanstraße 33; 34 | 09031005 – Urbanstraße 31–32, Mietshaus, 1891 von Louis Seiffert                                                                                               |                                     |
| 09030992 | Urbanstraße 28–35D Fichtestraße 1–3, 33–34 Körtestraße 1–3, 5 (Lage) | Mietshäuser Baudenkmale siehe: Urbanstraße 33; 34 | 09031006 – Urbanstraße 35-35D, Mietshaus, 1890 von Wilhelm Seyring                                                                                             |                                     |
| 09031007 | Vor dem Schlesischen Tor Am Flutgraben 1 (Lage) | Uferbebauung am Flutgraben Baudenkmale siehe: Obere Freiarchenbrücke Schlesische Brücke | Weitere Bestandteile des Ensembles: | Weitere Bestandteile des Ensembles: |
| 09031007 | Vor dem Schlesischen Tor Am Flutgraben 1 (Lage) | Uferbebauung am Flutgraben Baudenkmale siehe: Obere Freiarchenbrücke Schlesische Brücke | 09031010 – Vor dem Schlesischen Tor 2, Funktionsgebäude, um 1877                                                                                               |                                     |
| 09031007 | Vor dem Schlesischen Tor Am Flutgraben 1 (Lage) | Uferbebauung am Flutgraben Baudenkmale siehe: Obere Freiarchenbrücke Schlesische Brücke | Badeanstalt |                                     |
| 09031007 | Vor dem Schlesischen Tor Am Flutgraben 1 (Lage) | Uferbebauung am Flutgraben Baudenkmale siehe: Obere Freiarchenbrücke Schlesische Brücke | Wohnhaus |                                     |
| 09031007 | Vor dem Schlesischen Tor Am Flutgraben 1 (Lage) | Uferbebauung am Flutgraben Baudenkmale siehe: Obere Freiarchenbrücke Schlesische Brücke | 09031011 – Fischhandelsfirma (Lagerschuppen), 1938 von Arthur Koch                                                                                             |                                     |
| 09031013 | Wartenburgstraße 16–19 B (Lage) | Mietshäuser Baudenkmal siehe: Wartenburgstraße 16–16B | Weitere Bestandteile des Ensembles: | Weitere Bestandteile des Ensembles: |
| 09031013 | Wartenburgstraße 16–19 B (Lage) | Mietshäuser Baudenkmal siehe: Wartenburgstraße 16–16B | 09031015 – Wartenburgstraße 17, Mietshaus, 1873 von Carl Friedrich Töbelmann                                                                                   |                                     |
| 09031013 | Wartenburgstraße 16–19 B (Lage) | Mietshäuser Baudenkmal siehe: Wartenburgstraße 16–16B | 09031016 – Wartenburgstraße 18, Mietshaus, 1873 von Carl Friedrich Töbelmann                                                                                   |                                     |
| 09031013 | Wartenburgstraße 16–19 B (Lage) | Mietshäuser Baudenkmal siehe: Wartenburgstraße 16–16B | 09031017 – Wartenburgstraße 19, Mietshaus, 1874 von August Ferdinand Harnisch                                                                                  |                                     |
| 09031018 | Wiener Straße 8–9, 12–13, 69 Skalitzer Straße 39 (Lage) | Mietshäuser und U-Bahnhof Görlitzer Bahnhof Baudenkmale siehe: Skalitzer Straße, U-Bahnhof Görlitzer Bahnhof Wiener Straße 69 | Weitere Bestandteile des Ensembles: | Weitere Bestandteile des Ensembles: |
| 09031018 | Wiener Straße 8–9, 12–13, 69 Skalitzer Straße 39 (Lage) | Mietshäuser und U-Bahnhof Görlitzer Bahnhof Baudenkmale siehe: Skalitzer Straße, U-Bahnhof Görlitzer Bahnhof Wiener Straße 69 | 09031021 – Wiener Straße 8, Mietshaus, 1876 von W. Wagner |                                     |
| 09031018 | Wiener Straße 8–9, 12–13, 69 Skalitzer Straße 39 (Lage) | Mietshäuser und U-Bahnhof Görlitzer Bahnhof Baudenkmale siehe: Skalitzer Straße, U-Bahnhof Görlitzer Bahnhof Wiener Straße 69 | 09031022 – Wiener Straße 9, Mietshaus, 1874 von W. Wagner |                                     |
| 09031018 | Wiener Straße 8–9, 12–13, 69 Skalitzer Straße 39 (Lage) | Mietshäuser und U-Bahnhof Görlitzer Bahnhof Baudenkmale siehe: Skalitzer Straße, U-Bahnhof Görlitzer Bahnhof Wiener Straße 69 | 09031023 – Wiener Straße 12, Mietshaus 1868 von W. Schroeder                                                                                                   |                                     |
| 09031018 | Wiener Straße 8–9, 12–13, 69 Skalitzer Straße 39 (Lage) | Mietshäuser und U-Bahnhof Görlitzer Bahnhof Baudenkmale siehe: Skalitzer Straße, U-Bahnhof Görlitzer Bahnhof Wiener Straße 69 | 09031024 – Wiener Straße 13, Mietshaus, 1870 von W. Schroeder                                                                                                  |                                     |
| 09031018 | Wiener Straße 8–9, 12–13, 69 Skalitzer Straße 39 (Lage) | Mietshäuser und U-Bahnhof Görlitzer Bahnhof Baudenkmale siehe: Skalitzer Straße, U-Bahnhof Görlitzer Bahnhof Wiener Straße 69 | Sammelgarage und Werkstatt, 1930 von Bruno Ahrends und Carl Tuchscherer                                                                                        |                                     |
| 09031025 | Yorckstraße 80–90 Großbeerenstraße 30, 33–35, 50–57A, 60 Hagelberger Straße 1–15, 42, 45–52, 55–57 Mehringdamm 40/56, 43/45, 53/57 (Lage) | Quartier Riehmers Hofgarten mit Hofanlagen und Vorgärten Gesamtanlagen siehe: Yorckstraße 83–86; 88–89 Baudenkmale siehe: Hagelberger Straße 13–14; 52 Mehringdamm 40; 43; 45; 50 Yorckstraße 80; 81–82 | Weitere Bestandteile des Ensembles: | Weitere Bestandteile des Ensembles: |
| 09031025 | Yorckstraße 80–90 Großbeerenstraße 30, 33–35, 50–57A, 60 Hagelberger Straße 1–15, 42, 45–52, 55–57 Mehringdamm 40/56, 43/45, 53/57 (Lage) | Quartier Riehmers Hofgarten mit Hofanlagen und Vorgärten Gesamtanlagen siehe: Yorckstraße 83–86; 88–89 Baudenkmale siehe: Hagelberger Straße 13–14; 52 Mehringdamm 40; 43; 45; 50 Yorckstraße 80; 81–82 | 09031035 – Großbeerenstraße 30, Mietshaus, 1875 von F. W. Rickert                                                                                              |                                     |
| 09031025 | Yorckstraße 80–90 Großbeerenstraße 30, 33–35, 50–57A, 60 Hagelberger Straße 1–15, 42, 45–52, 55–57 Mehringdamm 40/56, 43/45, 53/57 (Lage) | Quartier Riehmers Hofgarten mit Hofanlagen und Vorgärten Gesamtanlagen siehe: Yorckstraße 83–86; 88–89 Baudenkmale siehe: Hagelberger Straße 13–14; 52 Mehringdamm 40; 43; 45; 50 Yorckstraße 80; 81–82 | 09031036 – Großbeerenstraße 33, Mietshaus, 1876 von Kopsch & Klein sowie F. Harnisch und C. Töbelmann                                                          |                                     |
| 09031025 | Yorckstraße 80–90 Großbeerenstraße 30, 33–35, 50–57A, 60 Hagelberger Straße 1–15, 42, 45–52, 55–57 Mehringdamm 40/56, 43/45, 53/57 (Lage) | Quartier Riehmers Hofgarten mit Hofanlagen und Vorgärten Gesamtanlagen siehe: Yorckstraße 83–86; 88–89 Baudenkmale siehe: Hagelberger Straße 13–14; 52 Mehringdamm 40; 43; 45; 50 Yorckstraße 80; 81–82 | 09031037 – Großbeerenstraße 34, Mietshaus und Gewerbegebäude, 1876 von Kopsch & Klein                                                                          |                                     |
| 09031025 | Yorckstraße 80–90 Großbeerenstraße 30, 33–35, 50–57A, 60 Hagelberger Straße 1–15, 42, 45–52, 55–57 Mehringdamm 40/56, 43/45, 53/57 (Lage) | Quartier Riehmers Hofgarten mit Hofanlagen und Vorgärten Gesamtanlagen siehe: Yorckstraße 83–86; 88–89 Baudenkmale siehe: Hagelberger Straße 13–14; 52 Mehringdamm 40; 43; 45; 50 Yorckstraße 80; 81–82 | Gewerbegebäude |                                     |
| 09031025 | Yorckstraße 80–90 Großbeerenstraße 30, 33–35, 50–57A, 60 Hagelberger Straße 1–15, 42, 45–52, 55–57 Mehringdamm 40/56, 43/45, 53/57 (Lage) | Quartier Riehmers Hofgarten mit Hofanlagen und Vorgärten Gesamtanlagen siehe: Yorckstraße 83–86; 88–89 Baudenkmale siehe: Hagelberger Straße 13–14; 52 Mehringdamm 40; 43; 45; 50 Yorckstraße 80; 81–82 | 09031038 – Großbeerenstraße 35, Mietshaus, 1877 von Klopsch & Klein                                                                                            |                                     |
| 09031025 | Yorckstraße 80–90 Großbeerenstraße 30, 33–35, 50–57A, 60 Hagelberger Straße 1–15, 42, 45–52, 55–57 Mehringdamm 40/56, 43/45, 53/57 (Lage) | Quartier Riehmers Hofgarten mit Hofanlagen und Vorgärten Gesamtanlagen siehe: Yorckstraße 83–86; 88–89 Baudenkmale siehe: Hagelberger Straße 13–14; 52 Mehringdamm 40; 43; 45; 50 Yorckstraße 80; 81–82 | Kuhstall, 1892 von F. Kallmann |                                     |
| 09031025 | Yorckstraße 80–90 Großbeerenstraße 30, 33–35, 50–57A, 60 Hagelberger Straße 1–15, 42, 45–52, 55–57 Mehringdamm 40/56, 43/45, 53/57 (Lage) | Quartier Riehmers Hofgarten mit Hofanlagen und Vorgärten Gesamtanlagen siehe: Yorckstraße 83–86; 88–89 Baudenkmale siehe: Hagelberger Straße 13–14; 52 Mehringdamm 40; 43; 45; 50 Yorckstraße 80; 81–82 | 09031039 – Großbeerenstraße 50, Mietshaus, 1875, von Heinrich Albert Herold                                                                                    |                                     |
| 09031025 | Yorckstraße 80–90 Großbeerenstraße 30, 33–35, 50–57A, 60 Hagelberger Straße 1–15, 42, 45–52, 55–57 Mehringdamm 40/56, 43/45, 53/57 (Lage) | Quartier Riehmers Hofgarten mit Hofanlagen und Vorgärten Gesamtanlagen siehe: Yorckstraße 83–86; 88–89 Baudenkmale siehe: Hagelberger Straße 13–14; 52 Mehringdamm 40; 43; 45; 50 Yorckstraße 80; 81–82 | 09031040 – Großbeerenstraße 51, Mietshaus, 1875 von Julius Reinicke und Louis Rietze                                                                           |                                     |
| 09031025 | Yorckstraße 80–90 Großbeerenstraße 30, 33–35, 50–57A, 60 Hagelberger Straße 1–15, 42, 45–52, 55–57 Mehringdamm 40/56, 43/45, 53/57 (Lage) | Quartier Riehmers Hofgarten mit Hofanlagen und Vorgärten Gesamtanlagen siehe: Yorckstraße 83–86; 88–89 Baudenkmale siehe: Hagelberger Straße 13–14; 52 Mehringdamm 40; 43; 45; 50 Yorckstraße 80; 81–82 | 09031041 – Großbeerenstraße 52 / Hagelberger Straße 42, Mietshaus, 1875 von Julius Reinicke und Louis Rietze                                                   |                                     |
| 09031025 | Yorckstraße 80–90 Großbeerenstraße 30, 33–35, 50–57A, 60 Hagelberger Straße 1–15, 42, 45–52, 55–57 Mehringdamm 40/56, 43/45, 53/57 (Lage) | Quartier Riehmers Hofgarten mit Hofanlagen und Vorgärten Gesamtanlagen siehe: Yorckstraße 83–86; 88–89 Baudenkmale siehe: Hagelberger Straße 13–14; 52 Mehringdamm 40; 43; 45; 50 Yorckstraße 80; 81–82 | 09031042 – Großbeerenstraße 54, Mietshaus mit Fabrikgebäude, 1876–1877 von Grumbach und Troschke                                                               |                                     |
| 09031025 | Yorckstraße 80–90 Großbeerenstraße 30, 33–35, 50–57A, 60 Hagelberger Straße 1–15, 42, 45–52, 55–57 Mehringdamm 40/56, 43/45, 53/57 (Lage) | Quartier Riehmers Hofgarten mit Hofanlagen und Vorgärten Gesamtanlagen siehe: Yorckstraße 83–86; 88–89 Baudenkmale siehe: Hagelberger Straße 13–14; 52 Mehringdamm 40; 43; 45; 50 Yorckstraße 80; 81–82 | Fabrikgebäude, 1876–1877 von Grumbach und Troschke; Umbau zur Schule, 1909 von Johannes Stracke                                                                |                                     |
| 09031025 | Yorckstraße 80–90 Großbeerenstraße 30, 33–35, 50–57A, 60 Hagelberger Straße 1–15, 42, 45–52, 55–57 Mehringdamm 40/56, 43/45, 53/57 (Lage) | Quartier Riehmers Hofgarten mit Hofanlagen und Vorgärten Gesamtanlagen siehe: Yorckstraße 83–86; 88–89 Baudenkmale siehe: Hagelberger Straße 13–14; 52 Mehringdamm 40; 43; 45; 50 Yorckstraße 80; 81–82 | 09031043 – Großbeerenstraße 55, Mietshaus, 1883 von J. Heydemann                                                                                               |                                     |
| 09031025 | Yorckstraße 80–90 Großbeerenstraße 30, 33–35, 50–57A, 60 Hagelberger Straße 1–15, 42, 45–52, 55–57 Mehringdamm 40/56, 43/45, 53/57 (Lage) | Quartier Riehmers Hofgarten mit Hofanlagen und Vorgärten Gesamtanlagen siehe: Yorckstraße 83–86; 88–89 Baudenkmale siehe: Hagelberger Straße 13–14; 52 Mehringdamm 40; 43; 45; 50 Yorckstraße 80; 81–82 | 09031044 – Großbeerenstraße 60, Mietshaus, 1894 von Fritz Schmidt oder A. Esmann                                                                               |                                     |
| 09031025 | Yorckstraße 80–90 Großbeerenstraße 30, 33–35, 50–57A, 60 Hagelberger Straße 1–15, 42, 45–52, 55–57 Mehringdamm 40/56, 43/45, 53/57 (Lage) | Quartier Riehmers Hofgarten mit Hofanlagen und Vorgärten Gesamtanlagen siehe: Yorckstraße 83–86; 88–89 Baudenkmale siehe: Hagelberger Straße 13–14; 52 Mehringdamm 40; 43; 45; 50 Yorckstraße 80; 81–82 | 09031045 – Hagelberger Straße 1, Mietshaus, 1869 von Wilhelm Riehmer                                                                                           |                                     |
| 09031025 | Yorckstraße 80–90 Großbeerenstraße 30, 33–35, 50–57A, 60 Hagelberger Straße 1–15, 42, 45–52, 55–57 Mehringdamm 40/56, 43/45, 53/57 (Lage) | Quartier Riehmers Hofgarten mit Hofanlagen und Vorgärten Gesamtanlagen siehe: Yorckstraße 83–86; 88–89 Baudenkmale siehe: Hagelberger Straße 13–14; 52 Mehringdamm 40; 43; 45; 50 Yorckstraße 80; 81–82 | Werkstätten, 1926 von Bruno Grimneck |                                     |
| 09031025 | Yorckstraße 80–90 Großbeerenstraße 30, 33–35, 50–57A, 60 Hagelberger Straße 1–15, 42, 45–52, 55–57 Mehringdamm 40/56, 43/45, 53/57 (Lage) | Quartier Riehmers Hofgarten mit Hofanlagen und Vorgärten Gesamtanlagen siehe: Yorckstraße 83–86; 88–89 Baudenkmale siehe: Hagelberger Straße 13–14; 52 Mehringdamm 40; 43; 45; 50 Yorckstraße 80; 81–82 | 09031046 – Hagelberger Straße 2, Mietshaus, 1865 von Adolf Walther und Wilhelm Riehmer                                                                         |                                     |
| 09031025 | Yorckstraße 80–90 Großbeerenstraße 30, 33–35, 50–57A, 60 Hagelberger Straße 1–15, 42, 45–52, 55–57 Mehringdamm 40/56, 43/45, 53/57 (Lage) | Quartier Riehmers Hofgarten mit Hofanlagen und Vorgärten Gesamtanlagen siehe: Yorckstraße 83–86; 88–89 Baudenkmale siehe: Hagelberger Straße 13–14; 52 Mehringdamm 40; 43; 45; 50 Yorckstraße 80; 81–82 | 09031047 – Hagelberger Straße 3, Mietshaus, 1863 von Isaak und Langmar                                                                                         |                                     |
| 09031025 | Yorckstraße 80–90 Großbeerenstraße 30, 33–35, 50–57A, 60 Hagelberger Straße 1–15, 42, 45–52, 55–57 Mehringdamm 40/56, 43/45, 53/57 (Lage) | Quartier Riehmers Hofgarten mit Hofanlagen und Vorgärten Gesamtanlagen siehe: Yorckstraße 83–86; 88–89 Baudenkmale siehe: Hagelberger Straße 13–14; 52 Mehringdamm 40; 43; 45; 50 Yorckstraße 80; 81–82 | 09031048 – Hagelberger Straße 4, Mietshaus, 1863 von Ferdinand Kirchner und Johann Friedrich Hoff                                                              |                                     |
| 09031025 | Yorckstraße 80–90 Großbeerenstraße 30, 33–35, 50–57A, 60 Hagelberger Straße 1–15, 42, 45–52, 55–57 Mehringdamm 40/56, 43/45, 53/57 (Lage) | Quartier Riehmers Hofgarten mit Hofanlagen und Vorgärten Gesamtanlagen siehe: Yorckstraße 83–86; 88–89 Baudenkmale siehe: Hagelberger Straße 13–14; 52 Mehringdamm 40; 43; 45; 50 Yorckstraße 80; 81–82 | 09031049 – Hagelberger Straße 5, Mietshaus, 1864 von Sobotta                                                                                                   |                                     |
| 09031025 | Yorckstraße 80–90 Großbeerenstraße 30, 33–35, 50–57A, 60 Hagelberger Straße 1–15, 42, 45–52, 55–57 Mehringdamm 40/56, 43/45, 53/57 (Lage) | Quartier Riehmers Hofgarten mit Hofanlagen und Vorgärten Gesamtanlagen siehe: Yorckstraße 83–86; 88–89 Baudenkmale siehe: Hagelberger Straße 13–14; 52 Mehringdamm 40; 43; 45; 50 Yorckstraße 80; 81–82 | 09031050 – Hagelberger Straße 15 / Großbeerenstraße 53, Mietshaus, 1878 von J. Reinicke                                                                        |                                     |
| 09031025 | Yorckstraße 80–90 Großbeerenstraße 30, 33–35, 50–57A, 60 Hagelberger Straße 1–15, 42, 45–52, 55–57 Mehringdamm 40/56, 43/45, 53/57 (Lage) | Quartier Riehmers Hofgarten mit Hofanlagen und Vorgärten Gesamtanlagen siehe: Yorckstraße 83–86; 88–89 Baudenkmale siehe: Hagelberger Straße 13–14; 52 Mehringdamm 40; 43; 45; 50 Yorckstraße 80; 81–82 | 09031051 – Hagelberger Straße 45, Mietshaus, 1878 von Tielebier und Scholz                                                                                     |                                     |
| 09031025 | Yorckstraße 80–90 Großbeerenstraße 30, 33–35, 50–57A, 60 Hagelberger Straße 1–15, 42, 45–52, 55–57 Mehringdamm 40/56, 43/45, 53/57 (Lage) | Quartier Riehmers Hofgarten mit Hofanlagen und Vorgärten Gesamtanlagen siehe: Yorckstraße 83–86; 88–89 Baudenkmale siehe: Hagelberger Straße 13–14; 52 Mehringdamm 40; 43; 45; 50 Yorckstraße 80; 81–82 | 09031052 – Hagelberger Straße 46, Mietshaus, 1878 von Tielebier und Scholz                                                                                     |                                     |
| 09031025 | Yorckstraße 80–90 Großbeerenstraße 30, 33–35, 50–57A, 60 Hagelberger Straße 1–15, 42, 45–52, 55–57 Mehringdamm 40/56, 43/45, 53/57 (Lage) | Quartier Riehmers Hofgarten mit Hofanlagen und Vorgärten Gesamtanlagen siehe: Yorckstraße 83–86; 88–89 Baudenkmale siehe: Hagelberger Straße 13–14; 52 Mehringdamm 40; 43; 45; 50 Yorckstraße 80; 81–82 | 09031053 – Hagelberger Straße 47, Mietshaus, 1876 von August C. H. Mertens                                                                                     |                                     |
| 09031025 | Yorckstraße 80–90 Großbeerenstraße 30, 33–35, 50–57A, 60 Hagelberger Straße 1–15, 42, 45–52, 55–57 Mehringdamm 40/56, 43/45, 53/57 (Lage) | Quartier Riehmers Hofgarten mit Hofanlagen und Vorgärten Gesamtanlagen siehe: Yorckstraße 83–86; 88–89 Baudenkmale siehe: Hagelberger Straße 13–14; 52 Mehringdamm 40; 43; 45; 50 Yorckstraße 80; 81–82 | 09031054 – Hagelberger Straße 48, Mietshaus, 1876 von Alexander Boettcher                                                                                      |                                     |
| 09031025 | Yorckstraße 80–90 Großbeerenstraße 30, 33–35, 50–57A, 60 Hagelberger Straße 1–15, 42, 45–52, 55–57 Mehringdamm 40/56, 43/45, 53/57 (Lage) | Quartier Riehmers Hofgarten mit Hofanlagen und Vorgärten Gesamtanlagen siehe: Yorckstraße 83–86; 88–89 Baudenkmale siehe: Hagelberger Straße 13–14; 52 Mehringdamm 40; 43; 45; 50 Yorckstraße 80; 81–82 | 09031055 – Hagelberger Straße 49, Mietshaus, 1874 von B. Gutbar und G. Hetzel                                                                                  |                                     |
| 09031025 | Yorckstraße 80–90 Großbeerenstraße 30, 33–35, 50–57A, 60 Hagelberger Straße 1–15, 42, 45–52, 55–57 Mehringdamm 40/56, 43/45, 53/57 (Lage) | Quartier Riehmers Hofgarten mit Hofanlagen und Vorgärten Gesamtanlagen siehe: Yorckstraße 83–86; 88–89 Baudenkmale siehe: Hagelberger Straße 13–14; 52 Mehringdamm 40; 43; 45; 50 Yorckstraße 80; 81–82 | 09031056 – Hagelberger Straße 50, Mietshaus und Fabrik, 1870 von H. A. Holland und Gustav Jansa                                                                |                                     |
| 09031025 | Yorckstraße 80–90 Großbeerenstraße 30, 33–35, 50–57A, 60 Hagelberger Straße 1–15, 42, 45–52, 55–57 Mehringdamm 40/56, 43/45, 53/57 (Lage) | Quartier Riehmers Hofgarten mit Hofanlagen und Vorgärten Gesamtanlagen siehe: Yorckstraße 83–86; 88–89 Baudenkmale siehe: Hagelberger Straße 13–14; 52 Mehringdamm 40; 43; 45; 50 Yorckstraße 80; 81–82 | Fabrik |                                     |
| 09031025 | Yorckstraße 80–90 Großbeerenstraße 30, 33–35, 50–57A, 60 Hagelberger Straße 1–15, 42, 45–52, 55–57 Mehringdamm 40/56, 43/45, 53/57 (Lage) | Quartier Riehmers Hofgarten mit Hofanlagen und Vorgärten Gesamtanlagen siehe: Yorckstraße 83–86; 88–89 Baudenkmale siehe: Hagelberger Straße 13–14; 52 Mehringdamm 40; 43; 45; 50 Yorckstraße 80; 81–82 | 09031057 – Hagelberger Straße 51, Mietshaus, 1866 von W. Maske und T. Peschke                                                                                  |                                     |
| 09031025 | Yorckstraße 80–90 Großbeerenstraße 30, 33–35, 50–57A, 60 Hagelberger Straße 1–15, 42, 45–52, 55–57 Mehringdamm 40/56, 43/45, 53/57 (Lage) | Quartier Riehmers Hofgarten mit Hofanlagen und Vorgärten Gesamtanlagen siehe: Yorckstraße 83–86; 88–89 Baudenkmale siehe: Hagelberger Straße 13–14; 52 Mehringdamm 40; 43; 45; 50 Yorckstraße 80; 81–82 | 09031058 – Hagelberger Straße 55, Mietshaus, 1869 von Carl August W. Maaß und F. Gunthey                                                                       |                                     |
| 09031025 | Yorckstraße 80–90 Großbeerenstraße 30, 33–35, 50–57A, 60 Hagelberger Straße 1–15, 42, 45–52, 55–57 Mehringdamm 40/56, 43/45, 53/57 (Lage) | Quartier Riehmers Hofgarten mit Hofanlagen und Vorgärten Gesamtanlagen siehe: Yorckstraße 83–86; 88–89 Baudenkmale siehe: Hagelberger Straße 13–14; 52 Mehringdamm 40; 43; 45; 50 Yorckstraße 80; 81–82 | 09031059 – Hagelberger Straße 56, Mietshaus, 1870 von Carl August W. Maaß und Friedrich Krebs                                                                  |                                     |
| 09031025 | Yorckstraße 80–90 Großbeerenstraße 30, 33–35, 50–57A, 60 Hagelberger Straße 1–15, 42, 45–52, 55–57 Mehringdamm 40/56, 43/45, 53/57 (Lage) | Quartier Riehmers Hofgarten mit Hofanlagen und Vorgärten Gesamtanlagen siehe: Yorckstraße 83–86; 88–89 Baudenkmale siehe: Hagelberger Straße 13–14; 52 Mehringdamm 40; 43; 45; 50 Yorckstraße 80; 81–82 | 09031060 – Hagelberger Straße 57, Mietshaus, 1871 von Carl August W. Maaß                                                                                      |                                     |
| 09031025 | Yorckstraße 80–90 Großbeerenstraße 30, 33–35, 50–57A, 60 Hagelberger Straße 1–15, 42, 45–52, 55–57 Mehringdamm 40/56, 43/45, 53/57 (Lage) | Quartier Riehmers Hofgarten mit Hofanlagen und Vorgärten Gesamtanlagen siehe: Yorckstraße 83–86; 88–89 Baudenkmale siehe: Hagelberger Straße 13–14; 52 Mehringdamm 40; 43; 45; 50 Yorckstraße 80; 81–82 | 09031061 – Mehringdamm 42, Mietshaus, 1868 von Wilhelm Riehmer und G. Hütt                                                                                     |                                     |
| 09031025 | Yorckstraße 80–90 Großbeerenstraße 30, 33–35, 50–57A, 60 Hagelberger Straße 1–15, 42, 45–52, 55–57 Mehringdamm 40/56, 43/45, 53/57 (Lage) | Quartier Riehmers Hofgarten mit Hofanlagen und Vorgärten Gesamtanlagen siehe: Yorckstraße 83–86; 88–89 Baudenkmale siehe: Hagelberger Straße 13–14; 52 Mehringdamm 40; 43; 45; 50 Yorckstraße 80; 81–82 | 09031062 – Mehringdamm 44/46, Mietshaus, 1868 von Wilhelm Riehmer und G. Hütt                                                                                  |                                     |
| 09031025 | Yorckstraße 80–90 Großbeerenstraße 30, 33–35, 50–57A, 60 Hagelberger Straße 1–15, 42, 45–52, 55–57 Mehringdamm 40/56, 43/45, 53/57 (Lage) | Quartier Riehmers Hofgarten mit Hofanlagen und Vorgärten Gesamtanlagen siehe: Yorckstraße 83–86; 88–89 Baudenkmale siehe: Hagelberger Straße 13–14; 52 Mehringdamm 40; 43; 45; 50 Yorckstraße 80; 81–82 | 09031063 – Mehringdamm 48, Geschäfts- und Bürogebäude, um 1965                                                                                                 |                                     |
| 09031025 | Yorckstraße 80–90 Großbeerenstraße 30, 33–35, 50–57A, 60 Hagelberger Straße 1–15, 42, 45–52, 55–57 Mehringdamm 40/56, 43/45, 53/57 (Lage) | Quartier Riehmers Hofgarten mit Hofanlagen und Vorgärten Gesamtanlagen siehe: Yorckstraße 83–86; 88–89 Baudenkmale siehe: Hagelberger Straße 13–14; 52 Mehringdamm 40; 43; 45; 50 Yorckstraße 80; 81–82 | 09031065 – Mehringdamm 52, Mietshaus, 1866 von Wilhelm Riehmer                                                                                                 |                                     |
| 09031025 | Yorckstraße 80–90 Großbeerenstraße 30, 33–35, 50–57A, 60 Hagelberger Straße 1–15, 42, 45–52, 55–57 Mehringdamm 40/56, 43/45, 53/57 (Lage) | Quartier Riehmers Hofgarten mit Hofanlagen und Vorgärten Gesamtanlagen siehe: Yorckstraße 83–86; 88–89 Baudenkmale siehe: Hagelberger Straße 13–14; 52 Mehringdamm 40; 43; 45; 50 Yorckstraße 80; 81–82 | 09031066 – Mehringdamm 53, Mietshaus mit Gewerbehof, 1862 von August Hahnemann                                                                                 |                                     |
| 09031025 | Yorckstraße 80–90 Großbeerenstraße 30, 33–35, 50–57A, 60 Hagelberger Straße 1–15, 42, 45–52, 55–57 Mehringdamm 40/56, 43/45, 53/57 (Lage) | Quartier Riehmers Hofgarten mit Hofanlagen und Vorgärten Gesamtanlagen siehe: Yorckstraße 83–86; 88–89 Baudenkmale siehe: Hagelberger Straße 13–14; 52 Mehringdamm 40; 43; 45; 50 Yorckstraße 80; 81–82 | Gewerbehof |                                     |
| 09031025 | Yorckstraße 80–90 Großbeerenstraße 30, 33–35, 50–57A, 60 Hagelberger Straße 1–15, 42, 45–52, 55–57 Mehringdamm 40/56, 43/45, 53/57 (Lage) | Quartier Riehmers Hofgarten mit Hofanlagen und Vorgärten Gesamtanlagen siehe: Yorckstraße 83–86; 88–89 Baudenkmale siehe: Hagelberger Straße 13–14; 52 Mehringdamm 40; 43; 45; 50 Yorckstraße 80; 81–82 | 09031067 – Mehringdamm 54, Mietshaus, 1867 von Wilhelm Riehmer                                                                                                 |                                     |
| 09031025 | Yorckstraße 80–90 Großbeerenstraße 30, 33–35, 50–57A, 60 Hagelberger Straße 1–15, 42, 45–52, 55–57 Mehringdamm 40/56, 43/45, 53/57 (Lage) | Quartier Riehmers Hofgarten mit Hofanlagen und Vorgärten Gesamtanlagen siehe: Yorckstraße 83–86; 88–89 Baudenkmale siehe: Hagelberger Straße 13–14; 52 Mehringdamm 40; 43; 45; 50 Yorckstraße 80; 81–82 | 09031068 – Mehringdamm 55, Mietshaus mit Sarotti-Gewerbehof, 1862 von Friedrich Liebert und C. Hoepke                                                          |                                     |
| 09031025 | Yorckstraße 80–90 Großbeerenstraße 30, 33–35, 50–57A, 60 Hagelberger Straße 1–15, 42, 45–52, 55–57 Mehringdamm 40/56, 43/45, 53/57 (Lage) | Quartier Riehmers Hofgarten mit Hofanlagen und Vorgärten Gesamtanlagen siehe: Yorckstraße 83–86; 88–89 Baudenkmale siehe: Hagelberger Straße 13–14; 52 Mehringdamm 40; 43; 45; 50 Yorckstraße 80; 81–82 | Sarotti-Gewerbehof |                                     |
| 09031025 | Yorckstraße 80–90 Großbeerenstraße 30, 33–35, 50–57A, 60 Hagelberger Straße 1–15, 42, 45–52, 55–57 Mehringdamm 40/56, 43/45, 53/57 (Lage) | Quartier Riehmers Hofgarten mit Hofanlagen und Vorgärten Gesamtanlagen siehe: Yorckstraße 83–86; 88–89 Baudenkmale siehe: Hagelberger Straße 13–14; 52 Mehringdamm 40; 43; 45; 50 Yorckstraße 80; 81–82 | 09031069 – Mehringdamm 56 / Hagelberger Straße, Mietshaus, 1867 von Wilhelm Riehmer                                                                            |                                     |
| 09031025 | Yorckstraße 80–90 Großbeerenstraße 30, 33–35, 50–57A, 60 Hagelberger Straße 1–15, 42, 45–52, 55–57 Mehringdamm 40/56, 43/45, 53/57 (Lage) | Quartier Riehmers Hofgarten mit Hofanlagen und Vorgärten Gesamtanlagen siehe: Yorckstraße 83–86; 88–89 Baudenkmale siehe: Hagelberger Straße 13–14; 52 Mehringdamm 40; 43; 45; 50 Yorckstraße 80; 81–82 | 09031070 – Mehringdamm 57, Mietshaus mit Gewerbehof, 1864 von L. Meyer und A. Plischkowski                                                                     |                                     |
| 09031025 | Yorckstraße 80–90 Großbeerenstraße 30, 33–35, 50–57A, 60 Hagelberger Straße 1–15, 42, 45–52, 55–57 Mehringdamm 40/56, 43/45, 53/57 (Lage) | Quartier Riehmers Hofgarten mit Hofanlagen und Vorgärten Gesamtanlagen siehe: Yorckstraße 83–86; 88–89 Baudenkmale siehe: Hagelberger Straße 13–14; 52 Mehringdamm 40; 43; 45; 50 Yorckstraße 80; 81–82 | Gewerbehof |                                     |
| 09031025 | Yorckstraße 80–90 Großbeerenstraße 30, 33–35, 50–57A, 60 Hagelberger Straße 1–15, 42, 45–52, 55–57 Mehringdamm 40/56, 43/45, 53/57 (Lage) | Quartier Riehmers Hofgarten mit Hofanlagen und Vorgärten Gesamtanlagen siehe: Yorckstraße 83–86; 88–89 Baudenkmale siehe: Hagelberger Straße 13–14; 52 Mehringdamm 40; 43; 45; 50 Yorckstraße 80; 81–82 | 09031071 – Yorckstraße 87, Mietshaus, 1958 von M. A. Elsner |                                     |
| 09031025 | Yorckstraße 80–90 Großbeerenstraße 30, 33–35, 50–57A, 60 Hagelberger Straße 1–15, 42, 45–52, 55–57 Mehringdamm 40/56, 43/45, 53/57 (Lage) | Quartier Riehmers Hofgarten mit Hofanlagen und Vorgärten Gesamtanlagen siehe: Yorckstraße 83–86; 88–89 Baudenkmale siehe: Hagelberger Straße 13–14; 52 Mehringdamm 40; 43; 45; 50 Yorckstraße 80; 81–82 | 09031072 – Yorckstraße 89A, Mietshaus, 1897 von Otto Mrosk |                                     |
| 09031025 | Yorckstraße 80–90 Großbeerenstraße 30, 33–35, 50–57A, 60 Hagelberger Straße 1–15, 42, 45–52, 55–57 Mehringdamm 40/56, 43/45, 53/57 (Lage) | Quartier Riehmers Hofgarten mit Hofanlagen und Vorgärten Gesamtanlagen siehe: Yorckstraße 83–86; 88–89 Baudenkmale siehe: Hagelberger Straße 13–14; 52 Mehringdamm 40; 43; 45; 50 Yorckstraße 80; 81–82 | 09031073 – Yorckstraße 90, Mietshaus, 1891 von Paul Opitz |                                     |
| 09031025 | Yorckstraße 80–90 Großbeerenstraße 30, 33–35, 50–57A, 60 Hagelberger Straße 1–15, 42, 45–52, 55–57 Mehringdamm 40/56, 43/45, 53/57 (Lage) | Quartier Riehmers Hofgarten mit Hofanlagen und Vorgärten Gesamtanlagen siehe: Yorckstraße 83–86; 88–89 Baudenkmale siehe: Hagelberger Straße 13–14; 52 Mehringdamm 40; 43; 45; 50 Yorckstraße 80; 81–82 | Ehemaliger Bestandteil des Ensembles: |                                     |
| 09031025 | Yorckstraße 80–90 Großbeerenstraße 30, 33–35, 50–57A, 60 Hagelberger Straße 1–15, 42, 45–52, 55–57 Mehringdamm 40/56, 43/45, 53/57 (Lage) | Quartier Riehmers Hofgarten mit Hofanlagen und Vorgärten Gesamtanlagen siehe: Yorckstraße 83–86; 88–89 Baudenkmale siehe: Hagelberger Straße 13–14; 52 Mehringdamm 40; 43; 45; 50 Yorckstraße 80; 81–82 | Hagelberger Straße 8, Mietshaus, 1873 von Reichert |                                     |
| 09031025 | Yorckstraße 80–90 Großbeerenstraße 30, 33–35, 50–57A, 60 Hagelberger Straße 1–15, 42, 45–52, 55–57 Mehringdamm 40/56, 43/45, 53/57 (Lage) | Quartier Riehmers Hofgarten mit Hofanlagen und Vorgärten Gesamtanlagen siehe: Yorckstraße 83–86; 88–89 Baudenkmale siehe: Hagelberger Straße 13–14; 52 Mehringdamm 40; 43; 45; 50 Yorckstraße 80; 81–82 | Nicht konstituierende Bestandteile des Ensembles: Hagelberger Straße 6, 7                                                                                      |                                     |

## Denkmalbereiche (Gesamtanlagen)
| Nr.      | Lage | Offizielle Bezeichnung | Beschreibung | Bild |
| -------- | --- | --- | --- | --- |
| 09010156 | Alexandrinenstraße 118–121 (Lage) | Kath. St.-Agnes-Gemeindezentrum | Kirche, 1964–1967 von Werner Düttmann | |
| 09010156 | Alexandrinenstraße 118–121 (Lage) | Kath. St.-Agnes-Gemeindezentrum | Gemeindehaus | |
| 09031074 | Alte Jakobstraße 10–13, Ritterstraße 69 (Lage) | Hauptkinderheim | Hauptgebäude, 1964–1968 von Max Taut, Fritz Bornemann und Hermann Mattern letztes Werk von Max Taut | |
| 09031074 | Alte Jakobstraße 10–13, Ritterstraße 69 (Lage) | Hauptkinderheim | 5 Wohntrakte | |
| 09031074 | Alte Jakobstraße 10–13, Ritterstraße 69 (Lage) | Hauptkinderheim | Aula (heute Tiyatrom) | |
| 09097792 | Am Berlin Museum 1–19, 21/27 Alte Jakobstraße 129–136 Lindenstraße 15–19 (Lage)                                                                                             | Wohnpark am Berlin-Museum (Entstanden im Rahmen der IBA 1987) | (Am Berlin-Museum 2–18), 1980–1986 von Kollhoff/Ovaska | |
| 09097792 | Am Berlin Museum 1–19, 21/27 Alte Jakobstraße 129–136 Lindenstraße 15–19 (Lage)                                                                                             | Wohnpark am Berlin-Museum (Entstanden im Rahmen der IBA 1987) | (Am Berlin-Museum 1/27), Straßenseite und 6 Wohntürme, Jourdan-Müller-Albrecht, Hielscher-Mügge, Demblien | |
| 09097792 | Am Berlin Museum 1–19, 21/27 Alte Jakobstraße 129–136 Lindenstraße 15–19 (Lage)                                                                                             | Wohnpark am Berlin-Museum (Entstanden im Rahmen der IBA 1987) | (Alte Jakobstraße 129 D), Frowein/Spangenberg | |
| 09097792 | Am Berlin Museum 1–19, 21/27 Alte Jakobstraße 129–136 Lindenstraße 15–19 (Lage)                                                                                             | Wohnpark am Berlin-Museum (Entstanden im Rahmen der IBA 1987) | (Alte Jakobstraße 129 A–C), Frowein/Spangenberg | |
| 09097792 | Am Berlin Museum 1–19, 21/27 Alte Jakobstraße 129–136 Lindenstraße 15–19 (Lage)                                                                                             | Wohnpark am Berlin-Museum (Entstanden im Rahmen der IBA 1987) | (Alte Jakobstraße 129–134), Frowein/Spangenberg | |
| 09097792 | Am Berlin Museum 1–19, 21/27 Alte Jakobstraße 129–136 Lindenstraße 15–19 (Lage)                                                                                             | Wohnpark am Berlin-Museum (Entstanden im Rahmen der IBA 1987) | (Alte Jakobstraße 135–136), Stavoprojekt | |
| 09097792 | Am Berlin Museum 1–19, 21/27 Alte Jakobstraße 129–136 Lindenstraße 15–19 (Lage)                                                                                             | Wohnpark am Berlin-Museum (Entstanden im Rahmen der IBA 1987) | (Lindenstraße 19), Stadtvilla Arata Isozaki | |
| 09097792 | Am Berlin Museum 1–19, 21/27 Alte Jakobstraße 129–136 Lindenstraße 15–19 (Lage)                                                                                             | Wohnpark am Berlin-Museum (Entstanden im Rahmen der IBA 1987) | Lindenstraße 18, Mietshaus | |
| 09097792 | Am Berlin Museum 1–19, 21/27 Alte Jakobstraße 129–136 Lindenstraße 15–19 (Lage)                                                                                             | Wohnpark am Berlin-Museum (Entstanden im Rahmen der IBA 1987) | (Lindenstraße 15–17), Kreis-Schaad-Schaad | |
| 09031075 | Am Tempelhofer Berg 6 (Lage) | Berliner Bierbrauerei AG | Gärhaus, 1898–1899 von Erdmann & Spindler | |
| 09031075 | Am Tempelhofer Berg 6 (Lage) | Berliner Bierbrauerei AG | Verwaltungsgebäude | |
| 09031075 | Am Tempelhofer Berg 6 (Lage) | Berliner Bierbrauerei AG | Lagergebäude | |
| 09031075 | Am Tempelhofer Berg 6 (Lage) | Berliner Bierbrauerei AG | Toranlage | |
| 09031075 | Am Tempelhofer Berg 6 (Lage) | Berliner Bierbrauerei AG | Maschinenhaus | |
| 09031075 | Am Tempelhofer Berg 6 (Lage) | Berliner Bierbrauerei AG | Werkstätten | |
| 09031075 | Am Tempelhofer Berg 6 (Lage) | Berliner Bierbrauerei AG | Kesselhaus, 1929 von Wessel | |
| 09031076 | Am Tempelhofer Berg 7D (Lage) | Habels Brauerei | Hauptgebäude mit Darre und Sudhaus, 1885 | |
| 09031076 | Am Tempelhofer Berg 7D (Lage) | Habels Brauerei | Lagergebäude | |
| 09031076 | Am Tempelhofer Berg 7D (Lage) | Habels Brauerei | Schornstein | |
| 09031077 | Bergmannstraße 28–29, (Lage) | 133. und 149. Gemeindedoppelschule | Schulhaus, 1884–1885 nach Plänen von Hermann Blankenstein. Im 20. Jahrhundert weiterhin als Bildungseinrichtung genutzt, ab 2012 Sitz der Global Music Academy | Schulfassaden an der Bergmannstraße |
| 09031077 | Bergmannstraße 28–29, (Lage) | 133. und 149. Gemeindedoppelschule | Lehrerwohnhaus | Schulfassaden an der Bergmannstraße |
| 09031077 | Bergmannstraße 28–29, (Lage) | 133. und 149. Gemeindedoppelschule | Gasleuchten im Straßenraum | |
| 09031078 | Bergmannstraße 60–65 (Lage) | 60. und 236. Gemeindeschule | 1901–1902 von Ludwig Hoffmann und Fritz Haack | |
| 09030647 | Böckhstraße 10 (Lage) | 11. Realschule Bestandteil des Ensembles: Dieffenbachstraße | 1895 von Hermann Blankenstein und Karl Frobenius | |
| 09030647 | Böckhstraße 10 (Lage) | Standesamt | 1895 von Hermann Blankenstein und Karl Frobenius | |
| 09030648 | Böckhstraße 16, Dieffenbachstraße 51 (Lage) | 163. und 192. Gemeindeschule Bestandteil des Ensembles: Dieffenbachstraße | Schulgebäude, 1891–1892 von Hermann Blankenstein und Karl Frobenius | |
| 09030648 | Böckhstraße 16, Dieffenbachstraße 51 (Lage) | 163. und 192. Gemeindeschule Bestandteil des Ensembles: Dieffenbachstraße | Lehrerwohnhaus, 1891–1892 von Hermann Blankenstein und Karl Frobenius | |
| 09030648 | Böckhstraße 16, Dieffenbachstraße 51 (Lage) | 163. und 192. Gemeindeschule Bestandteil des Ensembles: Dieffenbachstraße | Toilettengebäude, 1891–1892 von Hermann Blankenstein und Karl Frobenius | |
| 09030648 | Böckhstraße 16, Dieffenbachstraße 51 (Lage) | 163. und 192. Gemeindeschule Bestandteil des Ensembles: Dieffenbachstraße | Turnhalle 1957–1958 vom Hochbauamt Kreuzberg | |
| 09030649 | Dieffenbachstraße 39–40, Schönleinstraße 9 (Lage) | Ev.-methodistische Christus-Kirche und Diakonissenkrankenhaus Bestandteil des Ensembles: Dieffenbachstraße | Kirche, 1905–1906 und 1908 von Georg Pourroy | |
| 09030649 | Dieffenbachstraße 39–40, Schönleinstraße 9 (Lage) | Ev.-methodistische Christus-Kirche und Diakonissenkrankenhaus Bestandteil des Ensembles: Dieffenbachstraße | Wohnheim (Hinterhof) | |
| 09097808 | Dresdener Straße (Lage) | Tunnelanlage Für weiteren Bestandteil des Gesamtdenkmals siehe: Mitte | Tunnelanlage, 1912–1927, Einbau U-Bahnhof, 1914–1919 von AEG | |
| 09097808 | Dresdener Straße (Lage) | Tunnelanlage Für weiteren Bestandteil des Gesamtdenkmals siehe: Mitte | Schaltwerk, 1926–1927 | |
| 09097808 | Dresdener Straße (Lage) | Tunnelanlage Für weiteren Bestandteil des Gesamtdenkmals siehe: Mitte | Einbau Luftschutzbunker, 1941–1942 | |
| 09097808 | Dresdener Straße (Lage) | Tunnelanlage Für weiteren Bestandteil des Gesamtdenkmals siehe: Mitte | Grenzsperranlagen, 1961 (siehe auch Gesamtdenkmal Berliner Mauer) | |
| 09097808 | Dresdener Straße (Lage) | Teilverlust: | U-Bahnhof, 1912–1914 von Peter Behrens, 2015 verfüllt aus statischen Gründen | |
| 09031080 | Dresdener Straße 27, Legiendamm 32 (Lage) | Beamtenwohnhaus und Gaststättengebäude der Markthalle VII | Beamtenwohaus, 1887–1888 von Hermann Blankenstein und August Lindemann | |
| 09031080 | Dresdener Straße 27, Legiendamm 32 (Lage) | Beamtenwohnhaus und Gaststättengebäude der Markthalle VII | Querflügel | |
| 09031080 | Dresdener Straße 27, Legiendamm 32 (Lage) | Beamtenwohnhaus und Gaststättengebäude der Markthalle VII | Gaststätte | |
| 09097896 | Dresdener Straße 128 (Lage) | Kinderhaus | Kindertagesstätte, 1986-1988 von Dieter Frowein und Gerhard Spangenberg (Entstanden im Rahmen der IBA 1987) | |
| 09097896 | Dresdener Straße 128 (Lage) | Kinderhaus | im ehemaligen Parkhaus, 1974 von Wolfgang Jokisch und Johannes Uhl | [ 2 ] |
| 09031081 | Dudenstraße 26/30, 34/38 (Lage) | Wohnanlage | Dudenstraße 34, 36, 38 (Westlicher Teil), 1913–1914 von Berthold Bleier und Adolph Mattheus | |
| 09031081 | Dudenstraße 26/30, 34/38 (Lage) | Wohnanlage | Dudenstraße 26, 28, 30 (Östlicher Teil), 1913–1914 von Berthold Bleier und Adolph Mattheus | |
| 09031136 | Fichtestraße 4/6 (Lage) | Gasbehälter der Städtischen Gasanstalt | Gastank, 1883–1884, Bunkereinbau 1941–1942 | |
| 09031136 | Fichtestraße 4/6 (Lage) | Gasbehälter der Städtischen Gasanstalt | Wohnhaus und Regulierungshaus 1874 | |
| 09031082 | Fraenkelufer 18 (Lage) | 106. und 152. Gemeindeschule | Schule, 1884–1885 von Hermann Blankenstein | |
| 09031082 | Fraenkelufer 18 (Lage) | 106. und 152. Gemeindeschule | Toilettenhaus und Sporthalle | |
| 09097783 | Friedrichstraße 33 (Lage) | Wohn- und Geschäftshaus (Entstanden im Rahmen der IBA 1987) | 1980–1987 von Raimund Abraham | |
| 09097783 | Friedrichstraße 33 (Lage) | Wohn- und Geschäftshaus (Entstanden im Rahmen der IBA 1987) | Hofgestaltung | |
| 09031083 | Friesenstraße 16, Golßener Straße 6 Jüterboger Straße 3 (Lage) | Kaserne des Königin-Augusta-Garde-Grenadier-Regiments Nr. 4 und des Garde-Kürassier-Regiments | 3 Mannschaftsgebäude an der Jüterboger Straße, 1895–1897 von Schönhals, Vetter, von Lilienstern, Müssigbrodt | |
| 09031083 | Friesenstraße 16, Golßener Straße 6 Jüterboger Straße 3 (Lage) | Kaserne des Königin-Augusta-Garde-Grenadier-Regiments Nr. 4 und des Garde-Kürassier-Regiments | 2 Exerziergebäude | |
| 09031083 | Friesenstraße 16, Golßener Straße 6 Jüterboger Straße 3 (Lage) | Kaserne des Königin-Augusta-Garde-Grenadier-Regiments Nr. 4 und des Garde-Kürassier-Regiments | Wohnhaus an der Golßenerstraße | |
| 09031083 | Friesenstraße 16, Golßener Straße 6 Jüterboger Straße 3 (Lage) | Kaserne des Königin-Augusta-Garde-Grenadier-Regiments Nr. 4 und des Garde-Kürassier-Regiments | Offiziersspeiseanstalt, 1896–1897 von Carl Schäfer | |
| 09031083 | Friesenstraße 16, Golßener Straße 6 Jüterboger Straße 3 (Lage) | Kaserne des Königin-Augusta-Garde-Grenadier-Regiments Nr. 4 und des Garde-Kürassier-Regiments | Wirtschaftsgebäude an der Friesenstraße | |
| 09031083 | Friesenstraße 16, Golßener Straße 6 Jüterboger Straße 3 (Lage) | Kaserne des Königin-Augusta-Garde-Grenadier-Regiments Nr. 4 und des Garde-Kürassier-Regiments | 4 Mannschaftshäuser am Columbiadamm | |
| 09031083 | Friesenstraße 16, Golßener Straße 6 Jüterboger Straße 3 (Lage) | Kaserne des Königin-Augusta-Garde-Grenadier-Regiments Nr. 4 und des Garde-Kürassier-Regiments | 2 Wirtschaftsgebäude | |
| 09031083 | Friesenstraße 16, Golßener Straße 6 Jüterboger Straße 3 (Lage) | Kaserne des Königin-Augusta-Garde-Grenadier-Regiments Nr. 4 und des Garde-Kürassier-Regiments | 3 Höfe mit Pferdeställen | |
| 09031083 | Friesenstraße 16, Golßener Straße 6 Jüterboger Straße 3 (Lage) | Kaserne des Königin-Augusta-Garde-Grenadier-Regiments Nr. 4 und des Garde-Kürassier-Regiments | Latrinen | |
| 09031083 | Friesenstraße 16, Golßener Straße 6 Jüterboger Straße 3 (Lage) | Kaserne des Königin-Augusta-Garde-Grenadier-Regiments Nr. 4 und des Garde-Kürassier-Regiments | Reithalle | |
| 09031083 | Friesenstraße 16, Golßener Straße 6 Jüterboger Straße 3 (Lage) | Kaserne des Königin-Augusta-Garde-Grenadier-Regiments Nr. 4 und des Garde-Kürassier-Regiments | Tankstelle, 1953–1959 von Bruno Grimmek und Horst Bullert | |
| 09031083 | Friesenstraße 16, Golßener Straße 6 Jüterboger Straße 3 (Lage) | Kaserne des Königin-Augusta-Garde-Grenadier-Regiments Nr. 4 und des Garde-Kürassier-Regiments | Sport- und Übungshalle | |
| 09031083 | Friesenstraße 16, Golßener Straße 6 Jüterboger Straße 3 (Lage) | Kaserne des Königin-Augusta-Garde-Grenadier-Regiments Nr. 4 und des Garde-Kürassier-Regiments | Abnahmehallen | |
| 09031083 | Friesenstraße 16, Golßener Straße 6 Jüterboger Straße 3 (Lage) | Kaserne des Königin-Augusta-Garde-Grenadier-Regiments Nr. 4 und des Garde-Kürassier-Regiments | Trafostation | |
| 09031084 | Gitschiner Straße 48/49 Böcklerstraße 1 (Lage) | Beamtenhäuser und Lagerhaus der Städtischen Gasanstalt | Beamtenwohnhaus, 1855 | |
| 09031084 | Gitschiner Straße 48/49 Böcklerstraße 1 (Lage) | Beamtenhäuser und Lagerhaus der Städtischen Gasanstalt | Beamtenwohnhaus, 1874 | |
| 09031084 | Gitschiner Straße 48/49 Böcklerstraße 1 (Lage) | Beamtenhäuser und Lagerhaus der Städtischen Gasanstalt | Lagerhaus, 1890 | |
| 09030673 | Glogauer Straße 13, 16 (Lage) | 219. und 232. Gemeindeschule Bestandteil des Ensembles: Glogauer Straße | Schule mit Lehrerwohnhaus, 1898–1899 von Ludwig Hoffmann, Georg Matzdorff und Kühn | |
| 09030673 | Glogauer Straße 13, 16 (Lage) | 219. und 232. Gemeindeschule Bestandteil des Ensembles: Glogauer Straße | Turnhalle | |
| 09030673 | Glogauer Straße 13, 16 (Lage) | 219. und 232. Gemeindeschule Bestandteil des Ensembles: Glogauer Straße | Mädchen-Abort | |
| 09031085 | Gneisenaustraße 6A-B, 7A (Lage) | Mietshäuser | 6a, 1864–1865 von Peschke und Brescius | |
| 09031085 | Gneisenaustraße 6A-B, 7A (Lage) | Mietshäuser | 6b, 1864–1865 von Peschke und Brescius | |
| 09031085 | Gneisenaustraße 6A-B, 7A (Lage) | Mietshäuser | 7a, 1864–1865 von Peschke und Brescius | |
| 09031086 | Gneisenaustraße 7 Mehringdamm 59 (Lage) | Schulkomplex Gneisenaustraße | 91. und 101. Gemeindeschule, 1880–1881 von Hermann Blankenstein, Karl Frobenius, August Lindemann und Fritz Haack | |
| 09031086 | Gneisenaustraße 7 Mehringdamm 59 (Lage) | Schulkomplex Gneisenaustraße | Lehrerwohnhaus | |
| 09031086 | Gneisenaustraße 7 Mehringdamm 59 (Lage) | Schulkomplex Gneisenaustraße | Abort | |
| 09031086 | Gneisenaustraße 7 Mehringdamm 59 (Lage) | Schulkomplex Gneisenaustraße | 40. Gemeindeschule | |
| 09031086 | Gneisenaustraße 7 Mehringdamm 59 (Lage) | Schulkomplex Gneisenaustraße | 6. Realschule, 1890–1891 | |
| 09031086 | Gneisenaustraße 7 Mehringdamm 59 (Lage) | Schulkomplex Gneisenaustraße | Turnhalle | |
| 09031086 | Gneisenaustraße 7 Mehringdamm 59 (Lage) | Schulkomplex Gneisenaustraße | Gebäude mit Sonderunterrichtsräumen, 1953 | |
| 09031087 | Gneisenaustraße 44/45 (Lage) | Mietshäuser | 1899 von Arnold Kuthe | |
| 09031087 | Gneisenaustraße 44/45 (Lage) | Mietshäuser | Etagenfabrik | |
| 09031088 | Görlitzer Straße 51 (Lage) | 177. und 191. Gemeindeschule | Lehrerwohnhaus, 1890–1891 von Hermann Blankenstein | |
| 09031088 | Görlitzer Straße 51 (Lage) | 177. und 191. Gemeindeschule | Klassentrakt | |
| 09031088 | Görlitzer Straße 51 (Lage) | 177. und 191. Gemeindeschule | Turnhalle | |
| 09031089 | Graefestraße 85–88 Böckhstraße 36 (Lage) | 144., 176. und 184. Gemeindeschule | Lehrerwohnhaus, 1888–1890 von Hermann Blankenstein und Karl Frobenius | |
| 09031089 | Graefestraße 85–88 Böckhstraße 36 (Lage) | 144., 176. und 184. Gemeindeschule | Turnhalle | |
| 09031089 | Graefestraße 85–88 Böckhstraße 36 (Lage) | 144., 176. und 184. Gemeindeschule | Klassentrakt (Süd) | |
| 09031089 | Graefestraße 85–88 Böckhstraße 36 (Lage) | 144., 176. und 184. Gemeindeschule | Klassentrakt (Nord) | |
| 09031089 | Graefestraße 85–88 Böckhstraße 36 (Lage) | 144., 176. und 184. Gemeindeschule | Abort | |
| 09031079 | Grimmstraße 10–13B, 14–16L, Dieffenbachstraße 3–7, Urbanstraße 144–150 (Lage)                                                                                               | Städtisches Krankenhaus am Urban | 1887–1890 von Hermann Blankenstein und Karl Frobenius, Erweiterung 1912 | |
| 09031079 | Grimmstraße 10–13B, 14–16L, Dieffenbachstraße 3–7, Urbanstraße 144–150 (Lage)                                                                                               | Städtisches Krankenhaus am Urban | Bettenhaus 1 | |
| 09031079 | Grimmstraße 10–13B, 14–16L, Dieffenbachstraße 3–7, Urbanstraße 144–150 (Lage)                                                                                               | Städtisches Krankenhaus am Urban | Bettenhaus 2 | |
| 09031079 | Grimmstraße 10–13B, 14–16L, Dieffenbachstraße 3–7, Urbanstraße 144–150 (Lage)                                                                                               | Städtisches Krankenhaus am Urban | Bettenhaus 3 | |
| 09031079 | Grimmstraße 10–13B, 14–16L, Dieffenbachstraße 3–7, Urbanstraße 144–150 (Lage)                                                                                               | Städtisches Krankenhaus am Urban | Heizhaus | |
| 09031079 | Grimmstraße 10–13B, 14–16L, Dieffenbachstraße 3–7, Urbanstraße 144–150 (Lage)                                                                                               | Städtisches Krankenhaus am Urban | Kapellenhaus | |
| 09031079 | Grimmstraße 10–13B, 14–16L, Dieffenbachstraße 3–7, Urbanstraße 144–150 (Lage)                                                                                               | Städtisches Krankenhaus am Urban | Pavillon | |
| 09031090 | Hallesches Ufer, Mehringplatz (Lage) | U-Bahnhof Hallesches Tor (Hoch- und Untergrundbahnhof) | Hochbahnhof, 1900–1901 von Solf & Wichards, Erweiterung 1924–1927 (siehe auch Gesamtanlage Hoch- und Untergrundbahn, Stammstrecke) | |
| 09031090 | Hallesches Ufer, Mehringplatz (Lage) | U-Bahnhof Hallesches Tor (Hoch- und Untergrundbahnhof) | Untergrundbahnhof, 1920–1923 von Walter Koeppen | |
| 09031091 | Hallesches Ufer 78, (Lage) | Pumpstation Radialsystem III (Lapidarium) | Maschinen- und Kesselhaus, 1873–1876 von James Hobrecht | |
| 09031091 | Hallesches Ufer 78, (Lage) | Pumpstation Radialsystem III (Lapidarium) | Schornstein | |
| 09097811 | Hedemannstraße 21–24, Friedrichstraße 225–226 (Lage) | Wohnanlage | 1973–1976 von Werner Düttmann | |
| 09097811 | Puttkamerstraße 6–7 | Wohnanlage | 1973–1976 von Werner Düttmann | |
| 09097811 | Puttkamerstraße 1–5, Wilhelmstraße 20–24 | Wohnanlage | 1973–1976 von Werner Düttmann | |
| 09031092 | Hedemannstraße 11 & 12 & 13 & 14 & 25, Friedrichstraße 230 (Lage) | Wohn- und Geschäftshäuser | Wohn- und Geschäftshaus Hedemannstrasse 25, 1914–1915 von Johannes Kraaz | |
| 09031092 | Hedemannstraße 11 & 12 & 13 & 14 & 25, Friedrichstraße 230 (Lage) | Wohn- und Geschäftshäuser | Wohn- und Geschäftshaus Hedemannstraße 11 & 12 & 13, 1914–1915 von Johannes Kraaz | |
| 09031092 | Hedemannstraße 11 & 12 & 13 & 14 & 25, Friedrichstraße 230 (Lage) | Wohn- und Geschäftshäuser | Wohn- und Geschäftshaus Hedemannstraße 14, Friedrichstraße 230, 1914–1915 von Johannes Kraaz | |
| 09040456 | Hoch- und Untergrundbahn | Hoch- und Untergrundbahn, Stammstrecke (heute Teil der U-Bahn-Linie U1 und U2 zwischen U-Bahnhof Warschauer Straße und U-Bahnhof Ruhleben) Für weitere Bestandteile des Gesamtdenkmals siehe: Charlottenburg , Friedrichshain, Schöneberg, Tiergarten, Westend | Bauabschnitte: - als Hochbahn zwischen den Stationen Warschauer Straße und Bülowstraße, mit Abzweig bis Mendelssohn-Bartholdy-Park, einschließlich Brückenbauten, 1896–1902 von Siemens & Halske (Ingenieur Heinrich Schwieger), diverse Umbauten (siehe auch Gesamtanlagen U-Bahnhöfe Gleisdreieck, Hallesches Tor, Kottbusser Tor und Baudenkmale U-Bahnhöfe Schlesisches Tor, Görlitzer Bahnhof, Prinzenstraße, Möckernbrücke) | U1 bei Einfahrt in den U-Bahnhof Gleisdreieck · Skalitzer Straße mit Hochbahn · Detail der Hochbahnbrücke der U2 im Park am Gleisdreieck |
| 09097810 | Hornstraße 7–8 (Lage) | Ev. Christuskirche | 1963 von Klaus Ernst | |
| 09097810 | Hornstraße 7–8 (Lage) | Ev. Christuskirche | Glasbilder von Claus-Peter Koch | |
| 09031093 | Köpenicker Straße 16/17 (Lage) | Bäckerei der Garde du Corps | Bäckerei- und Brotmagazin-Gebäude, 1888–1893 von Bernhardt und Kneisler (Bauabteilung des Kriegsministeriums) | |
| 09031093 | Köpenicker Straße 16/17 (Lage) | Bäckerei der Garde du Corps | kleines Beamtenwohnhaus | |
| 09031093 | Köpenicker Straße 16/17 (Lage) | Bäckerei der Garde du Corps | großes Beamtenwohnhaus | |
| 09031093 | Köpenicker Straße 16/17 (Lage) | Bäckerei der Garde du Corps | Betriebsgebäude | |
| 09031093 | Köpenicker Straße 16/17 (Lage) | Bäckerei der Garde du Corps | Speichergebäude, 1938–1939 von Petzholdt (Heeresbauamt III) | |
| 09031175 | Köpenicker Straße 20 (Lage) | Berliner-Velvet-Fabrik Martin Mengers & Söhne | Comptoir-Gebäude, 1868 von Carl Lüdecke | |
| 09031175 | Köpenicker Straße 20 (Lage) | Berliner-Velvet-Fabrik Martin Mengers & Söhne | Expeditionsgebäude, 1852 von Carl Lüdecke | |
| 09031175 | Köpenicker Straße 20 (Lage) | Berliner-Velvet-Fabrik Martin Mengers & Söhne | Produktionsgebäude, 1883 von Winkelmann | |
| 09097894 | Köpenicker Straße 190–193 (Lage) | Seniorenwohnhaus | 1985–87 von Otto Steidle und Siegwart Geiger | |
| 09097894 | Köpenicker Straße 190–193 (Lage) | Seniorenwohnhaus | Remise, 1885 von Klinger | |
| 09097894 | Köpenicker Straße 190–193 (Lage) | Seniorenwohnhaus | Altbau | |
| 09031103 | Kottbusser Straße Reichenberger Straße Skalitzer Straße (Lage) | U-Bahnhof Kottbusser Tor (Hoch- und Untergrundbahnhof) | Hochbahnhof, 1898–1901 von Siemens & Halske (siehe auch Gesamtanlage Hoch- und Untergrundbahn, Stammstrecke) | |
| 09031103 | Kottbusser Straße Reichenberger Straße Skalitzer Straße (Lage) | U-Bahnhof Kottbusser Tor (Hoch- und Untergrundbahnhof) | Untergrundbahnhof, 1926–1929 von Alfred Grenander und Alfred Fehse | |
| 09031094 | Kottbusser Straße 1–3 Admiralstraße 38 (Lage) | Wohnanlage | 1954–1956 von Hans und Wassili Luckhardt | |
| 09050364 | Landwehrkanal Hallesches Ufer Reichpietschufer Schöneberger Ufer | Landwehrkanal, Uferbefestigung mit Auf- und Abgängen sowie begrüntem Uferstreifen mit Baumpflanzungen und Geländer Für weitere Bestandteile des Gesamtdenkmals siehe: Charlottenburg, Neukölln und Tiergarten                                                  | 1845–1850 von Peter Joseph Lenné (Architekt) und Johann Jacob Helfft (Baumeister), Ausbau 1883–1890 und 1936–1940 | |
| 09050364 | Landwehrkanal Hallesches Ufer Reichpietschufer Schöneberger Ufer | Landwehrkanal, Uferbefestigung mit Auf- und Abgängen sowie begrüntem Uferstreifen mit Baumpflanzungen und Geländer Für weitere Bestandteile des Gesamtdenkmals siehe: Charlottenburg, Neukölln und Tiergarten                                                  | Oberschleuse und Flutgraben | |
| 09050364 | Landwehrkanal Hallesches Ufer Reichpietschufer Schöneberger Ufer | Landwehrkanal, Uferbefestigung mit Auf- und Abgängen sowie begrüntem Uferstreifen mit Baumpflanzungen und Geländer Für weitere Bestandteile des Gesamtdenkmals siehe: Charlottenburg, Neukölln und Tiergarten                                                  | Rohrbrücke, 1877 | |
| 09031095 | Lausitzer Platz 9, Muskauer Straße 53 (Lage) | 46. und 76. Gemeindeschule | 46. Gemeindeschule am Lausitzer Platz 9, 1870–1871 von Arnold Hanel und Hermann Blankenstein | |
| 09031095 | Lausitzer Platz 9, Muskauer Straße 53 (Lage) | 46. und 76. Gemeindeschule | 76. Gemeindeschule in der Muskauer Straße 53, 1872–1873 von Arnold Hanel | |
| 09031095 | Lausitzer Platz 9, Muskauer Straße 53 (Lage) | 46. und 76. Gemeindeschule | Turnhalle | |
| 09031096 | Luckenwalder Straße 6A (Lage) | U-Bahnhof Gleisdreieck | (Hochbahnhof) 1912–1913 von Sepp Kaiser (siehe auch Gesamtanlage Hoch- und Untergrundbahn, Stammstrecke) | |
| 09031096 | Luckenwalder Straße 6A (Lage) | U-Bahnhof Gleisdreieck | Zugang zur U-Bahn | |
| 09031096 | Luckenwalder Straße 6A (Lage) | U-Bahnhof Gleisdreieck | Umformerwerk, 1925–1926 von Sepp Kaiser | |
| 09031097 | Mariannenplatz 1–3, Adalbertstraße 23A–B, Bethaniendamm 31–49, Waldemarstraße 57–69 (Lage)                                                                                  | Diakonissenkrankenhaus Bethanien mit Kapelle und Wohnhäusern | Krankenhaus mit Kapelle, 1845–1847 von Theodor Stein | |
| 09031097 | Mariannenplatz 1–3, Adalbertstraße 23A–B, Bethaniendamm 31–49, Waldemarstraße 57–69 (Lage)                                                                                  | Diakonissenkrankenhaus Bethanien mit Kapelle und Wohnhäusern | Feierabendhaus 1877 von L. Heitling, 1911 von Julius Boethke | |
| 09031097 | Mariannenplatz 1–3, Adalbertstraße 23A–B, Bethaniendamm 31–49, Waldemarstraße 57–69 (Lage)                                                                                  | Diakonissenkrankenhaus Bethanien mit Kapelle und Wohnhäusern | Martha-Maria-Heim 1893–1894 von Mühlke, 1910 von Boethke | |
| 09031097 | Mariannenplatz 1–3, Adalbertstraße 23A–B, Bethaniendamm 31–49, Waldemarstraße 57–69 (Lage)                                                                                  | Diakonissenkrankenhaus Bethanien mit Kapelle und Wohnhäusern | Seminar- und Wohngebäude, 1929–1930 von Mohr und Weidner | |
| 09031097 | Mariannenplatz 1–3, Adalbertstraße 23A–B, Bethaniendamm 31–49, Waldemarstraße 57–69 (Lage)                                                                                  | Diakonissenkrankenhaus Bethanien mit Kapelle und Wohnhäusern | Wohnhaus I | |
| 09031097 | Mariannenplatz 1–3, Adalbertstraße 23A–B, Bethaniendamm 31–49, Waldemarstraße 57–69 (Lage)                                                                                  | Diakonissenkrankenhaus Bethanien mit Kapelle und Wohnhäusern | Wohnhaus II | |
| 09031097 | Mariannenplatz 1–3, Adalbertstraße 23A–B, Bethaniendamm 31–49, Waldemarstraße 57–69 (Lage)                                                                                  | Diakonissenkrankenhaus Bethanien mit Kapelle und Wohnhäusern | Gasleuchten an der Adalbertstraße | |
| 09031098 | Mehringdamm 20–28 Obentrautstraße 19–21 (Lage) | Kaserne des 1. Garde-Dragoner-Regiments und Nachnutzung | Mannschaftsgebäude, 1850–1854 von Ferdinand Fleischinger und Karl Wilhelm Drewitz | |
| 09031098 | Mehringdamm 20–28 Obentrautstraße 19–21 (Lage) | Kaserne des 1. Garde-Dragoner-Regiments und Nachnutzung | Stallgebäude IV. Escadron und Fragment Stallgebäude III. Escadron (nördliche Pferdeställe), 1854 | |
| 09031098 | Mehringdamm 20–28 Obentrautstraße 19–21 (Lage) | Kaserne des 1. Garde-Dragoner-Regiments und Nachnutzung | Stallgebäude, II. Escadron und Fragment Stallgebäude I. Escadron (südliche Pferdeställe), 1854 | |
| 09031098 | Mehringdamm 20–28 Obentrautstraße 19–21 (Lage) | Kaserne des 1. Garde-Dragoner-Regiments und Nachnutzung | Alte Reithalle, 1853 | |
| 09031098 | Mehringdamm 20–28 Obentrautstraße 19–21 (Lage) | Kaserne des 1. Garde-Dragoner-Regiments und Nachnutzung | Neue Reithalle, 1889 von Böhme | |
| 09031098 | Mehringdamm 20–28 Obentrautstraße 19–21 (Lage) | Kaserne des 1. Garde-Dragoner-Regiments und Nachnutzung | Stall für kranke Pferde, 1854 | |
| 09031098 | Mehringdamm 20–28 Obentrautstraße 19–21 (Lage) | Kaserne des 1. Garde-Dragoner-Regiments und Nachnutzung | Translag-Tankstelle und Automobil-Waschhalle, 1930 von Heinrich Kosina | |
| 09097784 | Mehringplatz 6–15, 20–36 Brandesstraße 7 (Lage) | Stadtplatz | Geschäftshaus und Mietshäuser, 1967–1975 von Hans Scharoun, Werner Düttmann und Walter Rossow | |
| 09097784 | Mehringplatz 6–15, 20–36 Brandesstraße 7 (Lage) | Stadtplatz | Friedenssäule, 1840–1843 von Christian Cantian mit „Viktoria“ von Christian Daniel Rauch | |
| 09097784 | Mehringplatz 6–15, 20–36 Brandesstraße 7 (Lage) | Stadtplatz | Sitzfigur Friede, 1879 von Albert Wolff | |
| 09097784 | Mehringplatz 6–15, 20–36 Brandesstraße 7 (Lage) | Stadtplatz | Sitzfigur Klio, 1878 von Ferdinand Hartzer | |
| 09031100 | Methfesselstraße 28–48 Alte Brauerei 1–18 Am Weinhang 1–12 An der Barthschen Promenade Eberhard-Roters-Platz 1–11 Schmiedehof 1–23 Sixtusgarten 1–10 Tivoliplatz 1–9 (Lage) | Berliner Brauereigesellschaft Tivoli, Brauereigebäude und Keller | ab 1858 von Christian August Hahnemann, Gustav Junghahn, Karl Teichen | |
| 09030723 | Möckernstraße 68 (Lage) | Wohnhaus Bestandteil des Ensembles: Möckernstraße | Wohnhaus, 1883 von F. Nienburg | |
| 09030723 | Möckernstraße 68 (Lage) | Wohnhaus Bestandteil des Ensembles: Möckernstraße | Fabrik, 1883, 1895, 1959 | |
| 09031101 | Ohlauer Straße 5–11 Reichenberger Straße 124 (Lage) | Pianofortefabrik Bechstein | 1886–1907 von Hermann Wolf, Carl Schäfer, Theodor Toepffer | |
| 09030762 | Oranienstraße 26, Naunynstraße 63 (Lage) | 20. und 42. Gemeindeschule Bestandteil des Ensembles: Oranienstraße | Blindenanstalt, 1863–1864, ab 1902 Blindenanstalt, Umbau 1914 | |
| 09030762 | Oranienstraße 26, Naunynstraße 63 (Lage) | 20. und 42. Gemeindeschule Bestandteil des Ensembles: Oranienstraße | Gemeindeschule, 1867–1868 von Adolf Gerstenberg Seit 1980er Jugendzentrum | |
| 09030762 | Oranienstraße 26, Naunynstraße 63 (Lage) | 20. und 42. Gemeindeschule Bestandteil des Ensembles: Oranienstraße | Turnhalle | |
| 09030762 | Oranienstraße 26, Naunynstraße 63 (Lage) | 20. und 42. Gemeindeschule Bestandteil des Ensembles: Oranienstraße | Abort | |
| 09011328 | Oranienstraße 91, Alte Jakobstraße 110 (Lage) | Reichsdruckerei & Bundesdruckerei | Druckereigebäude (Oranienstraße), 1849–1851 von Gustav Emil Prüfer nach einer Entwurfsskizze von Friedrich August Stüler | |
| 09011328 | Oranienstraße 91, Alte Jakobstraße 110 (Lage) | Reichsdruckerei & Bundesdruckerei | Hofbauten, 1879, 1892–1897 von Carl Busse; 1900–1905 | |
| 09011328 | Oranienstraße 91, Alte Jakobstraße 110 (Lage) | Reichsdruckerei & Bundesdruckerei | Werkstattgebäude (Kommandantenstraße), 1922–1925 von Franz Helmberger | |
| 09011328 | Oranienstraße 91, Alte Jakobstraße 110 (Lage) | Reichsdruckerei & Bundesdruckerei | Verwaltungsgebäude, 1956–1958 von Prosper Lemoine unter Einbeziehung der Fundamente des Vorgängerbaus, Erweiterung 1974 | |
| 09011328 | Alte Jakobstraße 109 | Teilverlust: Einfahrt | Einfahrt wurde 2009 abgerissen, nur Fassade von Hofbebauung stehen gelassen | |
| 09030763 | Oranienstraße 183 (Lage) | Oranienhof, Mietshaus und Gewerbehof Bestandteil des Ensembles: Oranienstraße | Mietshaus, 1906 von Paul Silber & Co., 1907–1908 von Paul Ueberholz | |
| 09030763 | Oranienstraße 183 (Lage) | Oranienhof, Mietshaus und Gewerbehof Bestandteil des Ensembles: Oranienstraße | Gewerbehof | |
| 09097791 | Ritterstraße 55 – 60B Alte Jakobstraße 120A-121 Feilnerstraße 1–4, 7–12 Lindenstraße 30–31, 34–37 Oranienstraße 99–105 (Lage)                                               | Wohnanlage Ritterstraße-Nord (Entstanden im Rahmen der IBA 1987) | Zentrum mit Torhäusern, 1977–1988 von Rob Krier (siehe Gartendenkmal Ritterstraße 55–60B) | |
| 09097791 | Ritterstraße 55 – 60B Alte Jakobstraße 120A-121 Feilnerstraße 1–4, 7–12 Lindenstraße 30–31, 34–37 Oranienstraße 99–105 (Lage)                                               | Wohnanlage Ritterstraße-Nord (Entstanden im Rahmen der IBA 1987) | Kopfbauten an der Nord-Süd-Passage/Ritterstraße, Benzmüller-Wörner | |
| 09097791 | Ritterstraße 55 – 60B Alte Jakobstraße 120A-121 Feilnerstraße 1–4, 7–12 Lindenstraße 30–31, 34–37 Oranienstraße 99–105 (Lage)                                               | Wohnanlage Ritterstraße-Nord (Entstanden im Rahmen der IBA 1987) | Ritterstraße 55, Liepe-Steigelmann-Brandt-Heiß | |
| 09097791 | Ritterstraße 55 – 60B Alte Jakobstraße 120A-121 Feilnerstraße 1–4, 7–12 Lindenstraße 30–31, 34–37 Oranienstraße 99–105 (Lage)                                               | Wohnanlage Ritterstraße-Nord (Entstanden im Rahmen der IBA 1987) | Alte Jakobstraße 121, Ganz-Rolfes | |
| 09097791 | Ritterstraße 55 – 60B Alte Jakobstraße 120A-121 Feilnerstraße 1–4, 7–12 Lindenstraße 30–31, 34–37 Oranienstraße 99–105 (Lage)                                               | Wohnanlage Ritterstraße-Nord (Entstanden im Rahmen der IBA 1987) | Eckhaus Alte Jakobstraße 120A, Müller-Rhode-Partner | |
| 09097791 | Ritterstraße 55 – 60B Alte Jakobstraße 120A-121 Feilnerstraße 1–4, 7–12 Lindenstraße 30–31, 34–37 Oranienstraße 99–105 (Lage)                                               | Wohnanlage Ritterstraße-Nord (Entstanden im Rahmen der IBA 1987) | westlicher Kopfbau Nord-Süd-Passage/Oranienstraße, Bangert-Jansen-Scholz-Schultes (BJSS) | |
| 09097791 | Ritterstraße 55 – 60B Alte Jakobstraße 120A-121 Feilnerstraße 1–4, 7–12 Lindenstraße 30–31, 34–37 Oranienstraße 99–105 (Lage)                                               | Wohnanlage Ritterstraße-Nord (Entstanden im Rahmen der IBA 1987) | östlicher Kopfbau Nord-Süd-Passage/Oranienstraße, Bangert-Jansen-Scholz-Schultes (BJSS) | |
| 09097791 | Ritterstraße 55 – 60B Alte Jakobstraße 120A-121 Feilnerstraße 1–4, 7–12 Lindenstraße 30–31, 34–37 Oranienstraße 99–105 (Lage)                                               | Wohnanlage Ritterstraße-Nord (Entstanden im Rahmen der IBA 1987) | Eckhaus Lindenstraße/Oranienstraße, Feddersen-von Herder-Partner | |
| 09097791 | Ritterstraße 55 – 60B Alte Jakobstraße 120A-121 Feilnerstraße 1–4, 7–12 Lindenstraße 30–31, 34–37 Oranienstraße 99–105 (Lage)                                               | Wohnanlage Ritterstraße-Nord (Entstanden im Rahmen der IBA 1987) | Lindenstraße 30/31 | |
| 09097791 | Ritterstraße 55 – 60B Alte Jakobstraße 120A-121 Feilnerstraße 1–4, 7–12 Lindenstraße 30–31, 34–37 Oranienstraße 99–105 (Lage)                                               | Wohnanlage Ritterstraße-Nord (Entstanden im Rahmen der IBA 1987) | Lindenstraße 34, 1911–1912 nach Plänen von Curt Leuschnitzer. Als Merkurhaus in die Wohnanlage integriert | |
| 09097791 | Ritterstraße 55 – 60B Alte Jakobstraße 120A-121 Feilnerstraße 1–4, 7–12 Lindenstraße 30–31, 34–37 Oranienstraße 99–105 (Lage)                                               | Wohnanlage Ritterstraße-Nord (Entstanden im Rahmen der IBA 1987) | Lindenstraße 35, 1911–1912 nach Plänen von Curt Leuschnitzer | |
| 09097790 | Ritterstraße 61–66 Alte Jakobstraße 122–123 Lindenstraße 26–29 (Lage) | Wohnanlage Ritterstraße-Süd, „Konzepta“ (Entstanden im Rahmen der IBA 1987) | Torhaus, 1977–1980 von Rob Krier | |
| 09097790 | Ritterstraße 61–66 Alte Jakobstraße 122–123 Lindenstraße 26–29 (Lage) | Wohnanlage Ritterstraße-Süd, „Konzepta“ (Entstanden im Rahmen der IBA 1987) | Ritterstraße 62 und 65, Hielscher-Mügge | |
| 09097790 | Ritterstraße 61–66 Alte Jakobstraße 122–123 Lindenstraße 26–29 (Lage) | Wohnanlage Ritterstraße-Süd, „Konzepta“ (Entstanden im Rahmen der IBA 1987) | Ritterstraße 61 und 66, Gruppe 67, Gruppe 67 | |
| 09097790 | Ritterstraße 61–66 Alte Jakobstraße 122–123 Lindenstraße 26–29 (Lage) | Wohnanlage Ritterstraße-Süd, „Konzepta“ (Entstanden im Rahmen der IBA 1987) | Eckhäuser Ritterstraße/Lindenstraße & Ritterstraße/Alte Jakobstraße, Planungskollektiv 1 | |
| 09097790 | Ritterstraße 61–66 Alte Jakobstraße 122–123 Lindenstraße 26–29 (Lage) | Wohnanlage Ritterstraße-Süd, „Konzepta“ (Entstanden im Rahmen der IBA 1987) | Lindenstraße 28-28A, Hielscher-Mügge | |
| 09097790 | Ritterstraße 61–66 Alte Jakobstraße 122–123 Lindenstraße 26–29 (Lage) | Wohnanlage Ritterstraße-Süd, „Konzepta“ (Entstanden im Rahmen der IBA 1987) | Lindenstraße 27, 1912 von Jacobson und Weiß | |
| 09097790 | Ritterstraße 61–66 Alte Jakobstraße 122–123 Lindenstraße 26–29 (Lage) | Wohnanlage Ritterstraße-Süd, „Konzepta“ (Entstanden im Rahmen der IBA 1987) | Remise und Hinterhöfe | |
| 09097790 | Ritterstraße 61–66 Alte Jakobstraße 122–123 Lindenstraße 26–29 (Lage) | Wohnanlage Ritterstraße-Süd, „Konzepta“ (Entstanden im Rahmen der IBA 1987) | Lindenstraße 26, Gruppe 67 | |
| 09031102 | Schöneberger Straße 3 (Lage) | Büro- und Fabrikgebäude | 1914–1915 von Karl Janisch und Bürogebäude Erbaut für Siemens, seit 2004 ein Hotel. | |
| 09031102 | Schöneberger Straße 3 (Lage) | Büro- und Fabrikgebäude | Erweiterungsbau, 1929–1930 von Hans Hertlein | |
| 09031104 | Skalitzer Straße 55/56 (Lage) | 115. und 237. Gemeindeschule | 1886–1887 von Hermann Blankenstein und Karl Frobenius, 1987–1990 von Keith Murray und Joachim Schmidt | |
| 09097788 | Trebbiner Straße 8–9 (Lage) | Bahnbetriebswerk des Anhalter Bahnhofs (Bestandteil des Technikmuseums) | Lokschuppen, 1873–1879 von Faulhaber | |
| 09097788 | Trebbiner Straße 8–9 (Lage) | Bahnbetriebswerk des Anhalter Bahnhofs (Bestandteil des Technikmuseums) | Beamtenhaus, 1873–1879 von Faulhaber | |
| 09097788 | Trebbiner Straße 8–9 (Lage) | Bahnbetriebswerk des Anhalter Bahnhofs (Bestandteil des Technikmuseums) | Werkstattgebäude, 1873–1879 von Faulhaber | |
| 09097788 | Trebbiner Straße 8–9 (Lage) | Bahnbetriebswerk des Anhalter Bahnhofs (Bestandteil des Technikmuseums) | Wasserturm, 1908 | |
| 09097788 | Trebbiner Straße 8–9 (Lage) | Bahnbetriebswerk des Anhalter Bahnhofs (Bestandteil des Technikmuseums) | Stellwerk, 1912 | |
| 09031106 | Waldemarstraße 118 (Lage) | 20. Gemeindeschule | Schulgebäude, 1901–1902 von Ludwig Hoffmann, Bildhauerarbeiten von Otto Lessing | |
| 09031106 | Waldemarstraße 118 (Lage) | 20. Gemeindeschule | Lehrerwohnhaus | |
| 09031107 | Wartenburgstraße 1–1F, Großbeerenstraße 22 (Lage) | St.-Gertraudt-Stiftung | 1871–1873, 1883–1884 von Friedrich Koch, 1910–1911 von Fritz Haack (siehe Gartendenkmal Wartenburgstraße 1) | |
| 09031108 | Wilhelmstraße 116/117 (Lage) | 27. und 44. Gemeindeschule | 1867–1868 von Adolf Gerstenberg | |
| 09031108 | Wilhelmstraße 116/117 (Lage) | 27. und 44. Gemeindeschule | Turnhalle | |
| 09030456 | Wilmsstraße 10 (Lage) | 28. und 217. Gemeindeschule Bestandteil des Ensembles: Baerwaldstraße | 1898–1900 von Ludwig Hoffmann, Georg Matzdorff und Schneegans | |
| 09030456 | Wilmsstraße 10 (Lage) | Lehrerwohnhaus | 1898–1900 von Ludwig Hoffmann, Georg Matzdorff und Schneegans | |
| 09030457 | Wilmsstraße 11/12 (Lage) | Katholisch-Apostolische Kirche mit Gemeindehaus Bestandteil des Ensembles: Baerwaldstraße | 1898–1901 von Carl Schröder | |
| 09031109 | Wrangelstraße 128 (Lage) | 80. , 193. und 195. Gemeindeschule | 80. Gemeindeschule, 1876–1877 | |
| 09031109 | Wrangelstraße 128 (Lage) | 80. , 193. und 195. Gemeindeschule | 193. und 195. Gemeindeschule, 1892–1894 von Hermann Blankenstein | |
| 09031109 | Wrangelstraße 128 (Lage) | 80. , 193. und 195. Gemeindeschule | Lehrerwohnhaus und | |
| 09031109 | Wrangelstraße 128 (Lage) | 80. , 193. und 195. Gemeindeschule | Turnhalle | |
| 09031026 | Yorckstraße 83–86, Großbeerenstraße 56–57A, Hagelberger Straße 9–12 (Lage)                                                                                                  | Riehmers Hofgarten, Wohnanlage mit Privatstraße, Höfen und Vorgärten Bestandteil des Ensembles: Yorckstraße | 1880–1899 von Wilhelm Riehmer und Otto Mrosk | |
| 09031027 | Yorckstraße 88/89 (Lage) | Kath. St.-Bonifatius-Kirche mit Wohnanlage Bestandteil des Ensembles: Yorckstraße | 1903–1907 von Max Hasak | |

## Baudenkmale
| Nr.                | Lage                                                                             | Offizielle Bezeichnung                                                                                       | Beschreibung | Bild                      |
| ------------------ | -------------------------------------------------------------------------------- | --- | --- | ------------------------- |
| 09030764           | Adalbertstraße 22 (Lage)                                                         | Mietshaus Bestandteil des Ensembles: Oranienstraße                                                           | 1858 von R. Dorms und H. Schultze |                           |
| 09030764           | Adalbertstraße 22 (Lage)                                                         | Mietshaus Bestandteil des Ensembles: Oranienstraße                                                           | Werkstattgebäude, 1867 von Doepel |                           |
| 09030765           | Adalbertstraße 74 (Lage)                                                         | Mietshaus Bestandteil des Ensembles: Oranienstraße                                                           | 1863–1864 von C. Gans |                           |
| 09030765           | Adalbertstraße 74 (Lage)                                                         | Mietshaus Bestandteil des Ensembles: Oranienstraße                                                           | Pferdestall, 1872 |                           |
| 09030766           | Adalbertstraße 84 Naunynstraße 33 (Lage)                                         | Mietshaus Bestandteil des Ensembles: Oranienstraße                                                           | 1861 von Albert Brodhun |                           |
| 09031110           | Admiralstraße Planufer (Lage)                                                    | Admiralbrücke                                                                                                | 1880–1882 von Georg Pinkenburg |                           |
| 09060154           | Admiralstraße 16 (Lage)                                                          | Wohnregal Bestandteil des Ensembles: Fraenkelufer                                                            | 1982–1986 von Kjell Nylund, Christof Puttfarken und Peter Stürzebecher |                           |
| 09031111           | Alexandrinenstraße 1A (Lage)                                                     | Mietshaus | 1898 von Chr. Neumann |                           |
| 09031112           | Alexandrinenstraße 5/6 (Lage)                                                    | Lehrerwohnhaus der 1. Realschule                                                                             | 1886–1887 von Hermann Blankenstein und Karl Frobenius |                           |
| 09031112           | Alexandrinenstraße 5/6 (Lage)                                                    | Lehrerwohnhaus der 1. Realschule                                                                             | Abort im Hinterhof |                           |
| 09031113           | Alte Jakobstraße 148–149 Lindenstraße (Lage)                                     | Haus des Deutschen Metallarbeiterverbandes                                                                   | 1929–1930 von Erich Mendelsohn und Rudolf W. Reichel |                           |
| 09030460           | Arndtstraße 34 (Lage)                                                            | Mietshaus und Gewerbehof Bestandteil des Ensembles: Chamissoplatz                                            | 1888–1889 von Ende & Böckmann |                           |
| 09030460           | Arndtstraße 34 (Lage)                                                            | Mietshaus und Gewerbehof Bestandteil des Ensembles: Chamissoplatz                                            | Gewerbehof |                           |
| 09031114           | Askanischer Platz 6 (Lage)                                                       | Portikus des Anhalter Bahnhofs                                                                               | 1876–1880 von Franz Schwechten |                           |
| 09040026           | Axel-Springer-Straße 39 (Lage)                                                   | Wohnhaus und Ursulinenkloster                                                                                | Kloster, 1861 |                           |
| 09040026           | Axel-Springer-Straße 39 (Lage)                                                   | Wohnhaus und Ursulinenkloster                                                                                | Wohnhaus, 1861 |                           |
| 09031115           | Axel-Springer-Straße 42 (Lage)                                                   | Geschäftshaus mit Gewerbehof                                                                                 | 1914–1915 von Hans Bernoulli und Louis Rinkel | Herzhaus                  |
| 09031115           | Axel-Springer-Straße 42 (Lage)                                                   | Geschäftshaus mit Gewerbehof                                                                                 | Gewerbehof |                           |
| 09031116           | Axel-Springer-Straße 44 (Lage)                                                   | Geschäftshaus (Ort der Erinnerung) mit Gewerbehof                                                            | 1909 von Hans Bernoulli und Louis Rinkel |                           |
| 09031116           | Axel-Springer-Straße 44 (Lage)                                                   | Geschäftshaus (Ort der Erinnerung) mit Gewerbehof                                                            | Gewerbehof |                           |
| 09031173           | Axel-Springer-Straße 65 Zimmerstraße (Lage)                                      | Axel-Springer-Verlag, Verlagshaus                                                                            | 1959–1966 von Melchiorre Bega & Gino Franzi, Sobotka & Müller |                           |
| 09030458           | Baerwaldstraße 64–67 (Lage)                                                      | Stadtbad (Baerwaldbad) Bestandteil des Ensembles: Baerwaldstraße                                             | 1898–1901, 1913–1917 von Ludwig Hoffmann und A. Neyne |                           |
| 09031137           | Bergmannstraße 5 (Lage)                                                          | Abspannwerk                                                                                                  | Schalthaus, 1929 von Hans Heinrich Müller |                           |
| 09031137           | Bergmannstraße 5 (Lage)                                                          | Abspannwerk                                                                                                  | Schaltwarte |                           |
| 09030461           | Bergmannstraße 8 (Lage)                                                          | Mietshaus Bestandteil des Ensembles: Chamissoplatz                                                           | 1881 von R. Hosemann |                           |
| 09030462           | Bergmannstraße 9 (Lage)                                                          | Mietshaus Bestandteil des Ensembles: Chamissoplatz                                                           | 1882 von Friedrich Kaschke |                           |
| 09031117           | Bernburger Straße 4/5 (Lage)                                                     | Ev. St.-Lukas-Kirche                                                                                         | 1859–1861 von Friedrich August Stüler und Gustav Möller, veränderter Wiederaufbau, 1954 von Georg Thoféhrn |                           |
| 09031117           | Bernburger Straße 4/5 (Lage)                                                     | Ev. St.-Lukas-Kirche                                                                                         | Wiederaufbau, Innenansicht |                           |
| 09031118           | Bethaniendamm 19 (Lage)                                                          | Mietshaus | 1882 von Hugo Brodhuhn |                           |
| 09031119           | Blücherplatz 1 (Lage)                                                            | Amerika-Gedenkbibliothek                                                                                     | 1952–1957 von Gerhard Jobst, Willy Kreuer, Hartmut Wille, Fritz Bornemann |                           |
| 09031121           | Blücherstraße 22 (Lage)                                                          | Gewerbehof                                                                                                   | 1910 von August Gietenbruch |                           |
| 09031122           | Blücherstraße 23 (Lage)                                                          | Mietshaus | 1873 von J. C. A. Urban |                           |
| 09031123           | Böckhstraße 13 Graefestraße 11 (Lage)                                            | Mietshaus | 1886–1887 von F. A. Hoffmann |                           |
| 09031124           | Böckhstraße 14 Graefestraße 82 (Lage)                                            | Mietshaus | 1886 von Linke |                           |
| 09097775           | Böckhstraße 30 (Lage)                                                            | Wohn- und Geschäftshaus                                                                                      | 1953–1954 von Bruno Döring |                           |
| 09031125           | Carl-Herz-Ufer 30 (Lage)                                                         | Depot der Stadtreinigung                                                                                     | 1902–1903 von Ludwig Hoffmann. Heute Gaststätte Zum Alten Zollhaus. |                           |
| 09031126           | Charlottenstraße 82 (Lage)                                                       | Iduna-Versicherung                                                                                           | 1913 von Paul Mebes |                           |
| 09097785           | Charlottenstraße 96–97B (Lage)                                                   | Wohnanlage (Entstanden im Rahmen der IBA 1987)                                                               | 1983–1988 von John Hejduk |                           |
| 09031127           | Cuvrystraße 16 (Lage)                                                            | Mietshaus mit Fabrikgebäude                                                                                  | 1857, 1870 von C. Liepold und J. C. Forkert, Fabrikgebäude, 1896 von A. Winckler |                           |
| 09031128           | Dessauer Straße 1/2 (Lage)                                                       | Gildehaus der Berliner Papier- und Druckgewerbe                                                              | 1905–1906 von Bruno Schmitz |                           |
| 09031129           | Dessauer Straße 24 (Lage)                                                        | Mietshaus | 1844 von Reichert; Umbau zur Höheren Töchterschule, 1901 von A. Bernhardt |                           |
| 09097776           | Dessauer Straße 28–29 (Lage)                                                     | Haus Dessau, Geschäftshaus                                                                                   | 1908–1909 von Lachmann und Zauber und Johannes Kraaz |                           |
| 09031200           | Dessauer Straße 32 (Lage)                                                        | Mietshaus | 1853 von F. C. J. Kirstädter |                           |
| 09097897 (11/2024) | Dessauer Straße 38–40 (Lage)                                                     | Wohnhaus (Entstanden im Rahmen der IBA 1987)                                                                 | 1990-1993 von Myra Warhaftig |                           |
| 09065348           | Dieffenbachstraße 1 (Lage)                                                       | Krankenhaus am Urban (heute:Vivantes Klinikum Am Urban)                                                      | 1966–1970 von Peter Poelzig |                           |
| 09030650           | Dieffenbachstraße 18 (Lage)                                                      | Mietshaus Bestandteil des Ensembles: Dieffenbachstraße                                                       | 1896 von A. Stelldinger |                           |
| 09030651           | Dieffenbachstraße 19 (Lage)                                                      | Mietshaus Bestandteil des Ensembles: Dieffenbachstraße                                                       | 1896 von G. Schmidt |                           |
| 09030767           | Dresdener Straße 118 (Lage)                                                      | Mietshaus Bestandteil des Ensembles: Oranienstraße                                                           | 1861 von L. Eggert |                           |
| 09031131           | Dudenstraße 10 (Lage)                                                            | Verbandshaus der Deutschen Buchdrucker                                                                       | 1924–1926 von Max Taut und Franz Hoffmann, Umbau 1951 von Max Taut |                           |
| 09031132           | Dudenstraße 12–20 Methfesselstraße 45–49 (Lage)                                  | Wohnanlage und Stadtbücherei                                                                                 | 1953–1955 von Max Taut |                           |
| 09031133           | Eisenbahnstraße 11 (Lage)                                                        | Wohnhaus und Fabrik                                                                                          | Wohnhaus, 1873 von J. A. Rössel |                           |
| 09031133           | Eisenbahnstraße 11 (Lage)                                                        | Wohnhaus und Fabrik                                                                                          | Fabrik, 1868 von J. A. Rössel |                           |
| 09031134           | Enckestraße 4 (Lage)                                                             | Mietshaus | 1847–1848 von F. Vinetz und Wilmann |                           |
| 09030768           | Erkelenzdamm 5 (Lage)                                                            | Mietshaus Bestandteil des Ensembles: Oranienstraße                                                           | 1872–1873 von Teichfischer |                           |
| 09030769           | Erkelenzdamm 11–13 (Lage)                                                        | Wikinghof Bestandteil des Ensembles: Oranienstraße                                                           | Mietshaus, 1912 von Heilbrun & Seiden |                           |
| 09030769           | Erkelenzdamm 11–13 (Lage)                                                        | Wikinghof Bestandteil des Ensembles: Oranienstraße                                                           | Gewerbehof, 1899 von Kurt Berndt |                           |
| 09031135           | Erkelenzdamm 59–61 (Lage)                                                        | Elisabethhof, Mietshaus mit Gewerbehof                                                                       | 1897–1898 von Kurt Berndt |                           |
| 09060161           | Falckensteinstraße 6 (Lage)                                                      | Seniorenclub Bestandteil des Ensembles: Schlesische Straße                                                   | 1987–1989 von Álvaro Siza Vieira |                           |
| 09097836           | Fidicinstraße 3 Schwiebusser Straße 14/16 (Lage)                                 | Rüstungsfabrik der Firma Telefunken in umgebauten Brauereikellern                                            | 1944 von der Organisation Todt |                           |
| 09030463           | Fidicinstraße 29–29A Kloedenstraße 5 (Lage)                                      | Mietshaus Bestandteil des Ensembles: Chamissoplatz                                                           | 1889–1890, 1911 von Carl Sievert |                           |
| 09031208           | Fontanepromenade 15 (Lage)                                                       | Verwaltungsgebäude, ehemals Zentrale Dienststelle für Juden (1938–1943)                                      | 1906 von Johannes Kraaz |                           |
| 09031139           | Fontanepromenade 16/17 (Lage)                                                    | Mietshaus | 1911 von Franz Schinkat und Gerrit Emmingmann |                           |
| 09031140           | Fraenkelufer 10/16 (Lage)                                                        | Jugendsynagoge                                                                                               | 1913–1916 von Alexander Beer |                           |
| 09060150           | Fraenkelufer 26 (Lage)                                                           | Mietshaus Bestandteil des Ensembles: Fraenkelufer                                                            | 1979–1985 von Inken und Hinrich Baller |                           |
| 09031141           | Fraenkelufer 30 (Lage)                                                           | Mietshaus Bestandteil des Ensembles: Fraenkelufer                                                            | 1888–1889 von Hermann Wolf |                           |
| 09060151           | Fraenkelufer 38 (Lage)                                                           | Mietshaus Bestandteil des Ensembles: Fraenkelufer                                                            | 1979–1985 von Inken und Hinrich Baller |                           |
| 09060152           | Fraenkelufer 38A-C (Lage)                                                        | Mietshaus Bestandteil des Ensembles: Fraenkelufer                                                            | 1979–1984 von Inken und Hinrich Baller |                           |
| 09060153           | Fraenkelufer 44 (Lage)                                                           | Mietshaus Bestandteil des Ensembles: Fraenkelufer                                                            | 1979–1984 von Inken und Hinrich Baller |                           |
| 09010220           | Friedrichstraße Kochstraße (Lage)                                                | U-Bahnhof Kochstraße                                                                                         | 1920–1923 von Heinrich Jennen, Alfred Grenander und Alfred Fehse |                           |
| 09010220           | Friedrichstraße Kochstraße (Lage)                                                | U-Bahnhof Kochstraße                                                                                         | Eingangsportale |                           |
| 09031142           | Friedrichstraße 17 (Lage)                                                        | Wohn- und Geschäftshaus                                                                                      | 1895–1896 von Kayser & v. Großheim |                           |
| 09031142           | Friedrichstraße 17 (Lage)                                                        | Aberkennung: Ehemalige Gaststätte                                                                            | 1895–1896 von Kayser & v. Großheim, 2016 gestrichen |                           |
| 09031143           | Friedrichstraße 31 (Lage)                                                        | Wohn- und Geschäftshaus                                                                                      | 1891–1893 von Gustav Knoblauch |                           |
| 09031144           | Friedrichstraße 34 Charlottenstraße 90 (Lage)                                    | ehem. Gauarbeitsamt                                                                                          | 1938–1942 von Hans Fritzsche und Friedrich Löhbach |                           |
| 09065008           | Friedrichstraße 43 Rudi-Dutschke-Straße 28(Lage)                                 | Mietshaus (Entstanden im Rahmen der IBA 1987)                                                                | 1980–1987 von Peter Eisenman |                           |
| 09031145           | Friedrichstraße 206 Zimmerstraße 19A (Lage)                                      | Wohn- und Geschäftshaus Bestandteil des Ensembles: Checkpoint Charlie                                        | 1732, 1769 Umbau, 1876 Aufstockung von Schwenke |                           |
| 09031146           | Friedrichstraße 209 Kochstraße 15 (Lage)                                         | Geschäftshaus und Hotel                                                                                      | 1906–1907 von Ludwig Engel |                           |
| 09031147           | Friedrichstraße 210 (Lage)                                                       | Geschäftshaus                                                                                                | 1910–1911 von J.Colani |                           |
| 09031148           | Fürbringerstraße 6 Zossener Straße (Lage)                                        | Mietshaus | 1878 von Fr. Münster |                           |
| 09031149           | Gitschiner Straße Prinzenstraße (Lage)                                           | U-Bahnhof Prinzenstraße (Hochbahnhof)                                                                        | 1900–1901 von Siemens & Halske (siehe auch Gesamtanlage Hoch- und Untergrundbahn, Stammstrecke) |                           |
| 09031150           | Gitschiner Straße 14 (Lage)                                                      | Wohnhaus | um 1887 |                           |
| 09031151           | Gitschiner Straße 15 (Lage)                                                      | Fabrikgebäude                                                                                                | 1885 von Schneider |                           |
| 09031152           | Gitschiner Straße 21/22 (Lage)                                                   | Fabrik- und Wohngebäude der Englischen Gasanstalt                                                            | 1854, Erweiterungen 1862–1868 |                           |
| 09031153           | Gitschiner Straße 97–103 Alexandrinenstraße 128, Alte Jakobstraße 159–165 (Lage) | Kaiserliches Patentamt                                                                                       | 1903–1905 von Solf & Wichards |                           |
| 09031154           | Glogauer Straße Pannierstraße (Lage)                                             | Thielenbrücke                                                                                                | 1915–1917 von Otto Michaelsen |                           |
| 09030674           | Glogauer Straße 22 (Lage)                                                        | Ev. Martha-Kirche Bestandteil des Ensembles: Glogauer Straße                                                 | 1902–1904, Pfarrhaus, 1909–1912 von Dinklage, Paulus & Lilloe, Umbau 1970–1971 von Werner Harting und Gerhard Strauchmann |                           |
| 09031155           | Gneisenaustraße 51 (Lage)                                                        | Mietshaus | 1898–1899 von Fritz Hesse |                           |
| 09031156           | Gneisenaustraße 52–52A (Lage)                                                    | Mietshaus | 1898–1899 von C. Flötert |                           |
| 09030679           | Görlitzer Straße 74 (Lage)                                                       | Directorial-Wohngebäude der Berlin-Görlitzer Eisenbahn Bestandteil des Ensembles: Görlitzer Straße           | 1873–1874 von T. Milanoski |                           |
| 09031157           | Görlitzer Ufer 2 (Lage)                                                          | 170. und 251. Gemeindeschule                                                                                 | 1901–1902 von Siegfried Neumann |                           |
| 09097777           | Grimmstraße Urbanstraße (Lage)                                                   | Wrangelbrunnen                                                                                               | 1877 (Enthüllung) von Hugo Hagen |                           |
| 09030683           | Großbeerenstraße 11 (Lage)                                                       | Mietshaus Bestandteil des Ensembles: Großbeerenstraße                                                        | 1874 von Joseph Fraenkel |                           |
| 09030684           | Großbeerenstraße 13 (Lage)                                                       | Entrée und Treppenhaus Bestandteil des Ensembles: Großbeerenstraße                                           | 1874 von E. Selle |                           |
| 09030685           | Großbeerenstraße 13A (Lage)                                                      | Mietshaus Bestandteil des Ensembles: Großbeerenstraße                                                        | 1876–1877 von Albert Herold |                           |
| 09030686           | Großbeerenstraße 14 (Lage)                                                       | Mietshaus Bestandteil des Ensembles: Großbeerenstraße                                                        | 1875–1876 von Albert Herold |                           |
| 09031159           | Großbeerenstraße 24 (Lage)                                                       | Mietshaus mit Hofgarten                                                                                      | 1874 von Carl Heinrich (siehe Gartendenkmal Großbeerenstraße 24) |                           |
| 09031160           | Großbeerenstraße 71 (Lage)                                                       | Zimmereiplatzanlage                                                                                          | 1872 von G. Duhn und L. Metzig |                           |
| 09031160           | Großbeerenstraße 71 (Lage)                                                       | Zimmereiplatzanlage                                                                                          | Fabrikgebäude, 1892 von H. Thelemann |                           |
| 09031028           | Hagelberger Straße 13–14 (Lage)                                                  | Mietshaus Bestandteil des Ensembles: Yorckstraße                                                             | 1878–1879 von Julius Reinicke |                           |
| 09031029           | Hagelberger Straße 52 (Lage)                                                     | Mietshaus Bestandteil des Ensembles: Yorckstraße                                                             | 1880 von Paul Scheer |                           |
| 09031161           | Hallesche Straße 24 (Lage)                                                       | Askanisches Gymnasium                                                                                        | 1874–1875 von Hermann Blankenstein und Adolf Reich |                           |
| 09031162           | Hallesches Ufer Tempelhofer Ufer (Lage)                                          | U-Bahnhof Möckernbrücke (Hochbahnhof)                                                                        | Hochbahnhof, 1934–1936 vom Konstruktionsbüro der BVG (siehe auch Gesamtanlage Hoch- und Untergrundbahn, Stammstrecke) |                           |
| 09031162           | Hallesches Ufer Tempelhofer Ufer (Lage)                                          | U-Bahnhof Möckernbrücke (Hochbahnhof)                                                                        | U-Bahnhof (U7), 1962–1965, Eröffnung 1966, von Rainer Gerhard Rümmler |                           |
| 09031162           | Hallesches Ufer Tempelhofer Ufer (Lage)                                          | U-Bahnhof Möckernbrücke (Hochbahnhof)                                                                        | Erschließungsbereich mit Brücke |                           |
| 09031162           | Hallesches Ufer Tempelhofer Ufer (Lage)                                          | U-Bahnhof Möckernbrücke (Hochbahnhof)                                                                        | U-Bahn-Zugang am Südufer |                           |
| 09097778           | Hallesches Ufer 24/28 Wilhelmstraße 149–150 (Lage)                               | Wohn- und Geschäftshaus                                                                                      | Hallesches Ufer 26 & 28, 7-geschossige Wohnzeile, 1968–1970 von Fehling & Gogel Gebaut durch den Bauunternehmer Heinz Mosch |                           |
| 09097778           | Hallesches Ufer 24/28 Wilhelmstraße 149–150 (Lage)                               | Wohn- und Geschäftshaus                                                                                      | Hallesches Ufer 24, Wilhelmstraße 149 & 150, 22-geschossiges, polygonales Hochhaus, 1968–1970 von Fehling & Gogel Gebaut durch den Bauunternehmer Heinz Mosch |                           |
| 09031164           | Hasenheide 27 (Lage)                                                             | Kaisersaal                                                                                                   | 1889–1890 von Wilhelm Walter, Umbau 1955–1956 von Karl-Friedrich Demmer |                           |
| 09031165           | Hasenheide 54 Körtestraße 15–17 (Lage)                                           | Mietshäuser mit Gewerbehof                                                                                   | 1908 von Friedrich Blume und Arnold Kuthe |                           |
| 09031163           | Hermannplatz, Hasenheide, Urbanstraße (Lage)                                     | Warenhaus Karstadt                                                                                           | 1927–1929 von Philipp Schäfer, 1951–1952 von Alfred Busse |                           |
| 09031166           | Hornstraße 15 (Lage)                                                             | Mietshaus | 1874 von Ernst Beyling |                           |
| 09031166           | Hornstraße 15 (Lage)                                                             | Mietshaus | Remise |                           |
| 09031167           | Hornstraße 16 (Lage)                                                             | Mietshaus | 1878 von Wilhelm Klopsch |                           |
| 09031168           | Johanniterstraße 10 Am Johannistisch (Lage)                                      | Hofgebäude, Wohnhaus Fidicin                                                                                 | vor 1837 |                           |
| 09031169           | Katzbachstraße 9 (Lage)                                                          | Mietshaus | 1888 von Rudolf Denck |                           |
| 09031170           | Katzbachstraße 33 (Lage)                                                         | Mietshaus | 1887 von Max Werner |                           |
| 09097779           | Katzbachstraße 34 (Lage)                                                         | Mietshaus | 1887 von Max Werner |                           |
| 09031171           | Kochstraße 6–7 (Lage)                                                            | Haus Merkur, Büro- und Geschäftshaus                                                                         | 1912–1913 von Otto Bayer und Kurt Berndt |                           |
| 09050469           | Kochstraße 1–4 Wilhelmstraße 36–38 (Lage)                                        | Mietshaus (Entstanden im Rahmen der IBA 1987)                                                                | 1980–1987 von Aldo Rossi und Gianni Braghieri |                           |
| 09097804           | Kohlfurter Straße 2/4 Wassertorplatz Erkelenzdamm 45/49 (Lage)                   | StuK-Projekt                                                                                                 | 1980–1984 von der Architektengruppe |                           |
| 09097780           | Kohlfurter Straße 41–43 Kottbusser Straße 10 (Lage)                              | Stockwerksfabrik mit Geschäftshaus                                                                           | 1912 von Hermann Streubel |                           |
| 09030693           | Köpenicker Straße 8–8B (Lage)                                                    | Spreehof Bestandteil des Ensembles: Köpenicker Straße                                                        | Mietshaus, 1876–1877 von Schultz & Co. |                           |
| 09030693           | Köpenicker Straße 8–8B (Lage)                                                    | Spreehof Bestandteil des Ensembles: Köpenicker Straße                                                        | Pferdeställe, 1902 und 1905 von Albert Biebendt und August Buggenhagen |                           |
| 09030694           | Köpenicker Straße 9A (Lage)                                                      | Mietshaus Bestandteil des Ensembles: Köpenicker Straße                                                       | 1888–1889 von Gustav A. Nolte |                           |
| 09030695           | Köpenicker Straße 9B (Lage)                                                      | Mietshaus Bestandteil des Ensembles: Köpenicker Straße                                                       | 1888–1889 von Gustav A. Nolte |                           |
| 09030696           | Köpenicker Straße 10 (Lage)                                                      | Mietshaus Bestandteil des Ensembles: Köpenicker Straße                                                       | 1886–1887 von Gustav A. Nolte |                           |
| 09031176           | Köpenicker Straße 22 (Lage)                                                      | Speichergebäude der Allgemeinen Berliner Omnibus AG (ABOAG)                                                  | 1910–1911 von Franz Ahrens |                           |
| 09031177           | Köpenicker Straße 146–147 (Lage)                                                 | Filzhutfabrik Zechelius & Bertow                                                                             | 1882, 1885 von Rudolf Seegers |                           |
| 09031178           | Köpenicker Straße 152/153 (Lage)                                                 | Wohnhaus | 1864 |                           |
| 09031178           | Köpenicker Straße 152/153 (Lage)                                                 | Teilverlust:                                                                                                 | Seitenflügel, 1884, 11/2024 aberkannt |                           |
| 09031179           | Köpenicker Straße 174 (Lage)                                                     | Treppenhaus im Vorderhaus                                                                                    | 1901 von Oskar Garbe |                           |
| 09030697           | Köpenicker Straße 184 (Lage)                                                     | Mietshaus Bestandteil des Ensembles: Köpenicker Straße                                                       | 1872–1873 von W. Wagner |                           |
| 09031180           | Köpenicker Straße 194 (Lage)                                                     | Mietshaus und Werkstattgebäude                                                                               | 1862 von Zielmann und Isaac |                           |
| 09031180           | Köpenicker Straße 194 (Lage)                                                     | Mietshaus und Werkstattgebäude                                                                               | Werkstattgebäude, 1866 |                           |
| 09030464           | Kopischstraße 7 Fidicinstraße 37 (Lage)                                          | Wasserturm Bestandteil des Ensembles: Chamissoplatz                                                          | 1887–1888 von Hugo Hartung und Richard Schultze |                           |
| 09031181           | Körtestraße 18 (Lage)                                                            | Mietshaus | 1897–1898 von Nauenberg |                           |
| 09031182           | Köthener Straße Hallesches Ufer, Schöneberger Ufer (Lage)                        | Köthener Brücke                                                                                              | 1909–1910 von Arno Koernig und Friedrich Krause |                           |
| 09040304           | Köthener Straße 35–37A Bernburger Straße 16–18 (Lage)                            | Mietshaus (Entstanden im Rahmen der IBA 1987)                                                                | 1981–1985 von Oswald Matthias Ungers |                           |
| 09031183           | Köthener Straße 38 (Lage)                                                        | Geschäftshaus des Verbands der Baugeschäfte von Berlin und den Vororten                                      | 1912–1913 von Giesecke & Wenzke |                           |
| 09031184           | Köthener Straße 44 (Lage)                                                        | Deutscher Credit-Verein, Bankgebäude                                                                         | 1911 von Paul Zimmerreimer |                           |
| 09090508           | Kottbusser Damm (Lage)                                                           | U-Bahnhof Schönleinstraße                                                                                    | 1926–1927 von Alfred Grenander, Alfred Fehse | U-Bahnhof Schönleinstraße |
| 09031185           | Kottbusser Damm 2/3 (Lage)                                                       | Wohn- und Geschäftshaus                                                                                      | 1910–1911 von Bruno Taut und Arthur Vogdt, Umbau 1979–1982 von Hinrich und Inken Baller |                           |
| 09066169           | Kreuzbergstraße 27/28 (Lage)                                                     | Milchkuranstalt Viktoriapark Bestandteil des Ensembles: Möckernstraße                                        | Wohnhaus, 1888 von Emil Johann Gottlieb Streichert |                           |
| 09066169           | Kreuzbergstraße 27/28 (Lage)                                                     | Seitenflügel, Trinkhalle, Kuhstall und Pferdestall mit Wohnungen                                             | 1888 von Emil Johann Gottlieb Streichert |                           |
| 09097781           | Kreuzbergstraße 29 (Lage)                                                        | Hausflur mit vier Gemälden                                                                                   | 1888 von Wilhelm Wiegmann |                           |
| 09031186           | Kreuzbergstraße 62 (Lage)                                                        | Gärtner- und Maschinenhaus                                                                                   | 1892–1894 von Hermann Blankenstein und W. Moeller (siehe Gartendenkmal Kreuzbergstraße) |                           |
| 09031187           | Lausitzer Platz 13 Eisenbahnstraße 48 (Lage)                                     | Mietshaus | 1896–1897 von A. Linke |                           |
| 09031188           | Lausitzer Straße 10 (Lage)                                                       | Gewerbehof                                                                                                   | 1906 von Hermann Bunning |                           |
| 09030770           | Legiendamm 42 (Lage)                                                             | Mietshaus Bestandteil des Ensembles: Oranienstraße                                                           | 1858 von Markert und Faster |                           |
| 09031189           | Leuschnerdamm 13 (Lage)                                                          | Engelbeckenhof, Gewerbehof                                                                                   | 1903–1904 von R. Schäfer |                           |
| 09031190           | Lindenstraße 14 (Lage)                                                           | Kollegienhaus                                                                                                | 1733–1735 von Philipp Gerlach; veränderter Wiederaufbau 1964–1967 von Günter Hönow (siehe Gartendenkmal Lindenstrasse 14) |                           |
| 09031191           | Lindenstraße 20–25 (Lage)                                                        | Victoria-Versicherung                                                                                        | 1906–1913 von Wilhelm Walther |                           |
| 09031191           | Lindenstraße 20–25 (Lage)                                                        | Victoria-Versicherung                                                                                        | Seitenflügel im Hof I |                           |
| 09031191           | Lindenstraße 20–25 (Lage)                                                        | Victoria-Versicherung                                                                                        | Wohngebäude im Hof II |                           |
| 09097892           | Lindenstraße 82–84 Markgrafenstraße 5–8 <(Lage)                                  | Gartenhof und Außenanlagen des LiMa-Wohnhofes                                                                | 1984–1986 von Herman und Akelei Hertzberger (siehe Baudenkmal Lindenstraße 82–85) |                           |
| 09031192           | Lohmühlenstraße (Lage)                                                           | Treptower Brücke                                                                                             | 1852 |                           |
| 09030771           | Luckauer Straße 10 Sebastianstraße 87 (Lage)                                     | Mietshaus Bestandteil des Ensembles: Oranienstraße                                                           | 1854–1855 von J. C. Forkert und H. Feige |                           |
| 09031193           | Luckenwalder Straße 3 (Lage)                                                     | Kühlhaus II der Gesellschaft für Markt- und Kühlhallen                                                       | 1900–1901 von Otto Stiehl und Theodor Kampffmeyer. Im 21. Jh. als Kulturhalle genutzt. |                           |
| 09031194           | Luckenwalder Straße 4–6 (Lage)                                                   | Paketbahnhof                                                                                                 | Abgangs-Packkammer, 1908–1913 von Hermann Struve Heute Nutzung für Messen durch die STATION |                           |
| 09031194           | Luckenwalder Straße 4–6 (Lage)                                                   | Paketbahnhof                                                                                                 | Auslands-Packkammer, 1908–1913 von Hermann Struve |                           |
| 09031194           | Luckenwalder Straße 4–6 (Lage)                                                   | Paketbahnhof                                                                                                 | Überdachter Hof |                           |
| 09031194           | Luckenwalder Straße 4–6 (Lage)                                                   | Paketbahnhof                                                                                                 | Shedhallen |                           |
| 09031195           | Manteuffelstraße 60–60B (Lage)                                                   | Doppelmietshaus                                                                                              | 1875–1876 von Neander & Kühne |                           |
| 09031195           | Manteuffelstraße 60–60B (Lage)                                                   | Doppelmietshaus                                                                                              | Quergebäude mit Seitenflügeln, 1905–1906 |                           |
| 09031195           | Manteuffelstraße 60–60B (Lage)                                                   | Doppelmietshaus                                                                                              | Remise, 1891, 1905 |                           |
| 09031196           | Marheinekeplatz 1 (Lage)                                                         | Ev. Passionskirche                                                                                           | 1904–1907 von Theodor Astfalck |                           |
| 09031197           | Mariannenplatz Bethaniendamm (Lage)                                              | Ev. St.-Thomas-Kirche                                                                                        | 1864–1869 von Friedrich Adler |                           |
| 09031197           | Mariannenplatz Bethaniendamm (Lage)                                              | Ev. St.-Thomas-Kirche                                                                                        | Innenausbau, 1961–64 von Ludolf von Walthausen |                           |
| 09031198           | Mariannenplatz 28 (Lage)                                                         | Leibniz-Gymnasium                                                                                            | 1875–1876 von Hermann Blankenstein |                           |
| 09031158           | May-Ayim-Ufer 9 (Lage)                                                           | Bootsanlegestelle                                                                                            | um 1895 vom Städtischen Technischen Büro |                           |
| 09055089           | Mehringdamm Platz der Luftbrücke (Lage)                                          | U-Bahnhof Platz der Luftbrücke                                                                               | 1924–1926 von Alfred Grenander (siehe Denkmalliste Tempelhof-Schöneberg, Baudenkmal Mehringdamm) |                           |
| 09031200           | Mehringdamm 32–34 (Lage)                                                         | Geschäftshaus                                                                                                | 1913–1914 |                           |
| 09031030           | Mehringdamm 40 (Lage)                                                            | Mietshaus Bestandteil des Ensembles: Yorckstraße                                                             | 1868 von Wilhelm Riehmer |                           |
| 09031031           | Mehringdamm 43 (Lage)                                                            | Mietshaus Bestandteil des Ensembles: Yorckstraße                                                             | 1859 von Strauch |                           |
| 09031032           | Mehringdamm 45 (Lage)                                                            | Mietshaus mit Festsaal Bestandteil des Ensembles: Yorckstraße                                                | um 1860 |                           |
| 09031064           | Mehringdamm 50 (Lage)                                                            | Mietshaus Bestandteil des Ensembles: Yorckstraße                                                             | 1866 von Wilhelm Riehmer |                           |
| 09031201           | Mehringdamm 64 (Lage)                                                            | Mietshaus | 1899 von Oscar Haustein |                           |
| 09031202           | Mehringdamm 72 (Lage)                                                            | Entrée und Treppenhaus                                                                                       | 1873 von Stendal & Schipan |                           |
| 09030716           | Mehringdamm 73 (Lage)                                                            | Mietshaus Bestandteil des Ensembles: Mehringdamm                                                             | 1895 von Ferdinand Kallmann |                           |
| 09030717           | Mehringdamm 75 (Lage)                                                            | Mietshaus Bestandteil des Ensembles: Mehringdamm                                                             | 1876 von Emil Fröhlich |                           |
| 09031203           | Mehringdamm 80 (Lage)                                                            | Mietshaus | 1874 von Ernst Klingenberg |                           |
| 09031204           | Mehringdamm 116 (Lage)                                                           | Wohnhaus | 1893–1894 von Carl Schäfer |                           |
| 09031205           | Methfesselstraße 23 Wilhelmshöhe 11 (Lage)                                       | Haus Lindenberg                                                                                              | 1875 von Ewald Becher |                           |
| 09095858           | Möckernstraße 26 (Lage)                                                          | Verwaltungsgebäude des Anhalter Güterbahnhofs                                                                | 1871–1874 von Franz Schwechten |                           |
| 09030724           | Möckernstraße 66 (Lage)                                                          | Mietshaus Bestandteil des Ensembles: Möckernstraße                                                           | 1872–1873 von Paul Caspar (siehe Ensemble 66–69) |                           |
| 09030725           | Möckernstraße 67 (Lage)                                                          | Mietshaus Bestandteil des Ensembles: Möckernstraße                                                           | 1884–1885 von Julius Goetz |                           |
| 09030726           | Möckernstraße 69 (Lage)                                                          | Wohnhaus Bestandteil des Ensembles: Möckernstraße                                                            | 1873 von August Caspar |                           |
| 09031206           | Möckernstraße 120 (Lage)                                                         | Orenstein & Koppel, Verwaltungsgebäude                                                                       | 1909–1910 von Cremer & Wolffenstein |                           |
| 09031234           | Möckernstraße 130 (Lage)                                                         | Erweiterungsbau des Land- und Amtsgerichts II                                                                | 1915–1921 von Erich Meffert und Ernst Petersen |                           |
| 09031207           | Möckernstraße 135–141 Hallesche Straße 10–14 (Lage)                              | Postamt SW 11                                                                                                | 1933–1934 von Kurt Kuhlow |                           |
| 09031207           | Möckernstraße 135–141 Hallesche Straße 10–14 (Lage)                              | Postamt SW 11                                                                                                | Erweiterung 1934–1937 von Kurt Kuhlow und Georg Werner |                           |
| 09031209           | Monumentenstraße 24 (Lage)                                                       | Mietshaus | 1906 von Richard Wagner |                           |
| 09031210           | Moritzplatz (Lage)                                                               | U-Bahnhof Moritzplatz                                                                                        | U-Bahn Station 1926–1928 von Peter Behrens |                           |
| 09031210           | Moritzplatz (Lage)                                                               | U-Bahnhof Moritzplatz                                                                                        | 4 Ausgänge |                           |
| 09031210           | Moritzplatz (Lage)                                                               | U-Bahnhof Moritzplatz                                                                                        | Luftschutzbunker |                           |
| 09031211           | Naunynstraße 27 (Lage)                                                           | Mietshaus | 1863 von Hoppe und Coloni |                           |
| 09031211           | Naunynstraße 27 (Lage)                                                           | Ballhaus | 1876 von A. E. Witting |                           |
| 09031212           | Neuenburger Straße 17A (Lage)                                                    | Mietshaus | 1860–1861 von A. Kobitz und Langner |                           |
| 09031246           | Niederkirchnerstraße 7 Stresemannstraße 110 (Lage)                               | Kunstgewerbe-Museum (Martin-Gropius-Bau)                                                                     | 1877–1881 von Martin Gropius und Heino Schmieden, Wiederaufbau 1978–1981 von Winnetou Kampmann und Ute Weström; 1998–1999 |                           |
| 09030748           | Nostitzstraße 21 (Lage)                                                          | Mietshaus Bestandteil des Ensembles: Nostitzstraße                                                           | 1865–1868 von Bischoff |                           |
| 09030465           | Nostitzstraße 27 (Lage)                                                          | Mietshaus Bestandteil des Ensembles: Chamissoplatz                                                           | 1877–1878 von Carl Friedrich Paul |                           |
| 09030466           | Nostitzstraße 29 (Lage)                                                          | Mietshaus Bestandteil des Ensembles: Chamissoplatz                                                           | 1879–1880 von Carl Friedrich Paul |                           |
| 09030755           | Nostitzstraße 41 Riemannstraße 23 (Lage)                                         | Mietshaus Bestandteil des Ensembles: Nostitzstraße                                                           | 1870 |                           |
| 09031213           | Obentrautstraße 32 (Lage)                                                        | Wohnanlage                                                                                                   | 1895–1896 von J. Behring (siehe Gartendenkmal Obentrautstraße 32) |                           |
| 09031214           | Obentrautstraße 53 (Lage)                                                        | Remise | 1873 von M. A. Holland; historisches Hofpflaster |                           |
| 09031215           | Oberbaumstraße (Lage)                                                            | Bedürfnisanstalt                                                                                             | 1904 aufgestellt |                           |
| 09031216           | Ohlauer Straße 39–41 (Lage)                                                      | Desinfektionsanstalt I                                                                                       | 1892–1893 von Hermann Blankenstein |                           |
| 09031216           | Ohlauer Straße 39–41 (Lage)                                                      | Hofgebäude                                                                                                   | 1885–1886 von Karl Frobenius |                           |
| 09031138           | Ohlauer Straße 43 Paul-Lincke-Ufer 20/21 (Lage)                                  | Abspannwerk                                                                                                  | 1926–1928 von Hans Heinrich Müller |                           |
| 09030772           | Oranienplatz 2, Oranienstraße 164 (Lage)                                         | Damenkonfektionshaus Maassen Bestandteil des Ensembles: Oranienstraße                                        | 1903–1904 von Breslauer & Salinger |                           |
| 09030773           | Oranienplatz 4, Prinzessinnenstraße 1–2, Segitzdamm 2 (Lage)                     | Kaufhaus der Konsumgenossenschaft Bestandteil des Ensembles: Oranienstraße                                   | 1931–1933 von Max Taut & Franz Hoffmann |                           |
| 09030773           | Oranienplatz 4, Prinzessinnenstraße 1–2, Segitzdamm 2 (Lage)                     | Kaufhaus der Konsumgenossenschaft Bestandteil des Ensembles: Oranienstraße                                   | Kino Arsenal |                           |
| 09030774           | Oranienplatz 5 (Lage)                                                            | Wohnhaus Bestandteil des Ensembles: Oranienstraße                                                            | 1829 von Hecht, 1872 von Clemens; Badeanstalt, 1888 von C. Lange |                           |
| 09030775           | Oranienstraße 6 (Lage)                                                           | Mietshaus Bestandteil des Ensembles: Oranienstraße                                                           | 1875 von Robert Otto, 1929 von Martin Punitzer |                           |
| 09030775           | Oranienstraße 6 (Lage)                                                           | Mietshaus Bestandteil des Ensembles: Oranienstraße                                                           | Etagenfabrik, 1898 von Kurt Lewy |                           |
| 09030776           | Oranienstraße 8 (Lage)                                                           | Mietshaus und Stall Bestandteil des Ensembles: Oranienstraße                                                 | 1863 von H. Roßmann und P. Martini |                           |
| 09030776           | Oranienstraße 8 (Lage)                                                           | Mietshaus und Stall Bestandteil des Ensembles: Oranienstraße                                                 | Fabrikgebäude 1875 von H. Streubel und E. Fritze |                           |
| 09030777           | Oranienstraße 25 (Lage)                                                          | Gewerbehof Bestandteil des Ensembles: Oranienstraße                                                          | Vorderhaus, 1910 von Reinhold Nitzsche |                           |
| 09030777           | Oranienstraße 25 (Lage)                                                          | Gewerbehof Bestandteil des Ensembles: Oranienstraße                                                          | Gewerbehof |                           |
| 09030778           | Oranienstraße 40 Oranienplatz 17 (Lage)                                          | Geschäftshaus Bestandteil des Ensembles: Oranienstraße                                                       | 1912–1913 von Cremer & Wolffenstein |                           |
| 09031217           | Oranienstraße 106 Alte Jakobstraße 117 Feilnerstraße 5–6 (Lage)                  | Reichsschuldenverwaltung                                                                                     | 1919–1924 von German Bestelmeyer |                           |
| 09031218           | Oranienstraße 132–134 (Lage)                                                     | Ev. St.-Jacobi-Kirche                                                                                        | 1844–1845 von Friedrich Wilhelm IV. und Friedrich August Stüler, Wiederaufbau 1955 von Paul und Jürgen Emmerich |                           |
| 09031218           | Oranienstraße 132–134 (Lage)                                                     | Ev. St.-Jacobi-Kirche                                                                                        | Pfarrhaus und Predigerhaus, 1859 und 1865–1866 von Friedrich August Stüler |                           |
| 09031218           | Oranienstraße 132–134 (Lage)                                                     | Ev. St.-Jacobi-Kirche                                                                                        | Wiederaufbau 1955 von Paul und Jürgen Emmerich (Innenansicht) |                           |
| 09031219           | Oranienstraße 140–142 (Lage)                                                     | Elsner-Haus, Geschäftshaus                                                                                   | 1912–1914 von Paul Karchow |                           |
| 09030779           | Oranienstraße 159 (Lage)                                                         | Geschäftshaus Bestandteil des Ensembles: Oranienstraße                                                       | 1912–1913 von Siegfried Weile |                           |
| 09030780           | Oranienstraße 161 (Lage)                                                         | Haus Stiller, Geschäftshaus Bestandteil des Ensembles: Oranienstraße                                         | 1910–1912 von Oskar Kaufmann |                           |
| 09030781           | Oranienstraße 166 (Lage)                                                         | Wohn- und Geschäftshaus Bestandteil des Ensembles: Oranienstraße                                             | 1889–1890 von Siegfried Weile |                           |
| 09030782           | Oranienstraße 174 (Lage)                                                         | Mietshaus Bestandteil des Ensembles: Oranienstraße                                                           | 1847 von Samuel David Rutzer |                           |
| 09030782           | Oranienstraße 174 (Lage)                                                         | Mietshaus Bestandteil des Ensembles: Oranienstraße                                                           | Seitenflügel |                           |
| 09030782           | Oranienstraße 174 (Lage)                                                         | Teilverlust:                                                                                                 | Durchbruch des Seitenflügels, um 2000 |                           |
| 09030783           | Oranienstraße 176 Adalbertstraße 91 (Lage)                                       | Mietshaus Bestandteil des Ensembles: Oranienstraße                                                           | 1847 von Friedrich Engel, Umbau 1873, 1889 |                           |
| 09031220           | Paul-Lincke-Ufer 39–40 (Lage)                                                    | Erdmannshof, Mietshaus mit Gewerbehof                                                                        | 1908–1910 von Ernst Schneckenberg und Karl Bernhard |                           |
| 09031221           | Paul-Lincke-Ufer 42–43 (Lage)                                                    | Holdheimshof, Mietshaus mit Gewerbehof                                                                       | 1911 von Hugo Sonnenthal |                           |
| 09031222           | Pfuelstraße 5 (Lage)                                                             | Lagerhaus Süd-Ost                                                                                            | 1905–1907 von Kurt Berndt |                           |
| 09030941           | Planufer 94 (Lage)                                                               | Mietshaus Bestandteil des Ensembles: Planufer                                                                | 1865–1866 von Wilhelm Riehmer |                           |
| 09031223           | Pücklerstraße 34 Eisenbahnstraße 42–43 (Lage)                                    | Markthalle IX, auch Eisenbahnmarkthalle                                                                      | 1890 von Hermann Blankenstein |                           |
| 09031224           | Ratiborstraße 14A (Lage)                                                         | Aufseherwohnhaus der Königlichen Wasserbauinspektion Berlin I                                                | 1890–1891 von Wilhelm Germelmann |                           |
| 09031225           | Ritterstraße 4/5 (Lage)                                                          | Mietshaus | 1891–1892 von A. Winkler |                           |
| 09031226           | Ritterstraße 9/10 (Lage)                                                         | Metallwarenfabrik Hompesch & Co. (Pelikan-Haus)                                                              | 1901–1902 von Kurt Berndt und A. F. L. Lange, Plastiken von R. Schirner und O. Markert |                           |
| 09031227           | Ritterstraße 11 (Lage)                                                           | Ritterhof | Verwaltungsgebäude, 1906–1907 von Schilbach & Schweitzer |                           |
| 09031227           | Ritterstraße 11 (Lage)                                                           | Ritterhof | Gewerbehof |                           |
| 09031228           | Ritterstraße 26 (Lage)                                                           | Butzke-Werke                                                                                                 | Haus D, Eingangsportal, 1893–1898 von Georg Lewy |                           |
| 09031228           | Ritterstraße 26 (Lage)                                                           | Butzke-Werke                                                                                                 | Etagenfabrik und Industriehof |                           |
| 09031228           | Ritterstraße 26 (Lage)                                                           | Butzke-Werke                                                                                                 | Mietshaus |                           |
| 09031172           | Rudi-Dutschke-Straße 25 (Lage)                                                   | Geschäftshaus                                                                                                | 1909 von C. Kuhn |                           |
| 09031174           | Rudi-Dutschke-Straße 26 (Lage)                                                   | Schwechtenhaus                                                                                               | 1914 von Wilhelm Peters und Friedrich Blume |                           |
| 09031229           | Schleiermacherstraße 23 Mittenwalder Straße 37 (Lage)                            | Friedrichs-Realgymnasium                                                                                     | 1904–1906 von Ludwig Hoffmann |                           |
| 09031242           | Schlesische Straße Skalitzer Straße (Lage)                                       | U-Bahnhof Schlesisches Tor (Hochbahnhof)                                                                     | 1899–1901 von Grisebach & Dinklage (siehe auch Gesamtanlage Hoch- und Untergrundbahn, Stammstrecke) |                           |
| 09031230           | Schlesische Straße 3–4 (Lage)                                                    | 54. Gemeindeschule Bestandteil des Ensembles: Schlesische Straße                                             | Lehrerwohnhaus, 1873–1875 von Hermann Blankenstein und Bernhard Mylius |                           |
| 09031230           | Schlesische Straße 3–4 (Lage)                                                    | 54. Gemeindeschule Bestandteil des Ensembles: Schlesische Straße                                             | Kindertagesstätte, 1986–1989 von Álvaro Siza Vieira |                           |
| 09060160           | Schlesische Straße 7 Falckensteinstraße 4 (Lage)                                 | Mietshaus Bestandteil des Ensembles: Schlesische Straße                                                      | 1982–1984 von Álvaro Siza Vieira |                           |
| 09031231           | Schlesische Straße 13 (Lage)                                                     | Wohnhaus | 1827 von Radicke, 1852 von Schilling und Zillmann |                           |
| 09031232           | Schlesische Straße 14 (Lage)                                                     | Mietshaus | 1863–1864 von Wagner und Grunert |                           |
| 09031233           | Schlesische Straße 19 (Lage)                                                     | Mietshaus | 1891 von Hermann Wolff |                           |
| 09031235           | Schlesische Straße 26 (Lage)                                                     | Industriehaus Schlesische Brücke, Gewerbehof                                                                 | 1910–1913 von Wilhelm Peters und Alfred Grenander |                           |
| 09031236           | Schlesische Straße 28 (Lage)                                                     | Gewerbehof                                                                                                   | 1900–1903 von Max Ziegra |                           |
| 09031237           | Schlesische Straße 29/30 (Lage)                                                  | Industriepalast Berlin, Mietshaus mit Gewerbehof                                                             | 1907–1908 von Boswau & Knauer |                           |
| 09031238           | Schlesische Straße 38 (Lage)                                                     | Mietshaus und Mühlengebäude                                                                                  | 1890–1896 von Heinrich Ellrott, 1897–1907 von C. Müller |                           |
| 09031239           | Schlesische Straße 42 Oberbaumstraße 10 (Lage)                                   | Kontorgebäude                                                                                                | 1909 von Gronau & Gaul; Fabrik 1890 von R. Brenndicke und Ernst Scharnke |                           |
| 09097793           | Schöneberger Straße 5–6A (Lage)                                                  | Mietshaus (Entstanden im Rahmen der IBA 1987)                                                                | 1981–1989 von Josef Paul Kleihues |                           |
| 09031240           | Schöneberger Ufer 1 Schöneberger Straße 14–15 (Lage)                             | Königliche Eisenbahn-Direktion                                                                               | Verwaltungsgebäude, 1892–1895 von Armin Wegener |                           |
| 09031240           | Schöneberger Ufer 1 Schöneberger Straße 14–15 (Lage)                             | Königliche Eisenbahn-Direktion                                                                               | Erweiterungsbau und Maschinenhaus, 1928–1933 von Richard Brademann |                           |
| 09031240           | Schöneberger Ufer 1 Schöneberger Straße 14–15 (Lage)                             | Königliche Eisenbahn-Direktion                                                                               | Bürogebäude, 1937 von Richard Brademann |                           |
| 09031241           | Schwiebusser Straße 5 (Lage)                                                     | Wohnhaus einer Mühlenanlage                                                                                  | um 1843–1844 |                           |
| 09031019           | Skalitzer Straße (Lage)                                                          | U-Bahnhof Görlitzer Bahnhof (Hochbahnhof) Bestandteil des Ensembles: Wiener Straße                           | 1898–1901 von Siemens & Halske (siehe auch Gesamtanlage Hoch- und Untergrundbahn, Stammstrecke) |                           |
| 09030680           | Skalitzer Straße 49/50 (Lage)                                                    | Wohnhaus Bestandteil des Ensembles: Görlitzer Straße                                                         | 1874 von T. Milanowski, 1897 |                           |
| 09031243           | Skalitzer Straße 85–86 (Lage)                                                    | Postamt SO 36                                                                                                | 1925–1927 von Jacob und Fritz Nissle, Bildhauerarbeiten von Felix Kupsch |                           |
| 09030948           | Sorauer Straße 7 (Lage)                                                          | Mietshaus Bestandteil des Ensembles: Sorauer Straße                                                          | 1884 von Rudolf Klinge; Quergebäude 1873 von A. Wencole |                           |
| 09030949           | Sorauer Straße 8 (Lage)                                                          | Mietshaus Bestandteil des Ensembles: Sorauer Straße                                                          | 1884 von Rudolf Klinge; Quergebäude 1873 von A. Wencole |                           |
| 09031244           | Stresemannstraße 29–29A (Lage)                                                   | Hebbel-Theater                                                                                               | 1907–1908 von Oskar Kaufmann, San Micheli Wolkenstein, Albert Weber, G. Heinersdorff |                           |
| 09097787           | Stresemannstraße 66 Anhalter Straße 20 (Lage)                                    | Kath. St.-Clemens-Kirche und Gesellenhospiz                                                                  | Kath. St.-Clemens-Kirche, 1910–1911 von Bunning & Weber |                           |
| 09097787           | Stresemannstraße 66 Anhalter Straße 20 (Lage)                                    | Kath. St.-Clemens-Kirche und Gesellenhospiz                                                                  | Gesellenhospiz (Hinterhaus) |                           |
| 09097787           | Stresemannstraße 66 Anhalter Straße 20 (Lage)                                    | Kath. St.-Clemens-Kirche und Gesellenhospiz                                                                  | Gesellenhospiz (Vorderhaus) |                           |
| 09097787           | Stresemannstraße 66 Anhalter Straße 20 (Lage)                                    | Kath. St.-Clemens-Kirche und Gesellenhospiz                                                                  | Gesellenhospiz (Quergebäude) |                           |
| 09031245           | Stresemannstraße 90 Anhalter Straße 20 (Lage)                                    | Geschäftshaus (Deutschlandhaus)                                                                              | 1926–1935 von Bielenberg & Moser; Wiederaufbau 1960 als Haus der Ostdeutschen Heimat |                           |
| 09097803           | Stresemannstraße 105/109 Anhalter Straße 20 (Lage)                               | Wohn- und Geschäftshaus (Entstanden im Rahmen der IBA 1987)                                                  | Büroturm, 1982–1994 von Zaha Hadid |                           |
| 09097803           | Stresemannstraße 105/109 Anhalter Straße 20 (Lage)                               | Wohn- und Geschäftshaus (Entstanden im Rahmen der IBA 1987)                                                  | Ladenzeile, 1982–1994 von Zaha Hadid |                           |
| 09031247           | Südstern (Lage)                                                                  | Ev. Neue-Garnison-Kirche                                                                                     | 1893–1897 von Ernst August Rossteuscher |                           |
| 09031248           | Taborstraße 17 (Lage)                                                            | Ev. Tabor-Kirche                                                                                             | 1903–1905 von Ernst Schwartzkopff |                           |
| 09031249           | Tempelhofer Ufer 1 (Lage)                                                        | Postamt SW 61                                                                                                | 1900–1901 von Hermann Struve |                           |
| 09030690           | Tempelhofer Ufer 11 (Lage)                                                       | Palais Eger, Mietshaus mit Nebengebäude (Pferdestall und Remise) Bestandteil des Ensembles: Großbeerenstraße | 1880–1881 (nach anderer Quelle: 1888) von Knoblauch & Wex, Umbau und Aufstockung zum Bürogebäude 1921–1922 von Arnold Kuthe. Der repräsentative Bau gelangte in den 2020er Jahren an den Architekten Stefan Höglmaier, der es nach Plänen des Londoner Architekten David Kohn sanieren und umbauen ließ. Hier richtete Höglmaier anschließend ein Büro und einen Showroom für sein Unternehmen ein. |                           |
| 09031250           | Tempelhofer Ufer 17 (Lage)                                                       | Norddeutsche Gummi- & Guttapercha-Waren-Fabrik                                                               | 1898 von A. Winkler |                           |
| 09031251           | Tempelhofer Ufer 20 (Lage)                                                       | Lehrerwohnhaus der 40. und 150. Gemeindeschule                                                               | 1887–1888 von Hermann Blankenstein |                           |
| 09031251           | Tempelhofer Ufer 20 (Lage)                                                       | Lehrerwohnhaus der 40. und 150. Gemeindeschule                                                               | Brandwandgestaltung, 1981 von Irene Niepel |                           |
| 09031252           | Tempelhofer Ufer 21 (Lage)                                                       | Treppenhaus des Vorderhauses                                                                                 | 1857 von Braun und Baumbach |                           |
| 09031253           | Tempelhofer Ufer 23/24 (Lage)                                                    | Orenstein & Koppel-Arthur Koppel AG, Verwaltungsgebäude                                                      | 1913 von Cremer & Wolffenstein |                           |
| 09031254           | Urbanstraße 21 (Lage)                                                            | Offizierskasino des Kaiser-Franz-Garde-Grenadier-Regiments                                                   | 1914 |                           |
| 09030993           | Urbanstraße 33 (Lage)                                                            | Mietshaus Bestandteil des Ensembles: Urbanstraße                                                             | 1888–1889 von E. Grabarsch |                           |
| 09030994           | Urbanstraße 34 (Lage)                                                            | Mietshaus Bestandteil des Ensembles: Urbanstraße                                                             | 1890–1891 von Wilhelm Seyring & Co. |                           |
| 09031255           | Urbanstraße 116 (Lage)                                                           | Urbanhof | Mietshaus, 1894–1895 von August Kösel |                           |
| 09031255           | Urbanstraße 116 (Lage)                                                           | Urbanhof | Fabrikgebäude |                           |
| 09031256           | Urbanstraße 122–123 (Lage)                                                       | Wohngebäude der Berliner Stadtreinigung                                                                      | 1912–1913 von Julian Szella |                           |
| 09031257           | Urbanstraße 177 (Lage)                                                           | Tor der Pumpstation Radialsystem VI                                                                          | 1899 |                           |
| 09031258           | Viktoriapark (Lage)                                                              | Nationaldenkmal für die Befreiungskriege auf dem Kreuzberg                                                   | 1818–1821 von Karl Friedrich Schinkel (siehe Gartendenkmal Kreuzbergstraße) |                           |
| 09031008           | Vor dem Schlesischen Tor (Lage)                                                  | Obere Freiarchenbrücke Bestandteil des Ensembles: Vor dem Schlesischen Tor                                   | 1893–1894 von Otto Stahn und Zanders |                           |
| 09031009           | Vor dem Schlesischen Tor (Lage)                                                  | Schlesische Brücke Bestandteil des Ensembles: Vor dem Schlesischen Tor                                       | 1894–1896 von Otto Stahn |                           |
| 09031259           | Vor dem Schlesischen Tor 2 Schleusenufer 3 (Lage)                                | Tankstelle                                                                                                   | 1928–1929 von Paul Schröder und Max Pohl |                           |
| 09031260           | Vor dem Schlesischen Tor 3 Schleusenufer 1–2 (Lage)                              | Steuerhaus der Königlichen Wasserbauinspektion I mit Einfriedung                                             | 1859–1860 von Gustav Ferdinand Möller |                           |
| 09097789           | Waldemarstraße (Lage)                                                            | Waldemarbrücke über den ehemaligen Luisenstädtischen Kanal                                                   | 1890–1891 (siehe auch Gartendenkmal Luisenstädtischer Kanal) |                           |
| 09031261           | Waldemarstraße 33/35 (Lage)                                                      | Doppelmietshaus                                                                                              | 1883–1884 von Franz Goltsch |                           |
| 09031261           | Waldemarstraße 33/35 (Lage)                                                      | Doppelmietshaus                                                                                              | Seitenfabrikgebäude 1. Hof, 1875 von W. Schneider, 1883–1884 Umbau von Franz Goltsch |                           |
| 09031261           | Waldemarstraße 33/35 (Lage)                                                      | Doppelmietshaus                                                                                              | Seitenfabrikgebäude 2. Hof, 1875 von W. Schneider, 1883–1884 Umbau von Franz Goltsch |                           |
| 09031261           | Waldemarstraße 33/35 (Lage)                                                      | Doppelmietshaus                                                                                              | Fabrikquergebäude 2. Hof, 1889–1890 von Franz Goltsch |                           |
| 09031262           | Waldemarstraße 37A (Lage)                                                        | Fabrikgebäude                                                                                                | Querflügel, 1869–1870 von Parey und Tondeur |                           |
| 09031262           | Waldemarstraße 37A (Lage)                                                        | Fabrikgebäude                                                                                                | Pferdeställe |                           |
| 09031262           | Waldemarstraße 37A (Lage)                                                        | Fabrikgebäude                                                                                                | 1. Hofgebäude |                           |
| 09031262           | Waldemarstraße 37A (Lage)                                                        | Fabrikgebäude                                                                                                | 2. Hofgebäude |                           |
| 09010151           | Waldemarstraße 42–42B (Lage)                                                     | Mietshaus, Etagenfabrik und Remise                                                                           | Mietshaus, 1888 von Hermann Wolff |                           |
| 09010151           | Waldemarstraße 42–42B (Lage)                                                     | Mietshaus, Etagenfabrik und Remise                                                                           | Etagenfabrik, 1863 von Albert Joll |                           |
| 09010151           | Waldemarstraße 42–42B (Lage)                                                     | Mietshaus, Etagenfabrik und Remise                                                                           | Hofunterkellerung |                           |
| 09010151           | Waldemarstraße 42–42B (Lage)                                                     | Mietshaus, Etagenfabrik und Remise                                                                           | Remise |                           |
| 09010048           | Wartenburgstraße 2 (Lage)                                                        | Mietshaus | 1877–1878 von Heinrich Adolf Holland |                           |
| 09031014           | Wartenburgstraße 16–16B (Lage)                                                   | Mietshaus Bestandteil des Ensembles: Wartenburgstraße                                                        | 1874–1875 von Carl Friedrich Toebelmann |                           |
| 09031014           | Wartenburgstraße 16–16B (Lage)                                                   | Mietshaus Bestandteil des Ensembles: Wartenburgstraße                                                        | Seiten- und Quergebäude, 1894 von Otto Schnock |                           |
| 09031263           | Wassertorstraße 4 (Lage)                                                         | 28. Gemeindeschule                                                                                           | 1865 von Adolf Gerstenberg |                           |
| 09031263           | Wassertorstraße 4 (Lage)                                                         | 28. Gemeindeschule                                                                                           | 2 Abortgebäude |                           |
| 09095000           | Wassertorstraße 62 (Lage)                                                        | Gewerbebau mit Kelleranlage                                                                                  | Gewerbebau, 1912 von Richard Bielenberg und Josef Moser |                           |
| 09095000           | Wassertorstraße 62 (Lage)                                                        | Gewerbebau mit Kelleranlage                                                                                  | Keller |                           |
| 09031264           | Wassertorstraße 21A (Lage)                                                       | Ev. St.-Simeon-Kirche                                                                                        | 1894–1896 von Franz Schwechten |                           |
| 09031264           | Wassertorstraße 21A (Lage)                                                       | Ev. St.-Simeon-Kirche                                                                                        | Wiederaufbau, 1952–1961 von Fritz Berndt und Willy Rossa (Innenansicht) |                           |
| 09031020           | Wiener Straße 69 Skalitzer Straße 39 (Lage)                                      | Mietshaus Bestandteil des Ensembles: Wiener Straße                                                           | 1887 von M. Koch |                           |
| 09031099           | Wrangelstraße 31 (Lage)                                                          | Gemeindezentrum der Ev. Emmaus-Kirchengemeinde                                                               | 1971–1972 von Ludolf von Walthausen |                           |
| 09031265           | Wrangelstraße 50/51 (Lage)                                                       | Kath. St. Marien-Liebfrauen-Kirche, Kirche mit Pfarr- und Mietshaus                                          | 1904–1906 von Ludwig Becker |                           |
| 09031266           | Wrangelstraße 98, Zeughofstraße 24 (Lage)                                        | Kaserne des 3. Garde-Regiments zu Fuß                                                                        | 1874–1878 von Otto Heimerdinger |                           |
| 09031033           | Yorckstraße 80 (Lage)                                                            | Mietshaus Bestandteil des Ensembles: Yorckstraße                                                             | 1900–1901 von August Esmann |                           |
| 09031034           | Yorckstraße 81/82 (Lage)                                                         | Doppelmietshaus Bestandteil des Ensembles: Yorckstraße                                                       | 1899–1900 von August Esmann |                           |
| 09031267           | Zeughofstraße 20 (Lage)                                                          | Gewerbehof Laurinat                                                                                          | Vorderhaus, 1902 von Paul Ueberholz und Chr. Neumann |                           |
| 09031267           | Zeughofstraße 20 (Lage)                                                          | Gewerbehof Laurinat                                                                                          | Gewerbehof | Gewerbehof                |
| 09031268           | Zimmerstraße 11 (Lage)                                                           | Mietshaus Bestandteil des Ensembles: Checkpoint Charlie                                                      | 1882–1883 von C. Bülow |                           |
| 09031268           | Zimmerstraße 11 (Lage)                                                           | Mietshaus Bestandteil des Ensembles: Checkpoint Charlie                                                      | Quergebäude, 1844 von Hosemann und W. Bartholt |                           |
| 09031120           | Zossener Straße 65 (Lage)                                                        | Ev. Kirche zum Heiligen Kreuz                                                                                | 1884–1888 von Johannes Otzen; vereinfachter Wiederaufbau 1959 von Erich Ruhtz |                           |

## Gartendenkmale
| Nr.      | Lage | Offizielle Bezeichnung                                                                                     | Beschreibung | Bild |
| -------- | --- | --- | --- | ---- |
| 09046149 | Bergmannstraße 39–41, Jüterboger Straße (Lage)                                                                               | Dreifaltigkeitskirchhof II                                                                                 | |      |
| 09046149 | Bergmannstraße 39–41, Jüterboger Straße (Lage)                                                                               | Dreifaltigkeitskirchhof II                                                                                 | Bestandteile des 1825 angelegten und 1855 erweiterten Kirchhofs: |      |
| 09046149 | Bergmannstraße 39–41, Jüterboger Straße (Lage)                                                                               | Dreifaltigkeitskirchhof II                                                                                 | Kapelle von 1856 |      |
| 09046149 | Bergmannstraße 39–41, Jüterboger Straße (Lage)                                                                               | Dreifaltigkeitskirchhof II                                                                                 | Totengräberhaus von 1856 |      |
| 09046149 | Bergmannstraße 39–41, Jüterboger Straße (Lage)                                                                               | Dreifaltigkeitskirchhof II                                                                                 | Grabmal |      |
| 09046150 | Bergmannstraße 42–44, Jüterboger Straße (Lage)                                                                               | Friedrichswerderscher Friedhof                                                                             | |      |
| 09046150 | Bergmannstraße 42–44, Jüterboger Straße (Lage)                                                                               | Friedrichswerderscher Friedhof                                                                             | Bestandteile des 1844 angelegten und 1879 erweiterten Friedhofs: |      |
| 09046150 | Bergmannstraße 42–44, Jüterboger Straße (Lage)                                                                               | Friedrichswerderscher Friedhof                                                                             | Kapelle von J. Hin, 1884, nach Entwurf von Erdmann, 1875–1877 |      |
| 09046150 | Bergmannstraße 42–44, Jüterboger Straße (Lage)                                                                               | Friedrichswerderscher Friedhof                                                                             | Leichenhalle von J. Hin, 1884, nach Entwurf von Erdmann, 1875–1877 |      |
| 09046150 | Bergmannstraße 42–44, Jüterboger Straße (Lage)                                                                               | Friedrichswerderscher Friedhof                                                                             | Totengräberhaus von J. Hin, 1884, nach Entwurf von Erdmann, 1875–1877 |      |
| 09046150 | Bergmannstraße 42–44, Jüterboger Straße (Lage)                                                                               | Friedrichswerderscher Friedhof                                                                             | Wartehalle, von Fritz Haack, 1903 |      |
| 09046151 | Bergmannstraße 45–47 (Lage)                                                                                                  | Friedhof IV der Jerusalems- und Neuen Kirche                                                               | |      |
| 09046151 | Bergmannstraße 45–47 (Lage)                                                                                                  | Friedhof IV der Jerusalems- und Neuen Kirche                                                               | Bestandteile des 1852 angelegten und 1863 erweiterten Friedhofs: |      |
| 09046151 | Bergmannstraße 45–47 (Lage)                                                                                                  | Friedhof IV der Jerusalems- und Neuen Kirche                                                               | Kapelle, 1888–1891 von Louis Arnd |      |
| 09046151 | Bergmannstraße 45–47 (Lage)                                                                                                  | Friedhof IV der Jerusalems- und Neuen Kirche                                                               | Totengräberhaus, 1888–1891 von Louis Arnd |      |
| 09046606 | Bernburger Straße 22, 22 A, 22 B, 23, 26 Dessauer Straße 9–14 Hafenplatz 5–7 Köthener Straße. 28–32 (Lage)                   | Hofanlage mit Pflanzenkläranlage (Entstanden im Rahmen der IBA 1987)                                       | 1985–1987 von AG Ökologischer Stadtumbau, Compactplan, Harald Kraft, Hans Loidl, Christoph Luz, Michael Schoenholtz |      |
| 09046612 | Fraenkelufer 32/44 (Lage) | Gartenhof Bestandteil des Ensembles: Fraenkelufer                                                          | 1982–1984 von Raimund Herms, Hinrich und Inken Baller |      |
| 09097798 | Friedrichstraße 239–244 Rahel-Varnhagen-Promenade Wilhelmstraße 8 Franz-Klühs-Straße (Lage)                                  | Theodor-Wolff-Park (Entstanden im Rahmen der IBA 1987)                                                     | Park, 1988–1990 von Regina Poly mit Dieter Pfannenstiel |      |
| 09097798 | Friedrichstraße 239–244 Rahel-Varnhagen-Promenade Wilhelmstraße 8 Franz-Klühs-Straße (Lage)                                  | Theodor-Wolff-Park (Entstanden im Rahmen der IBA 1987)                                                     | Brunnenskulptur „Nichtgeburtstagskaffeekanne“, 1988–1990 von Heinrich Brummack |      |
| 09097798 | Friedrichstraße 239–244 Rahel-Varnhagen-Promenade Wilhelmstraße 8 Franz-Klühs-Straße (Lage)                                  | Theodor-Wolff-Park (Entstanden im Rahmen der IBA 1987)                                                     | Skulpturen „Vase auf Wagen“ und „Vase“ von Heinrich Brummack |      |
| 09046157 | Kreuzbergstraße (Lage) | Viktoriapark                                                                                               | 1821, 1888–1894 von Hermann Mächtig, 1913–1916 erweitert von Albert Brodersen (siehe auch Baudenkmale Kreuzbergstraße 62 und Nationaldenkmal für die Befreiungskriege) |      |
| 09046607 | Lindenstraße 14 Alte Jakobstraße (Lage)                                                                                      | Garten am Berlin Museum (Entstanden im Rahmen der IBA 1987)                                                | 1984–1988 von Hans Kollhoff und Arthur Ovaska (siehe Baudenkmal Lindenstraße 14) |      |
| 09097891 | Lindenstraße 82–85 Markgrafenstraße 5–8 (Lage)                                                                               | LiMa-Wohnhof                                                                                               | 1984–1986 von Herman Hertzberger (siehe Gartendenkmal Lindenstraße 82–84) |      |
| 09046159 | Luisenstädtischer Kanal (Lage)                                                                                               | Grünzug zwischen Urbanhafen und Schillingbrücke                                                            | Kanalanlage, 1848–1852 von Peter Joseph Lenné; Kanalzuschüttung 1926–1929, Umgestaltung 1929–1932 von Erwin Barth und Leo Kloss, Veränderungen seit den 1940er Jahren; 1982–1987 von Luz und Hanke (siehe auch Gartendenkmal Luisenstädtischer Kanal und Engelbecken in Mitte) |      |
| 09046159 | Luisenstädtischer Kanal (Lage)                                                                                               | Grünzug zwischen Urbanhafen und Schillingbrücke                                                            | Abschnitt südlicher Wassertorplatz bis Landwehrkanal 1987–1988 von Hinrich Baller |      |
| 09046159 | Luisenstädtischer Kanal (Lage)                                                                                               | Grünzug zwischen Urbanhafen und Schillingbrücke                                                            | Gasleuchten |      |
| 09046160 | Mariannenplatz (Lage) | Stadtplatz                                                                                                 | 1841–1853 von Peter Joseph Lenné, 1950–1952 Umgestaltung von Eva Wedel, 1978–1979 Neugestaltung von Dietmar Grötzebach |      |
| 09046160 | Mariannenplatz (Lage) | Stadtplatz                                                                                                 | Gasleuchten |      |
| 09046161 | Mehringdamm 21, Baruther Straße (Lage)                                                                                       | Friedhof III der Jerusalems- und Neuen Kirche                                                              | Friedhof, angelegt 1819, Erweiterung 1965 |      |
| 09046161 | Mehringdamm 21, Baruther Straße (Lage)                                                                                       | Friedhof III der Jerusalems- und Neuen Kirche                                                              | Kapelle, 1838 von Schüttler |      |
| 09046161 | Mehringdamm 21, Baruther Straße (Lage)                                                                                       | Friedhof III der Jerusalems- und Neuen Kirche                                                              | Einfriedung, 1838 von Schüttler |      |
| 09046161 | Mehringdamm 21, Baruther Straße (Lage)                                                                                       | Friedhof III der Jerusalems- und Neuen Kirche                                                              | Portal, 1890 von Louis Arnd |      |
| 09046161 | Mehringdamm 21, Baruther Straße (Lage)                                                                                       | Teilverlust:Wandgrab                                                                                       | Wandgrab Thierichens, 1857 |      |
| 09046164 | Obentrautstraße 32 (Lage) | Innenhof                                                                                                   | 1895–1896 von J. Behring (siehe Baudenkmal Obentrautstraße 32) |      |
| 09046165 | Oranienplatz (Lage) | Stadtplatz Bestandteil des Ensembles: Oranienstraße                                                        | 1848–1852 von Peter Joseph Lenné, 1894 und 1907 von Hermann Mächtig, 1904 von Bruno Schmitz, 1929–1932 und 1956–1957 Neugestaltung vom Gartenamt Kreuzberg, 2006–2008 Wiederherstellung                                                                                        |      |
| 09046611 | Ritterstraße 55–60B Alte Jakobstraße 120A-121 Feilnerstraße 1–4A, 7–12 Lindenstraße 30–31, 36–37 Oranienstraße 99–105 (Lage) | Wohnanlage Ritterstraße-Nord, Hofanlagen, Mietergärten und Freiflächen (Entstanden im Rahmen der IBA 1987) | 1982–1988 von Jasper Halfmann, Rob Krier und Klaus Zillich |      |
| 09046166 | Südstern 8 Golßener Straße Züllichauer Straße (Lage)                                                                         | Luisenstädtischer Friedhof                                                                                 | angelegt 1830, erweitert um 1850 und 1862 |      |
| 09046166 | Südstern 8 Golßener Straße Züllichauer Straße (Lage)                                                                         | Luisenstädtischer Friedhof                                                                                 | Urnenhain von der Firma Ludwig Späth |      |
| 09046166 | Südstern 8 Golßener Straße Züllichauer Straße (Lage)                                                                         | Luisenstädtischer Friedhof                                                                                 | Kapelle, 1908–1909 von Carl und Walter Koeppen |      |
| 09046166 | Südstern 8 Golßener Straße Züllichauer Straße (Lage)                                                                         | Luisenstädtischer Friedhof                                                                                 | Verwaltungsgebäude (Totengräberhaus), 1892 von Louis Arnd |      |
| 09046166 | Südstern 8 Golßener Straße Züllichauer Straße (Lage)                                                                         | Luisenstädtischer Friedhof                                                                                 | Glockenturm, 1928 von Heinrich Straumer |      |
| 09046167 | Wartenburgstraße 1–1F, Großbeerenstraße 22 (Lage)                                                                            | Vorgarten und Ehrenhof der St.-Gertraudt-Stiftung                                                          | 1871–1884 von Friedrich Koch (siehe Gesamtanlage Wartenburgstraße 1) |      |
| 09046171 | Zossener Straße, Blücherstraße (Lage)                                                                                        | Bethlehemsfriedhof                                                                                         | angelegt 1736 |      |
| 09046171 | Zossener Straße, Blücherstraße (Lage)                                                                                        | Gottesacker der Brüdergemeine                                                                              | angelegt 1736 |      |
| 09046169 | Zossener Straße, Baruther Straße, Blücherstraße (Lage)                                                                       | Dreifaltigkeitsfriedhof I                                                                                  | angelegt ca. 1737, erweitert 1798 |      |
| 09046170 | Zossener Straße, Baruther Straße, Blücherstraße, Mehringdamm (Lage)                                                          | Friedhof I und II der Jerusalems- und Neuen Kirche                                                         | angelegt 1735, erweitert 1796 |      |

## Bodendenkmale
| Nr.      | Lage                                     | Offizielle Bezeichnung                                                                 | Beschreibung                                          | Bild |
| -------- | ---------------------------------------- | -------------------------------------------------------------------------------------- | ----------------------------------------------------- | ---- |
| 09031269 | Niederkirchnerstraße 8 (Lage)            | Zellen bzw. Keller der Gebäude der Geheimen Staatspolizei und der Reichsführung der SS | 1933                                                  |      |
| 09031269 | Niederkirchnerstraße 9 (Lage)            | Denkmalverlust: Fundamente einer barockzeitlichen Bebauung                             | 18. Jahrhundert                                       |      |
| 09031270 | Rudi-Dutschke-Straße Lindenstraße (Lage) | Fundamente der Jerusalemskirche und deren Vorgängerbauten                              | 15.–18. Jh., 1879 von Gustav Knoblauch und Eduard Wex |      |
| 09031270 | Rudi-Dutschke-Straße Lindenstraße (Lage) | Fundamente der Jerusalemskirche und deren Vorgängerbauten                              | Bestattungen, 17.–18. Jh.                             |      |

## Ehemalige Denkmale
| Nr.       | Lage                                 | Offizielle Bezeichnung | Beschreibung | Bild |
| --------- | ------------------------------------ | --- | --- | ---- |
| 09046152  | Dieffenbachstraße 62 (Lage)          | Innenhof | 1885 |      |
| unbekannt | Fontanepromenade 9 (Lage)            | Innenhof | ab 1902 |      |
| 09046154  | Großbeerenstraße 24 (Lage)           | Innenhof | um 1874 |      |
| 09046155  | Hasenheide 16–19 (Lage)              | Vorgarten | ab 1907–1908 |      |
| 09046156  | Hornstraße 23 (Lage)                 | Vorgarten | ab 1881 |      |
| 09046158  | Kreuzbergstraße 73 (Lage)            | Innenhof | ab 1902 |      |
| 09031105  | Skalitzer Straße / Gitschiner Straße | Hochbahnanlage (ehemalige Stammbahn) zwischen Oberbaumbrücke und Dennewitzstraße bzw. Köthener Brücke (heute Teil der U1) und zwischen Reichpietschufer und Bezirksgrenze Schöneberg (heute Teil der U2) mit stillgelegter Gleisschleife am Gleisdreieck, Hochbahn-Viadukt | 1896–1902 von Siemens & Halske (Ingenieur Heinrich Schwieger), Umbau 1912–1913 Ist seit Februar 2012 Teil der Gesamtanlage Hoch- und Untergrundbahn, Stammstrecke        |      |
| 09046168  | Wassertorplatz (Lage)                | Stadtplatz | 1841–1852 von Peter Joseph Lenné, 1926–1928 von Erwin Barth, teilweise Umgestaltung 1959 vom Gartenamt Kreuzberg, 1981–1986 von Hinrich und Inken Baller; 2014 aberkannt |      |